# قائمة إصدارات الطوابع البريدية في الشارقة (1970)
أدارت المملكة المتحدة العلاقات الخارجية لإمارات الساحل المتصالح نتيجة لمعاهدة «الاتفاقية الحصرية» لعام 1892، بما في ذلك إدارة البريد والبرق - حيث تكن هذه الإمارات منتمية للاتحاد البريدي العالمي. افتتحت حكومة الهند أول مكتب بريد في دبي في عام 1941. وفي عام 1948، وتولت إدارته وتشغيله الوكالات البريدية البريطانية في شرق شبه الجزيرة العربية، وهي شركة تابعة لمكتب البريد العام. كانت الطوابع في ذلك الوقت عبارة عن طوابع بريطانية مقابل رسوم إضافية بقيمة الروبية، حتى عام 1959، حيث أصدرت مجموعة من طوابع بريدية تحمل اسم «الإمارات المتصالحة» من دبي.
في عام 1963، تنازلت المملكة المتحدة عن مسؤوليتها عن الأنظمة البريدية في الإمارات المتصالحة إلى حكام الإمارات المتصالحة. لذا أصدرت إمارة الشارقة أول طوابعها البريدية في سنة 1963.
الكثير من الطوابع التي أصدرت في إمارة الشارقة تصنف ضمن طوابع الكثبان الرملية. طبعت هذه الطوابع بكثرة في الستينيات وأوائل السبعينيات من القرن الماضي، وتكاد تكون عديمة القيمة اليوم.
وجد فينبار كيني وهو رجل أعمال أمريكي ومن هواة جمع الطوابع الفرصة لإنشاء عدد من الإصدارات من الطوابع التي تستهدف سوق جامعي الطوابع المربح. وقد أبرم في عام 1964 اتفاقات مع إمارات الخليج العربي لإصدار طوابع، ومن بينها إمارة الشارقة. حملت هذه الطوابع مصورا ذات ألوان وأشكال صارخة وليس لها صلة فعلية بالإمارات.
كان بيع الطوابع البريدية لفترة قصيرة تجارة مربحة للإمارات، حيث كان لمعظم الإمارات القليل من مصادر الدخل، باستثناء إمارة أبو ظبي، التي توفر فيها إنتاج النفط منذ عام 1965. ومع ذلك، انخفضت الإيرادات التي تصل إلى 70 ألف جنيه إسترليني للإمارات الأفقر إلى 30 ألف جنيه إسترليني مع التشبع الحتمي للسوق. شكل بيع الطوابع بحلول عام 1966 المصدر الرئيسي لدخل الإمارات المتصالحة الشمالية.
أدى انتشارها في النهاية إلى تقليل قيمتها، ولهذا السبب، فإن العديد من الكتالوجات الشعبية اليوم لا تدرجها حتى.
اتهم فينبار كيني بالتورط في قضية رشوة في الولايات المتحدة بسبب تعاملاته مع حكومة جزر كوك. انتهت ترتيبات فينبار كيني عندما توحدت الإمارات العربية المتحدة في ديسمبر 1971.
هذه قائمة إصدارات الطوابع البريدية في إمارة الشارقة لعام 1970:

## إصدارات اليونسيف - لوحات الأطفال
في 20 يناير 1970، أصدرت الطوابع التالية التي تظهر عليها صور لوحات فنية تصور أطفالا:

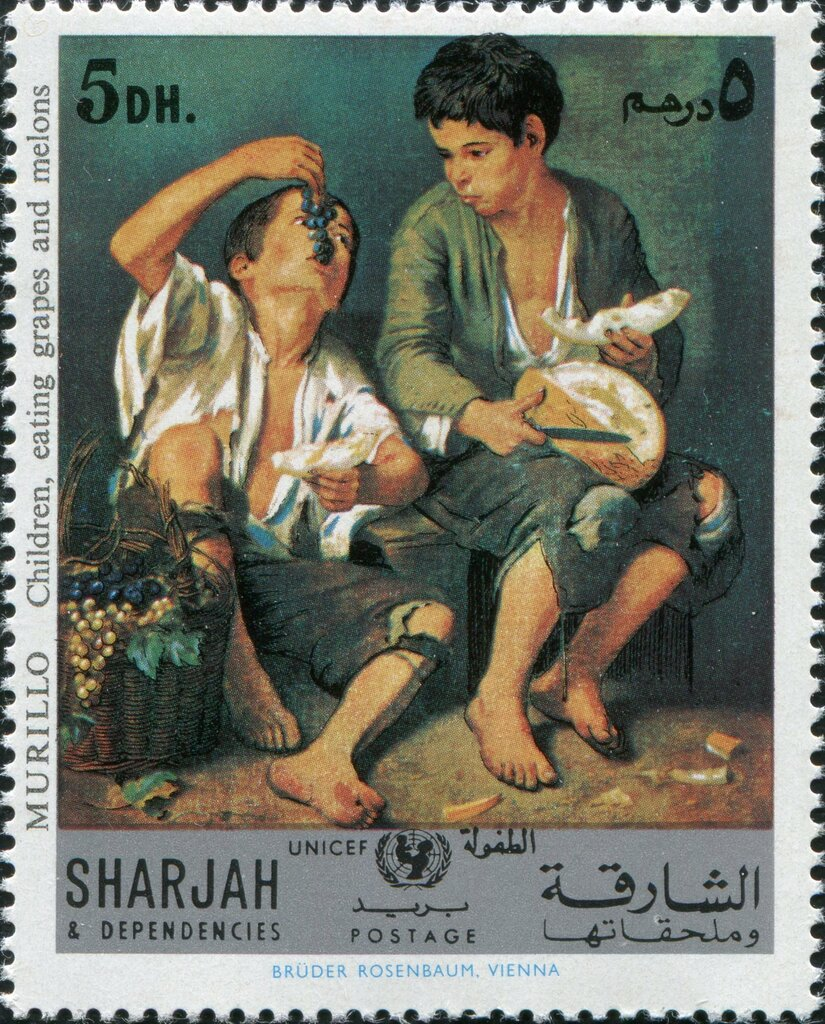
5 دراهم لوحة طفلان يأكلان العنب والبطيخ[الإنجليزية] للرسام بارتولومه إستبان موريو
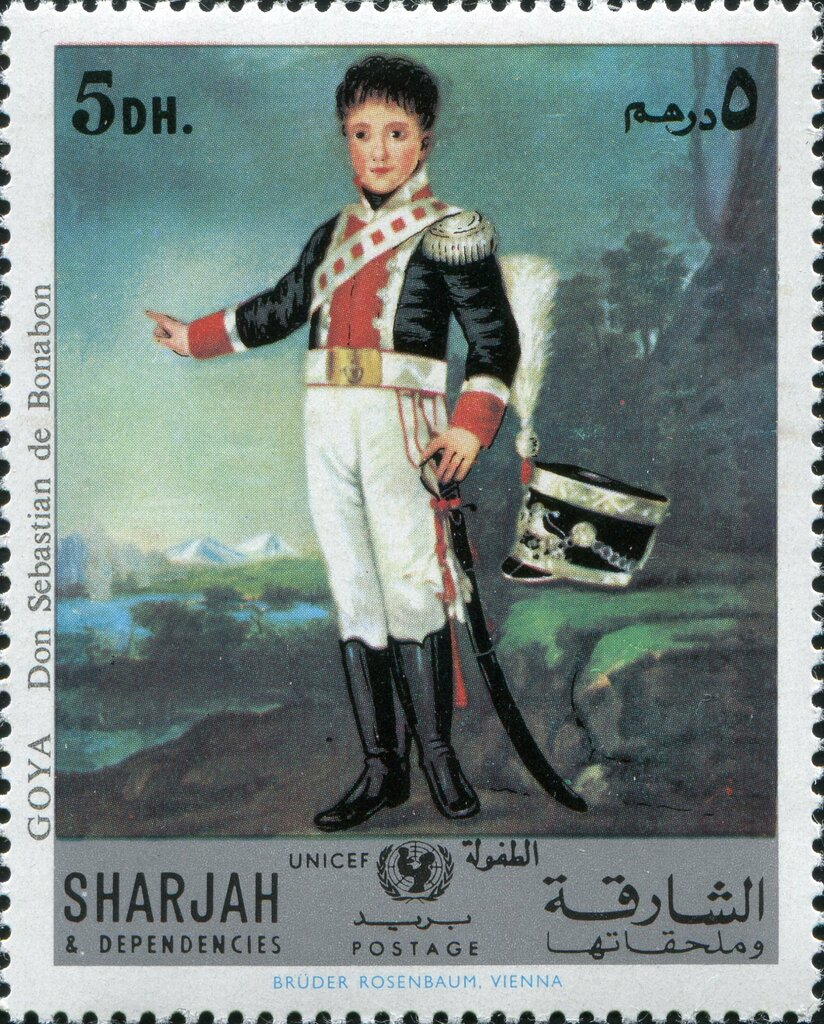
5 دراهم لوحة إنفانتي سيبستيان (إنفانتي سيبستيان في طفولته (Q115965910)) للرسام فرانثيسكو غويا
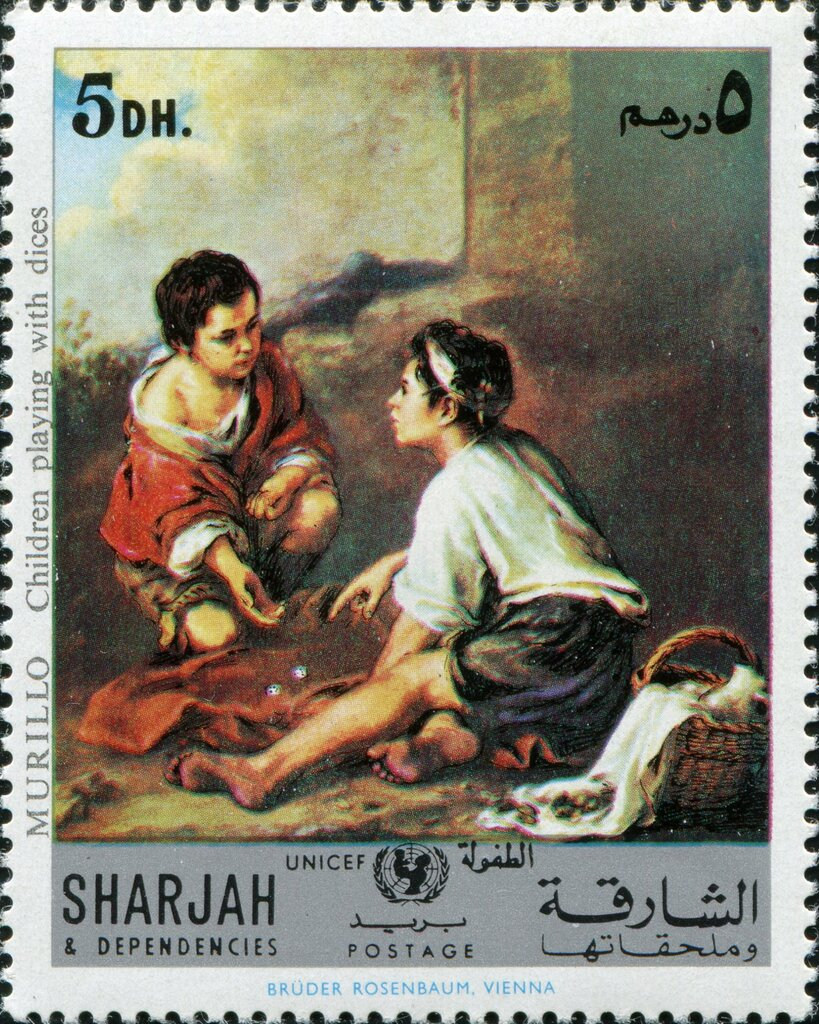
5 دراهم لوحة ولدان يلعبان بالنرد (Q106130158) للرسام بارتولومه إستبان موريو
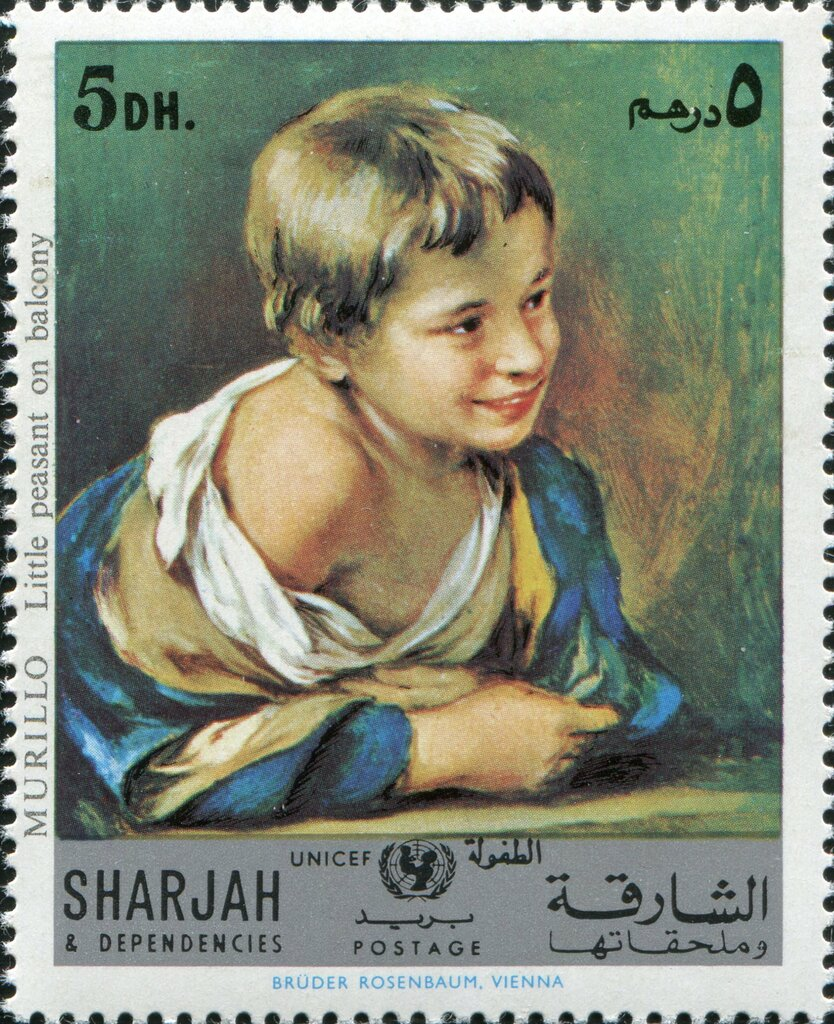
5 دراهم لوحة صبي فلاح يتكئ على عتبة (Q26506646) للرسام بارتولومه إستبان موريو
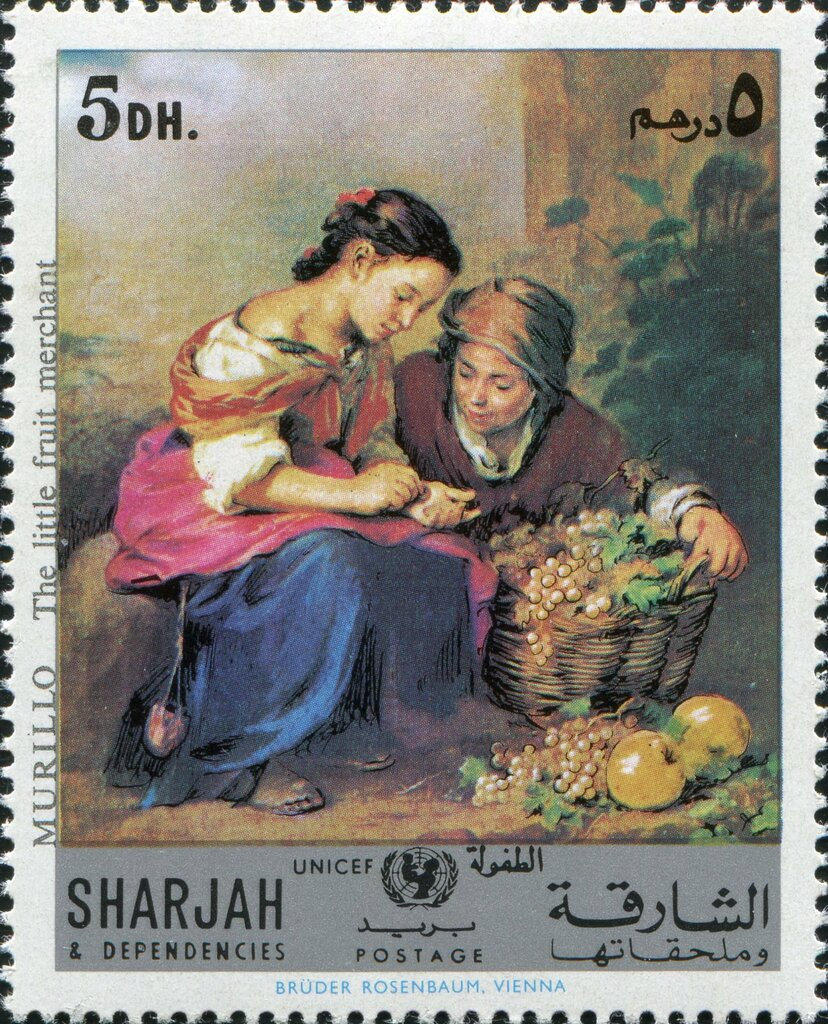
5 دراهم لوحة بائعة الفواكه الصغيرة[الإنجليزية] للرسام بارتولومه إستبان موريو
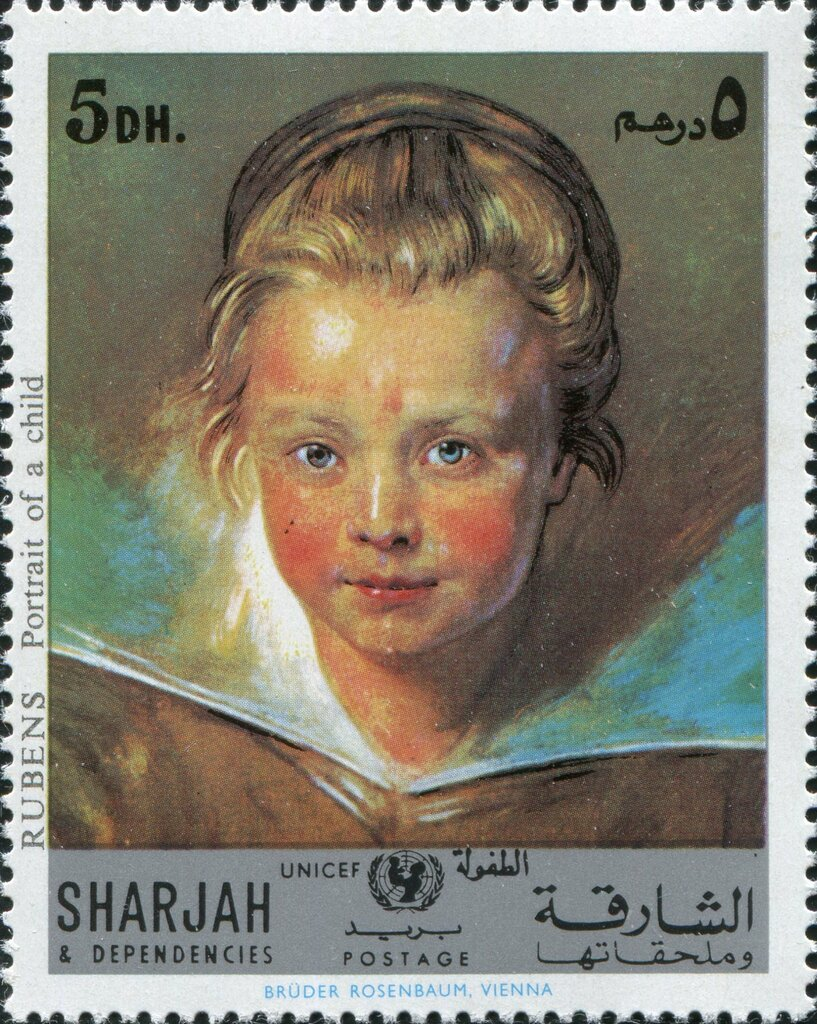
5 دراهم لوحة كلارا سيرينا روبنس[اليابانية] التي رسمها والدها بيتر بول روبنس
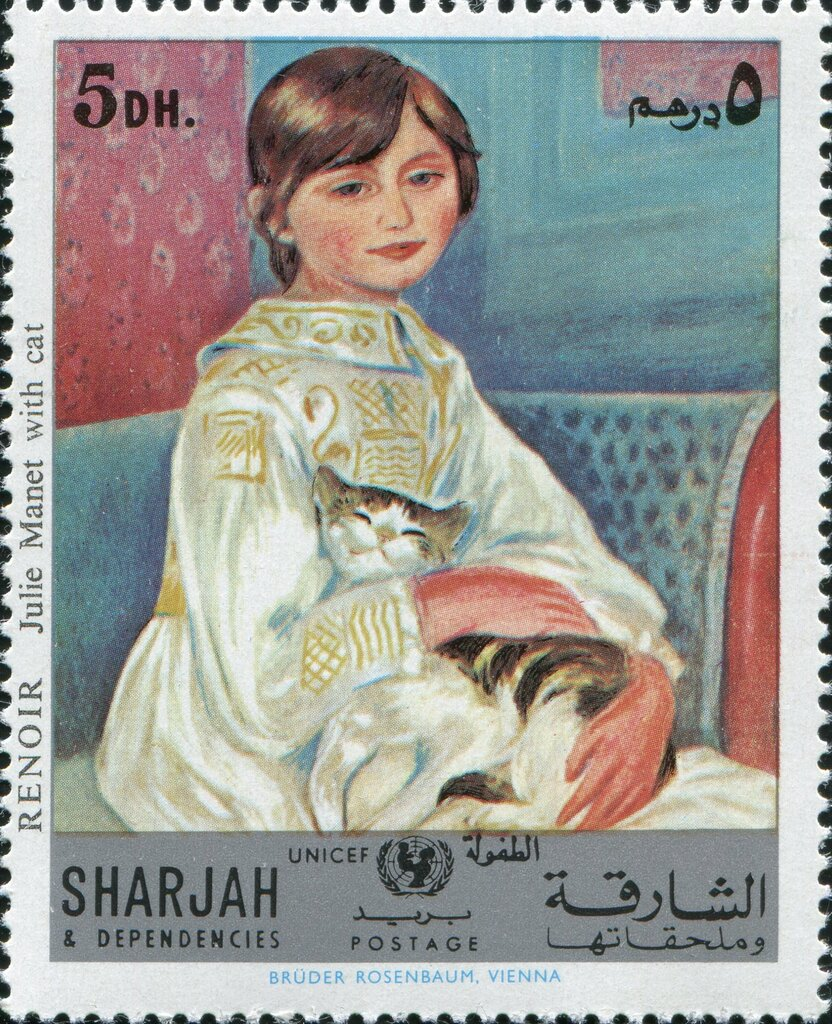
5 دراهم لوحة جولي مانيه مع قطة[الفرنسية] للرسام أوغوست رينوار
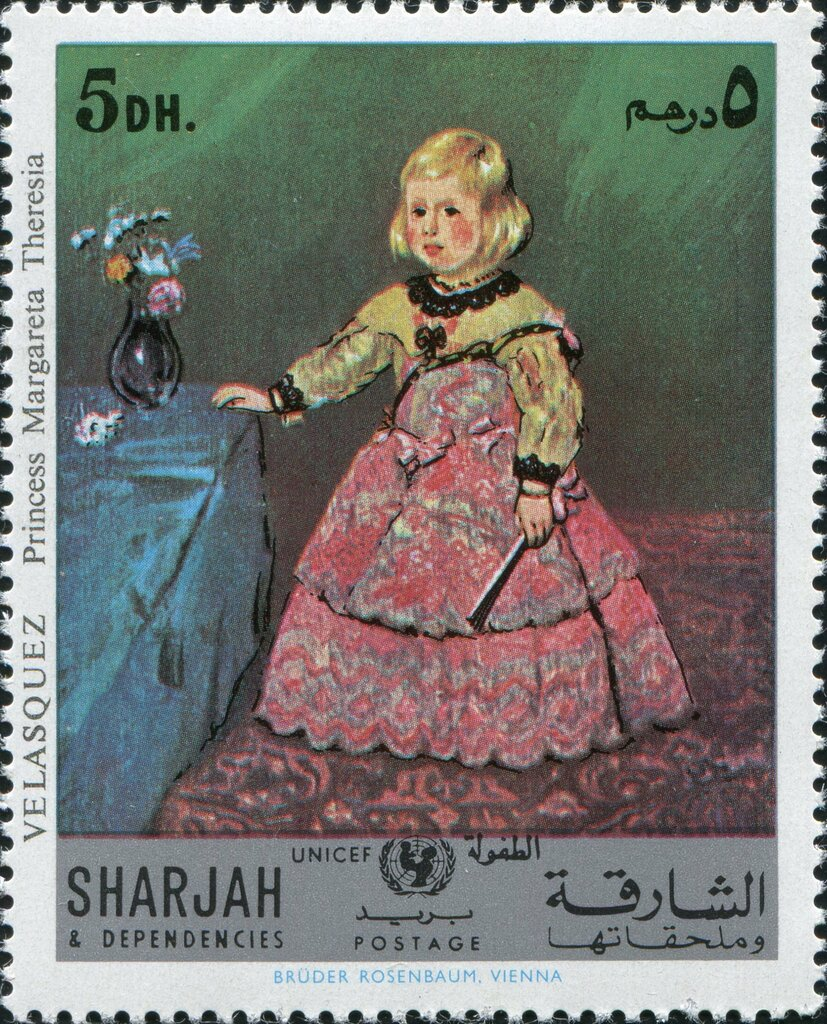
5 دراهم لوحة مارغريت تيريزا في طفولتها[الإنجليزية] للرسام دييغو بيلازكيز
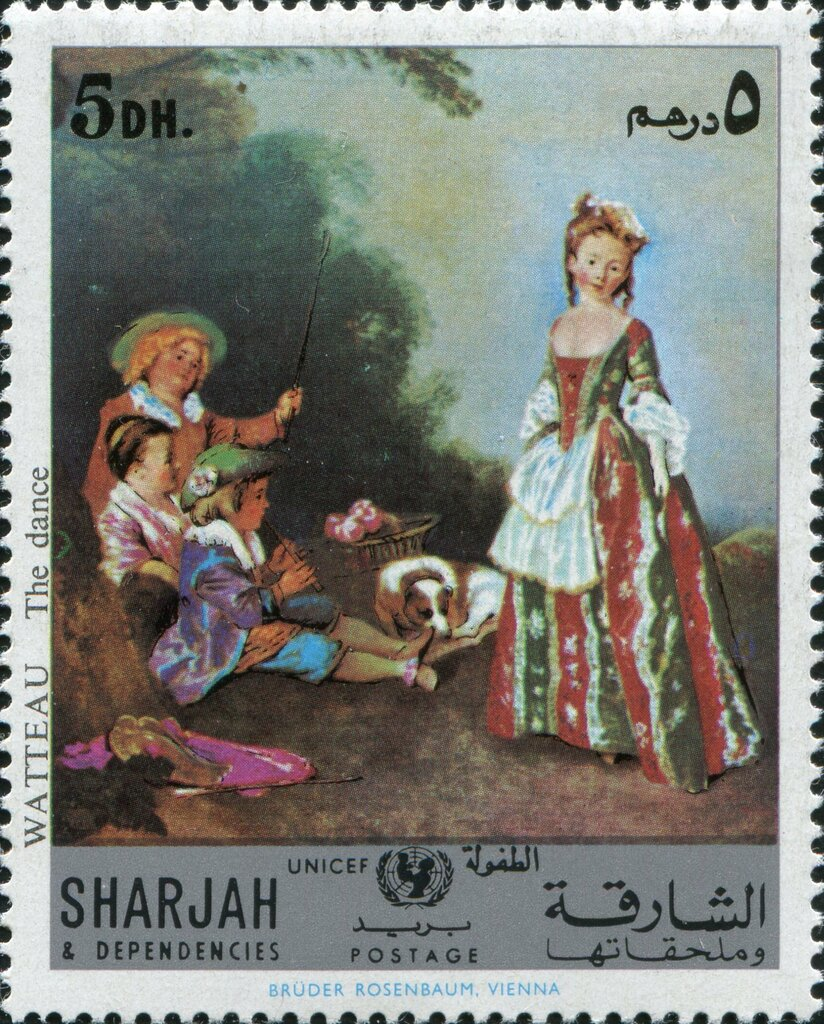
5 دراهم لوحة الرقص (Q54086631) للرسام أنطوان واتو

وكذلك توفرت طوابع مخصصة للبريد الجوي:

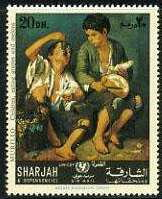
20 درهما لوحة طفلان يأكلان العنب والبطيخ[الإنجليزية] للرسام بارتولومه إستبان موريو
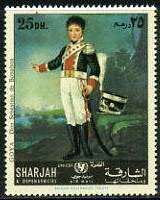
25 درهما لوحة إنفانتي سيبستيان (إنفانتي سيبستيان في طفولته (Q115965910)) للرسام فرانثيسكو غويا
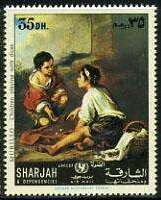
35 درهما لوحة ولدان يلعبان بالنرد (Q106130158) للرسام بارتولومه إستبان موريو
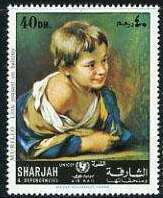
40 درهما لوحة صبي فلاح يتكئ على عتبة (Q26506646) للرسام بارتولومه إستبان موريو
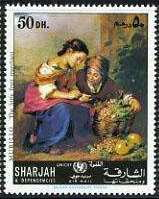
50 درهما لوحة بائعة الفواكه الصغيرة[الإنجليزية] للرسام بارتولومه إستبان موريو
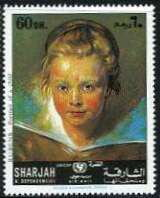
60 درهما لوحة كلارا سيرينا روبنس[اليابانية] التي رسمها والدها بيتر بول روبنس
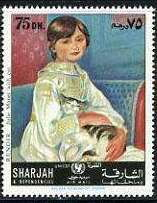
75 درهما لوحة جولي مانيه مع قطة[الفرنسية] للرسام أوغوست رينوار
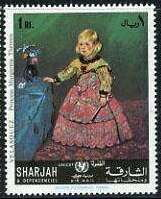
ريال واحد لوحة مارغريت تيريزا في طفولتها[الإنجليزية] للرسام دييغو بيلازكيز
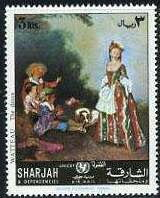
3 ريالات لوحة الرقص (Q54086631) للرسام أنطوان واتو

وأيضا أصدرت ورقتا طوابع صغيرة تضم كل واحدة منها 3 طوابع متجاورة:

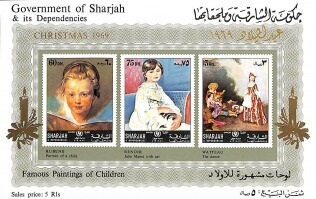
ورقة طوابع صعيرة تضم 3 طوابع، قيمتها 5 ريالات، وقد كتب عليها "لوحات مشهورة للأولاد"، وكذلك "عيد الميلاد 1969".
الطوابع الظاهر هي:
- 60 درهما
لوحة كلارا سيرينا روبنس
التي رسمها والدها بيتر بول روبنس
- 75 درهما
لوحة جولي مانيه مع قطة
للرسام أوغوست رينوار
- لوحة
للرسام أنطوان واتو

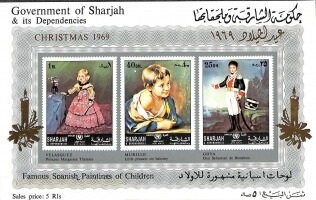
ورقة طوابع صعيرة تضم 3 طوابع، قيمتها 5 ريالات، وقد كتب عليها "لوحات إسبانية مشهورة للأولاد"، وكذلك "عيد الميلاد 1969".
الطوابع الظاهر هي:
- درهما
لوحة إنفانتي سيبستيان
للرسام فرانثيسكو غويا
- 40 درهما
لوحة
للرسام بارتولومه إستبان موريو
- لوحة مارغريت تيريزا في طفولتها
للرسام دييغو بيلازكيز

## إصدارات الحيوانات الأليفة

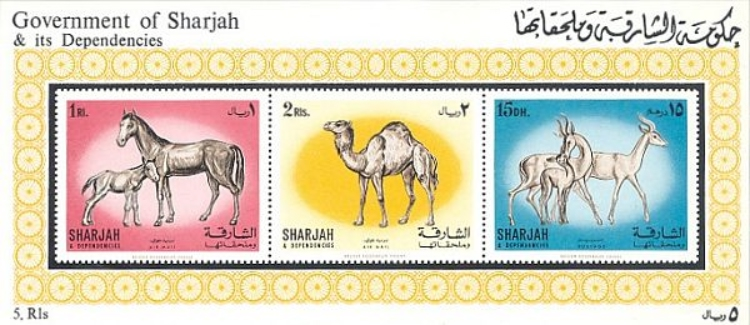
بطاقة تذكارية بقيمة 5 ريالات تضم 3 طوابع من مجموعة طوابع الحيوانات الأليفة.

في 14 أبريل 1970، أصدرت الطوابع التالية والتي تظهر عليها صور حيوانات أليفة:

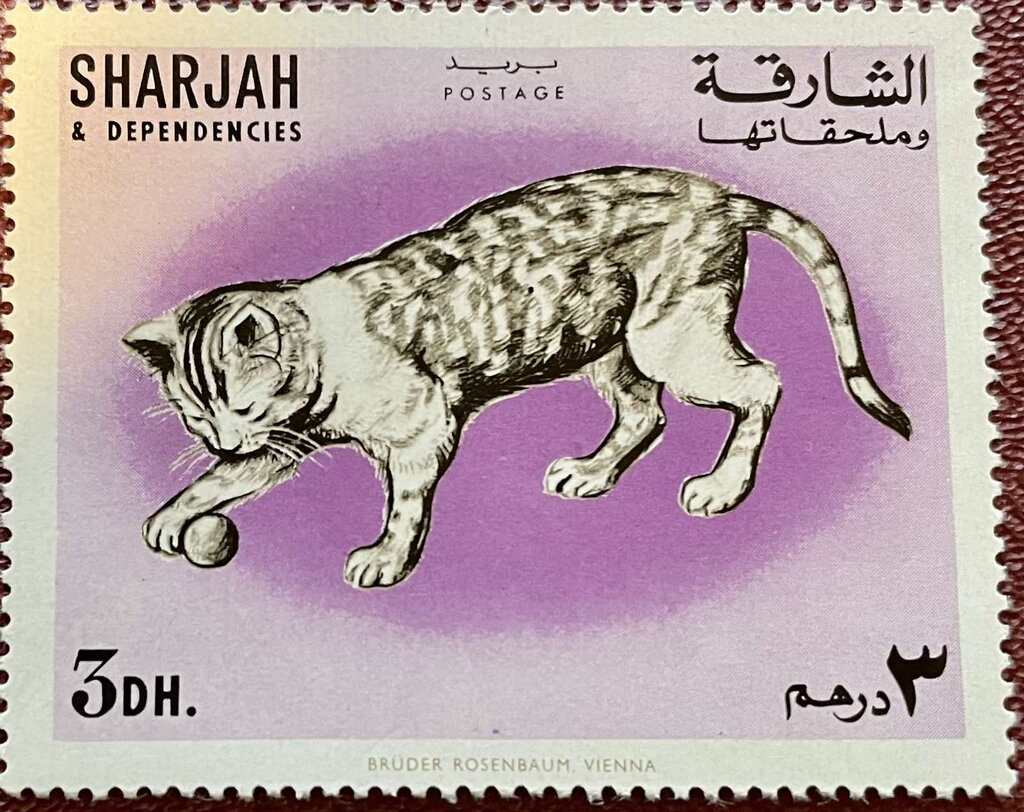
3 دراهم قطة
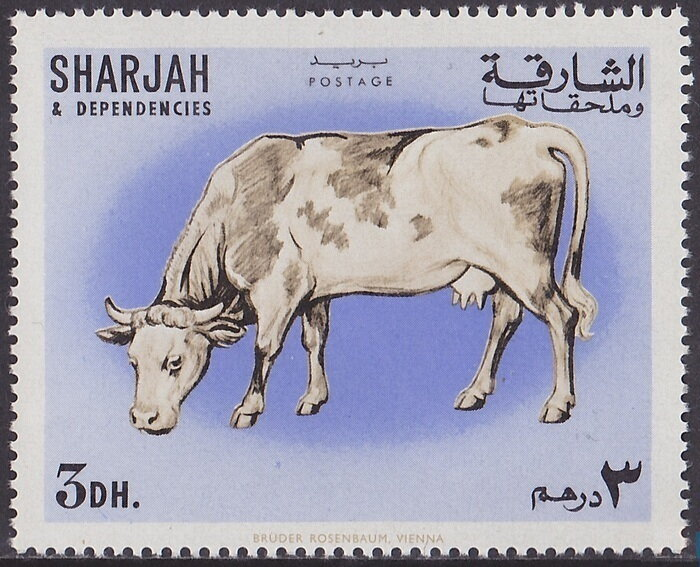
3 دراهم بقرة
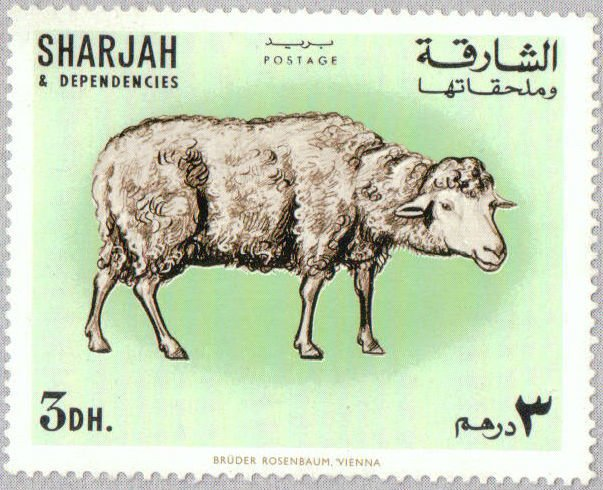
3 دراهم خروف
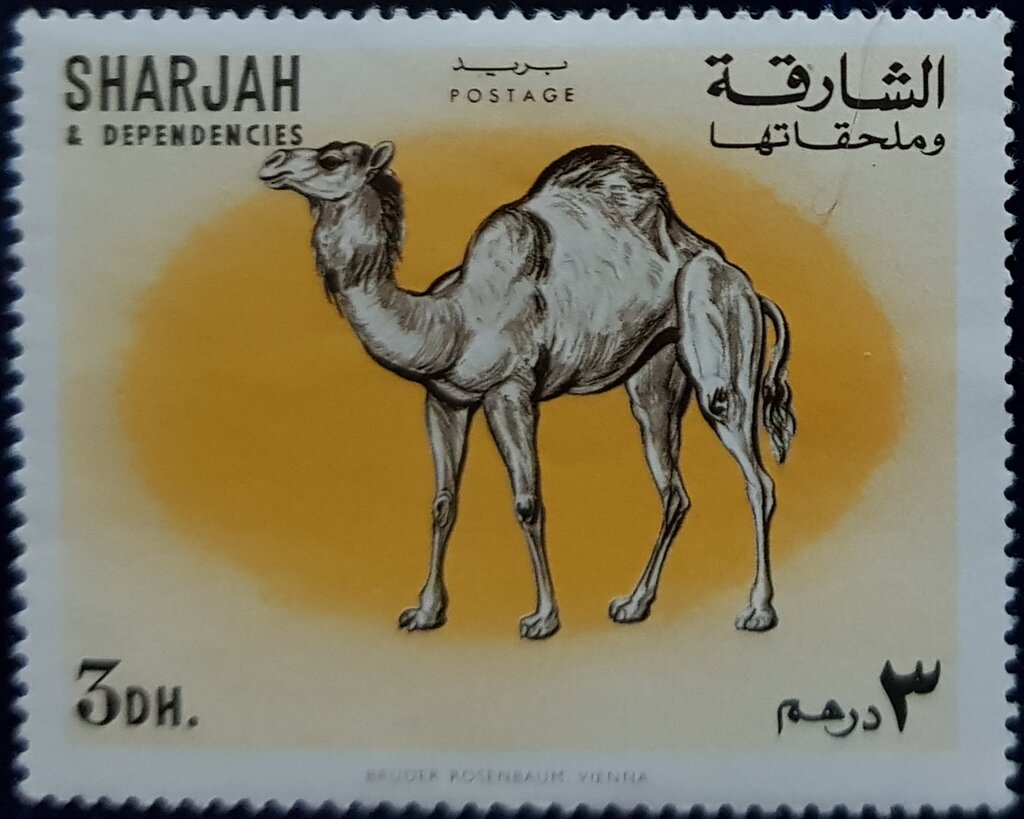
3 دراهم جمل
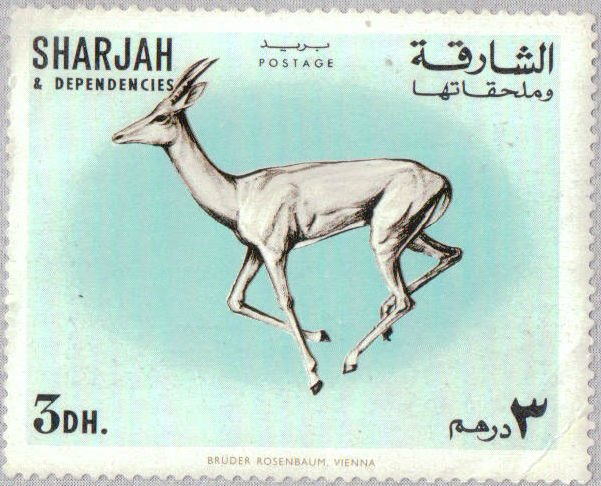
3 دراهم غزال
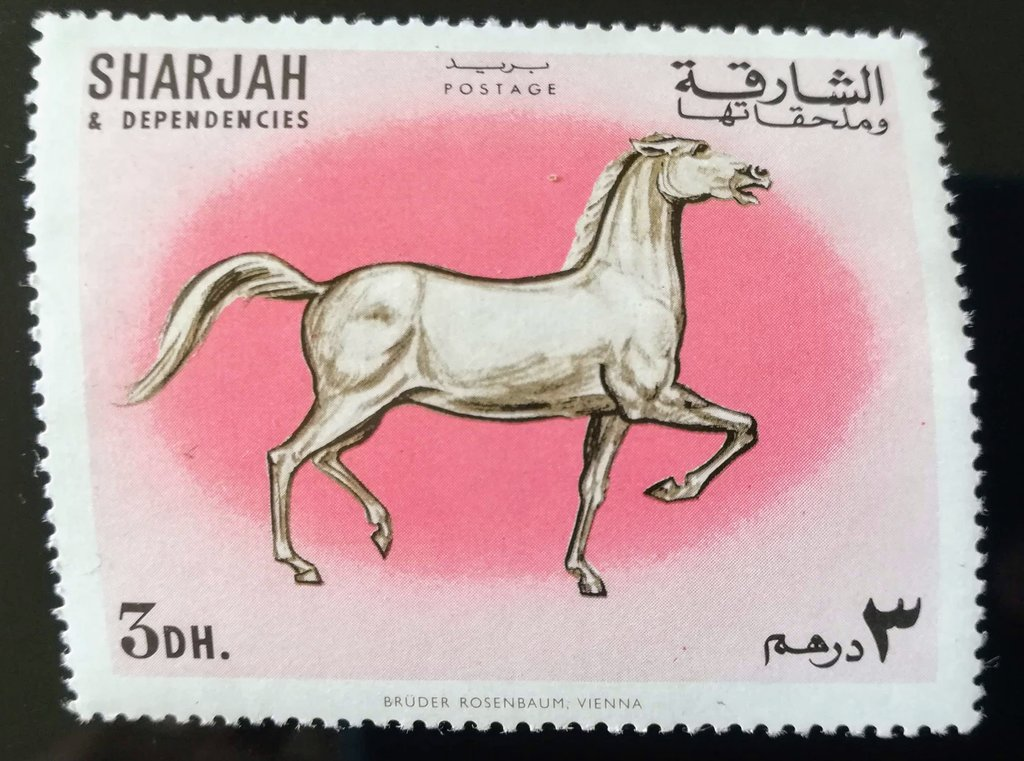
3 دراهم حصان
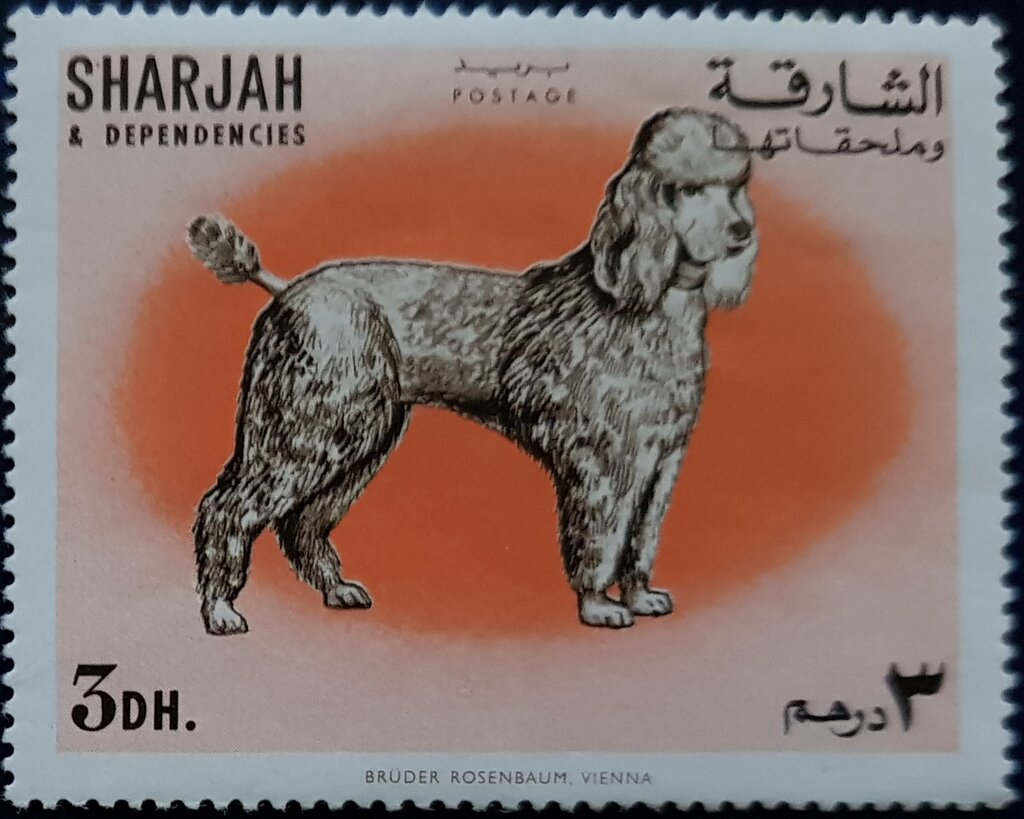
3 دراهم كلب
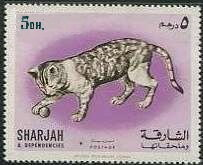
5 دراهم قطة
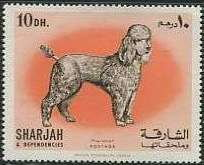
10 دراهم كلب
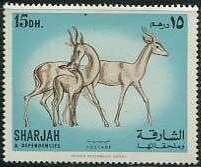
15 درهما غزلان

وكذلك أصدرت مجموعة ثانية:

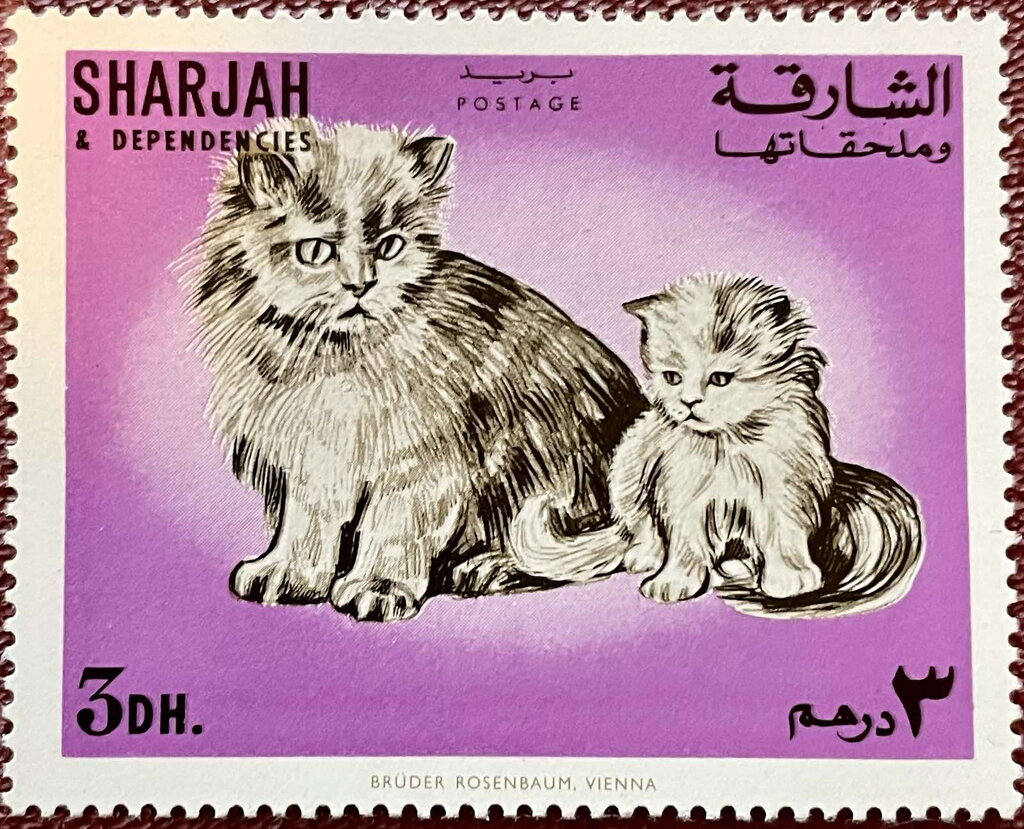
3 دراهم قطتان
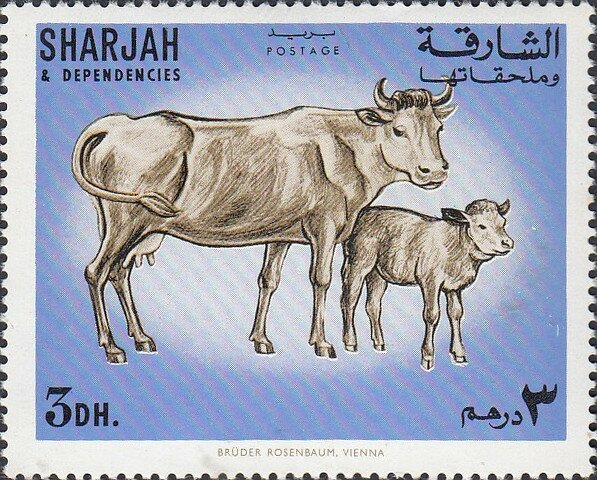
3 دراهم بقرة وعجل
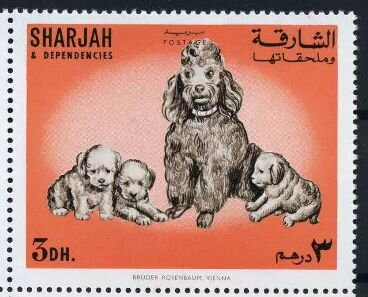
3 دراهم كلاب
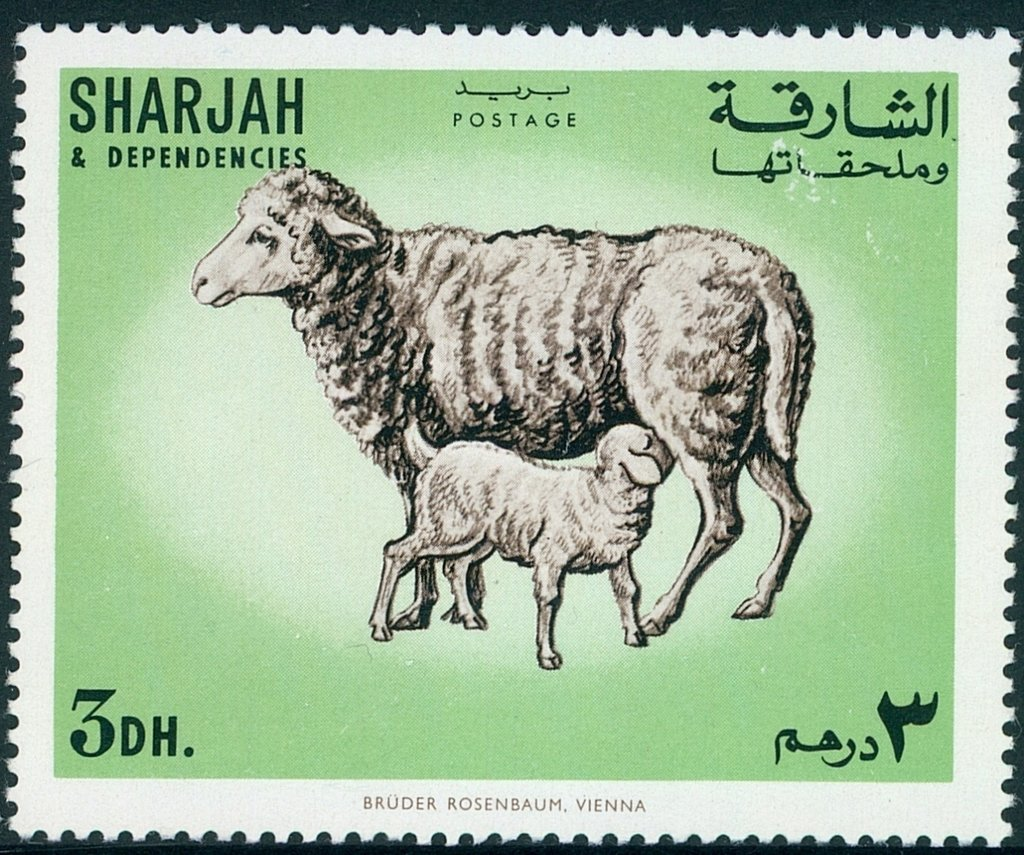
3 دراهم نعجة وحمل
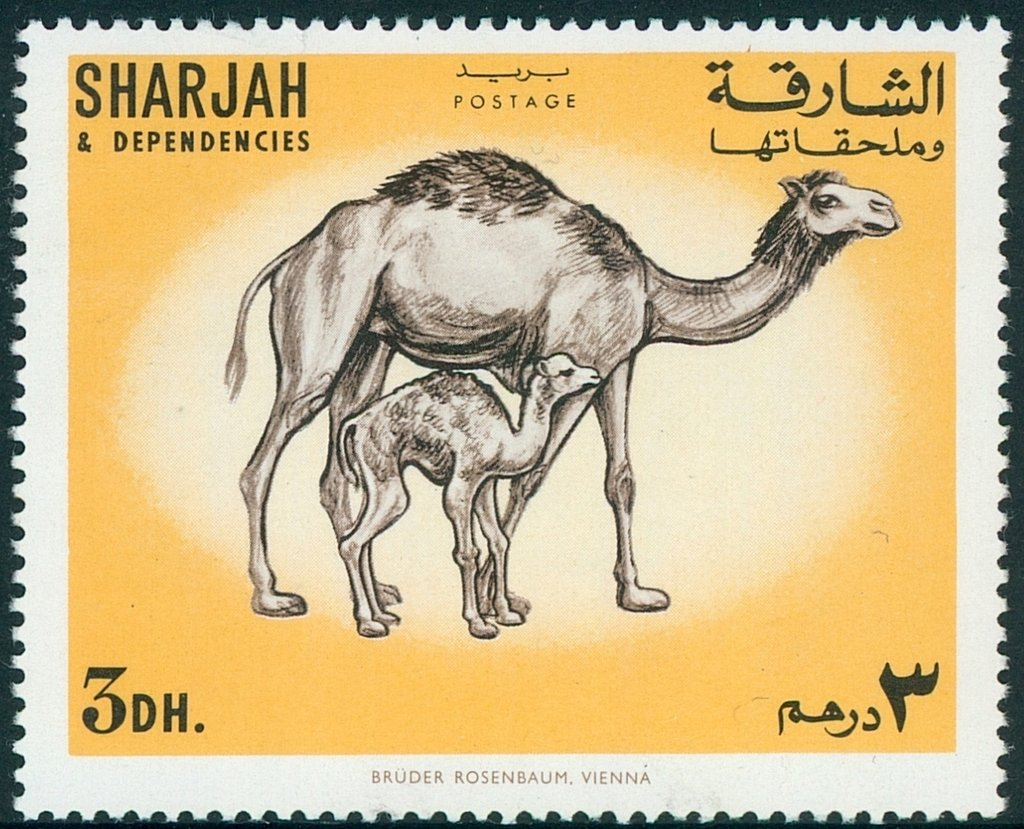
3 دراهم ناقة وحوار
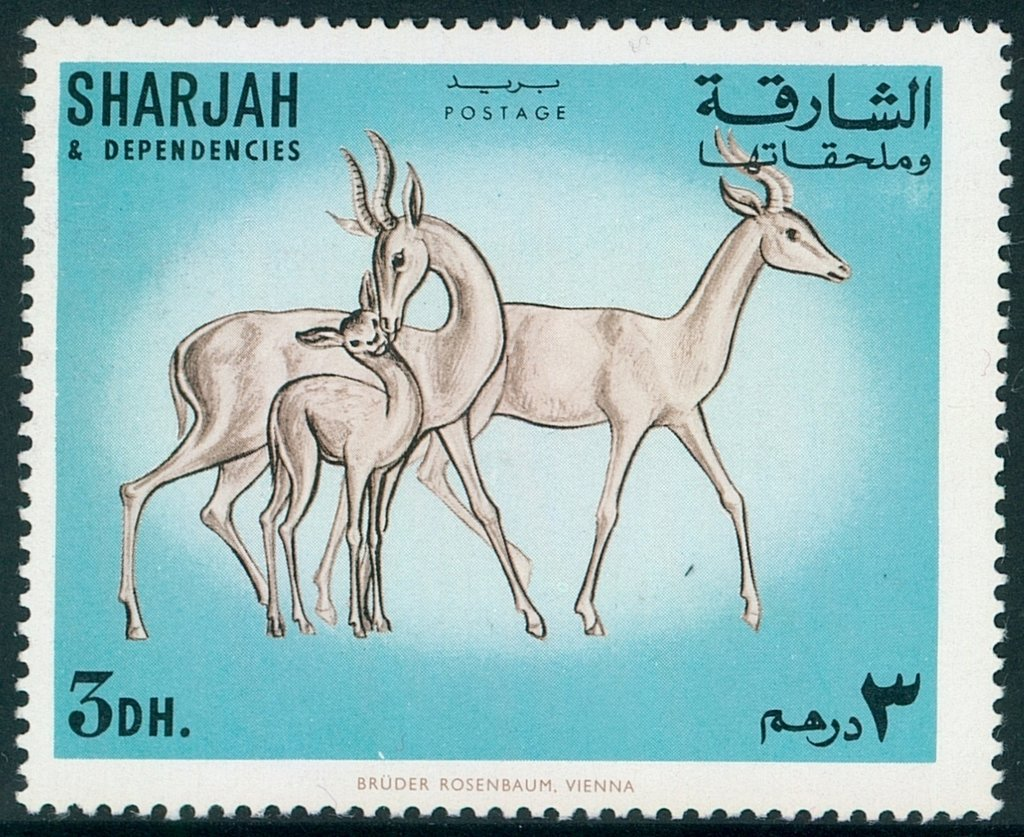
3 دراهم غزلان
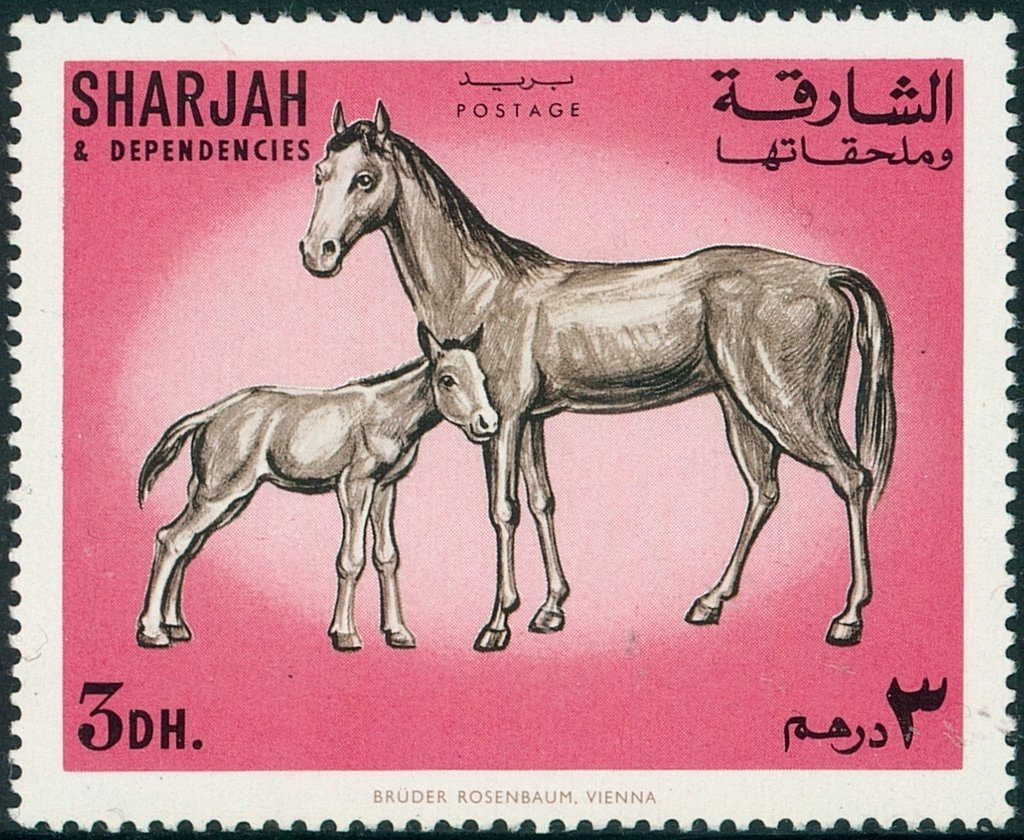
3 دراهم فرس ومهر
5 دراهم قطتان
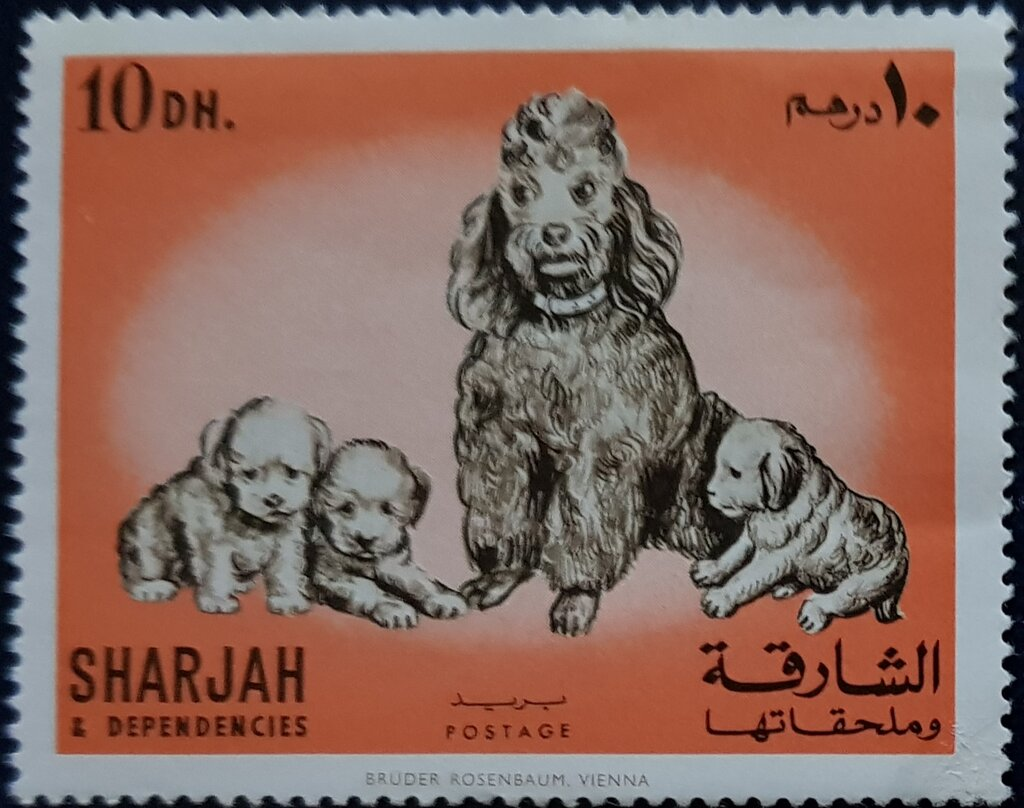
10 دراهم كلاب
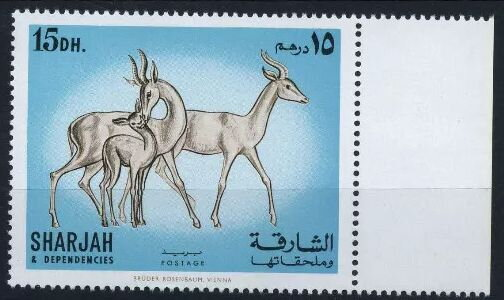
15 درهما غزلان

وأيضا توفرت طوابع مخصصة للبريد الجوي:

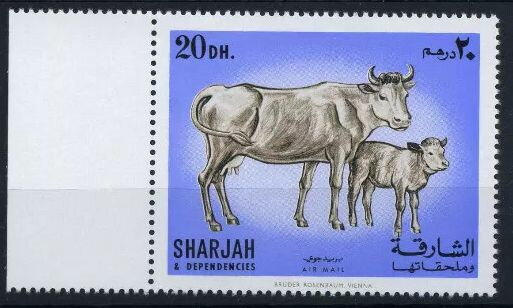
20 درهما بقرة وعجل
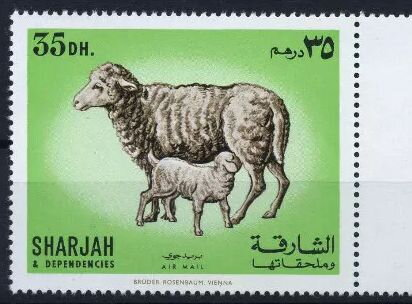
35 دراهم نعجة وحمل
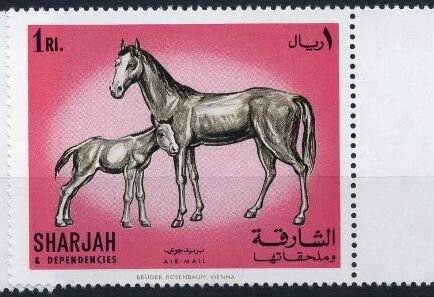
ريال واحد فرس ومهر
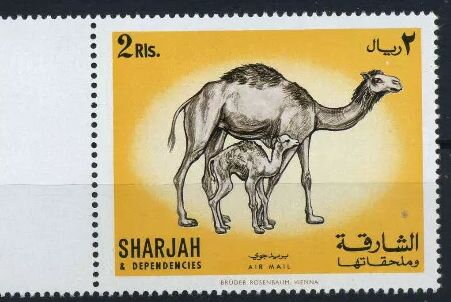
ريالان ناقة وحوار
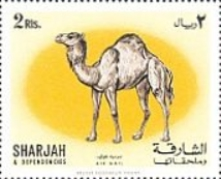
ريالان ناقة

## إصدارات إكسبو 70
في 2 يونيو 1970، أصدرت عدة إصدارات تحتفي بمعرض إكسبو 70 الذي عقد في أوساكا في اليابان.

### اللوحات اليابانية
تضمن هذا الإصدار مجموعة من الطوابع بقيمة 3 دراهم لكل طابع:

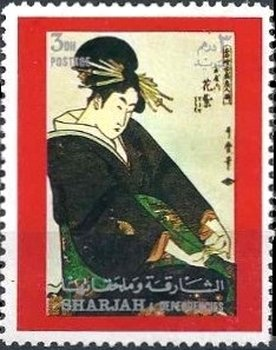
صورة رسمها كيتاغاوا أتامارو
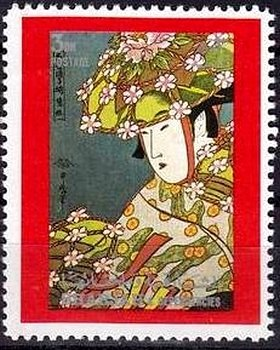
صورة رسمها كيتاغاوا أتامارو
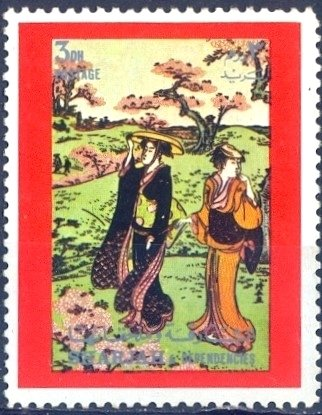
صورة رسمها توري كيوناغا (1752–1815) ومحفوظة في متحف طوكيو الوطني.
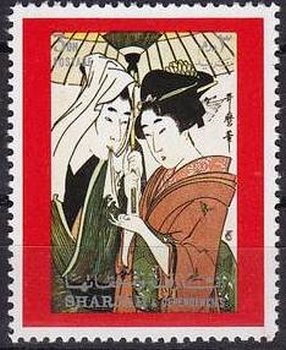
صورة رسمها كيتاغاوا أتامارو ومحفوظة في متحف طوكيو الوطني

وهذه صور صحائف الطوابع:

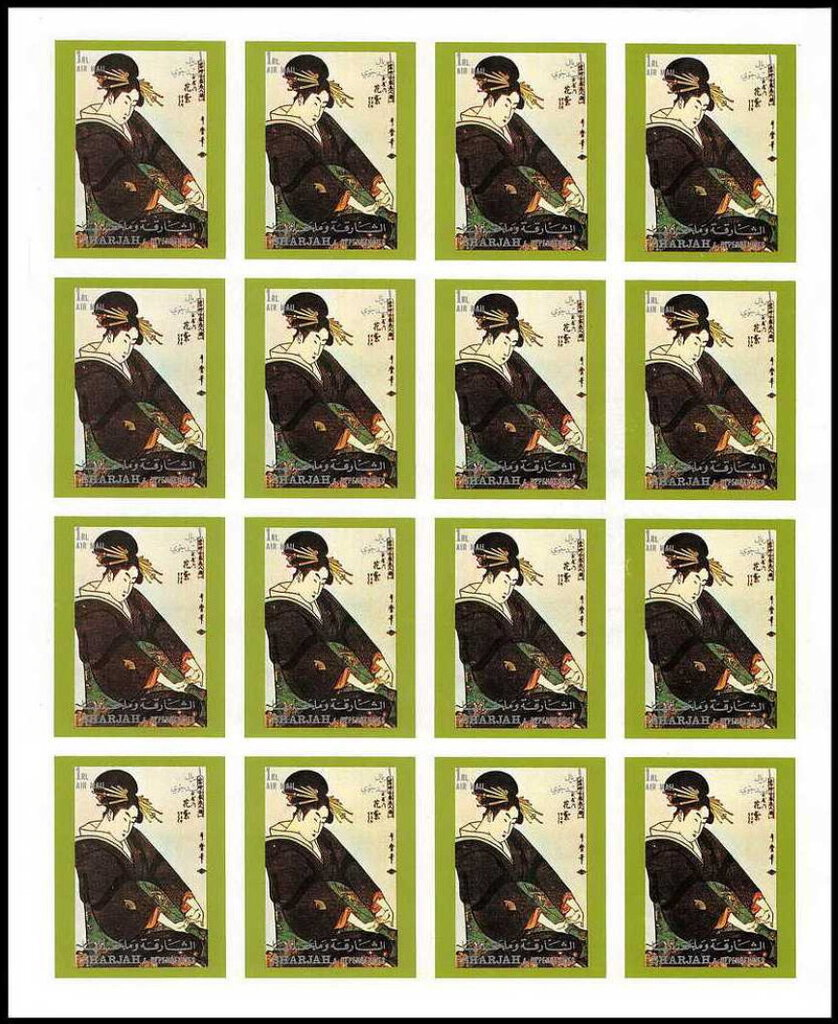
صورة رسمها كيتاغاوا أتامارو
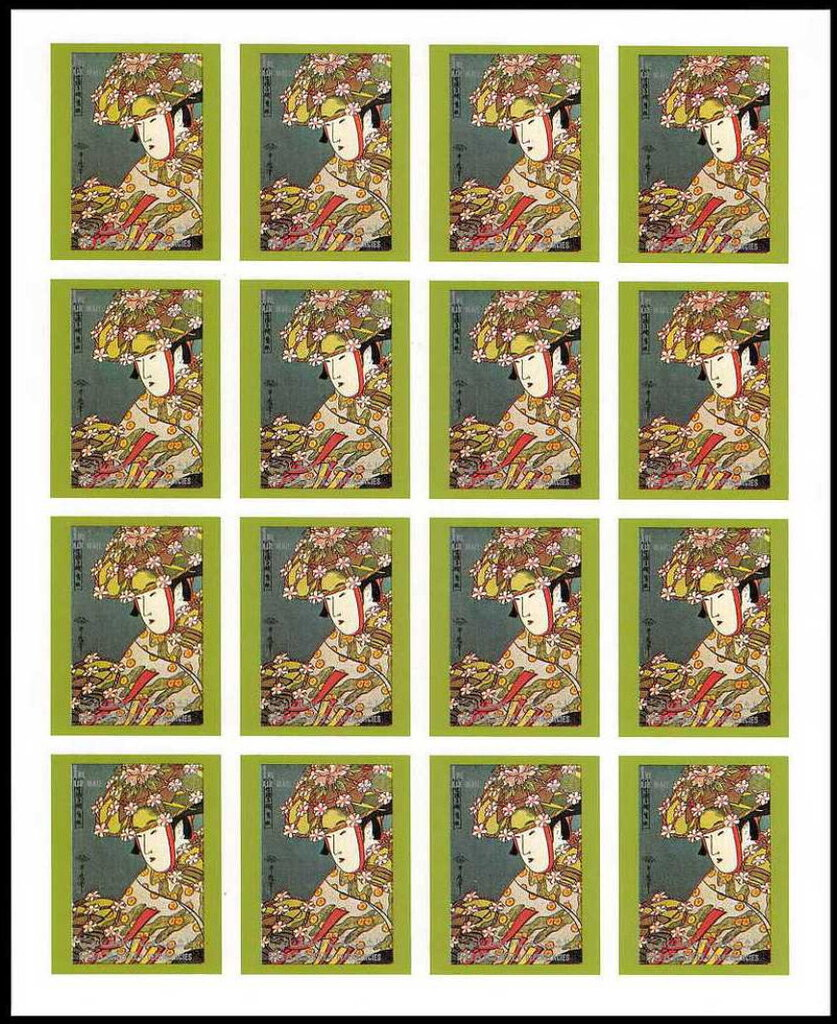
صورة رسمها كيتاغاوا أتامارو
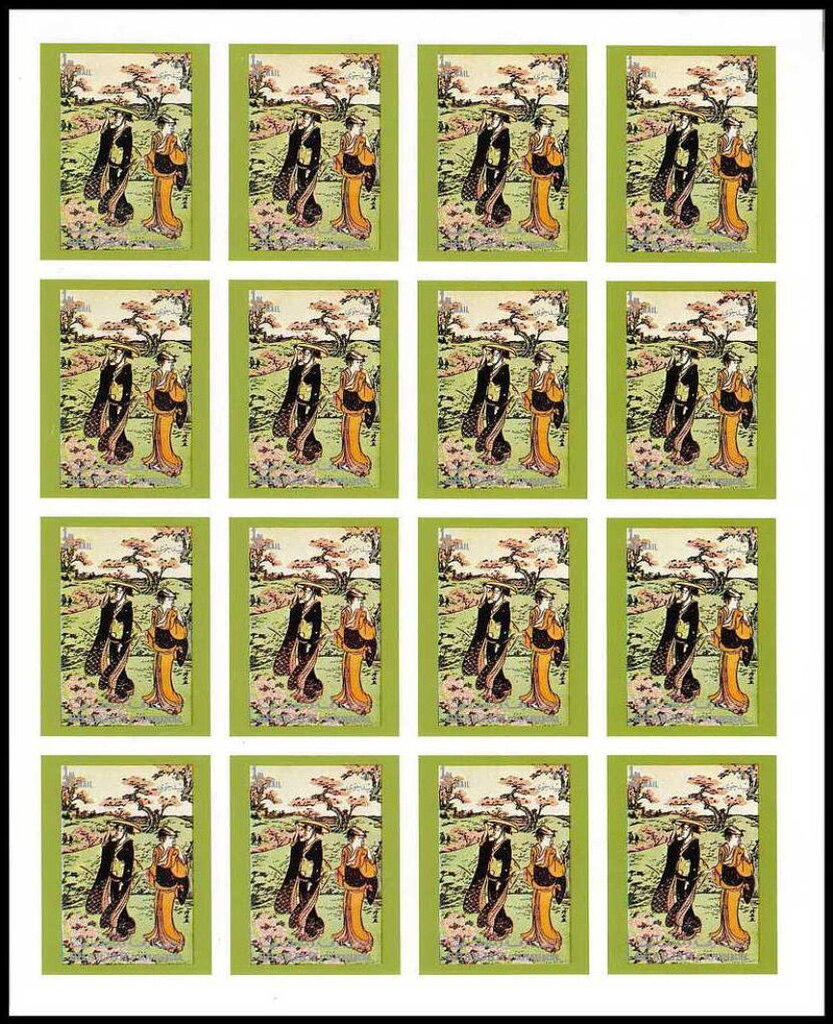
صورة رسمها توري كيوناغا (1752–1815) ومحفوظة في متحف طوكيو الوطني.
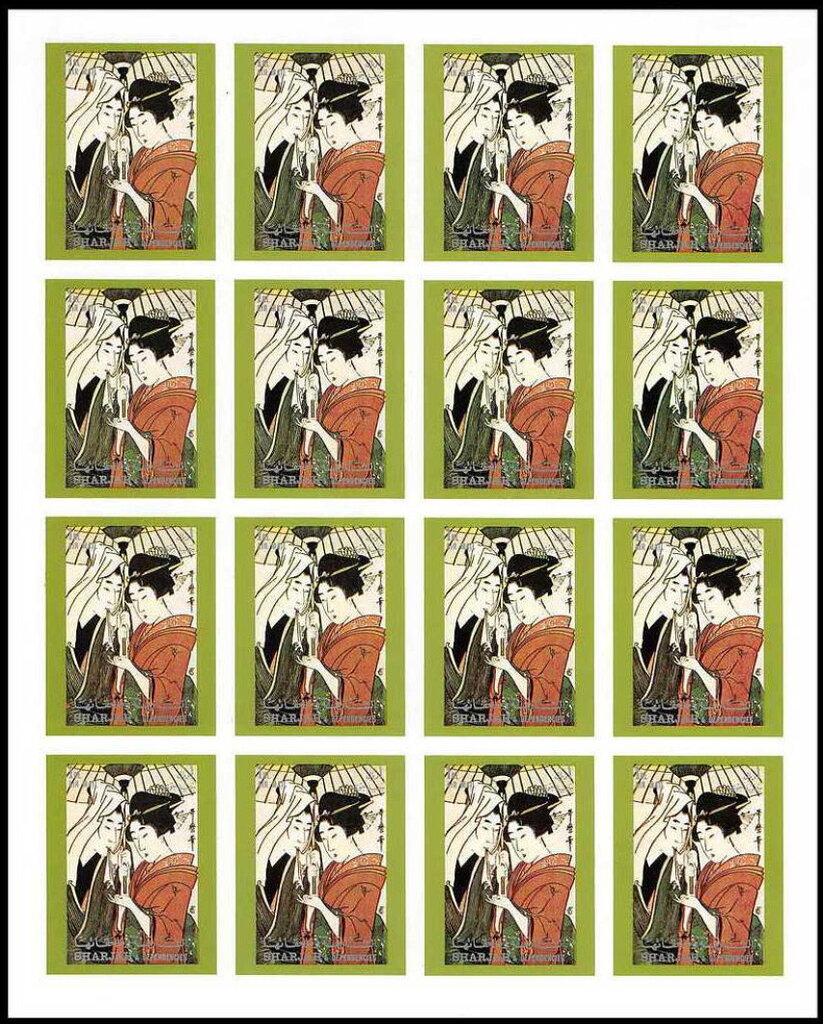
صورة رسمها كيتاغاوا أتامارو ومحفوظة في متحف طوكيو الوطني

وتذكر فهارس الطوابع أيضا وجود إصدار غير مخرم من هذه الطوابع.
كما أصدرت طوابع مخصصة للبريد الجوي بقيمة ريال واحد، وقد تميزت بإطار أخضر وليس أحمر:

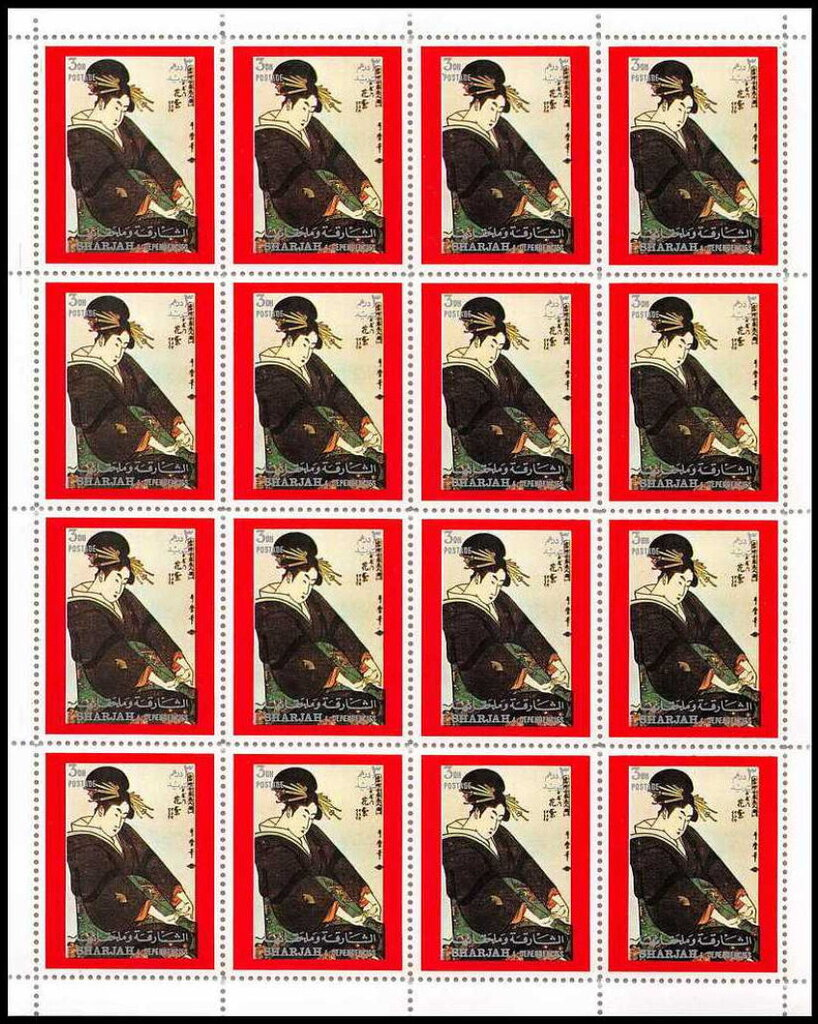
صورة رسمها كيتاغاوا أتامارو
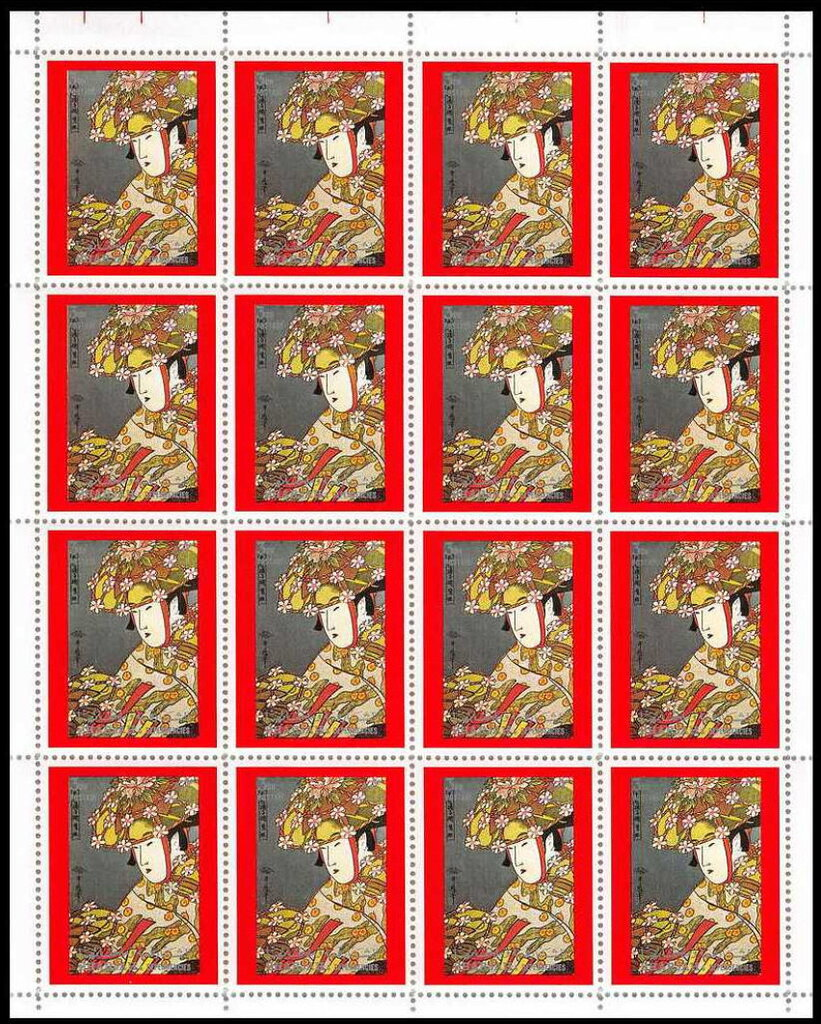
صورة رسمها كيتاغاوا أتامارو
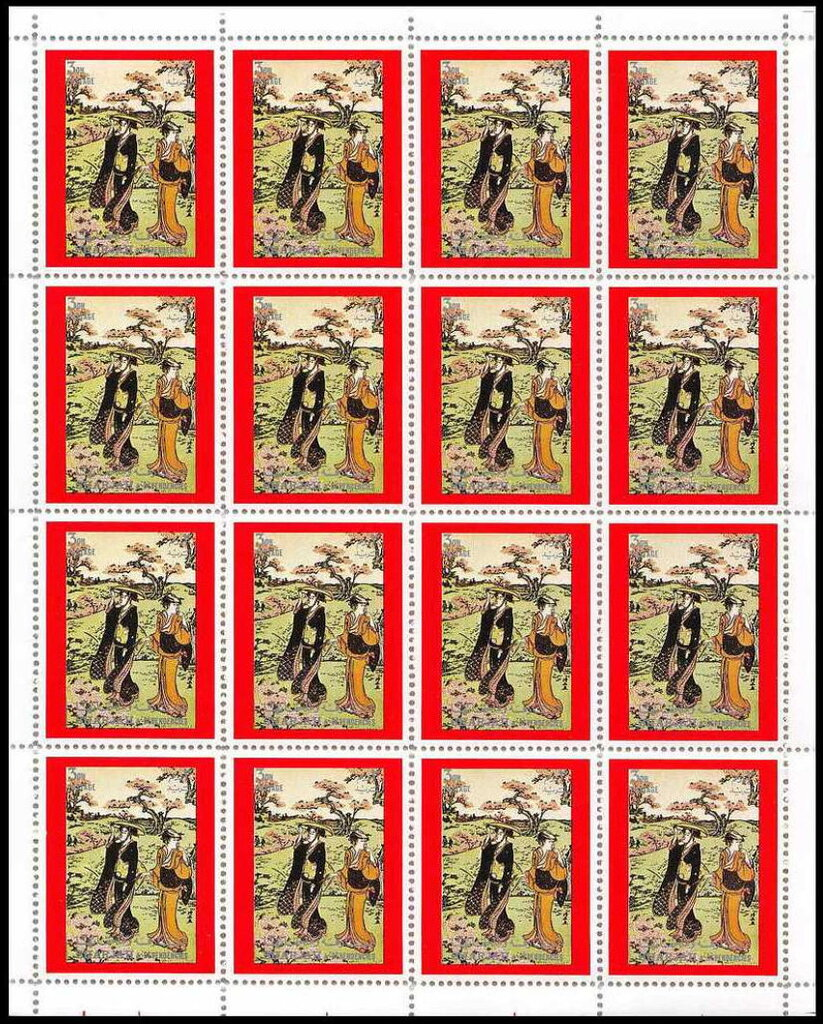
صورة رسمها توري كيوناغا (1752–1815) ومحفوظة في متحف طوكيو الوطني.
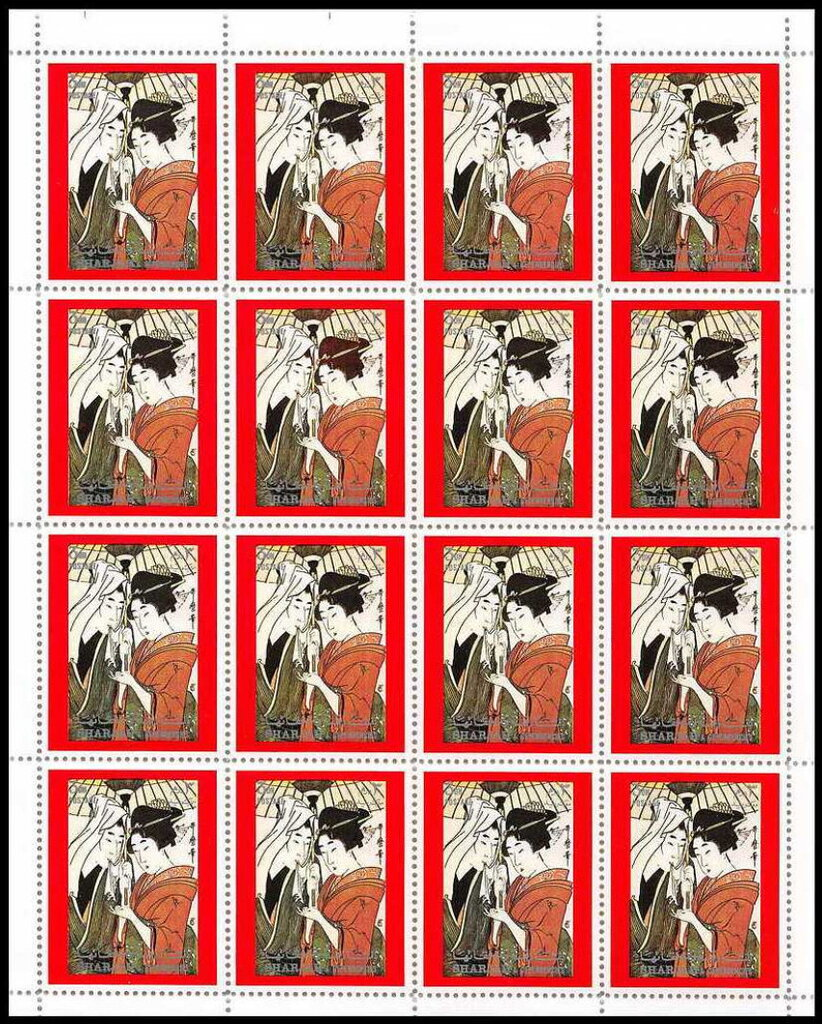
صورة رسمها كيتاغاوا أتامارو ومحفوظة في متحف طوكيو الوطني

وهذه صور صحائف الطوابع المخصصة للبريد الجوي:

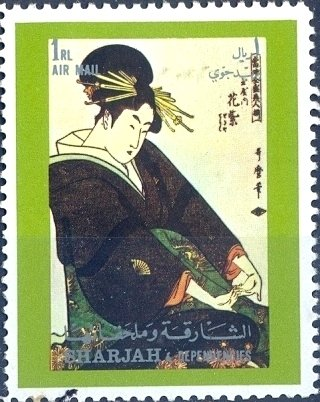
صورة رسمها كيتاغاوا أتامارو
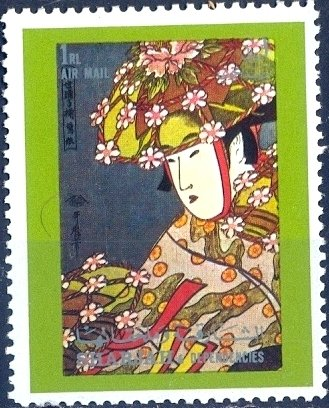
صورة رسمها كيتاغاوا أتامارو
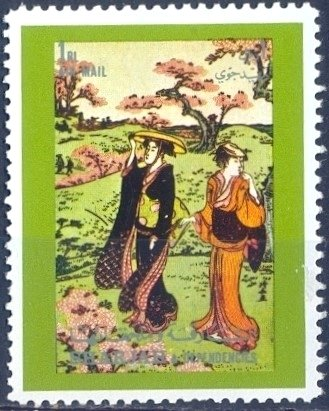
صورة رسمها توري كيوناغا (1752–1815) ومحفوظة في متحف طوكيو الوطني.
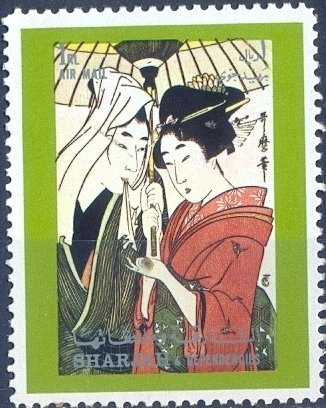
صورة رسمها كيتاغاوا أتامارو ومحفوظة في متحف طوكيو الوطني

كما توفر إصدار غير مخرم من هذه الطوابع:

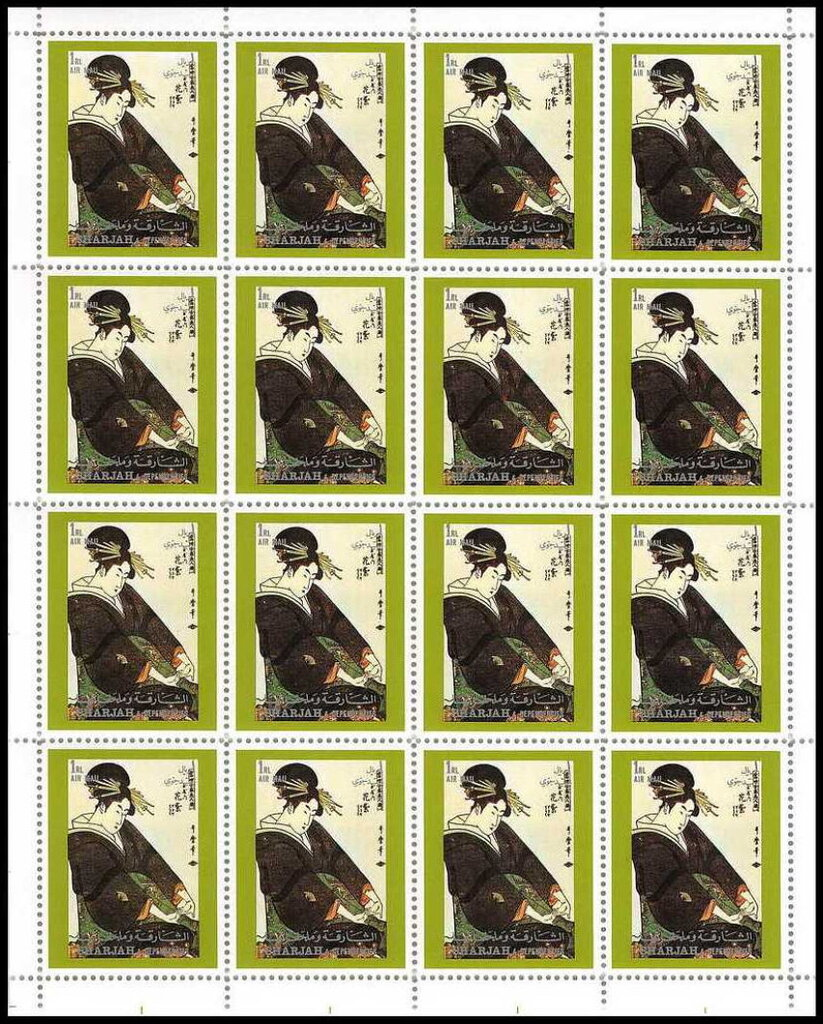
صورة رسمها كيتاغاوا أتامارو
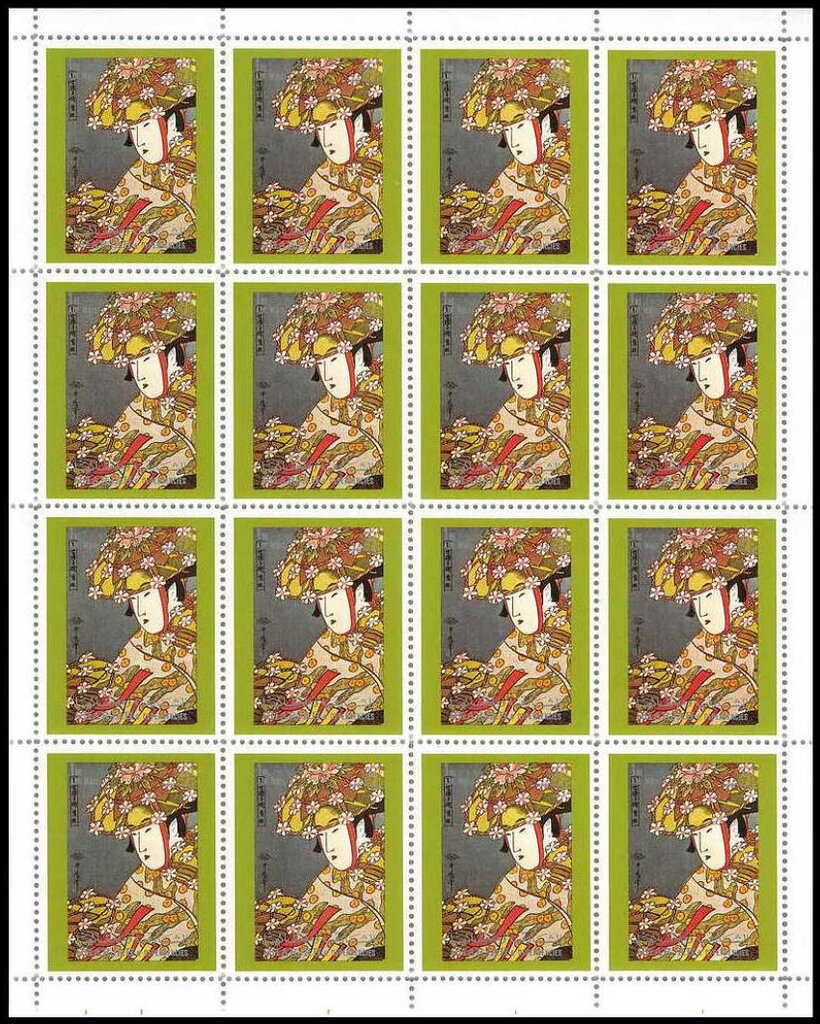
صورة رسمها كيتاغاوا أتامارو
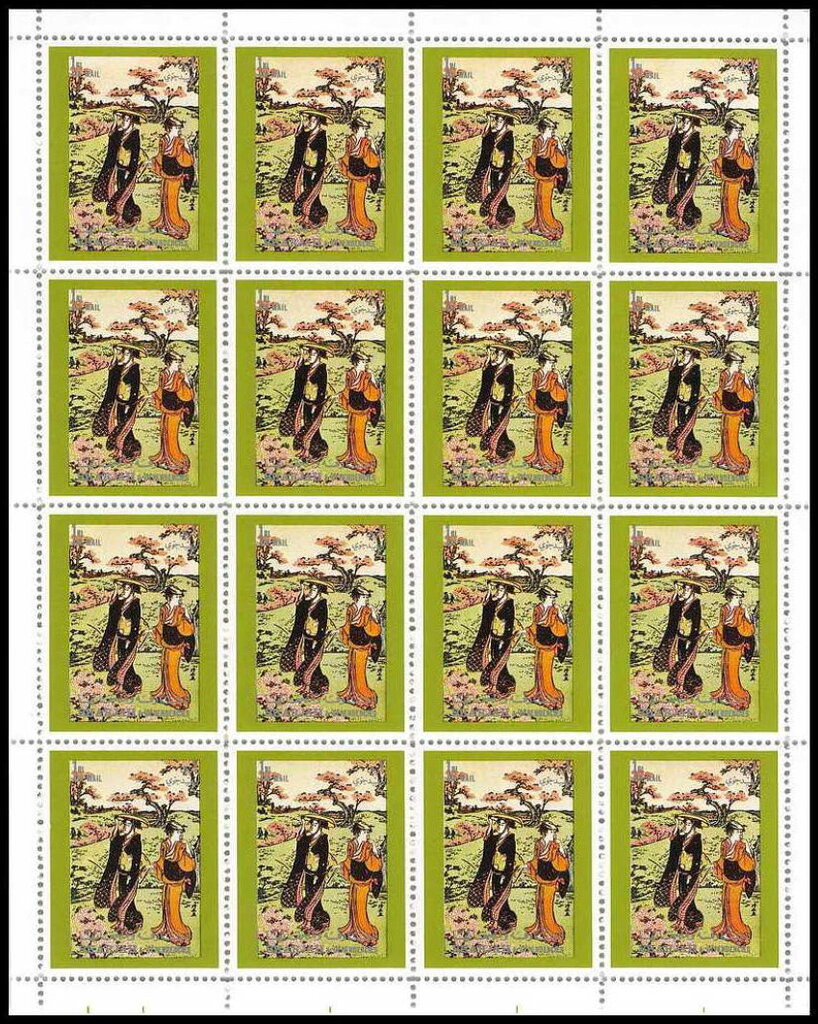
صورة رسمها توري كيوناغا (1752–1815) ومحفوظة في متحف طوكيو الوطني.
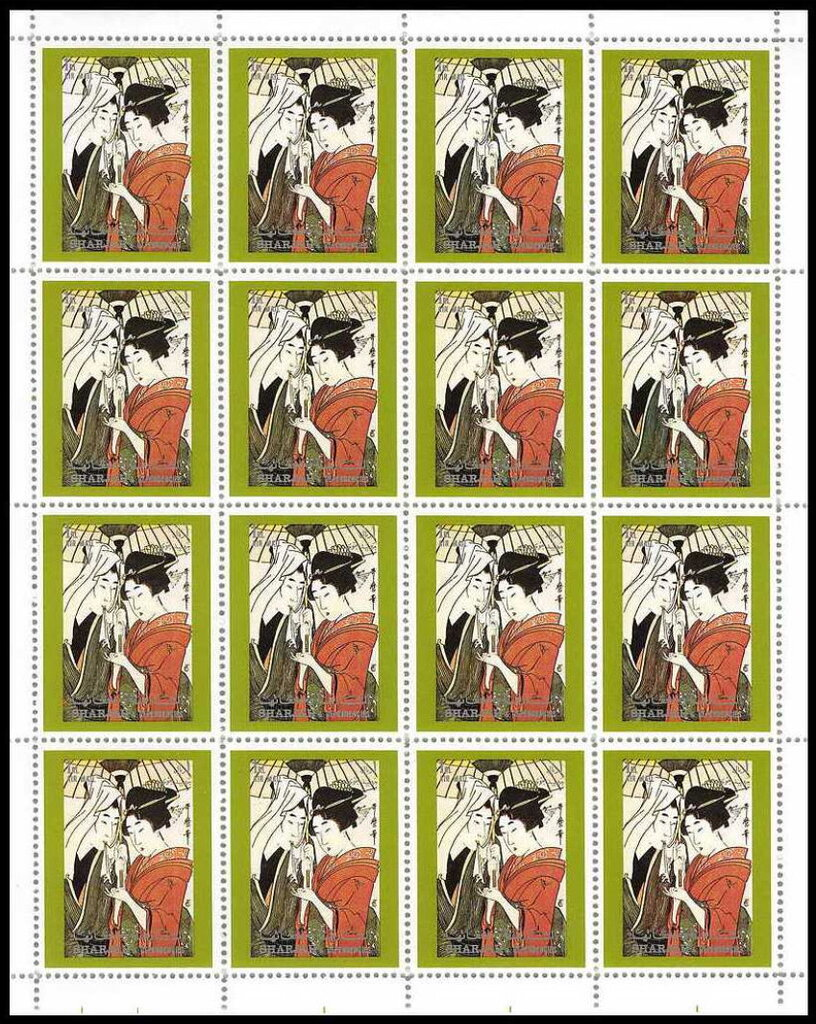
صورة رسمها كيتاغاوا أتامارو ومحفوظة في متحف طوكيو الوطني

وهذه صور صحائف الطوابع غير المخرمة المخصصة للبريد الجوي:

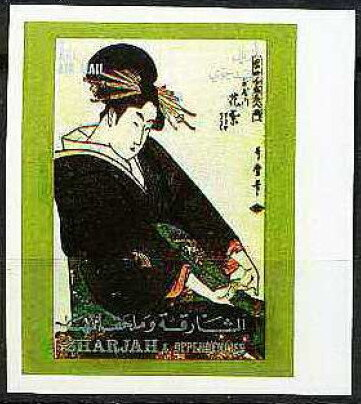
صورة رسمها كيتاغاوا أتامارو
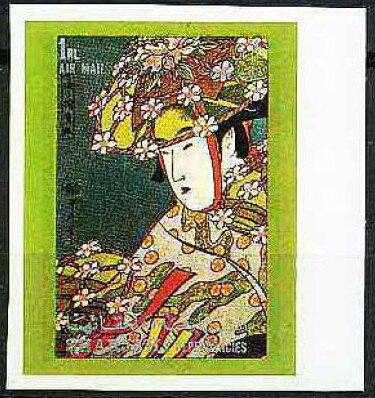
صورة رسمها كيتاغاوا أتامارو
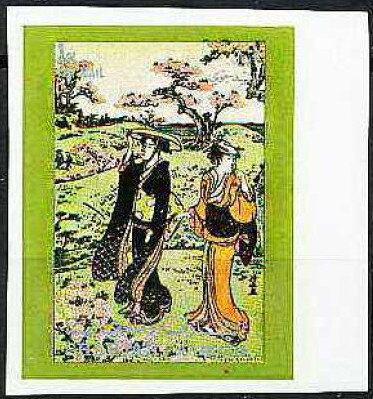
صورة رسمها توري كيوناغا (1752–1815) ومحفوظة في متحف طوكيو الوطني.
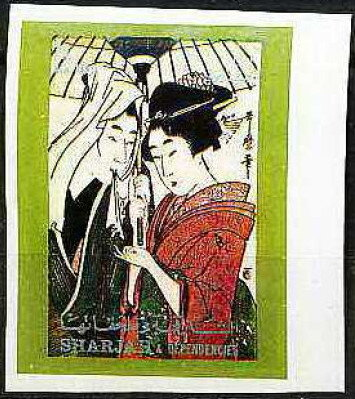
صورة رسمها كيتاغاوا أتامارو ومحفوظة في متحف طوكيو الوطني

كما توفر طابع بقيمة 3 ريالات، وهو في الأصل صادر مع ورقة طابع تذكارية:

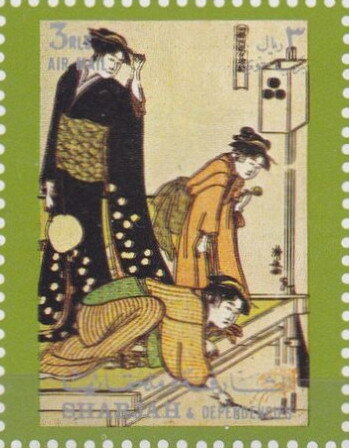
طابع بقيمة 3 ريالات تظهر عليه صورة رسمها توري كيوناغا (1752–1815) ومحفوظة في متحف طوكيو الوطني.

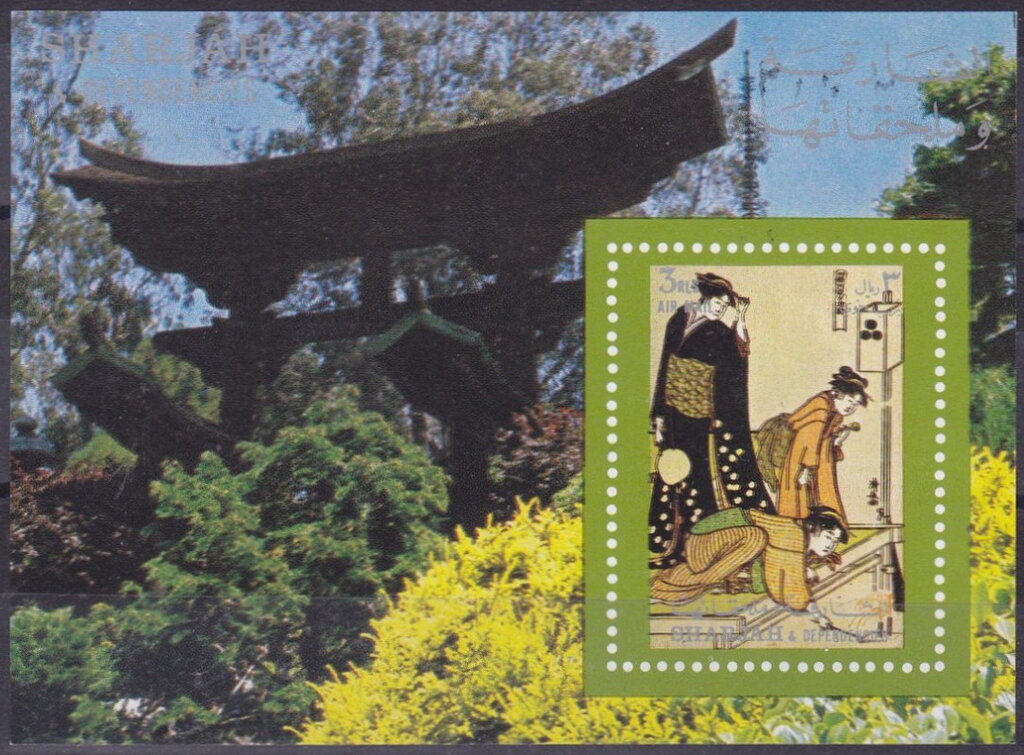
ورقة طابع تذكارية بقيمة 3 ريالات

### الإصدار المذهب

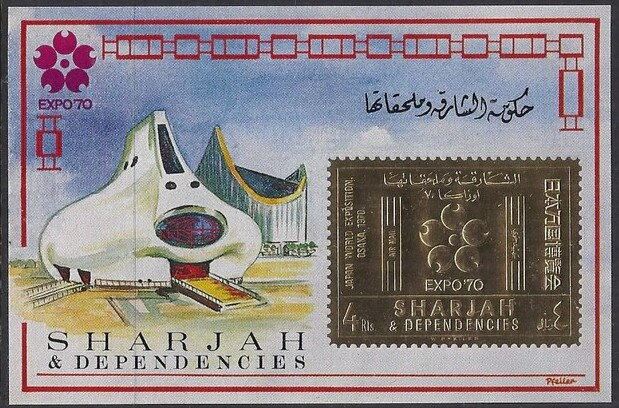
ورقة طابع تذكارية تضم طابعا بقيمة 4 ريالات.

كما أصدرت طوابع مذهب بقيمة تحمل شعار "إكسبو 70"

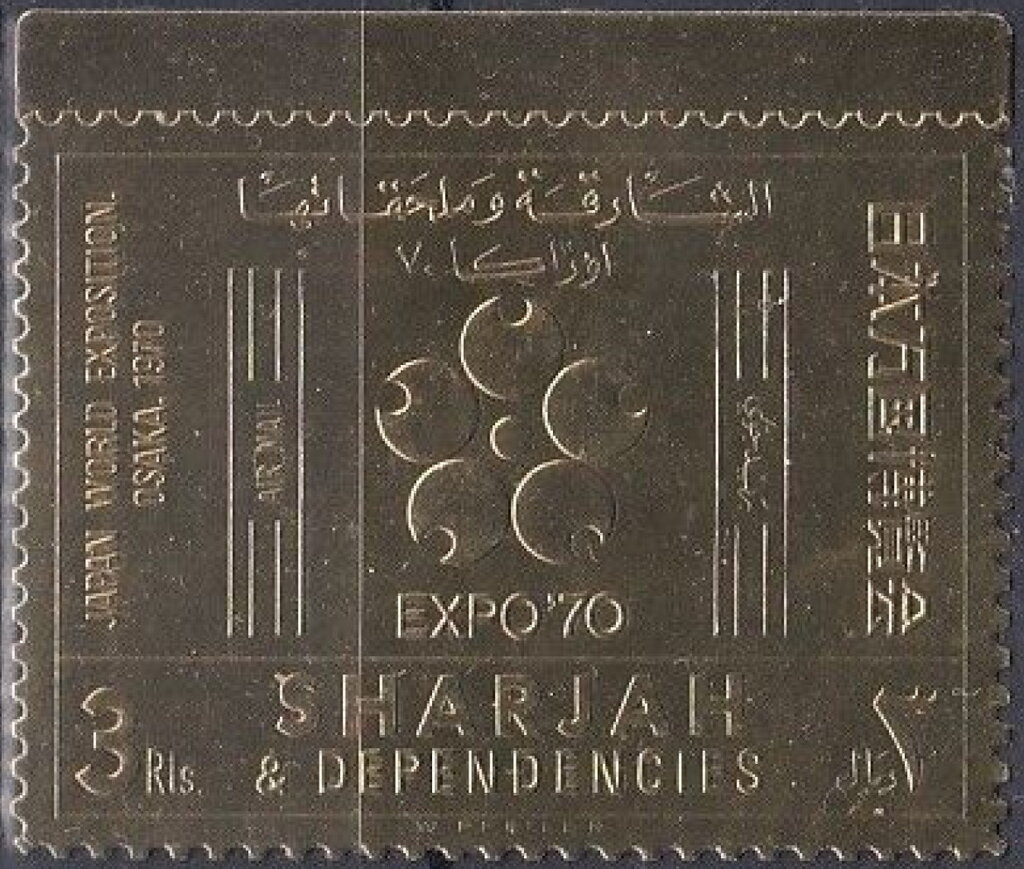
3 ريالات الطابع المخرم
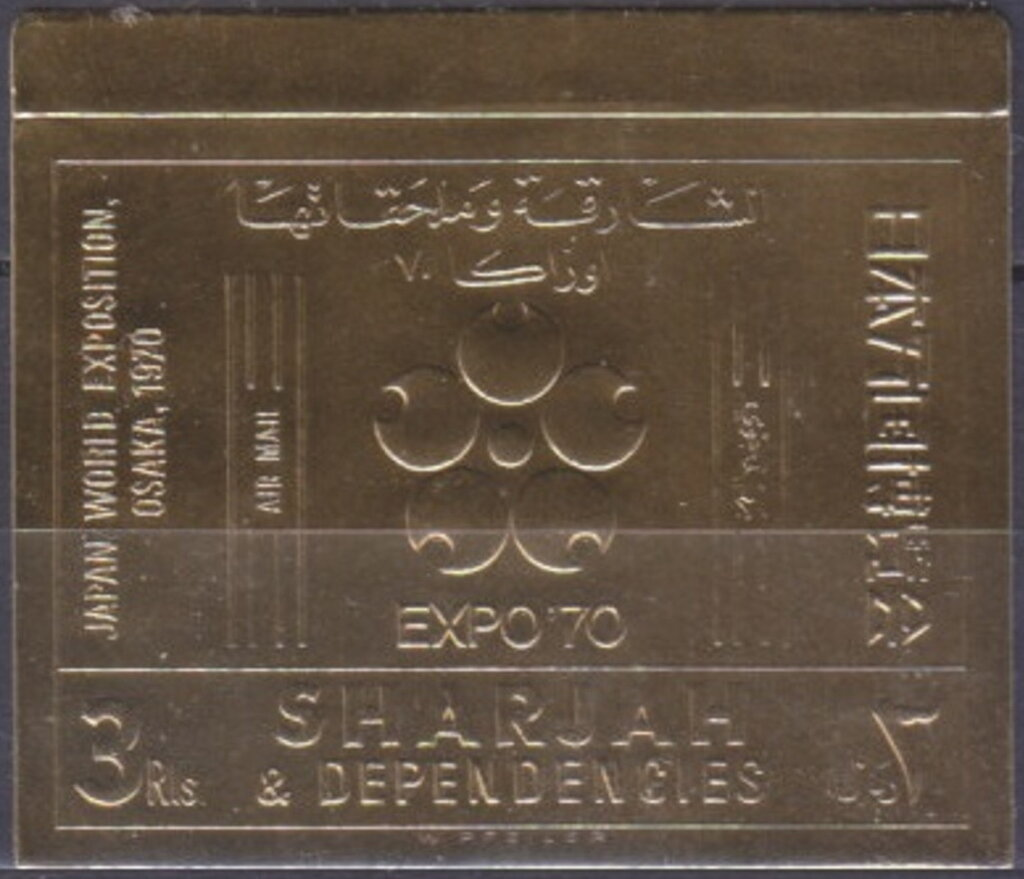
3 ريالات الطابع غير المخرم
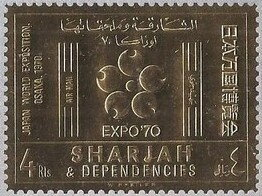
4 ريالات الطابع الصادر مع الورقة التذكارية

### طوابع أجنحة المعرض

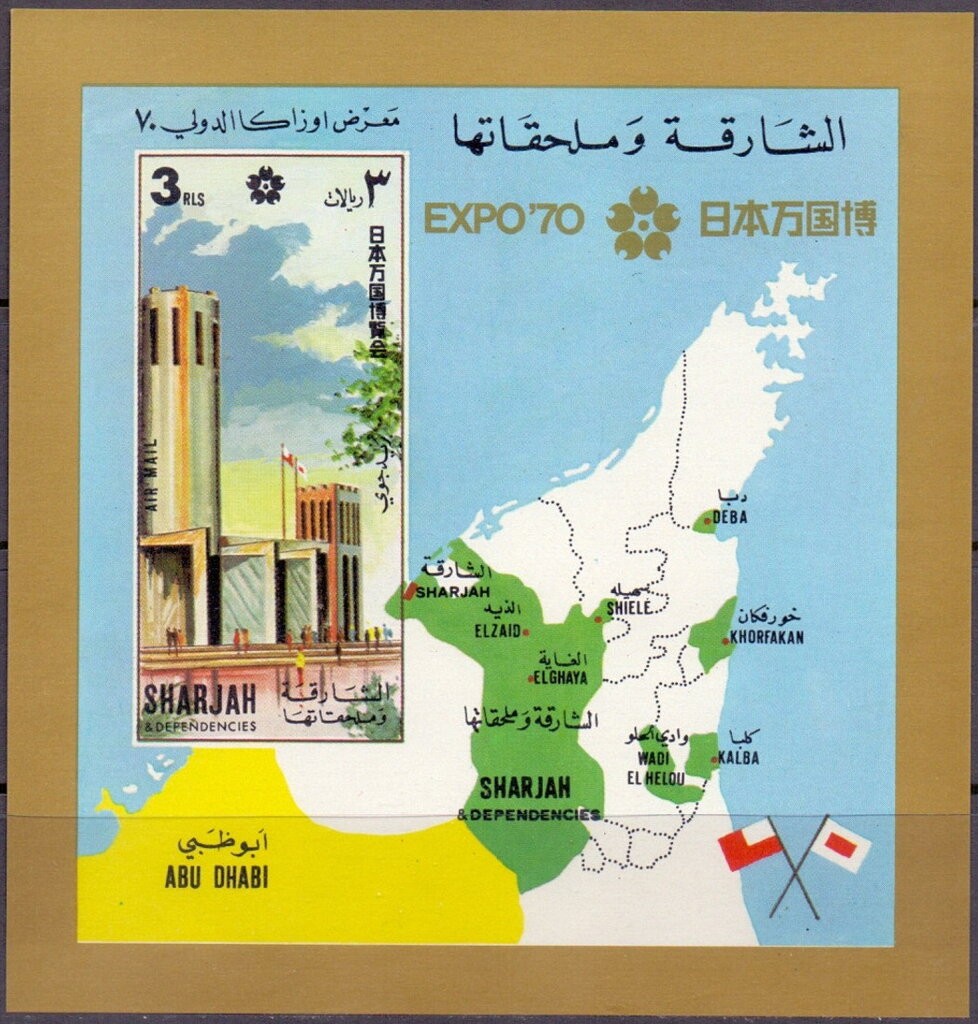
بطاقة تظهر فيها خريطة إمارة الشارقة مع طابع جناح أبو ظبي

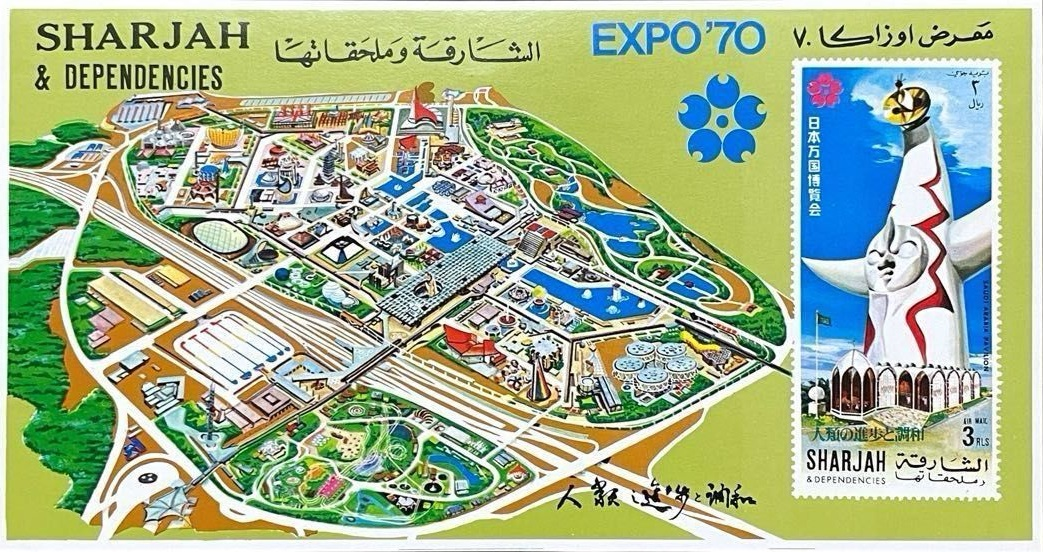
بطاقة تظهر فيها خريطة موقع أجنحة المعرض العالمي مع طابع الجناح السعودي

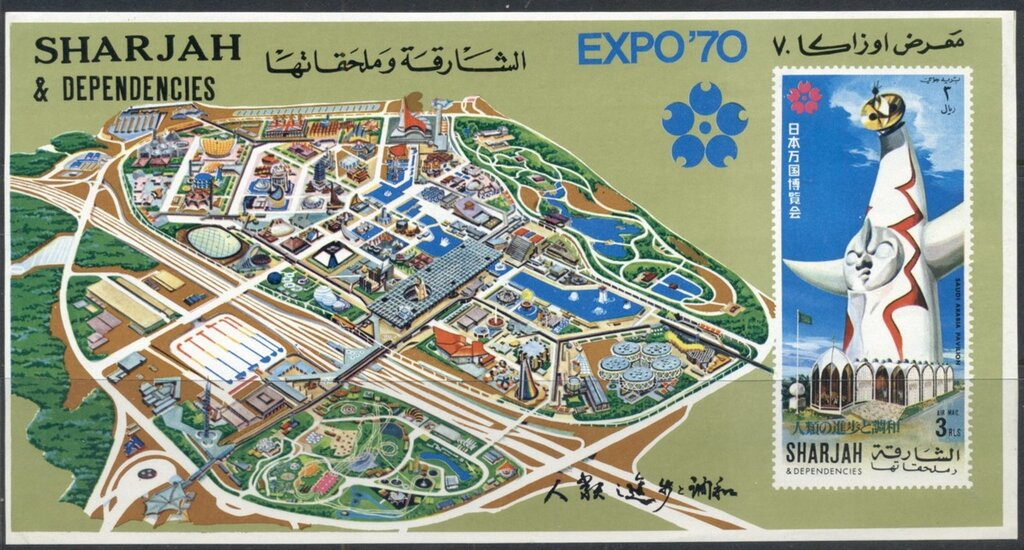
صورة أخرى للبطاقة التي تظهر فيها خريطة موقع أجنحة المعرض العالمي مع طابع الجناح السعودي

كذلك أصدرت الطوابع التالية التي تصور أجنحة المعرض:

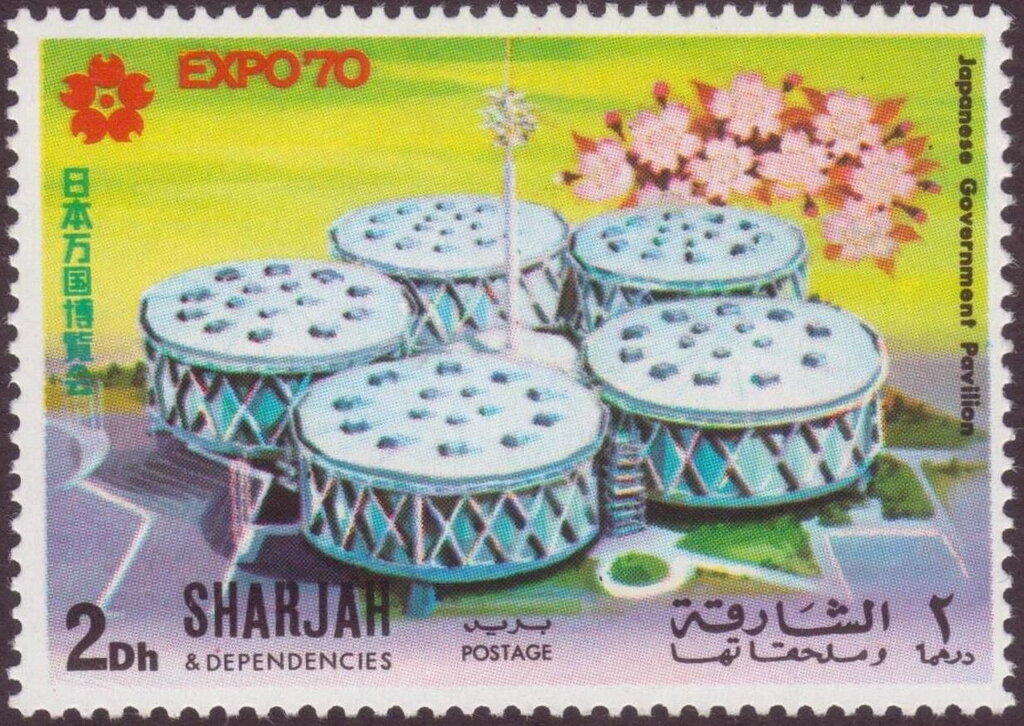
درهمان الجناح الياباني
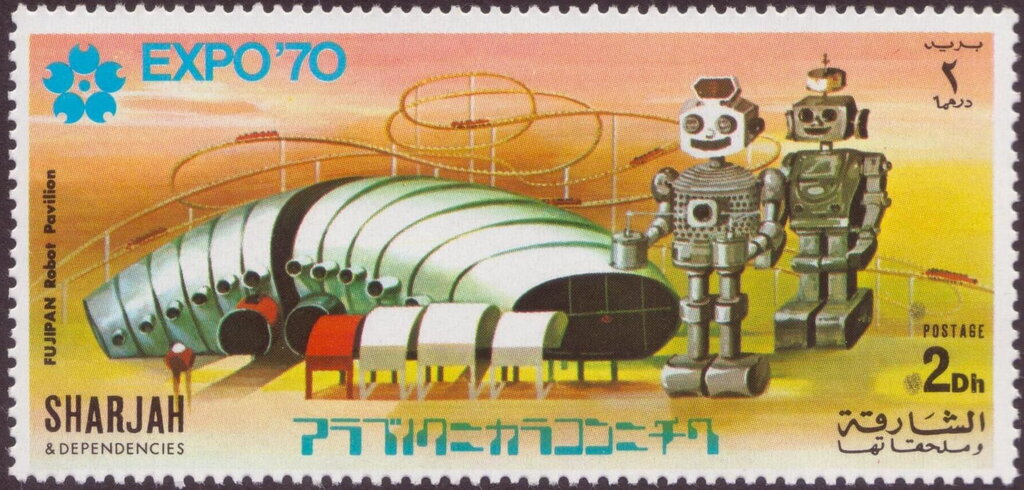
درهمان جناح روبوت فوجيبان
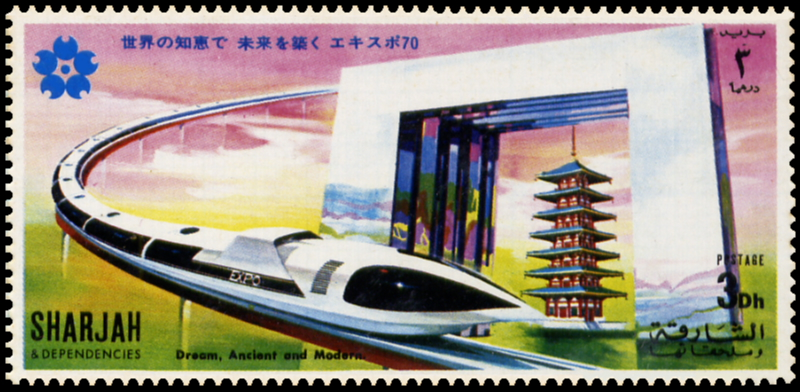
3 دراهم الحلم، القديم والحديث
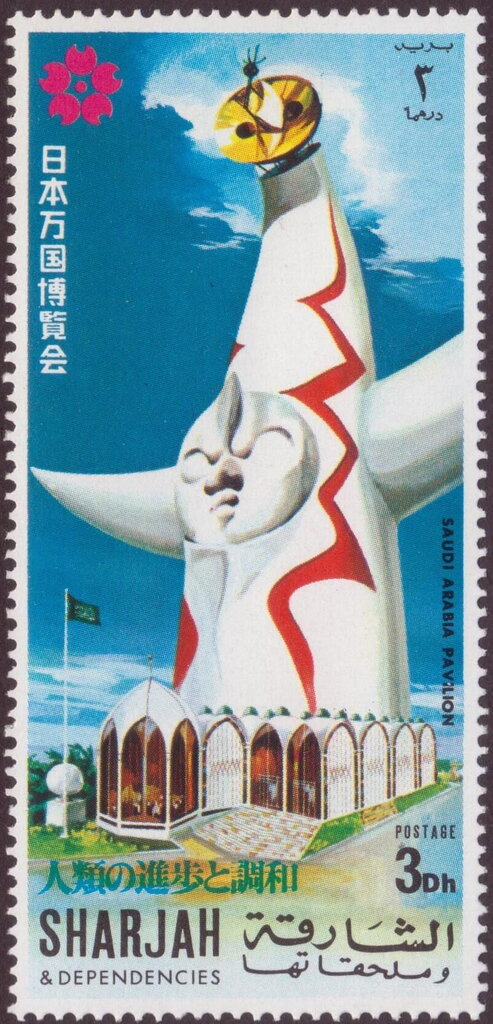
3 دراهم الجناح السعودي

وكذلك توفرت منها نسخ غير مخرمة:

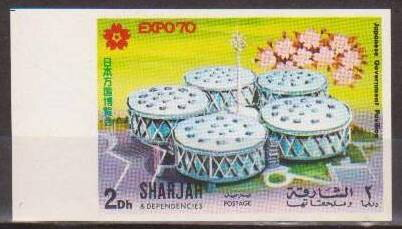
درهمان الجناح الياباني
درهمان جناح روبوت فوجيبان
3 دراهم الحلم، القديم والحديث
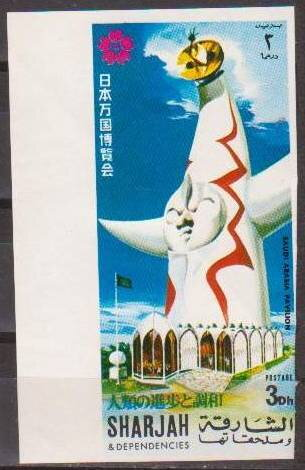
3 دراهم الجناح السعودي

وكذلك أصدرت طوابع مخصصة للبريد الجوي
- 40 درهما
الجناح الأمريكي
- 40 درهما
الجناح البريطاني
- 40 درهما
الجناح الفرنسي
- 40 درهما
الجناح الألماني

وكذلك أصدرت طوابع غير مخرمة من طوابع البريد الجوي:

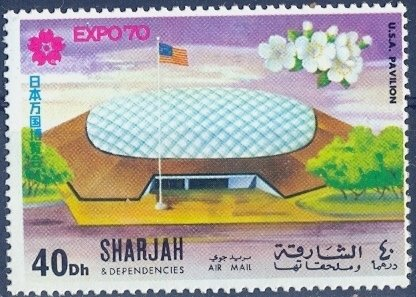
40 درهما الجناح الأمريكي
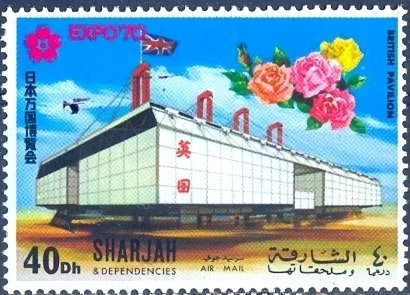
40 درهما الجناح البريطاني
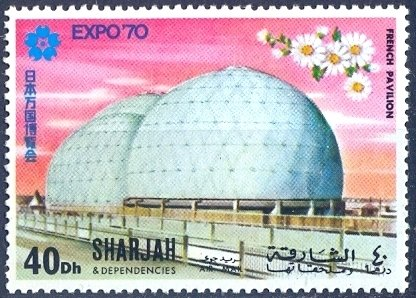
40 درهما الجناح الألماني
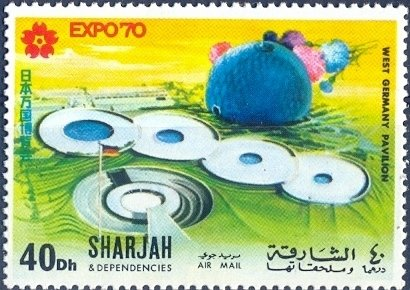
40 درهما الجناح الفرنسي

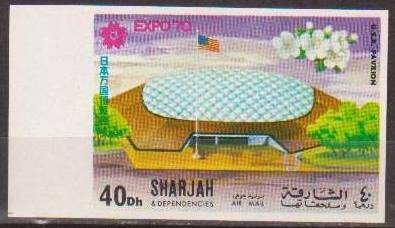
40 درهما الجناح الأمريكي
40 درهما الجناح البريطاني
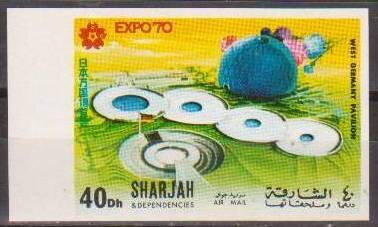
40 درهما الجناح الألماني
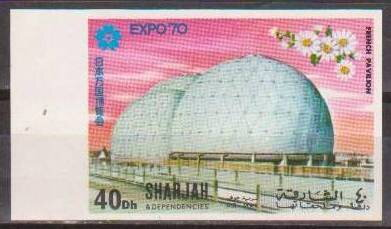
40 درهما الجناح الفرنسي

كذلك أصدرت بطاقتان تذكاريتان تضمان طابعا واحدا فقيمة 3 ريالات في كل بطاقة:

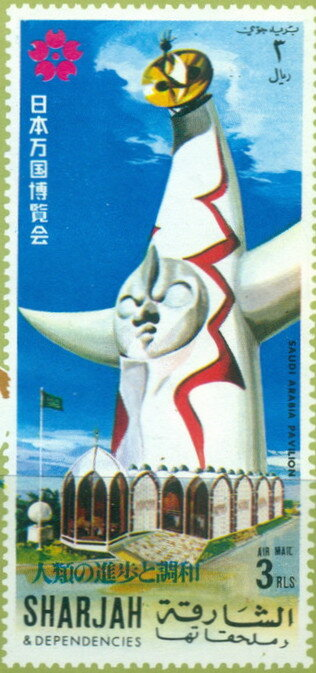
3 ريالات الجناح السعودي
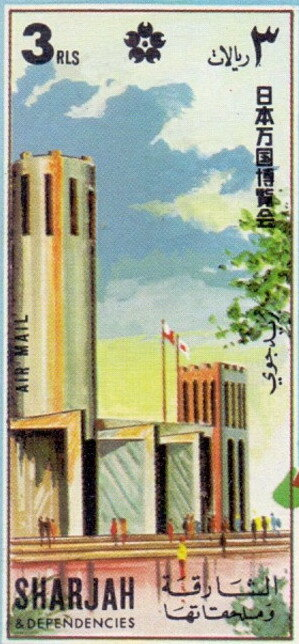
3 ريالات جناح إمارة أبو ظبي

وهذه صورتا البطاقتين:

## إصدارات لوحات نابليون
في 20 يونيو 1970، أصدرت الطوابع التالية التي تظهر عليها لوحات تصور نابليون بونابرت:

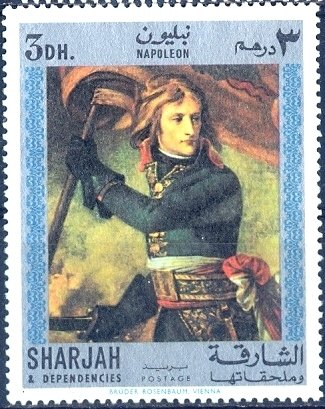
3 دراهم لوحة بونابرت في بونت داركول[الإنجليزية] للرسام أنطوان غروس
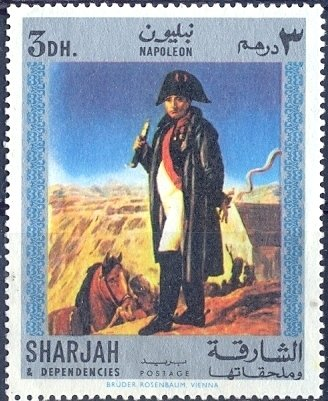
3 دراهم لوحة "جلالة الإمبراطور: صباح معركة موسكو" للرسام جوزيف فرانك
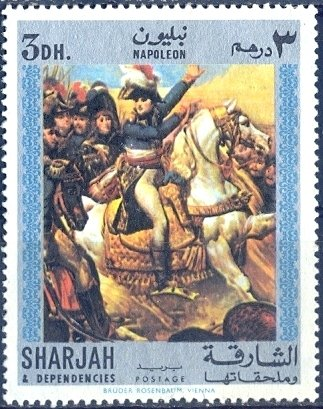
3 دراهم لوحة معركة الأهرام[الإنجليزية] للرسام أنطوان غروس
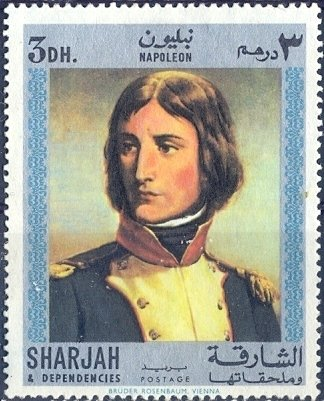
3 دراهم لوحة لنابليون بعمر 23 عاما وكان برتبة مقدم للرسام هنري فيليكس إيمانويل فيليبوتو
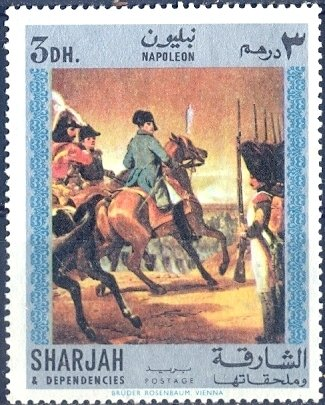
3 دراهم لوحة معركة يينا[الإنجليزية] للرسام هوراس فيرنيه

وهذه صور صحائف الطوابع:

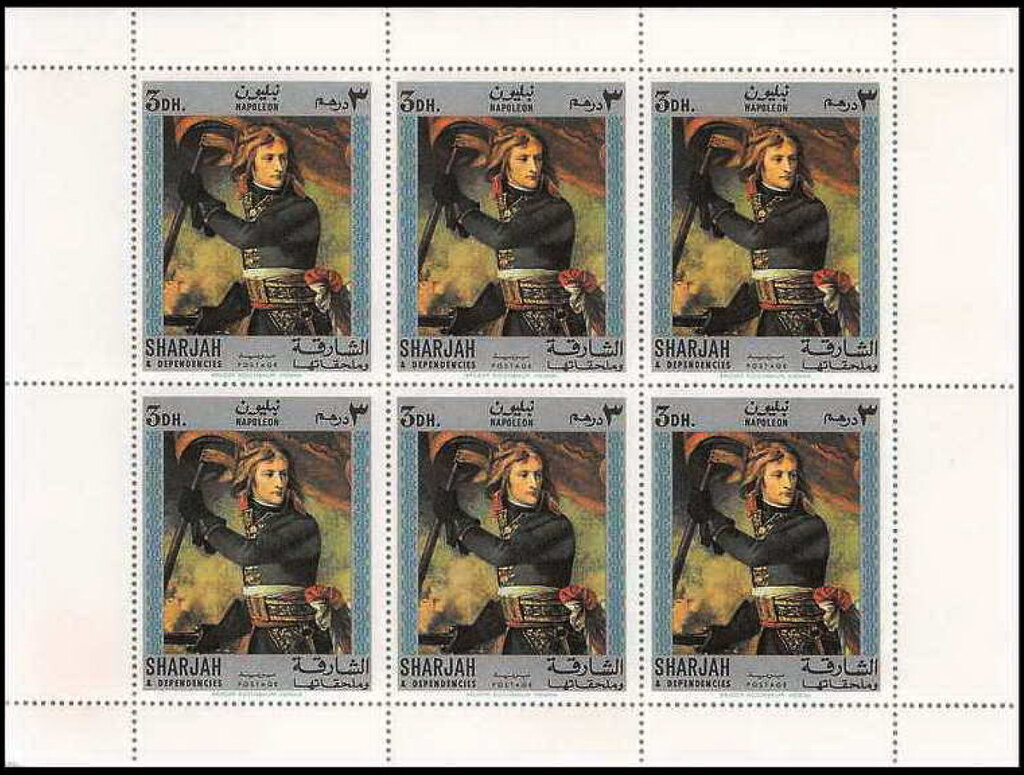
3 دراهم
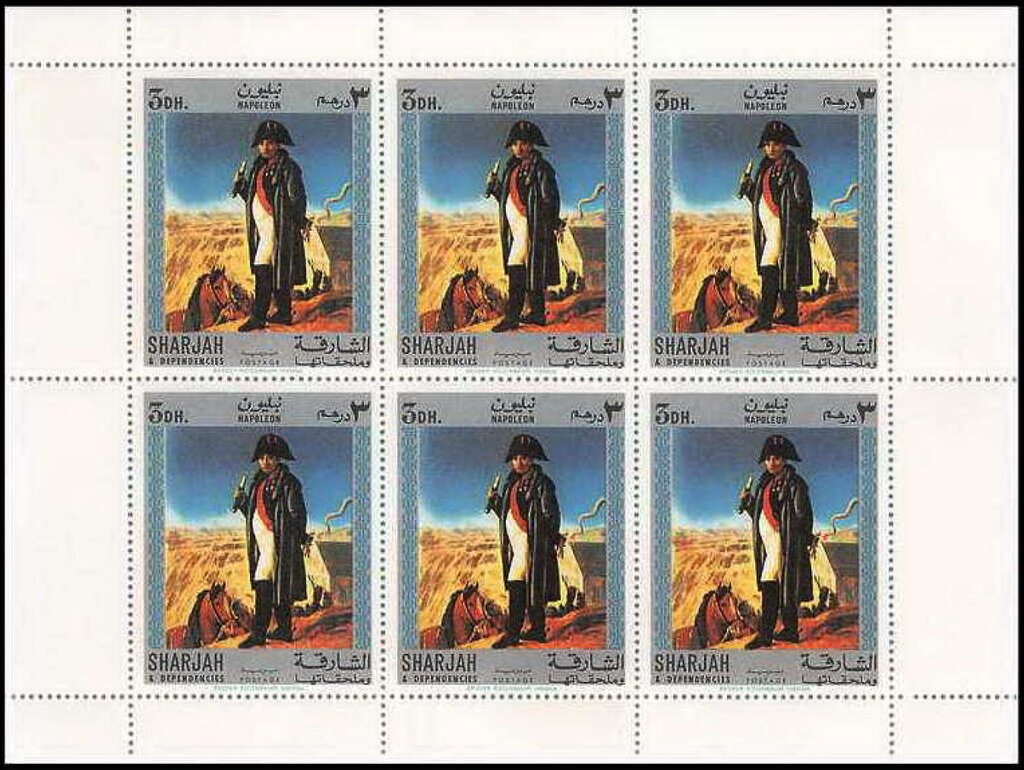
3 دراهم
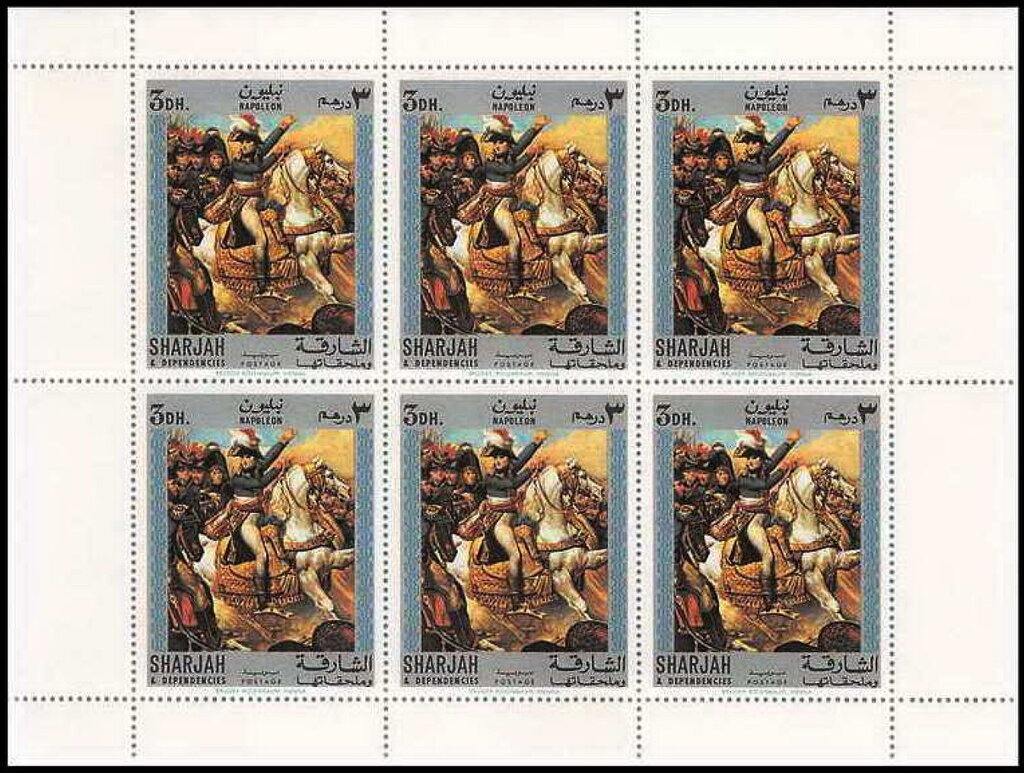
3 دراهم
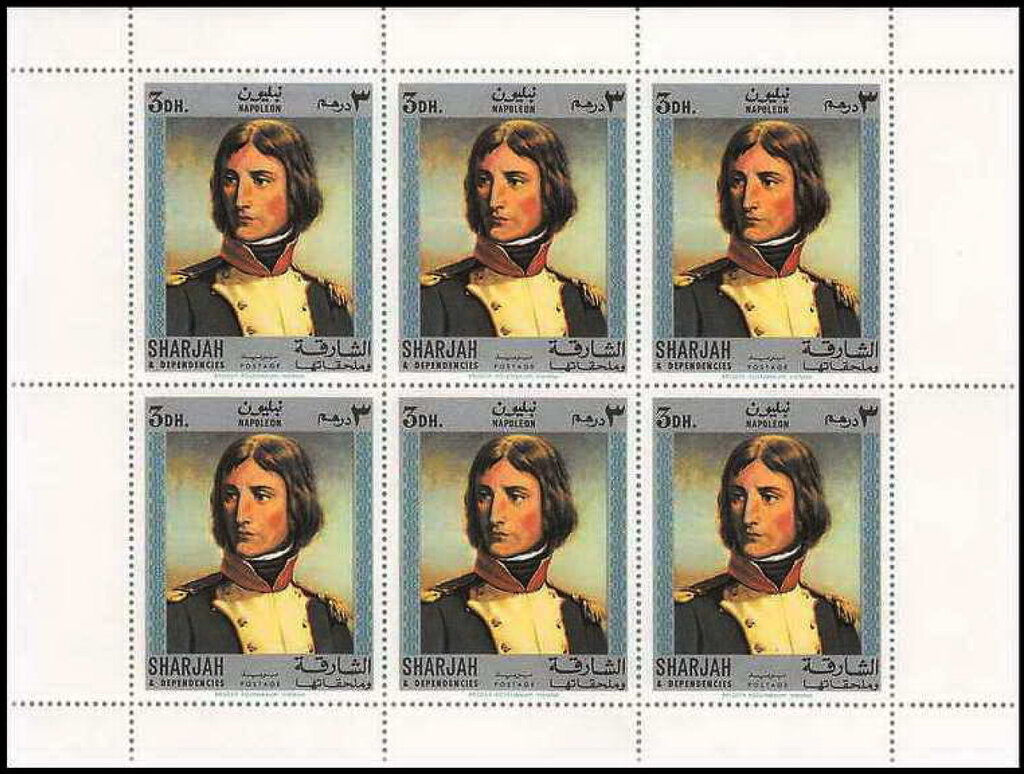
3 دراهم
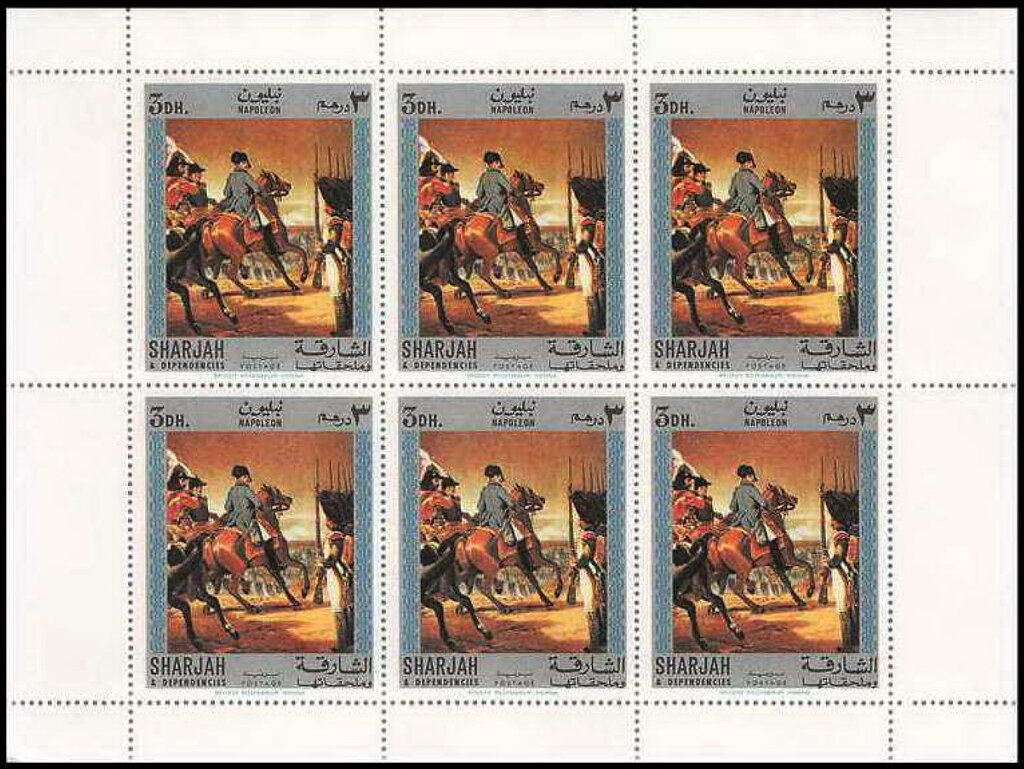
3 دراهم

وتذكر فهارس الطوابع وجود إصدار غير مخرم لهذه الطوابع.
كما أصدرت طوابع تحمل نفس التصميم والصور مع اختلاف لون الإطار والقيمة، وهي مخصصة للبريد الجوي:

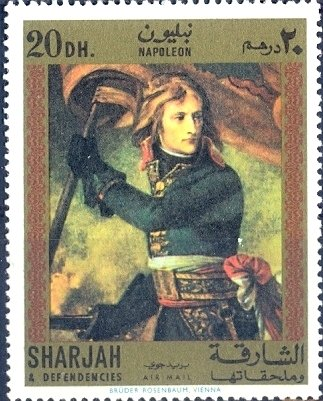
20 درهما
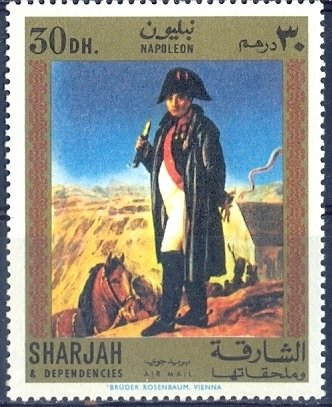
30 درهما
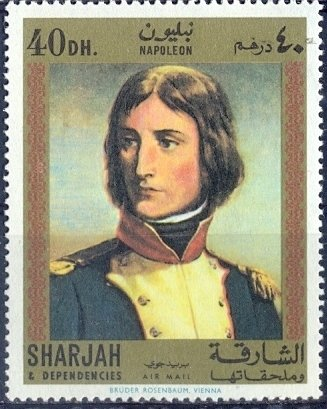
40 درهما
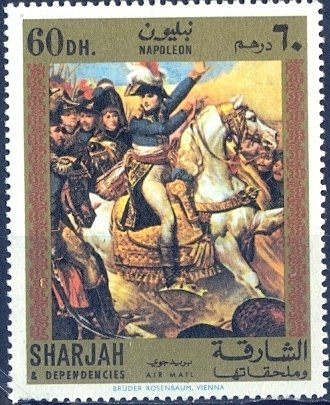
60 درهما
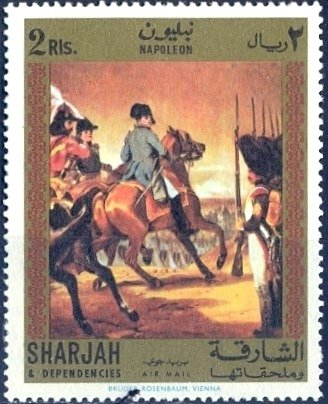
ريالان

وهذه صور صحائف هذه الطوابع:

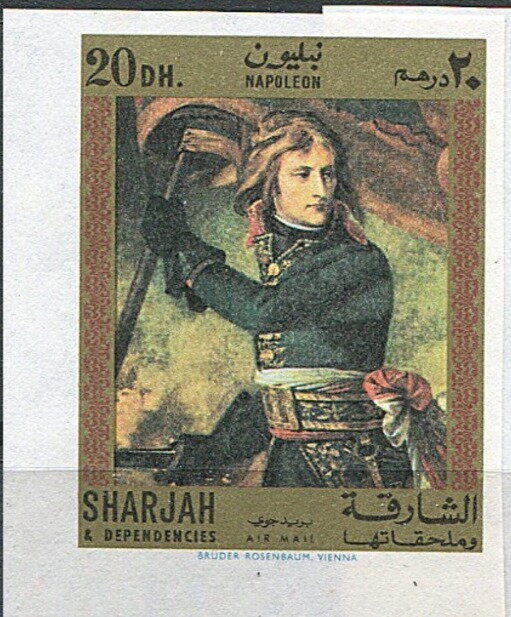
20 درهما
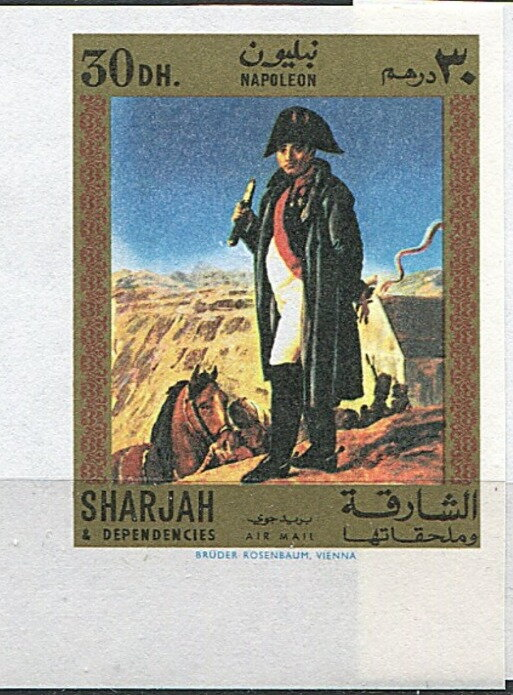
30 درهما
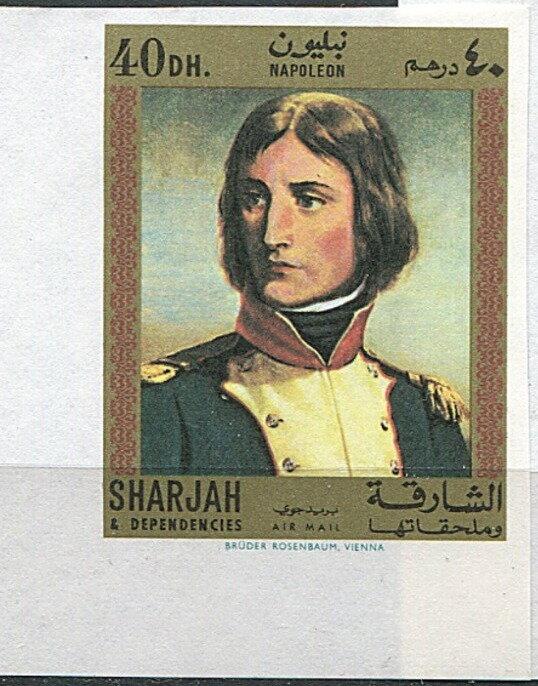
40 درهما
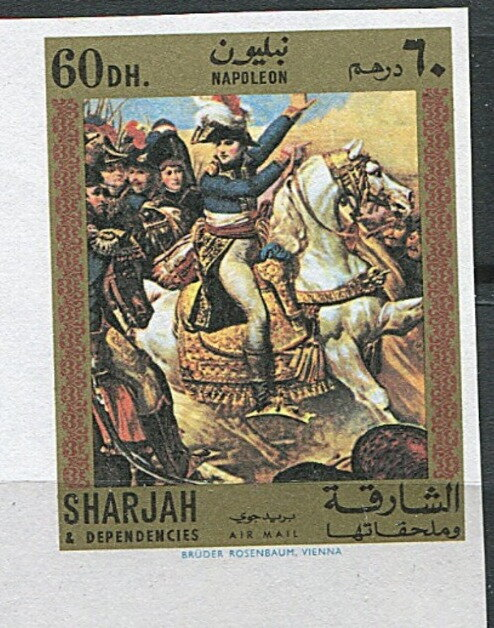
60 درهما
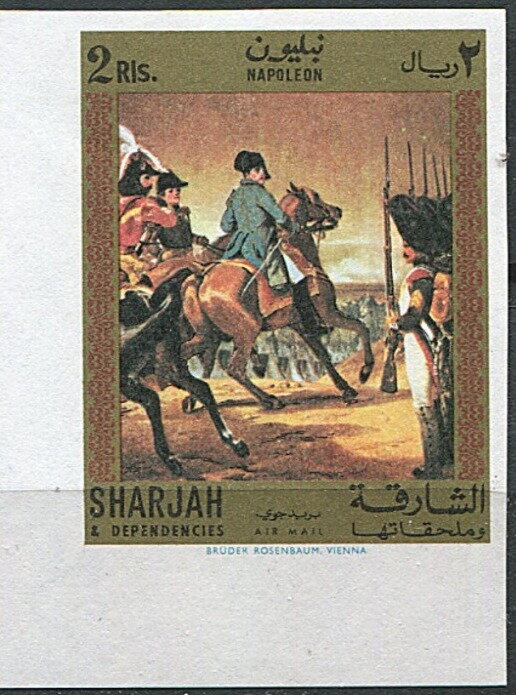
ريالان

وكذلك توفر إصدار غير مخرم لطوابع البريد الجوي:

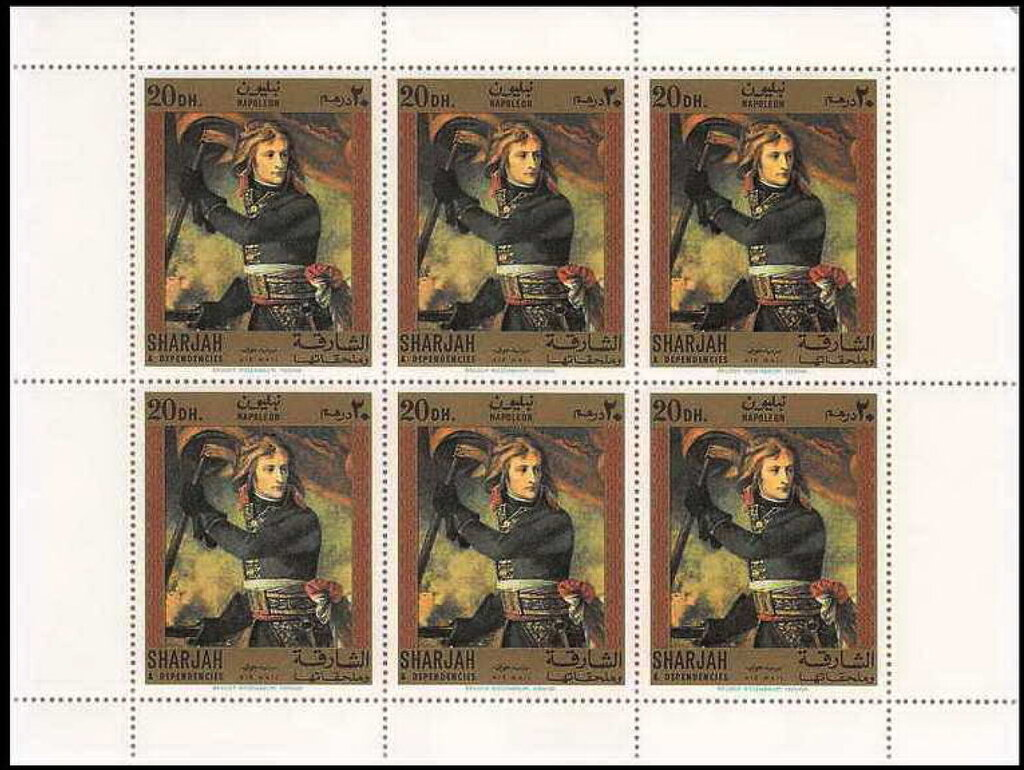
20 درهما
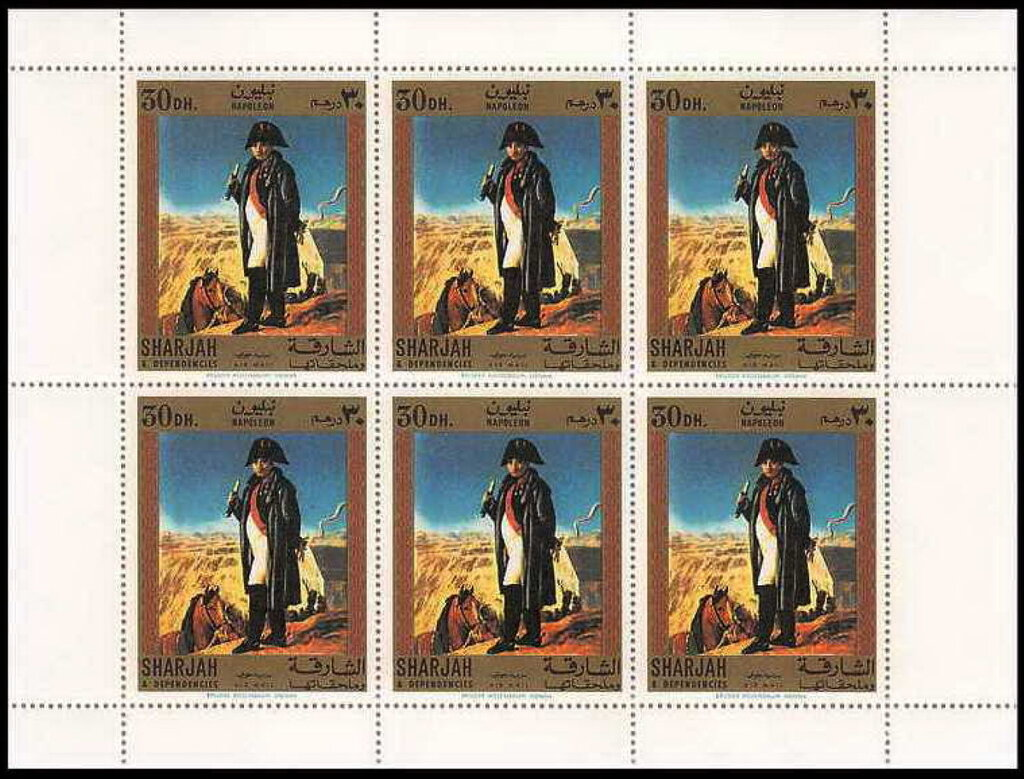
30 درهما
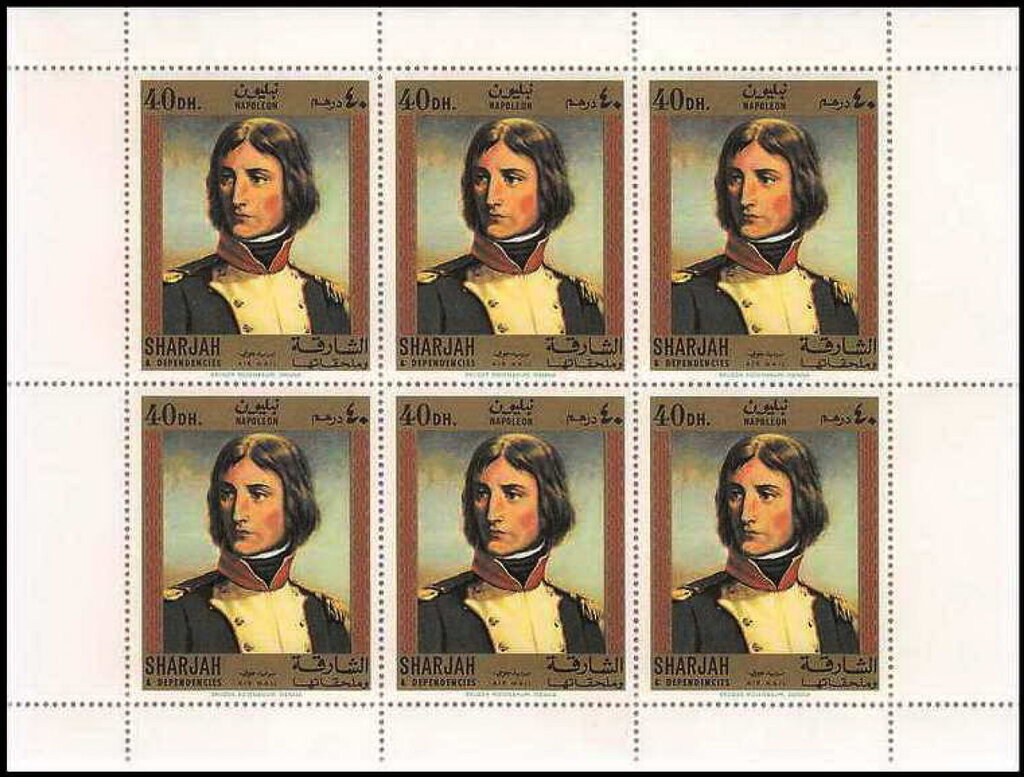
40 درهما
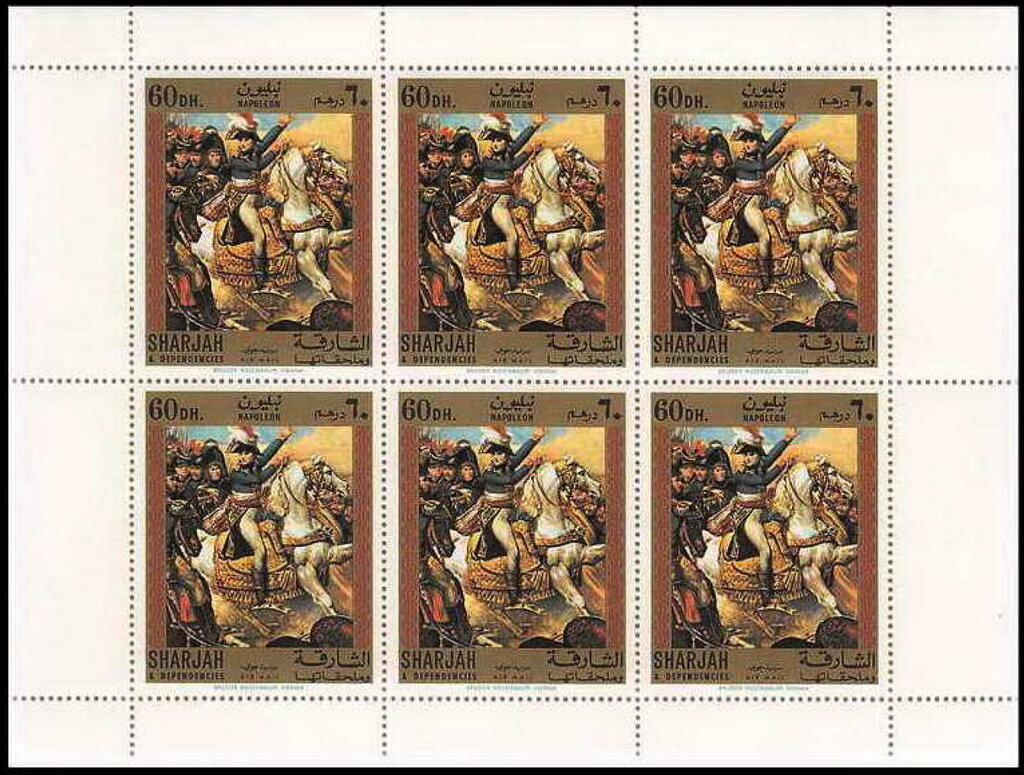
60 درهما
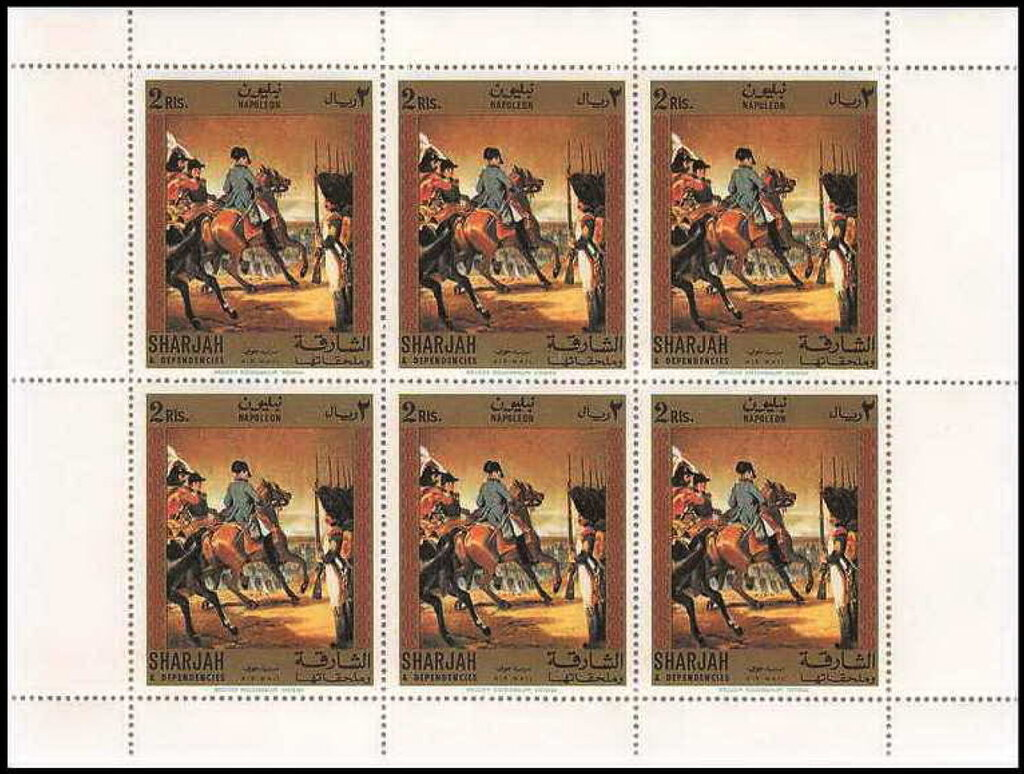
ريالان

وهذه صور الصحائف غير المخرمة:
- 20 درهما
- 30 درهما
- 40 درهما
- 60 درهما
- ريالان

كما أصدرت بطاقة تذكارية تضم طابعا بقيمة 4 ريالات:

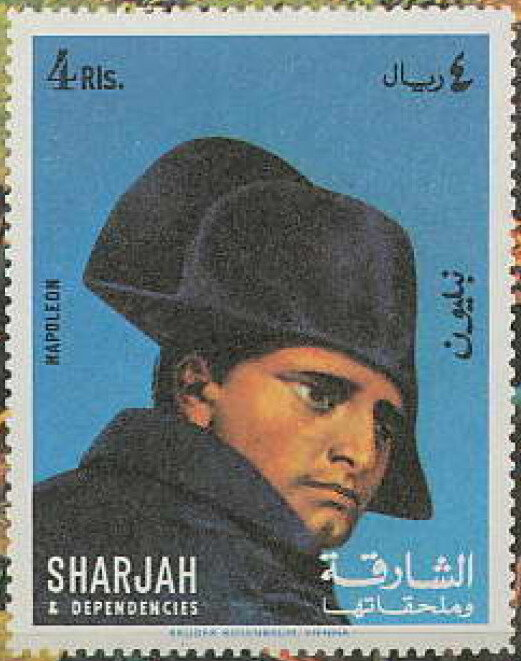
طابع تظهر عليه صورة نابليون بونابرت وقيمته 4 ريالات.

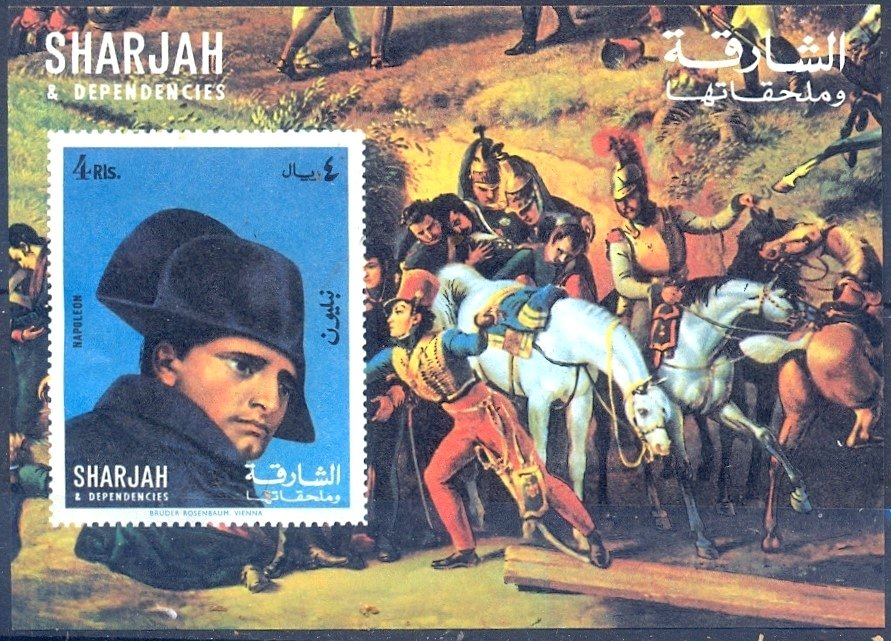
بطاقة تذكارية تضم الطابع الذي تظهر عليه صورة نابليون بونابرت وقيمته 4 ريالات.

## إصدارات شارل ديغول (المجموعة الأولى)
في 20 يونيو 1970، أصدرت الطوابع التالية التي تظهر عليها صور شارل ديغول:

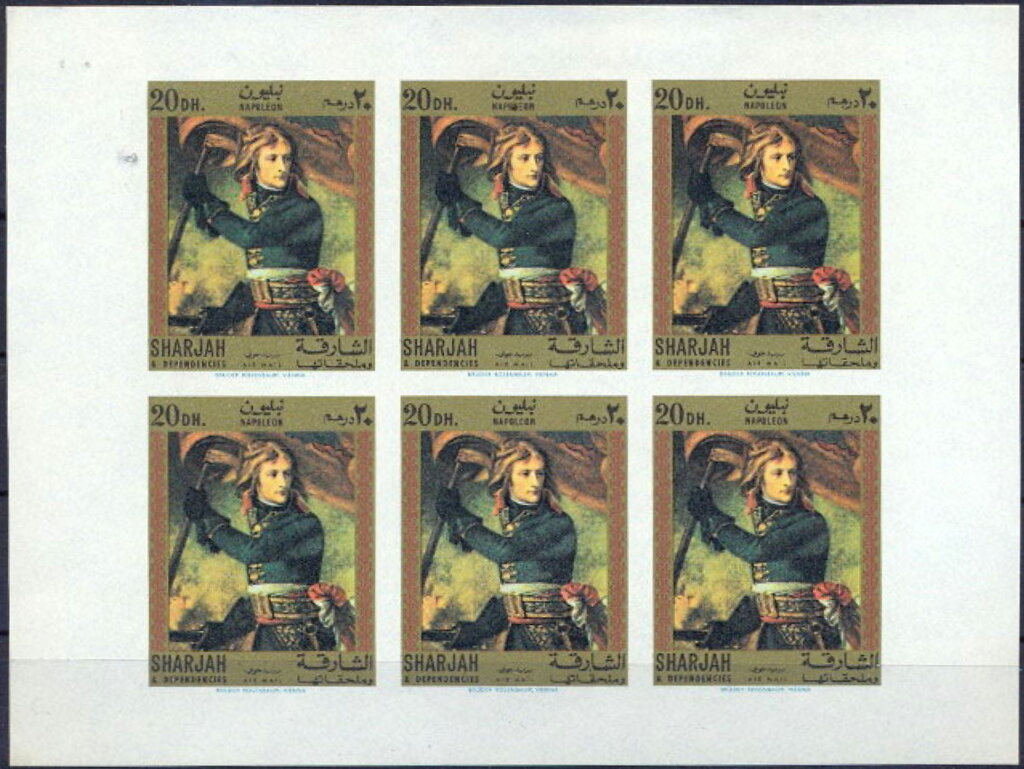
20 درهما
شارل ديغول مع زوجته إيفون في لندن عام 1943.
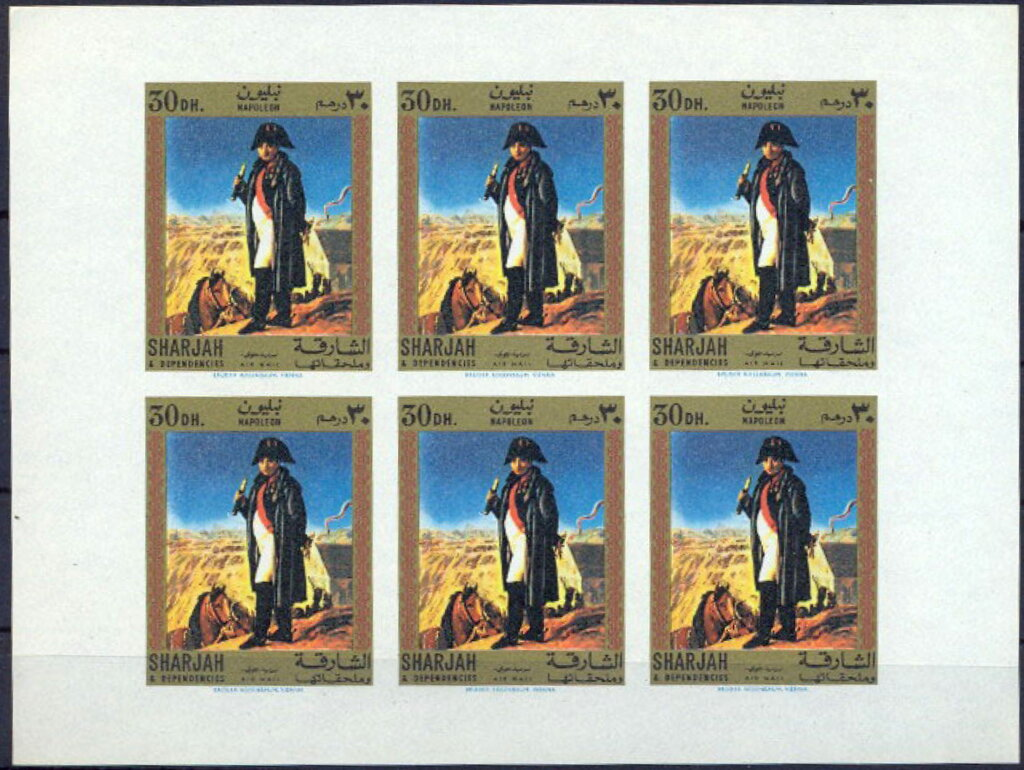
30 درهما
شارل ديغول مع وينستون تشرشل.
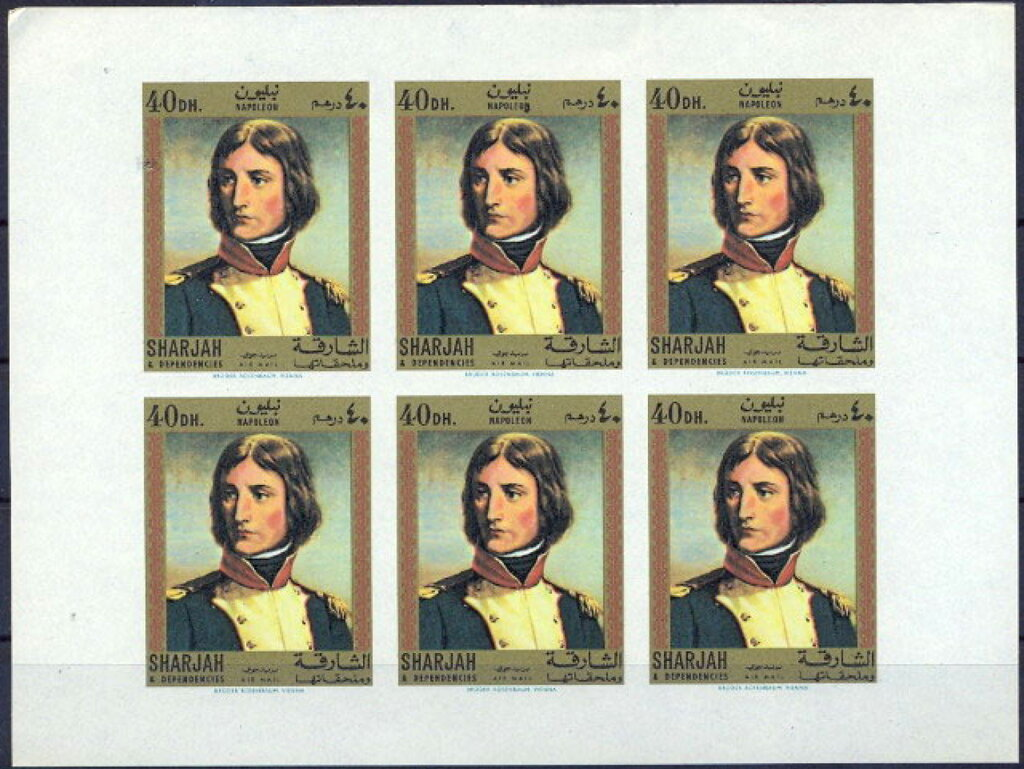
40 درهما
شارل ديغول مع فيليب لوكلير دو أوتكلوك.
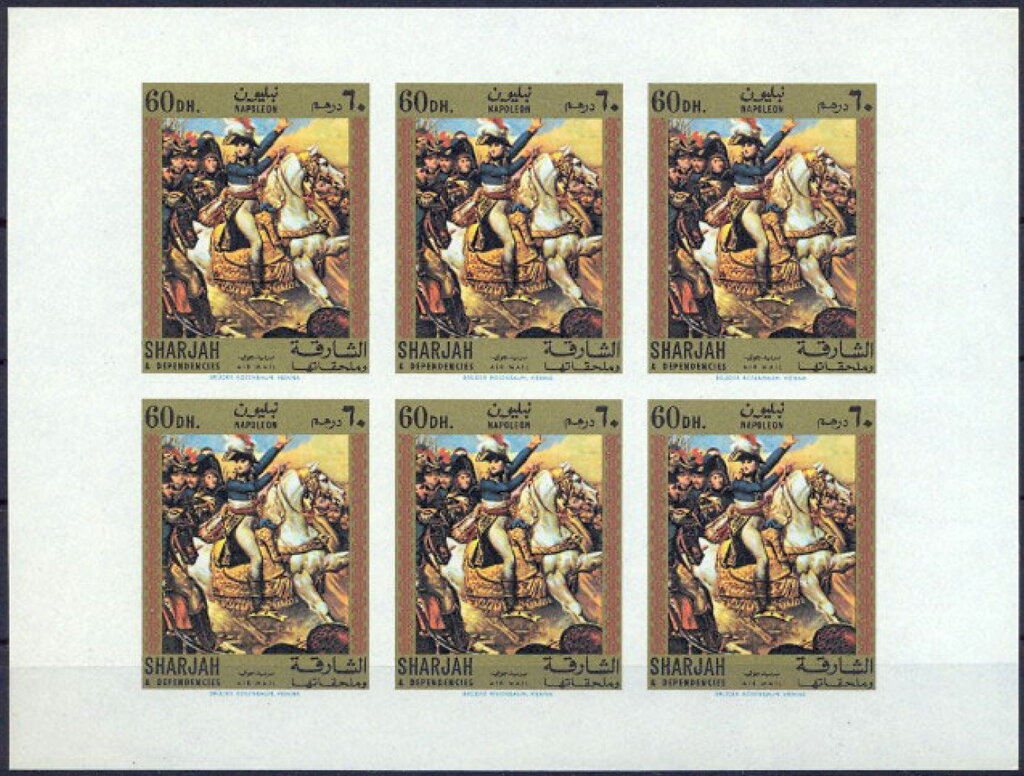
60 درهما
شارل ديغول مع كونراد أديناور.
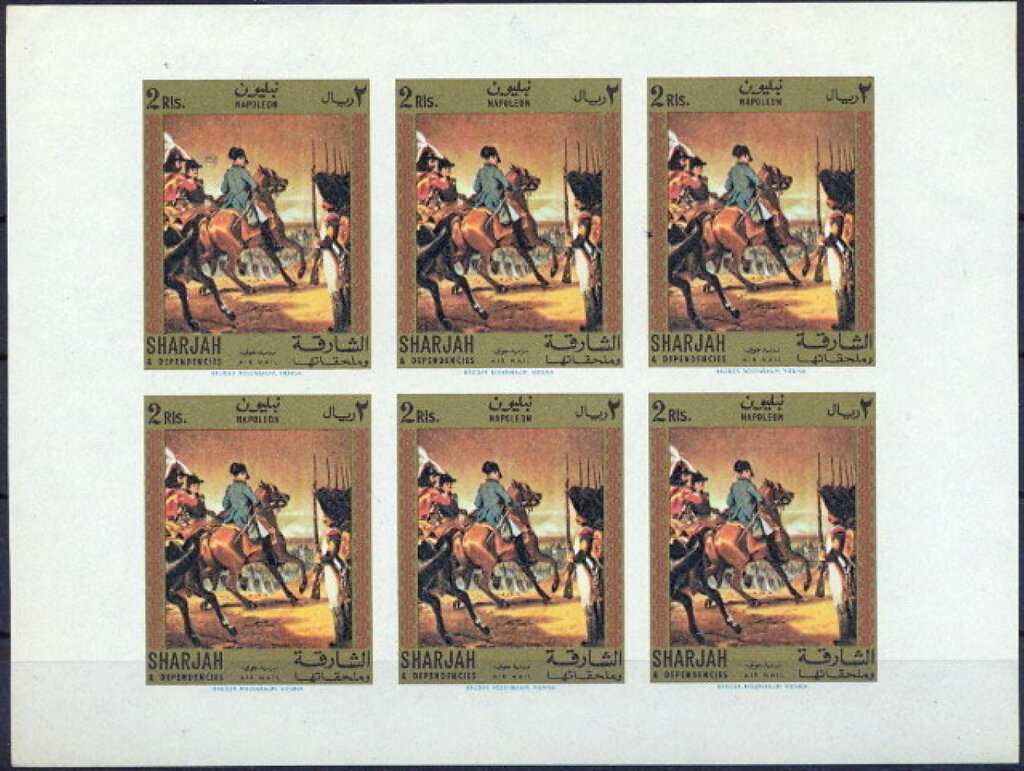
ريالان
شارل ديغول في مؤتمر صحفي.

وتذكر فهارس الطوابع وجود إصدار غير مخرم لهذه الطوابع.
كما أصدرت طوابع تحمل نفس التصميم والصور مع اختلاف لون الإطار والقيمة، وهي مخصصة للبريد الجوي:

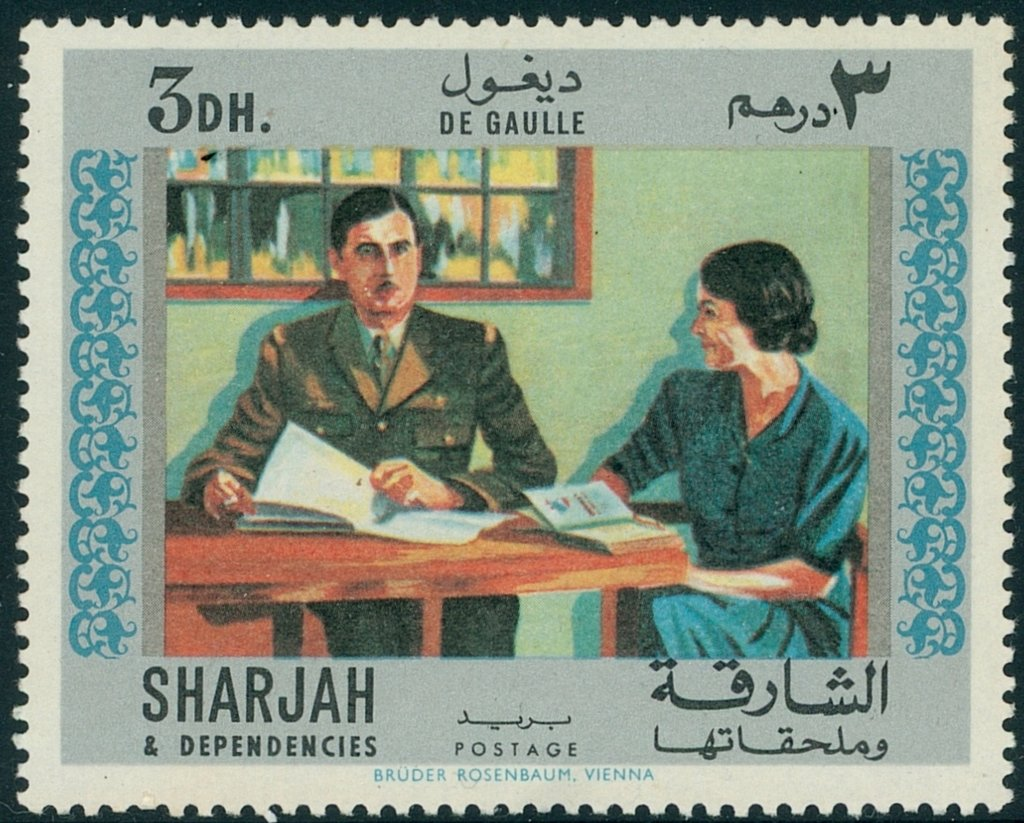
20 درهما شارل ديغول مع زوجته إيفون في لندن عام 1943.
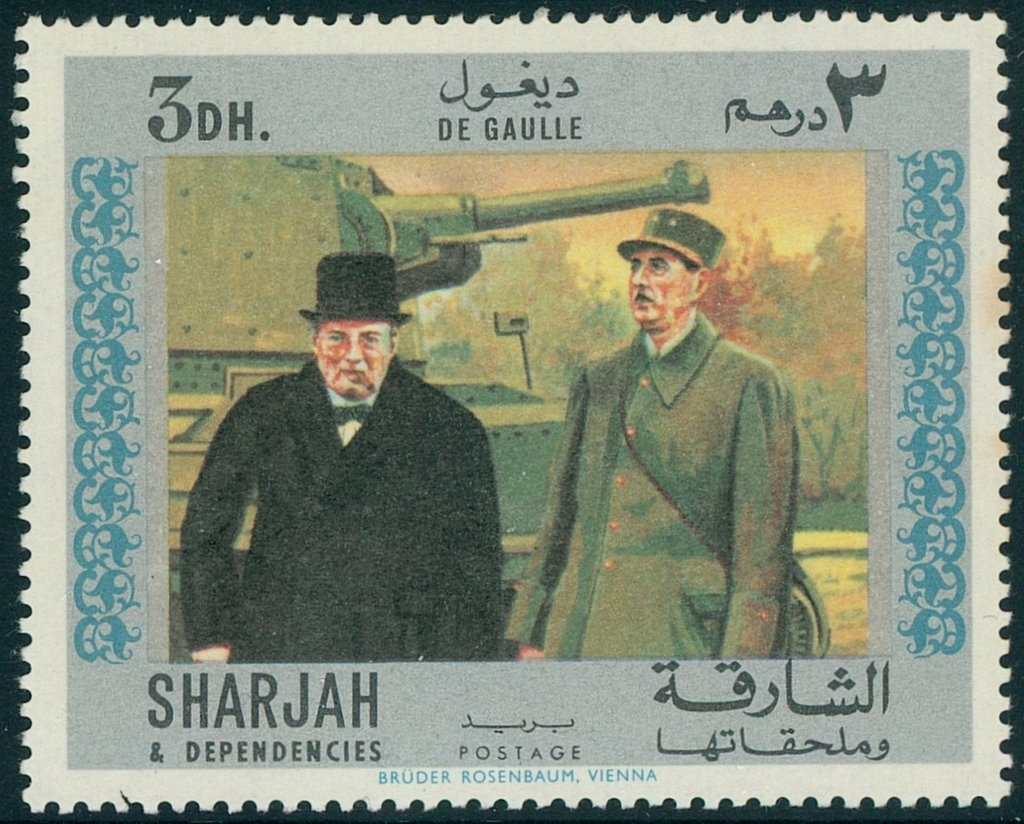
30 درهما شارل ديغول مع وينستون تشرشل.
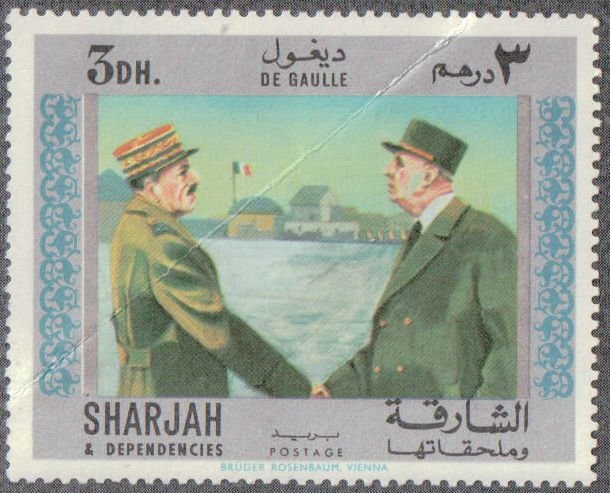
40 درهما شارل ديغول مع فيليب لوكلير دو أوتكلوك.
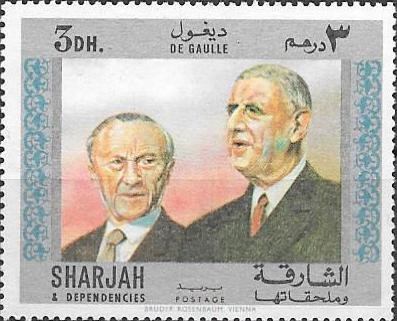
60 درهما شارل ديغول مع كونراد أديناور.
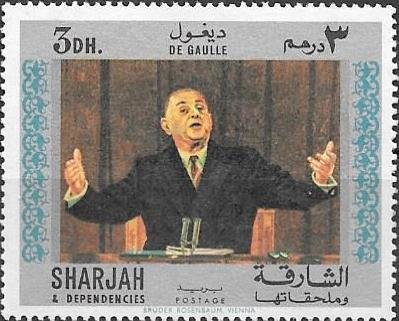
ريالان شارل ديغول في مؤتمر صحفي.

وكذلك توفر إصدار غير مخرم لطوابع البريد الجوي:

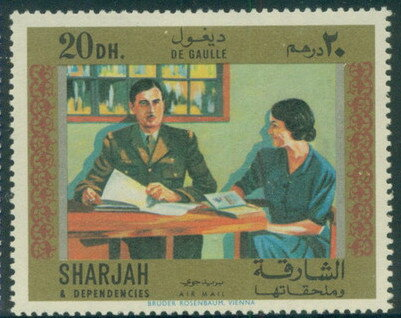
20 درهما شارل ديغول مع زوجته إيفون في لندن عام 1943.
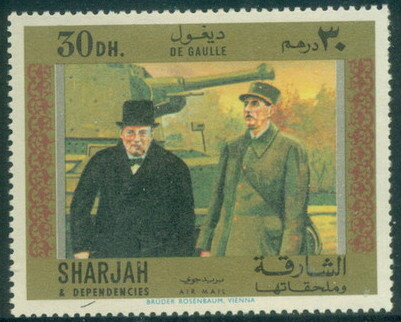
30 درهما شارل ديغول مع وينستون تشرشل.
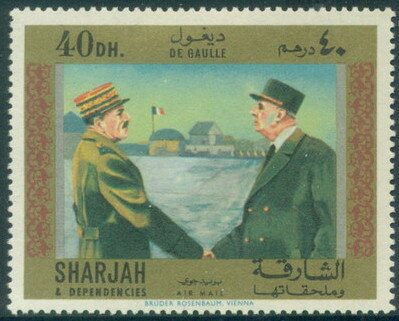
40 درهما شارل ديغول مع فيليب لوكلير دو أوتكلوك.
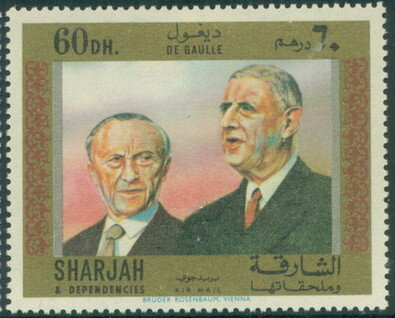
60 درهما شارل ديغول مع كونراد أديناور.
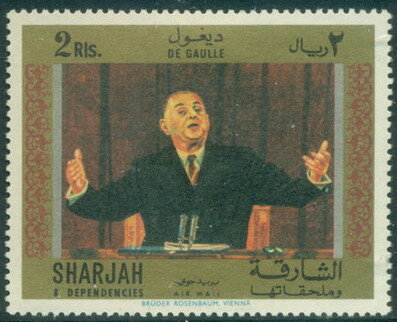
ريالان شارل ديغول في مؤتمر صحفي.

كما أصدرت بطاقة تذكارية تضم طابعا بقيمة 4 ريالات:

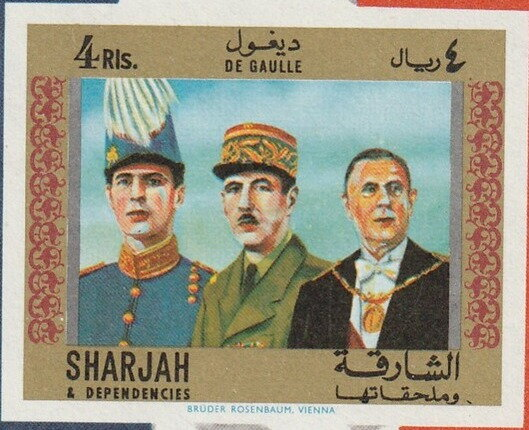
طابع بقيمة 4 ريالات تظهر فيه صور لشارل ديغول.

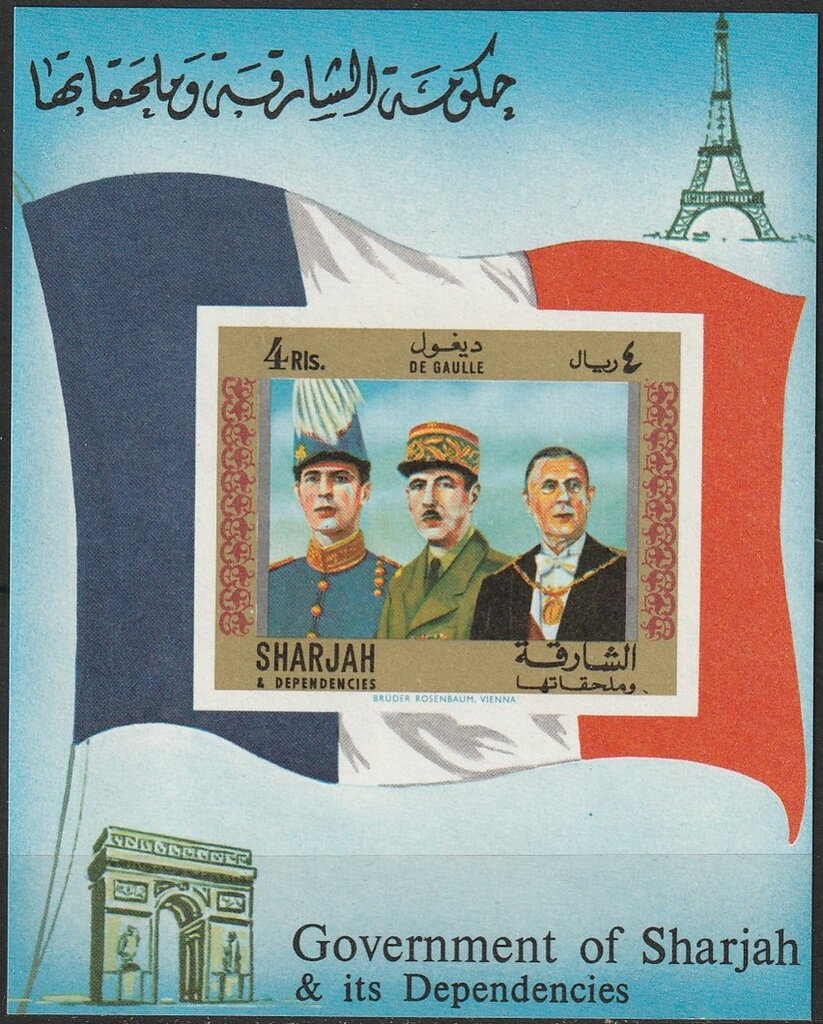
بطاقة تذكارية في طابع بقيمة 4 ريالات تظهر فيه صور لشارل ديغول، وفي حاشية الورقة علم فرنسا وبوابة باريس.

## إصدارات الذكرى الخامسة لاستلام الشيخ خالد بن محمد القاسمي حكم إمارة الشارقة

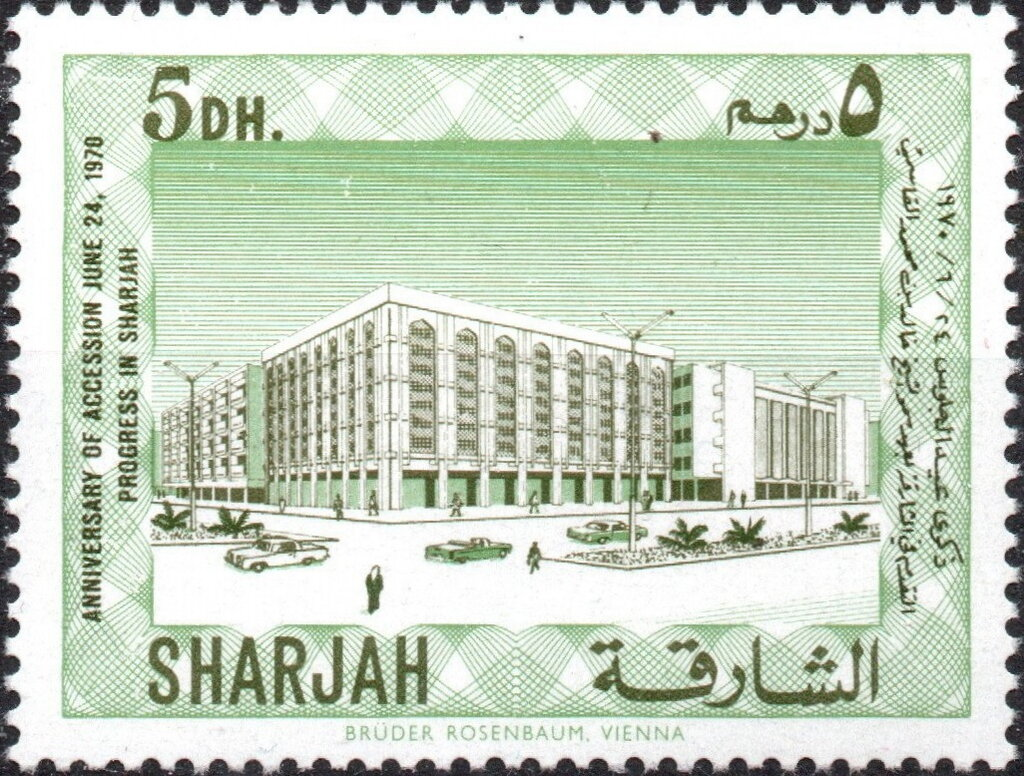
5 دراهم
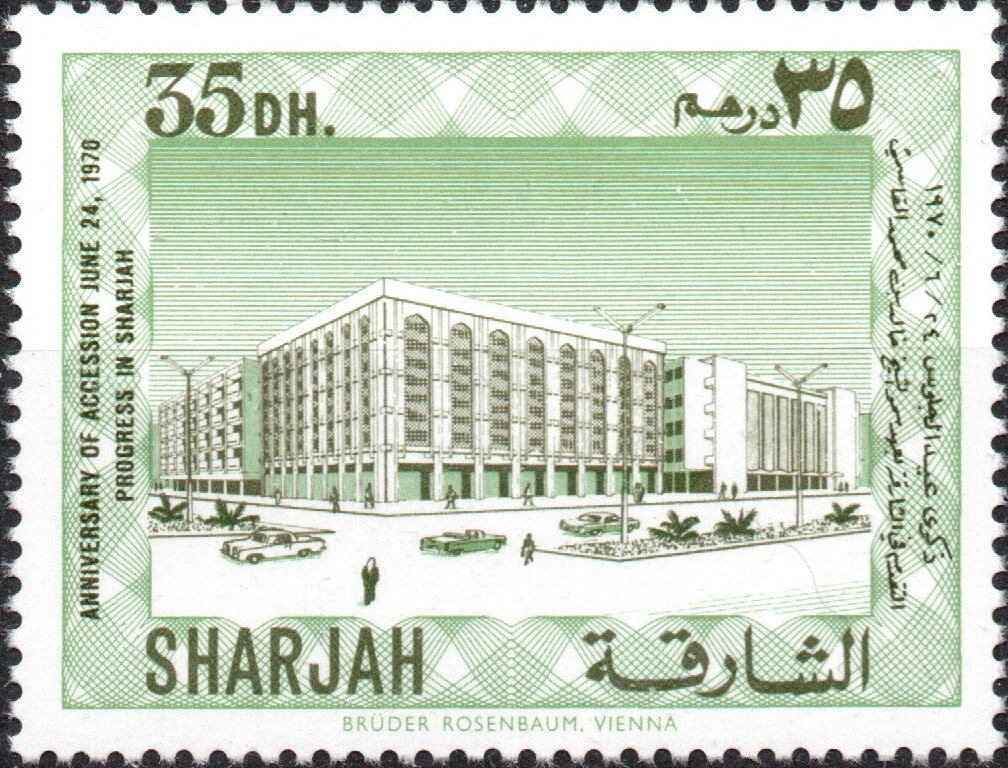
35 درهما
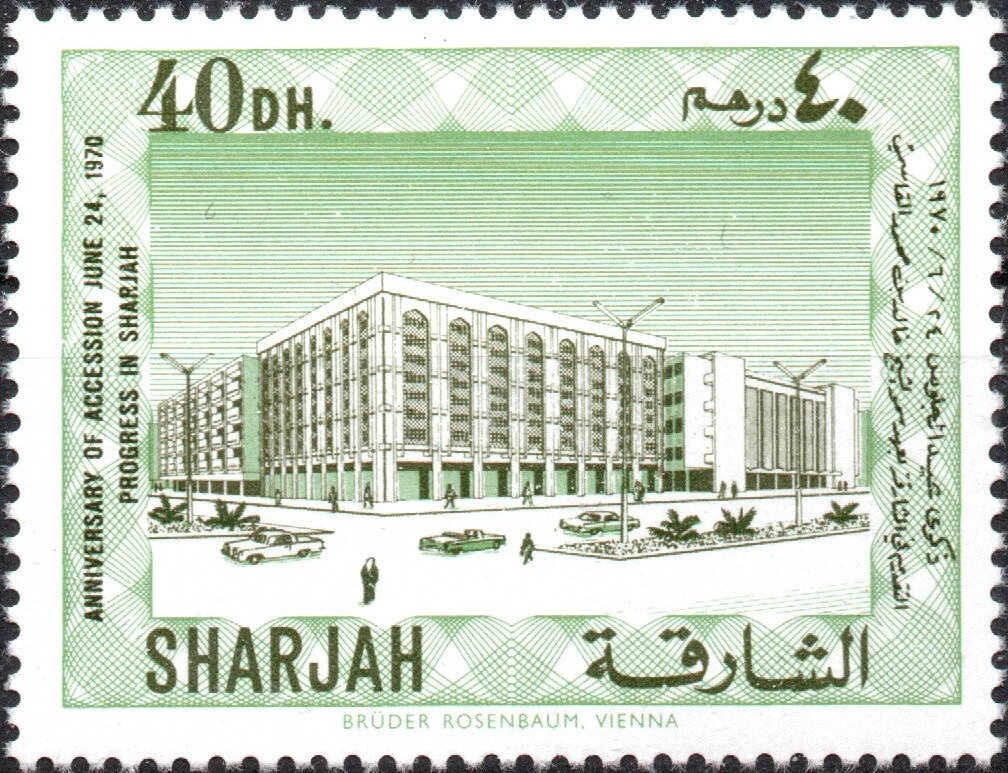
40 درهما
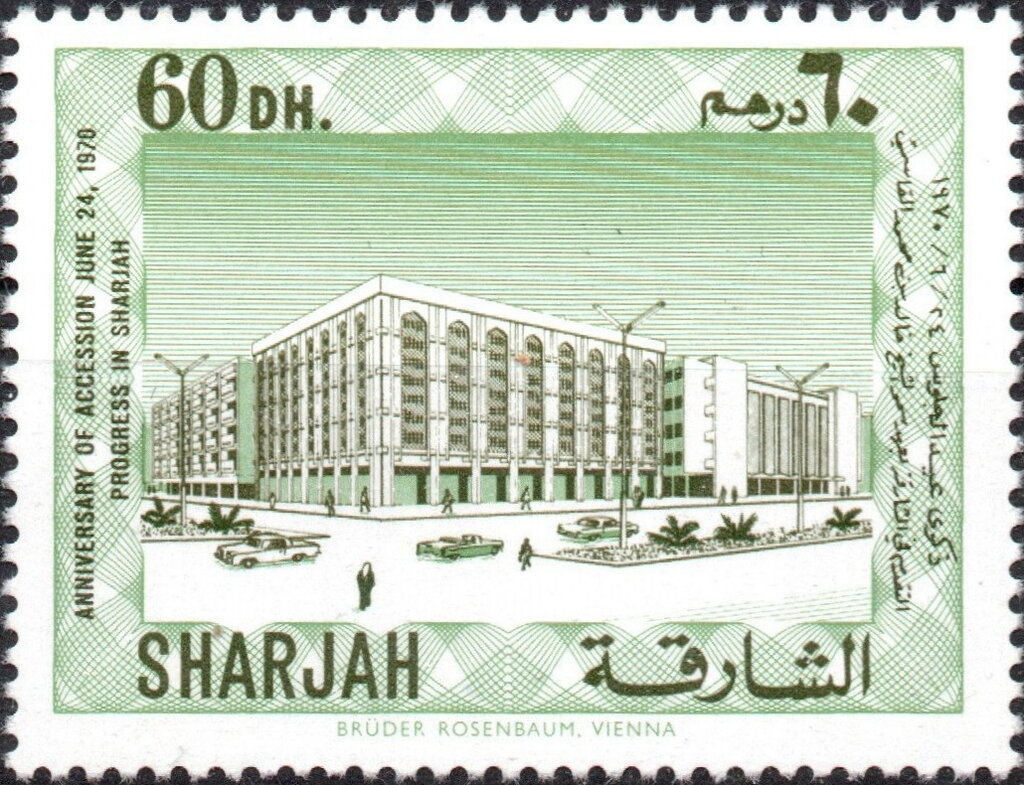
60 درهما

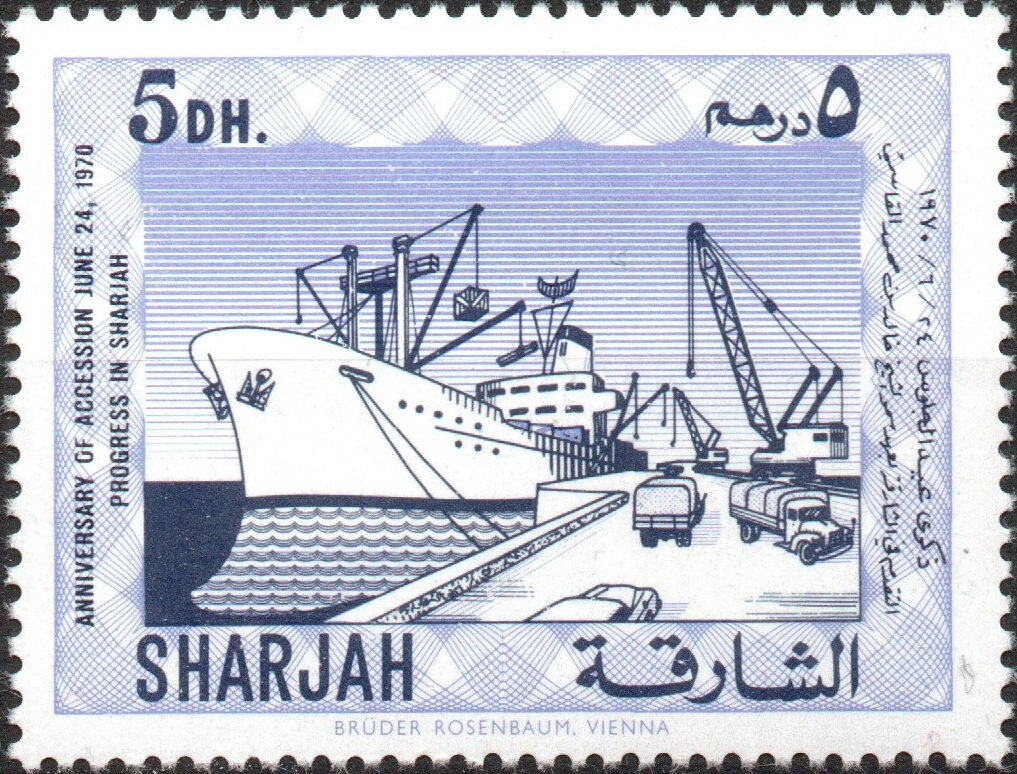
5 دراهم
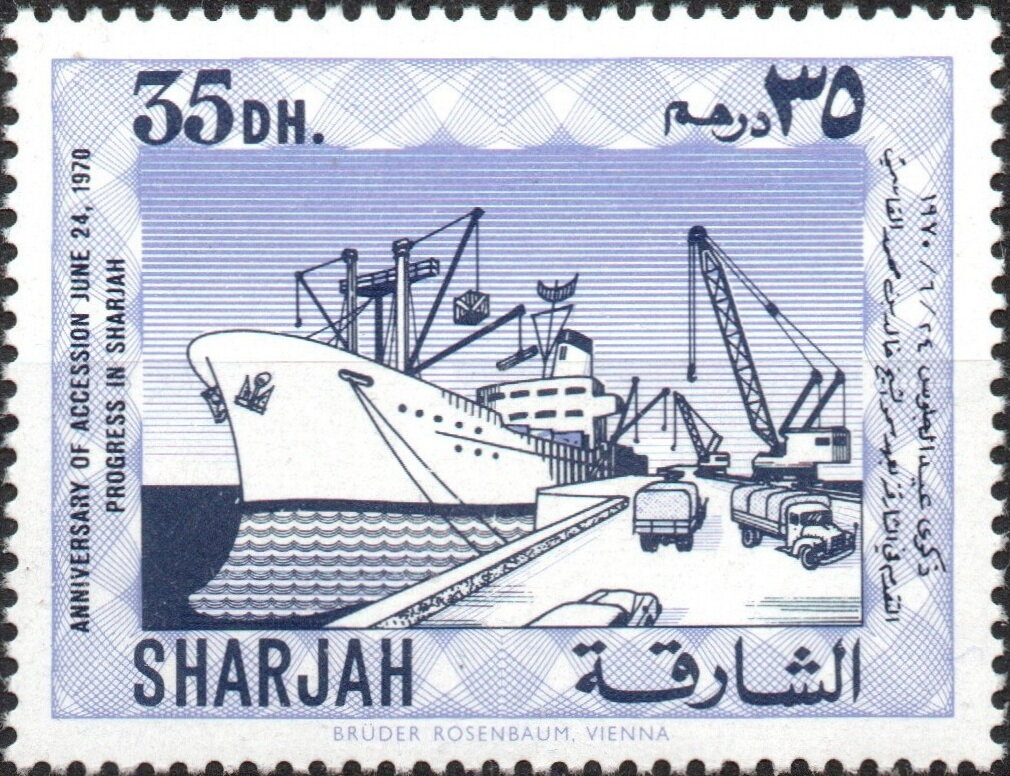
35 درهما
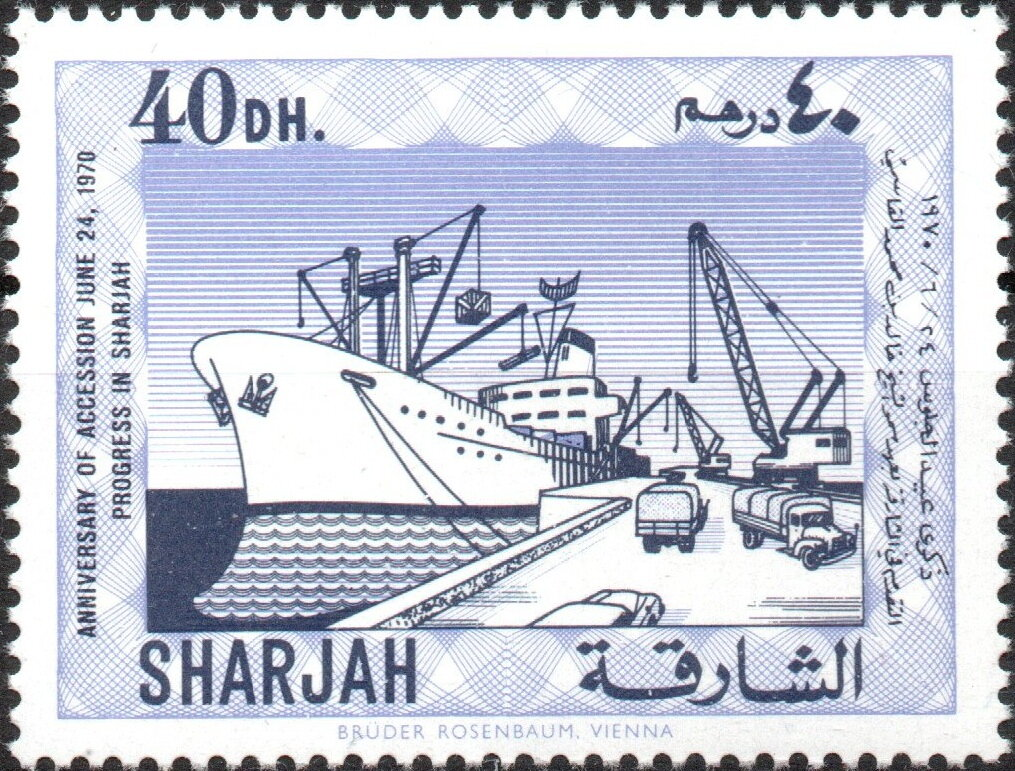
40 درهما
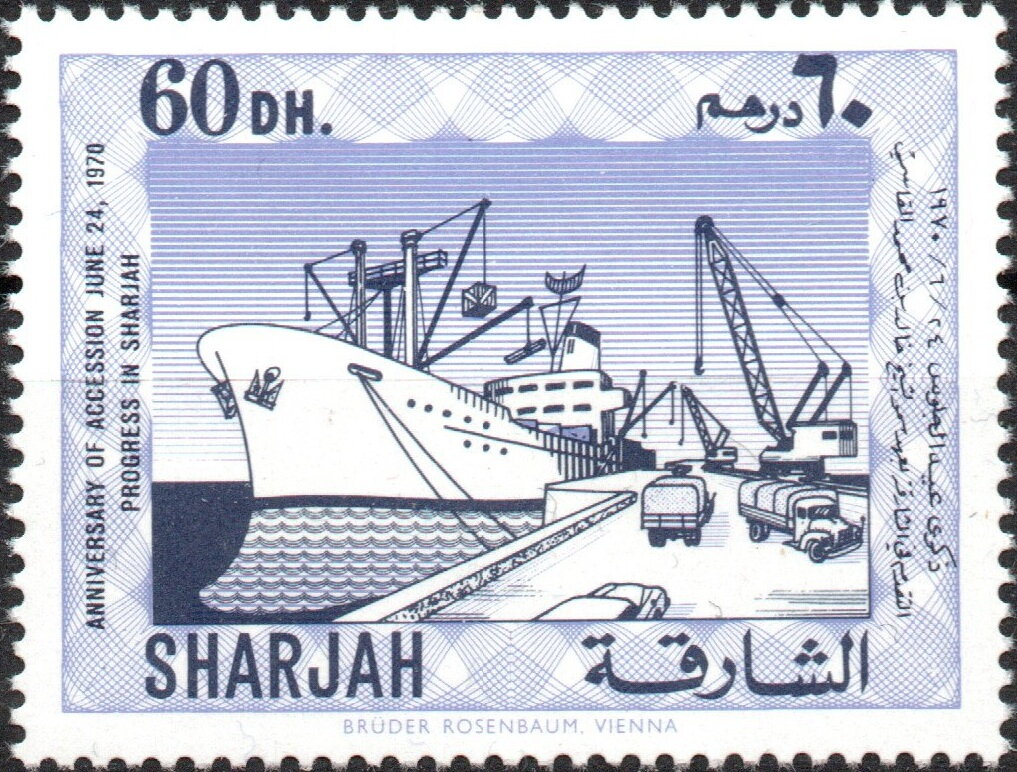
60 درهما

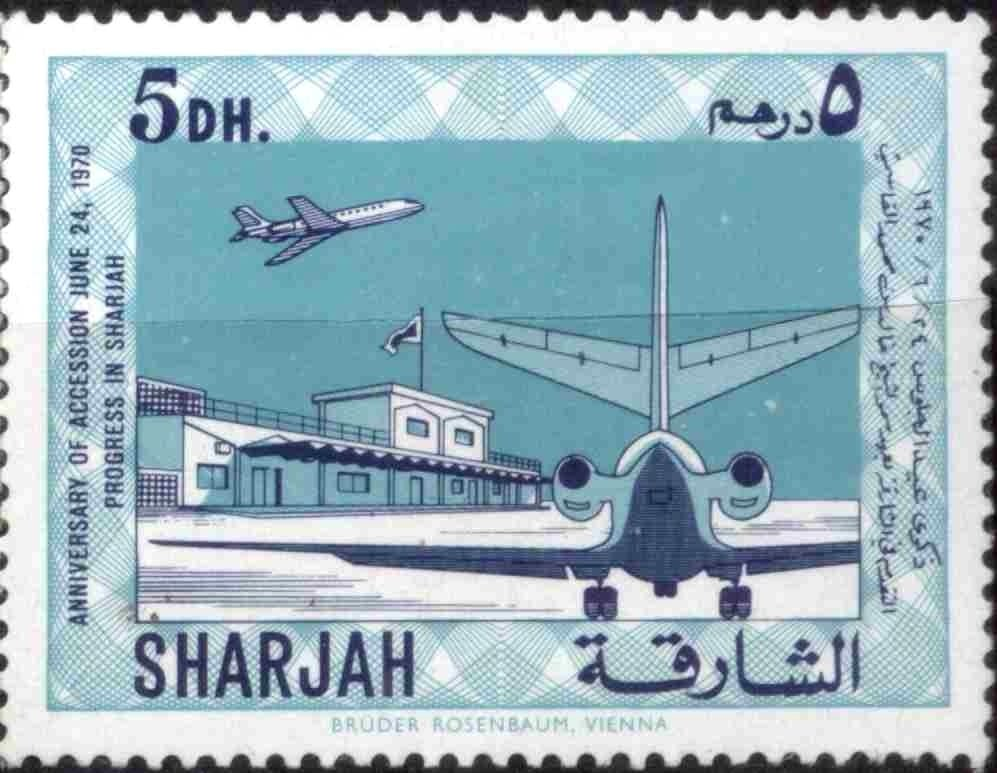
5 دراهم
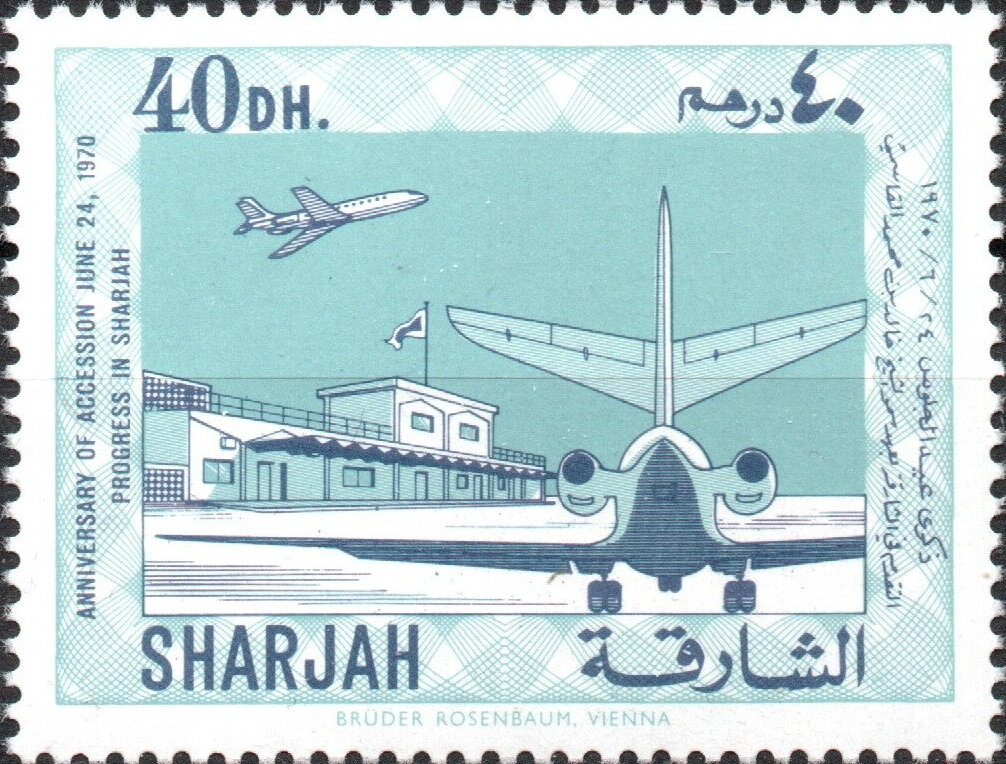
35 درهما
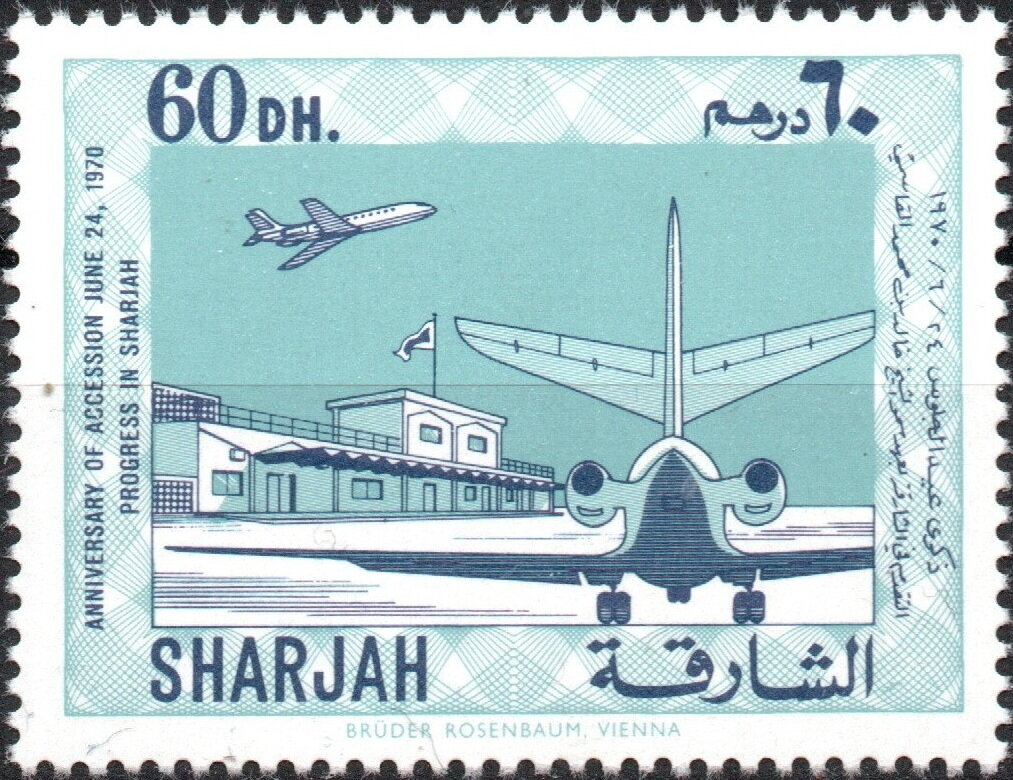
40 درهما
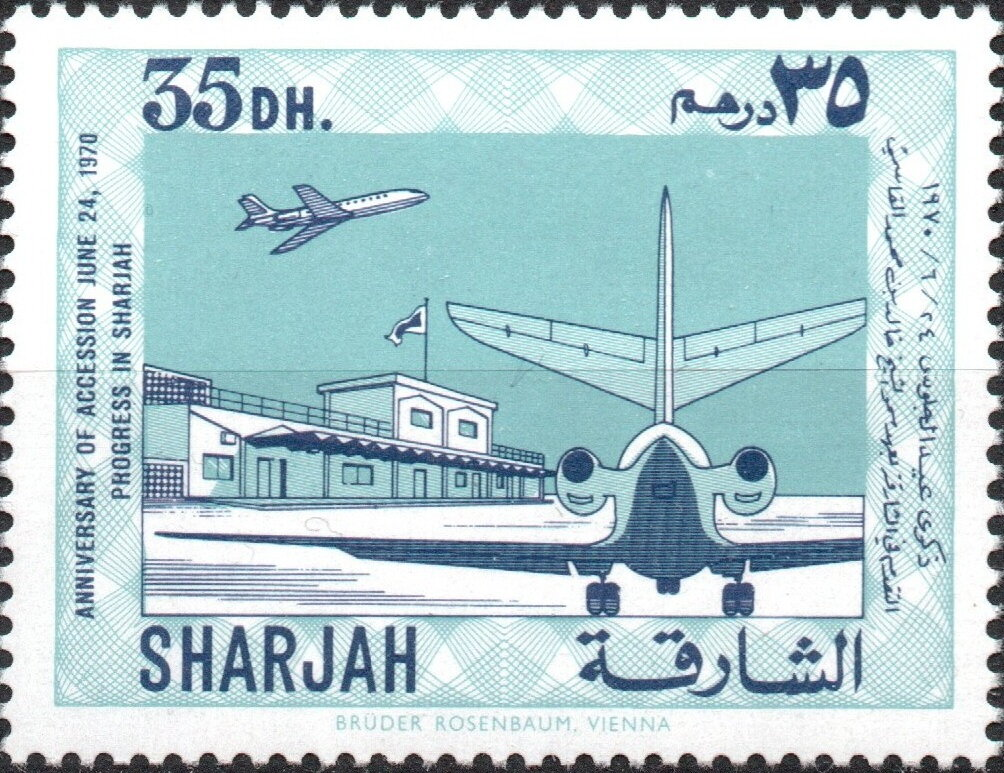
60 درهما

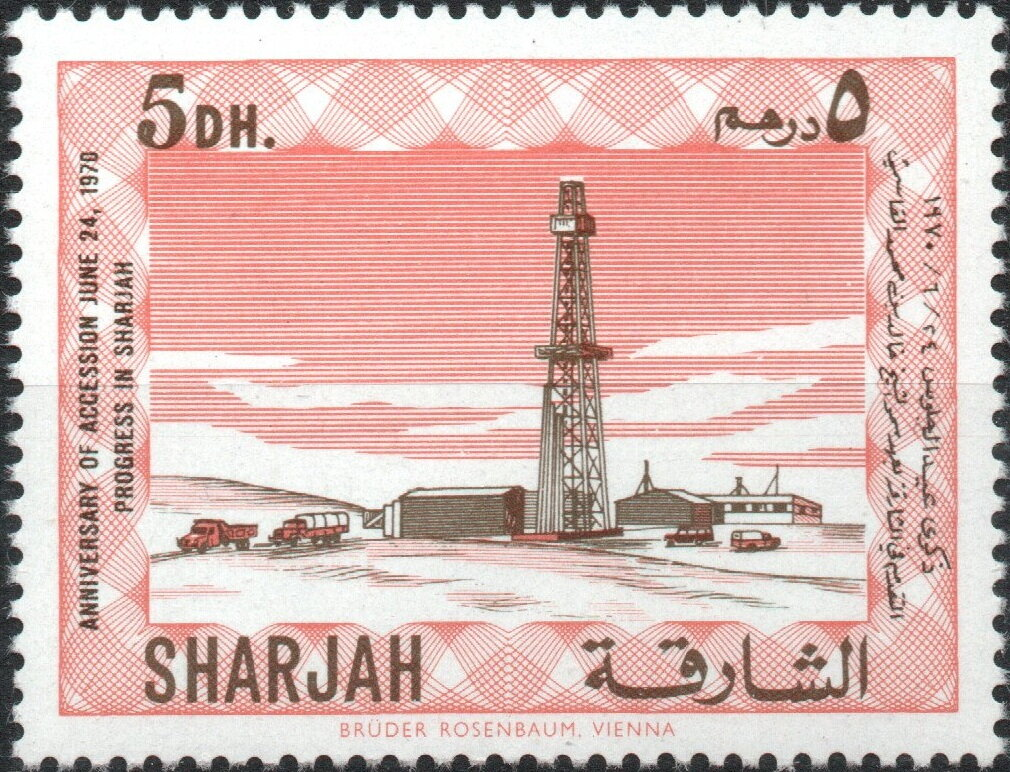
5 دراهم
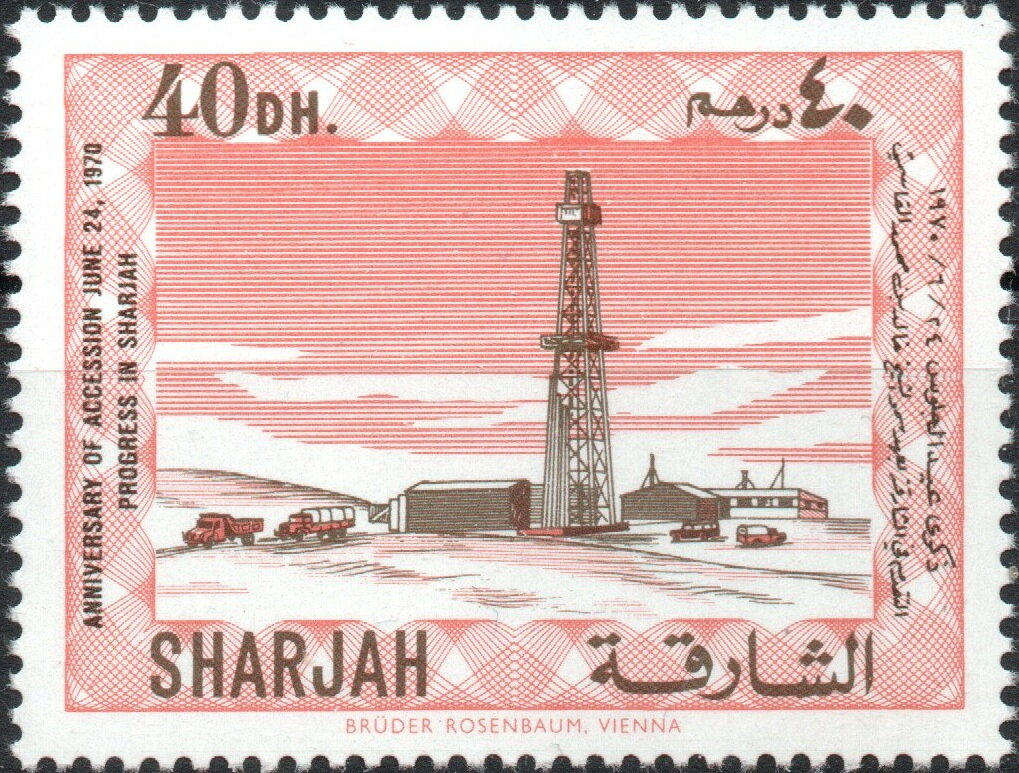
35 درهما
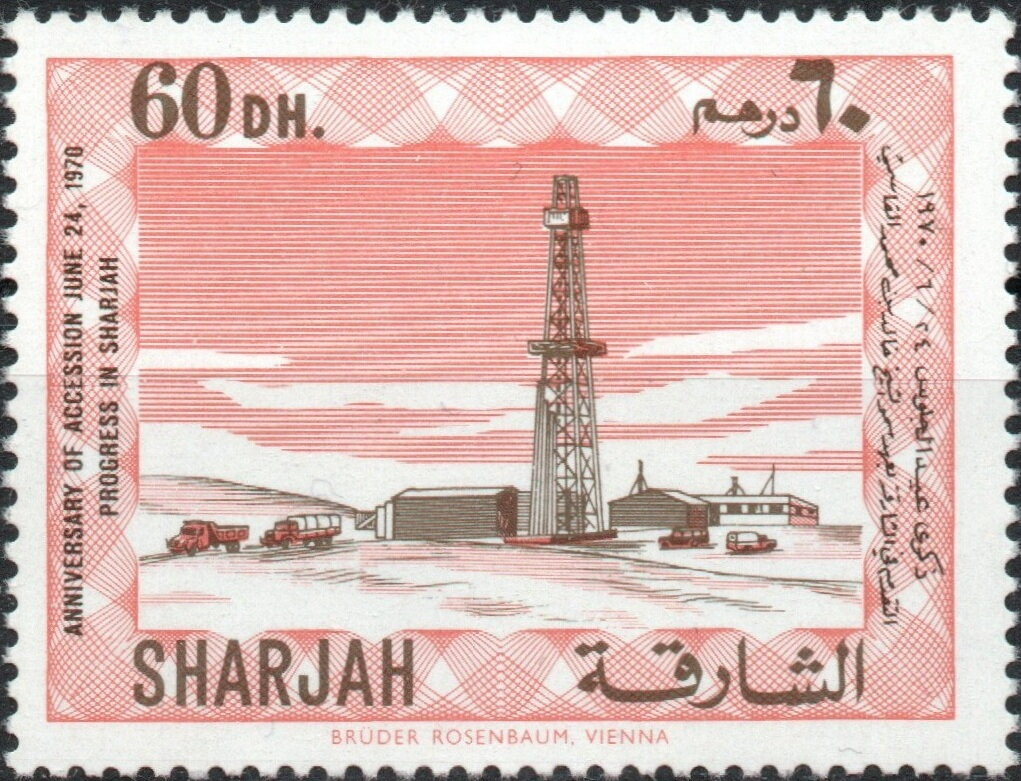
40 درهما
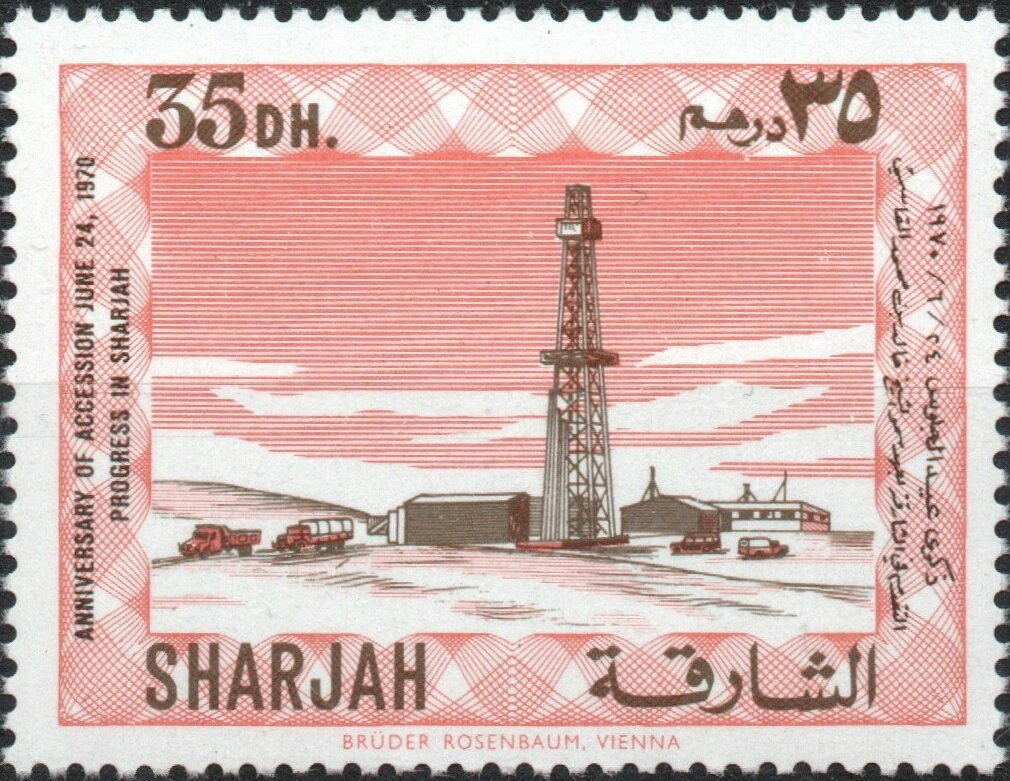
60 درهما

في 26 يونيو 1970، أصدرت الطوابع التالية والتي تحمل عبارة "ذكرى عيد الجلوس 24 \ 6 \ 1970 التقدم في عهد الشيخ خالد بن محمد القاسمي".
- طوابع تحمل صورة الشيخ خالد بن محمد القاسمي:

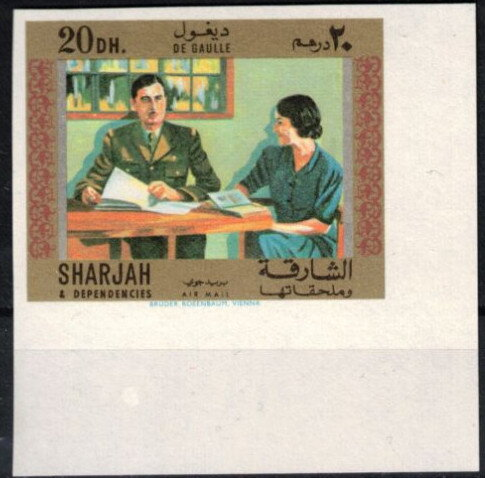
5 دراهم
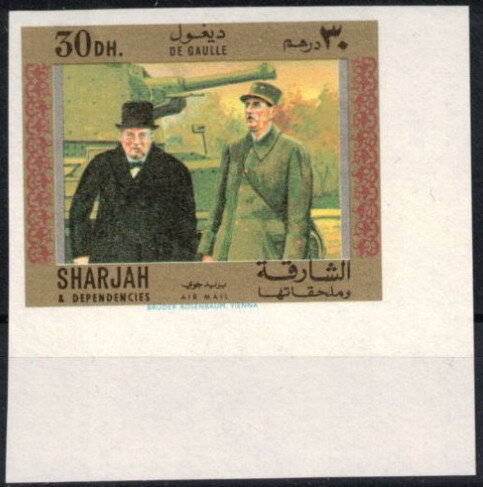
20 درهما
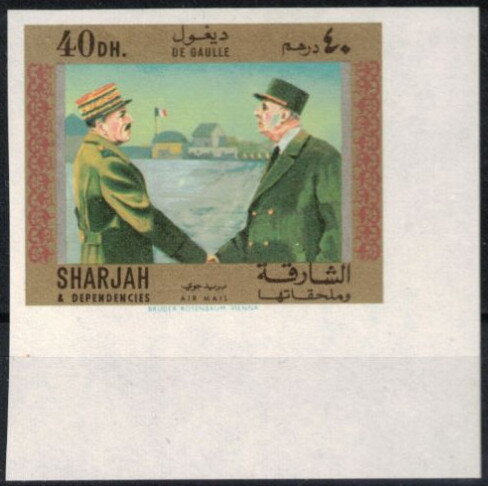
35 درهما
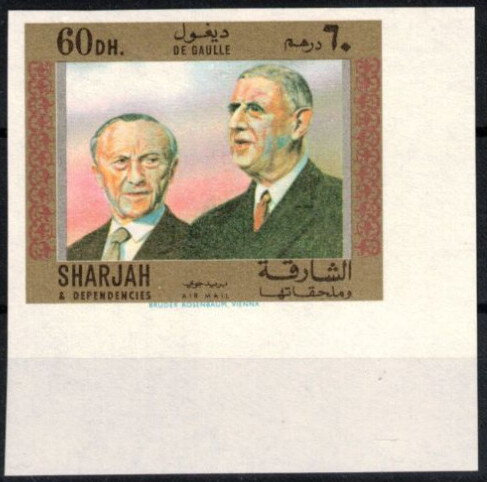
40 درهما
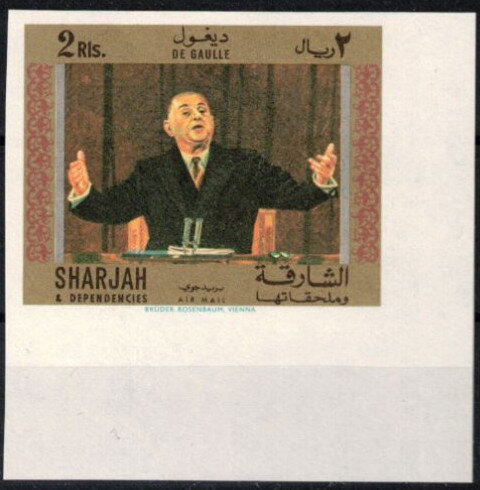
60 درهما

- طوابع تحمل صورة مدرسة حديثة:

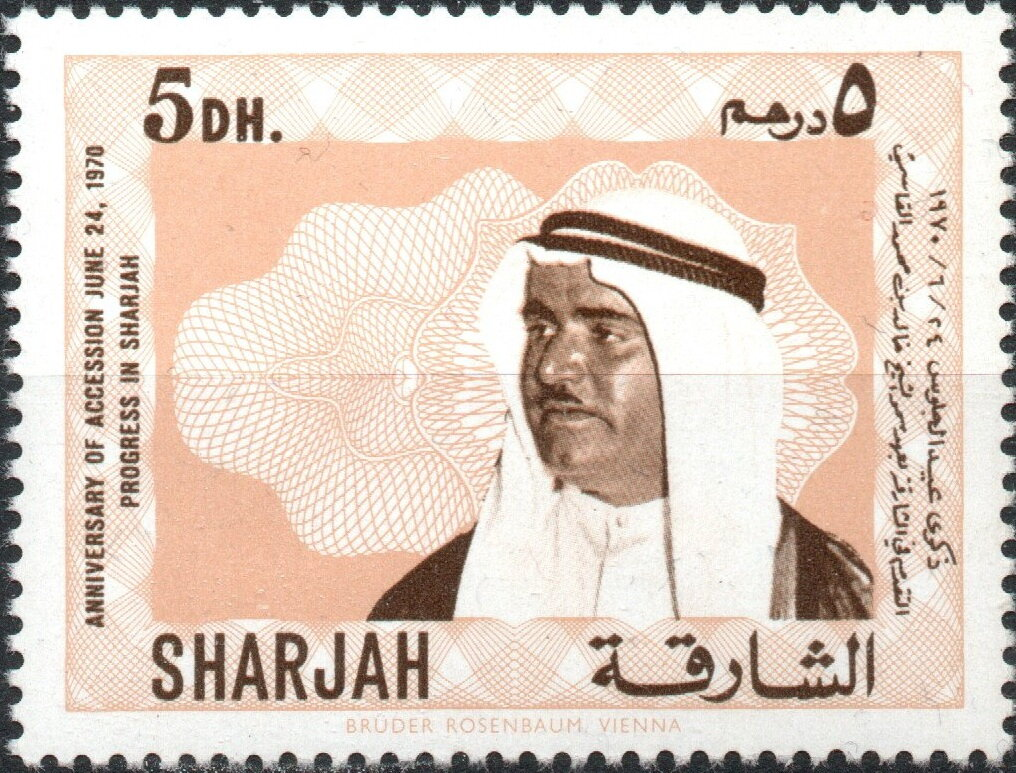
5 دراهم
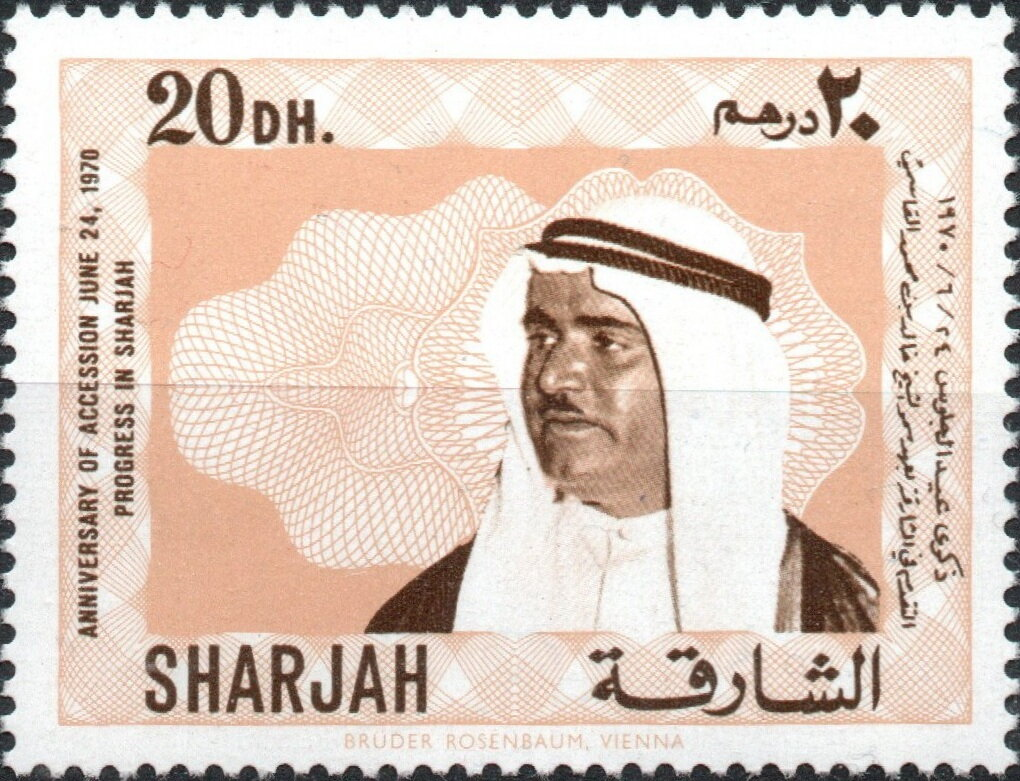
35 درهما
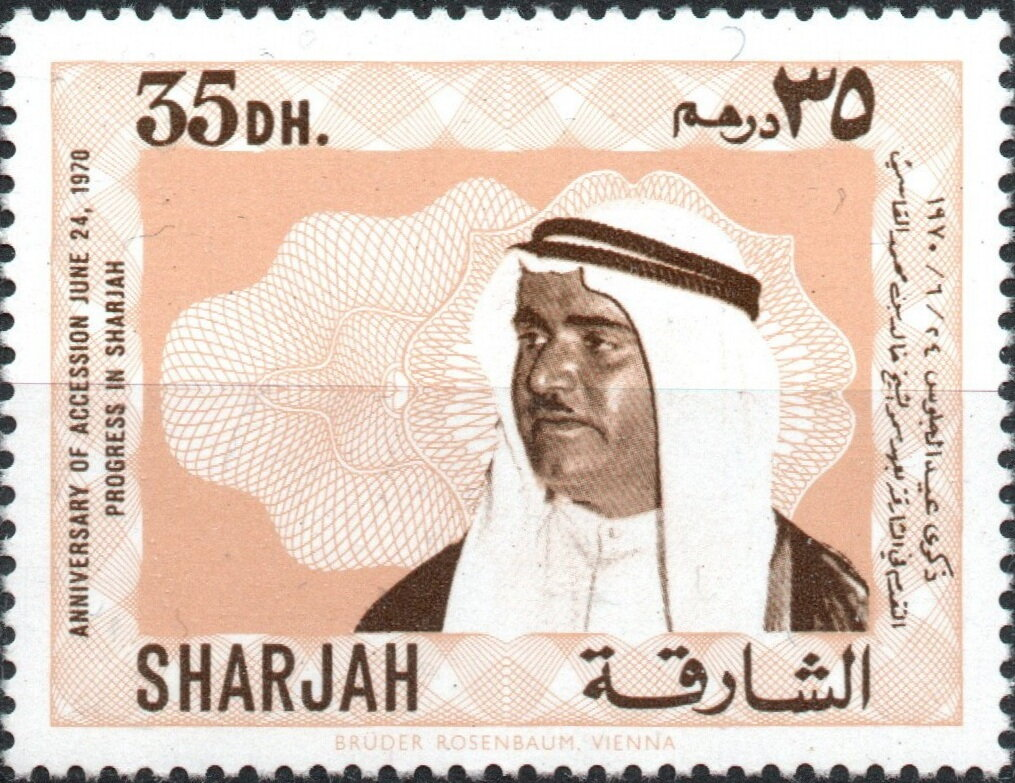
40 درهما
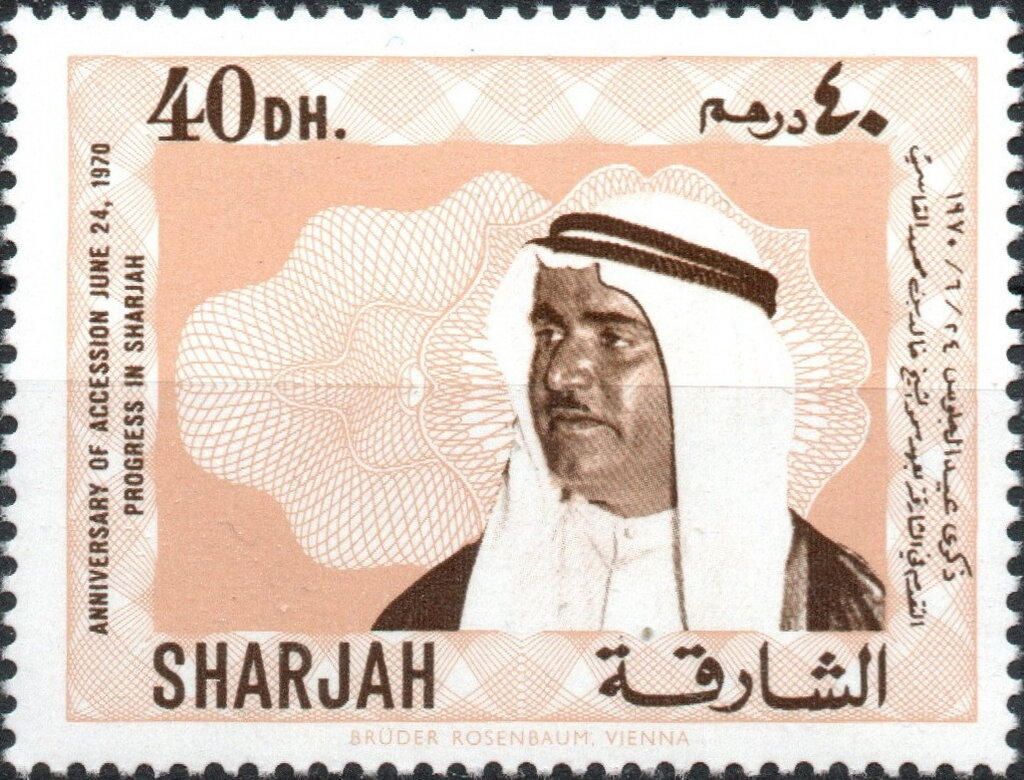
60 درهما
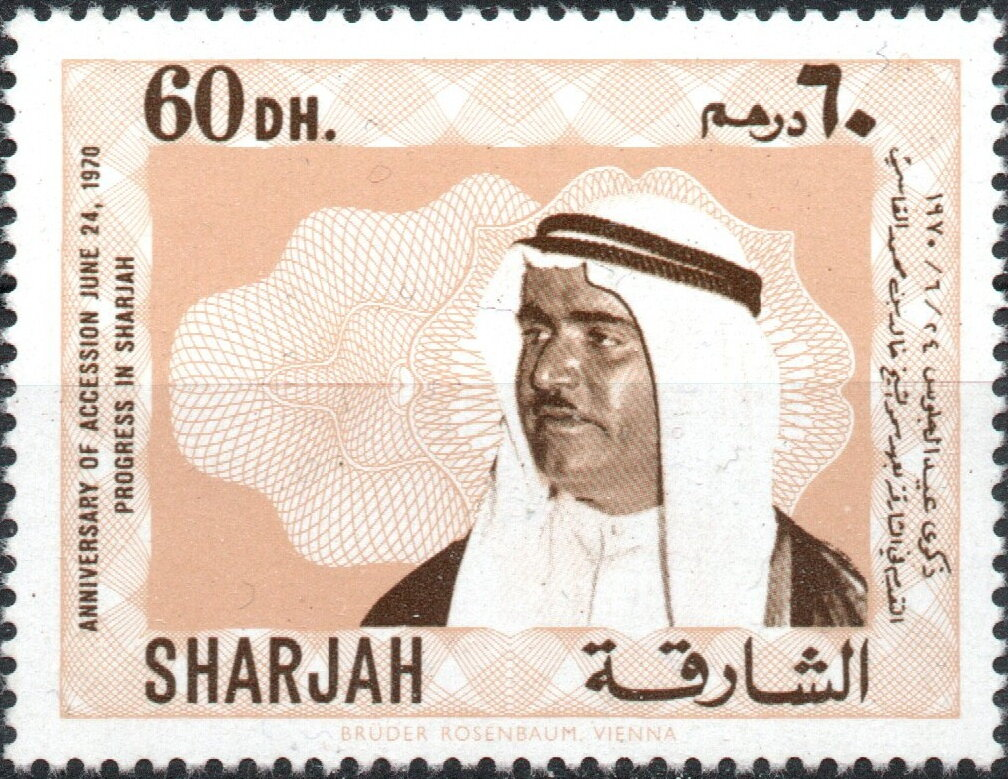
60 درهما

- طوابع تحمل صورة ميناء:

- 5 دراهم
- 35 درهما
- 40 درهما
- 60 درهما

طوابع تحمل صورة مطار:
- 5 دراهم
- 35 درهما
- 40 درهما
- 60 درهما

طوابع تحمل صورة برج بئر نفط:
- 5 دراهم
- 35 درهما
- 40 درهما
- 60 درهما

## إصدارات طوابع الثقافة والأحداث
في 10 يوليو 1970، أصدرت طوابع تحمل صور طوابع سابقة الإصدار مع عبارة "طابع الثقافة والأحداث 1970":
- درهم واحد
- درهم واحد
- درهم واحد
- درهم واحد
- درهم واحد

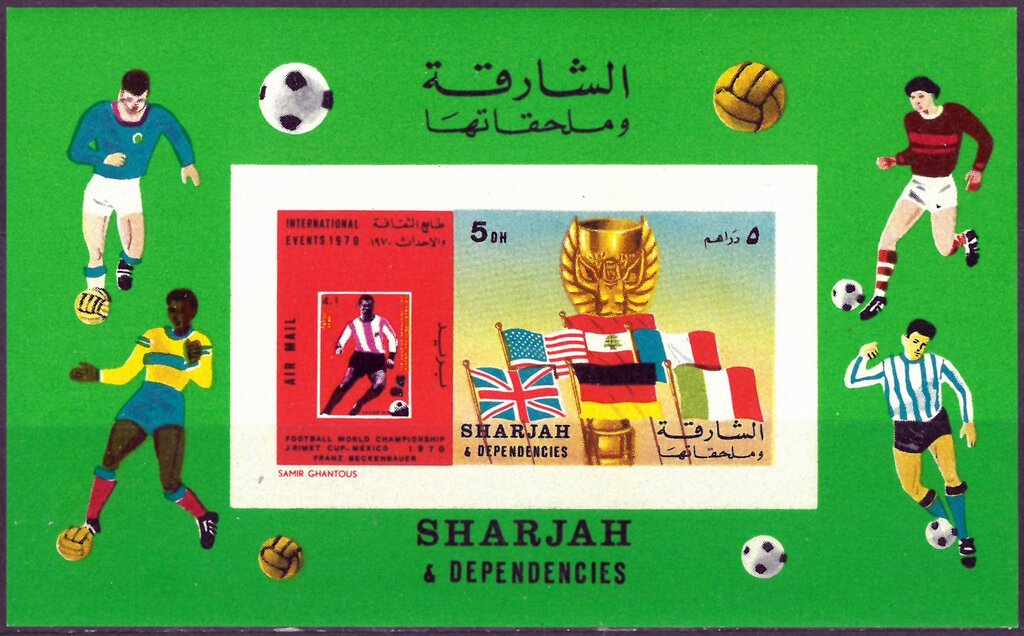
5 دراهم
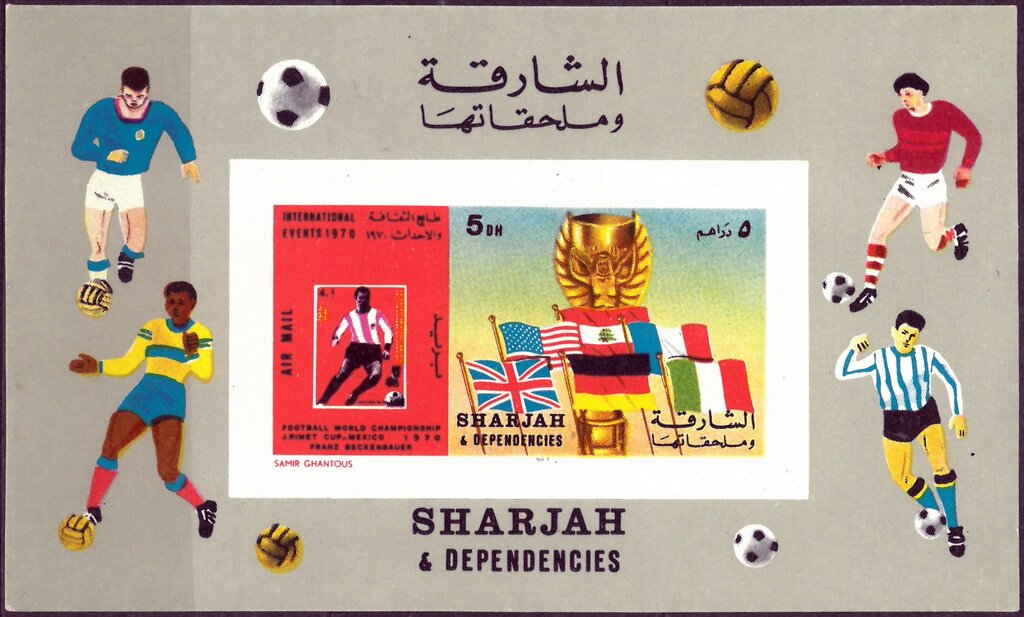
5 دراهم
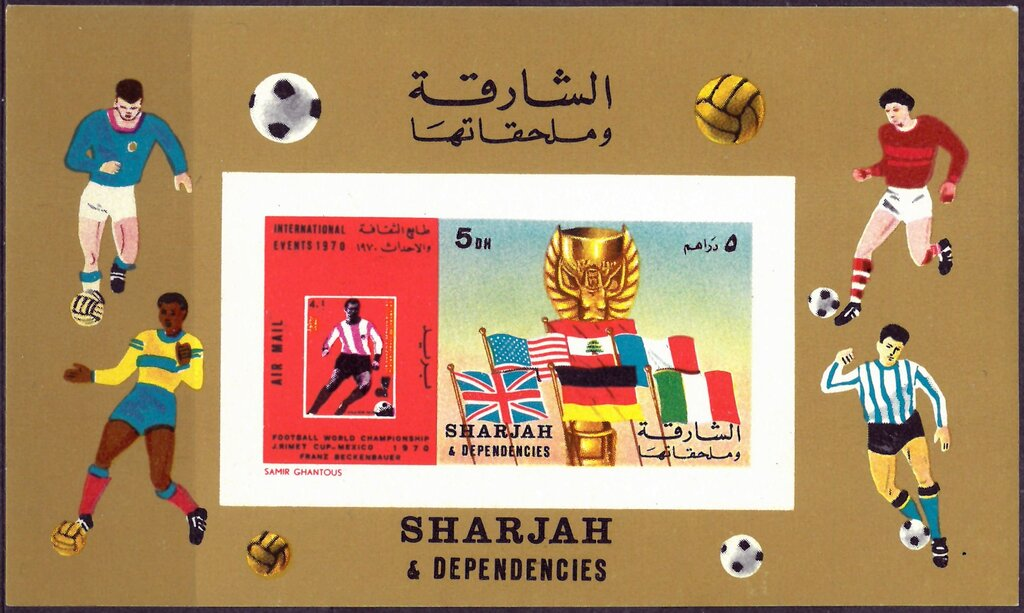
5 دراهم
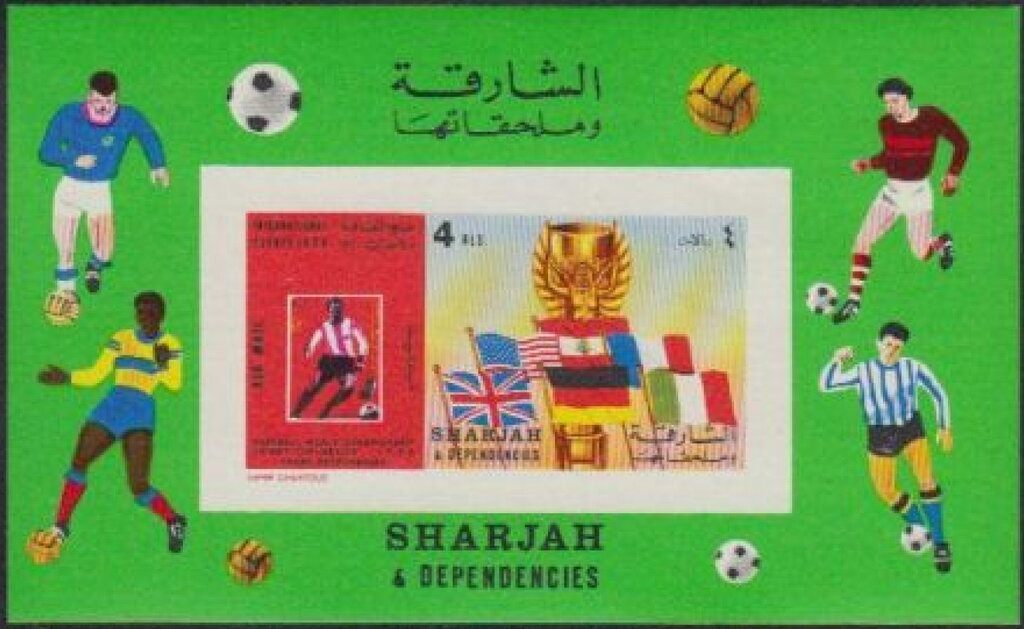
4 ريالات

وهذه صورتان لصحيفتي طوابع من هذا الإصدار:

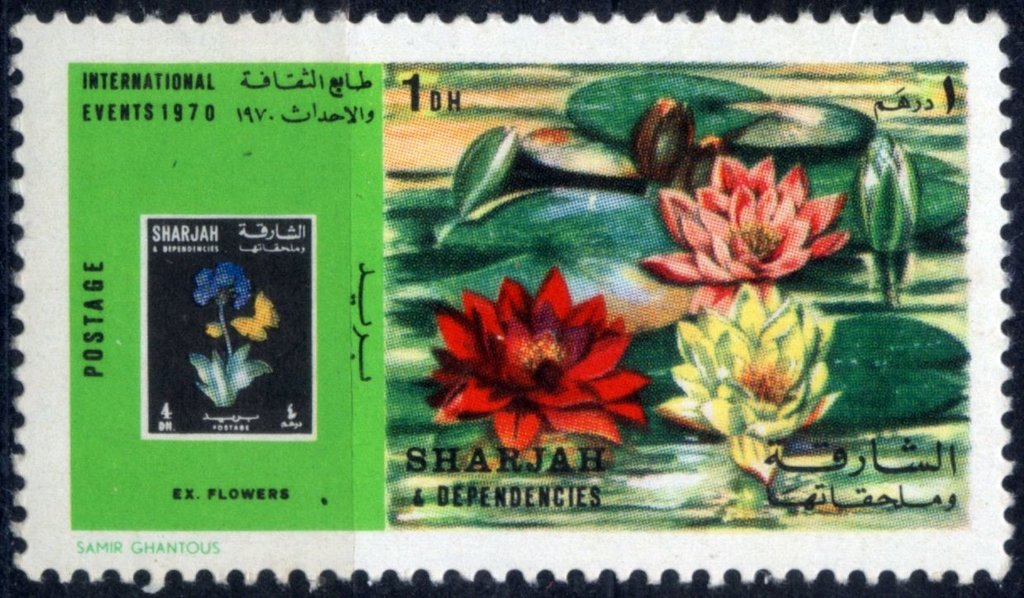
درهم واحد
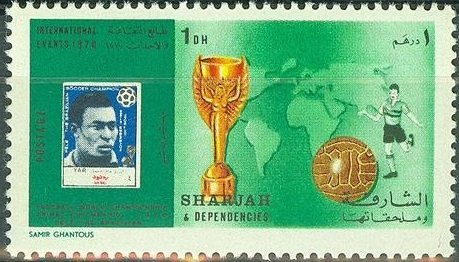
درهم واحد
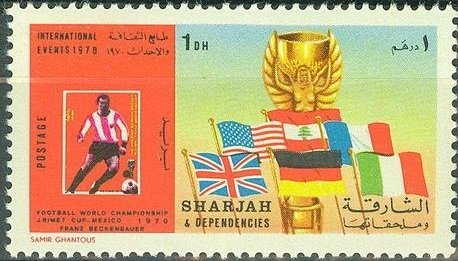
درهم واحد
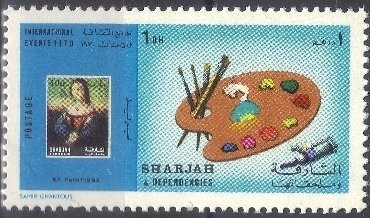
درهم واحد
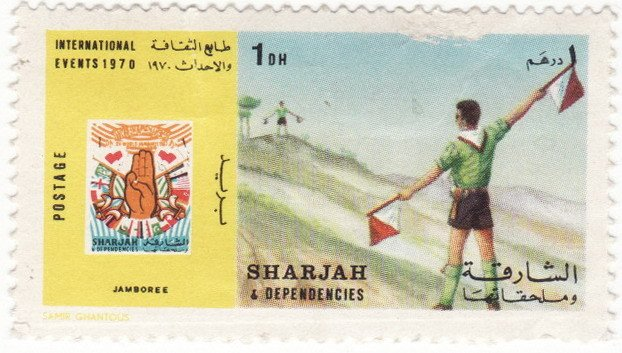
درهم واحد
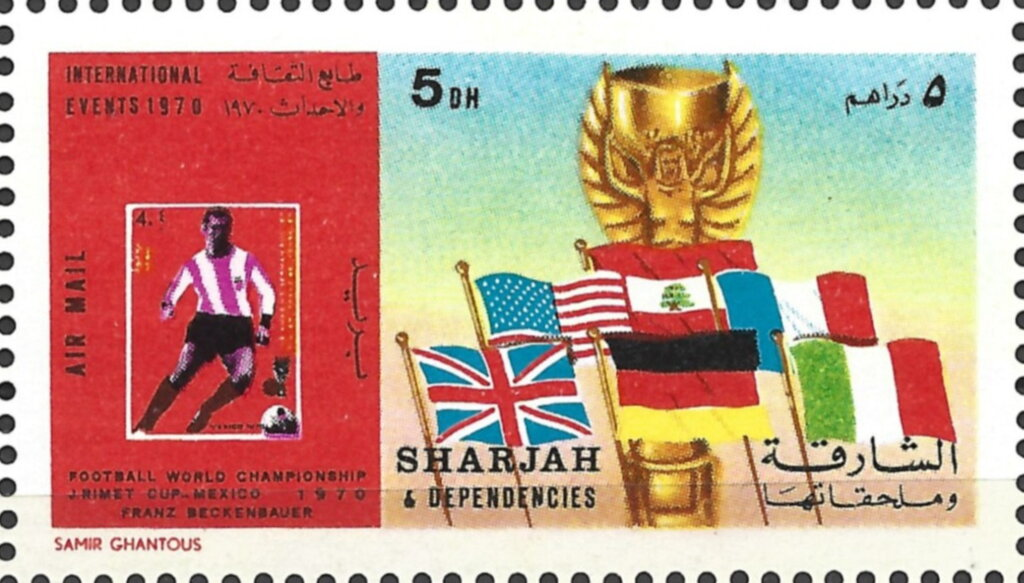
5 دراهم
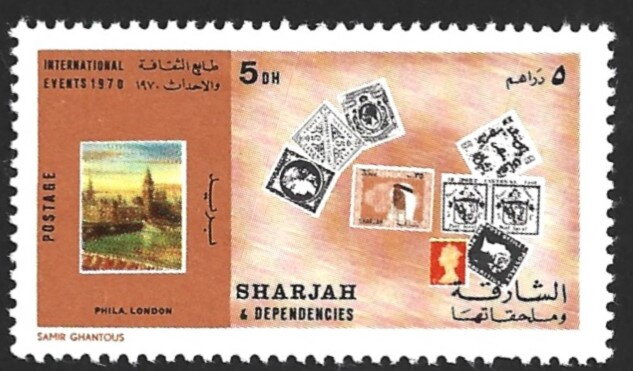
5 دراهم

وكذلك توفرت منها طوابع غير مخرمة، وهذه أحدها:

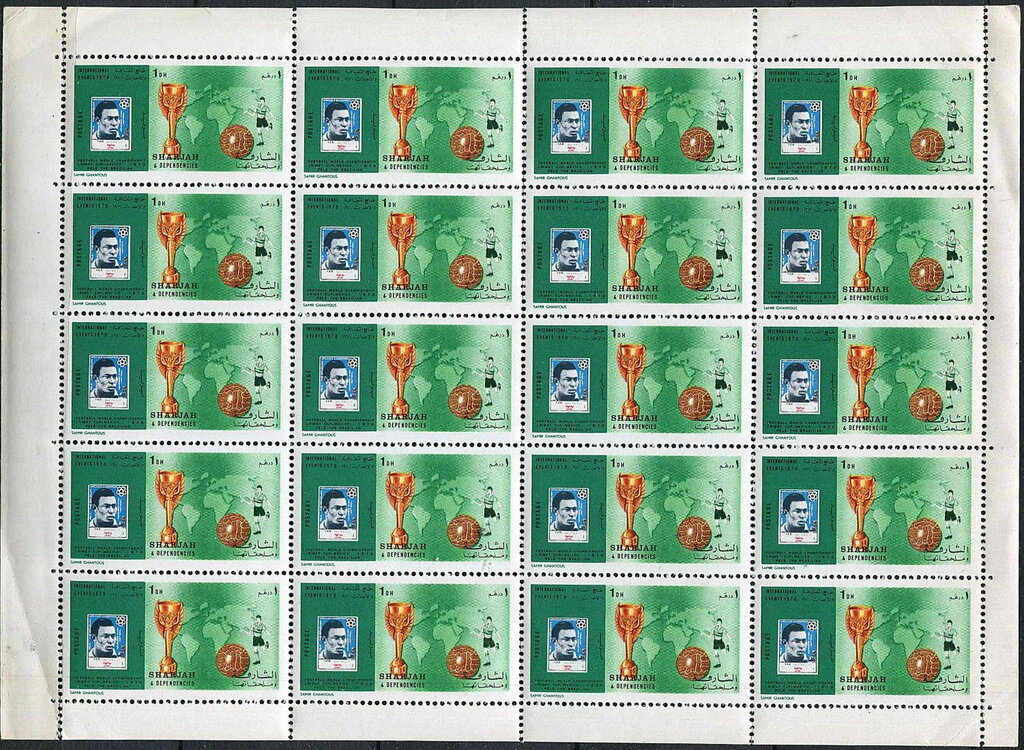
درهم واحد
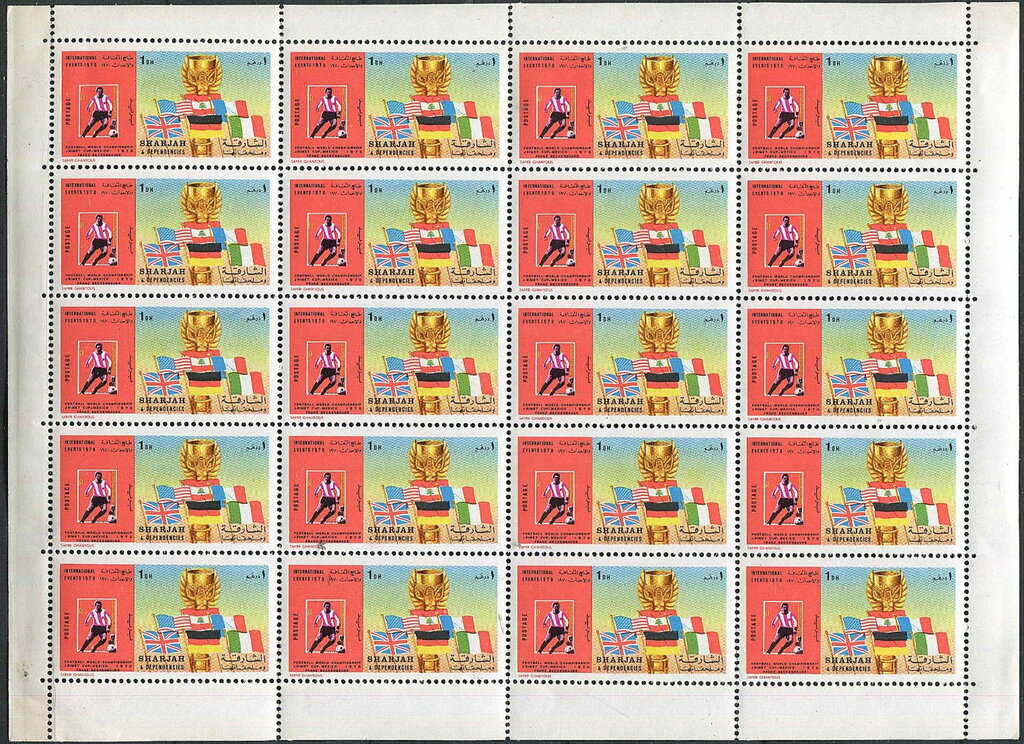
درهم واحد

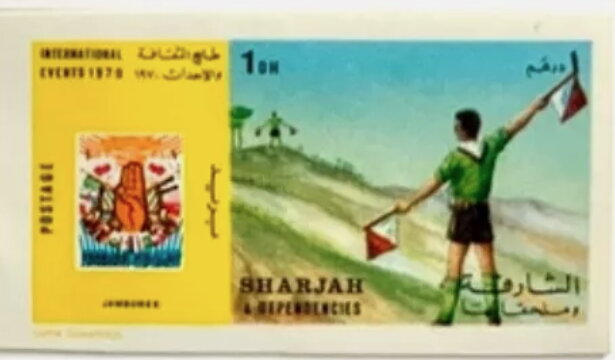
درهم واحد

وكذلك توفرت طوابع مخصصة للبريد الجوي:

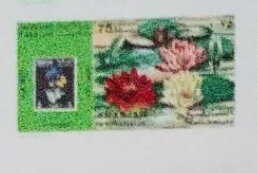
75 درهما
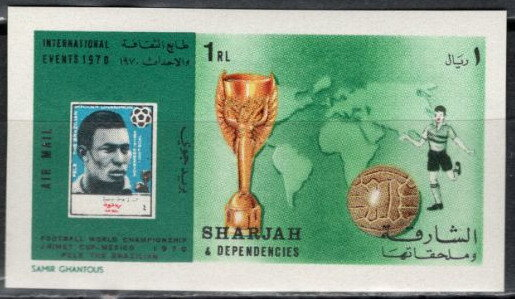
ريال واحد
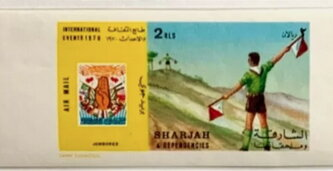
ريالان
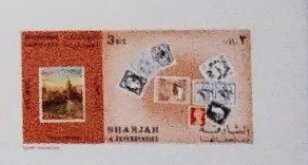
3 ريالات

وكذلك النسخ غير المخرمة لطوابع البريد الجوي:

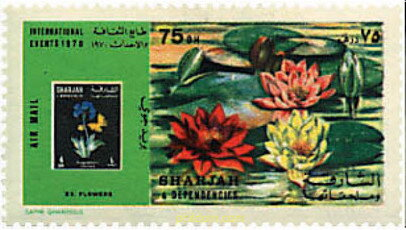
75 درهما
ريال واحد
ريالان
3 ريالات

كما أصدرت بطاقات ضمت كل منها طابعا، وهذه هي الطوابع التي ظهرت على البطاقات:

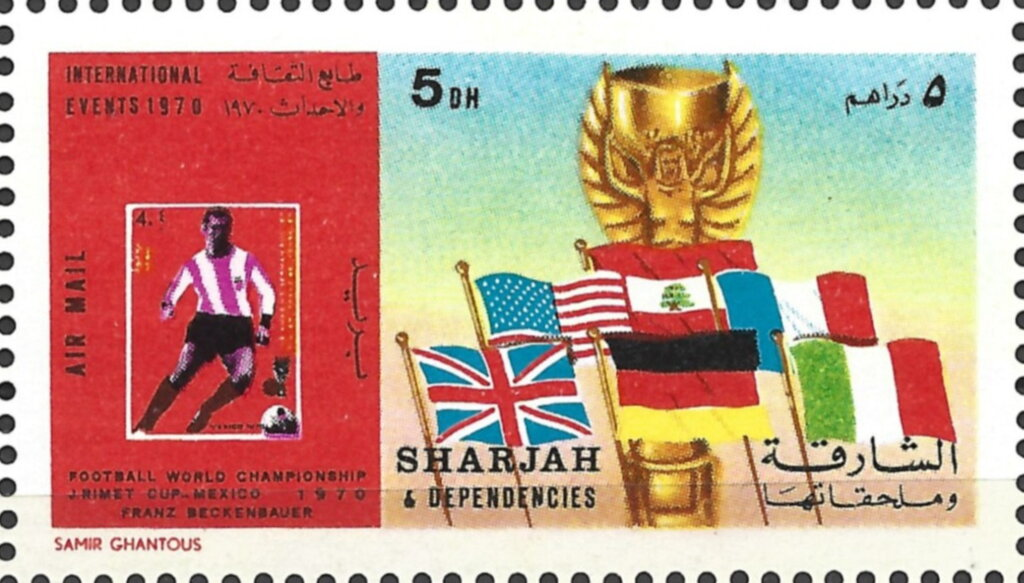
5 دراهم طابع مخرم
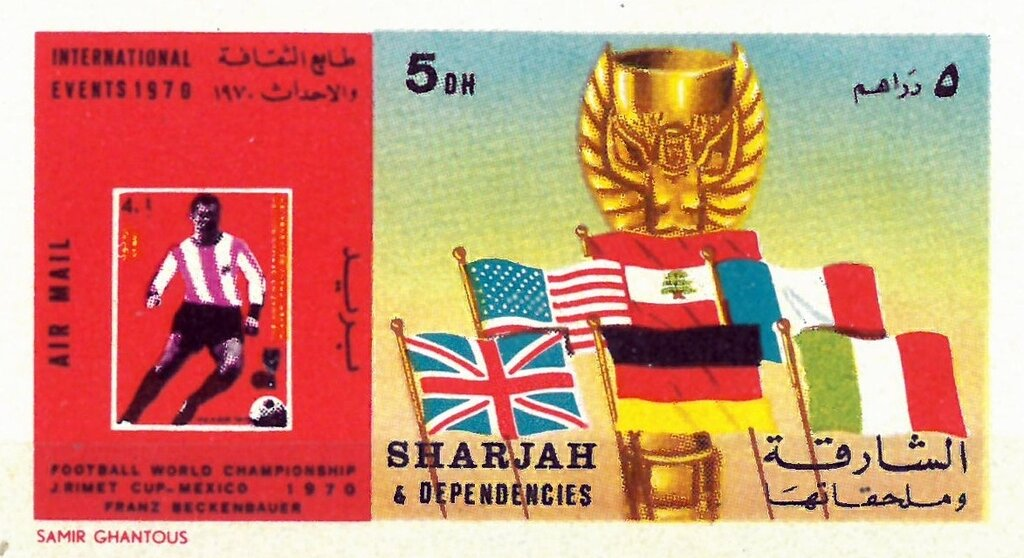
5 دراهم طابع غير مخرم
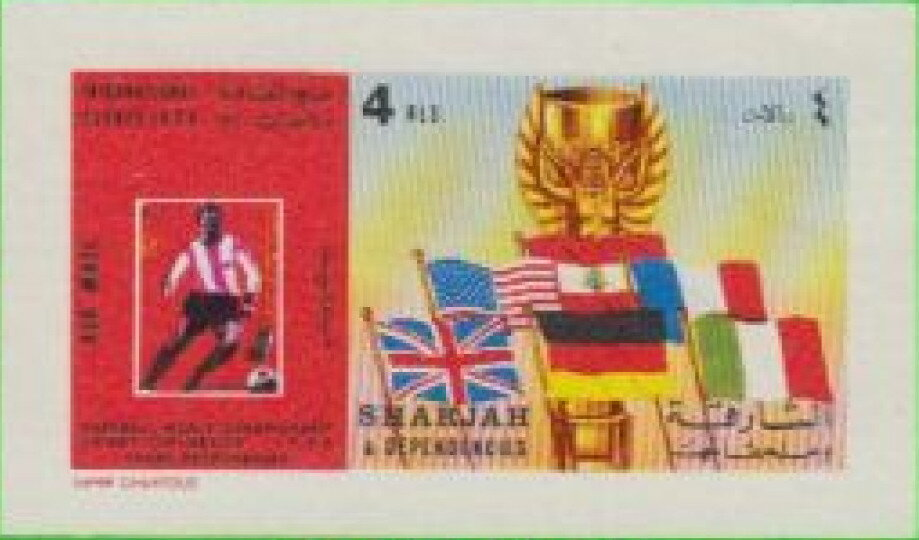
4 ريالات

وهذه صور البطاقات، وتتشابه في الطابع، مع اختلاف في التخريم أو عدمه، وكذلك تختلف في لون الإطار، باستثناء البطاقة الأخيرة بقيمة 4 ريالات:
- البطاقات المخرمة:

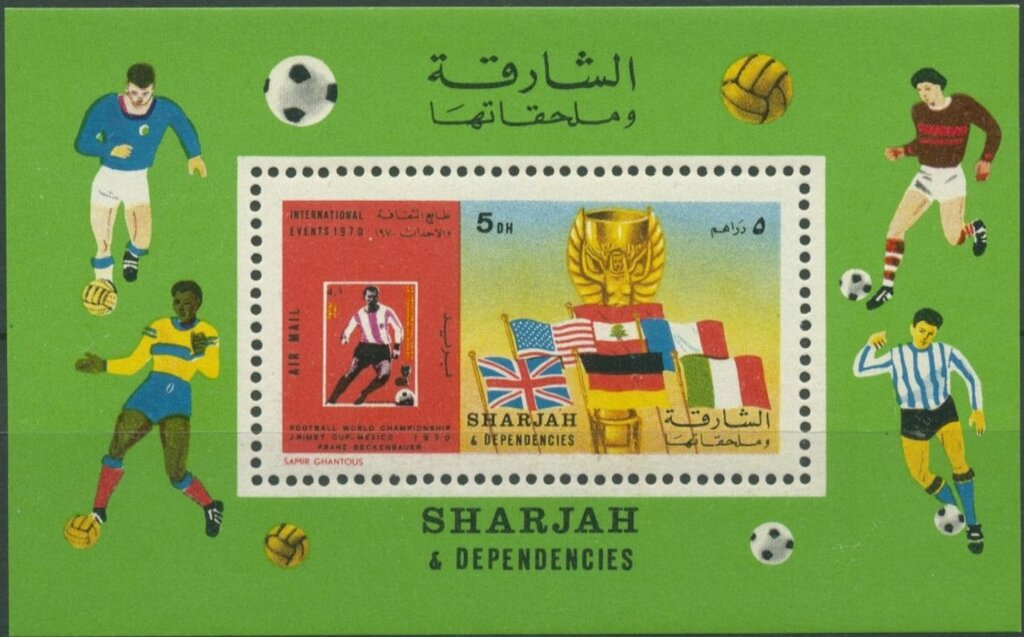
5 دراهم
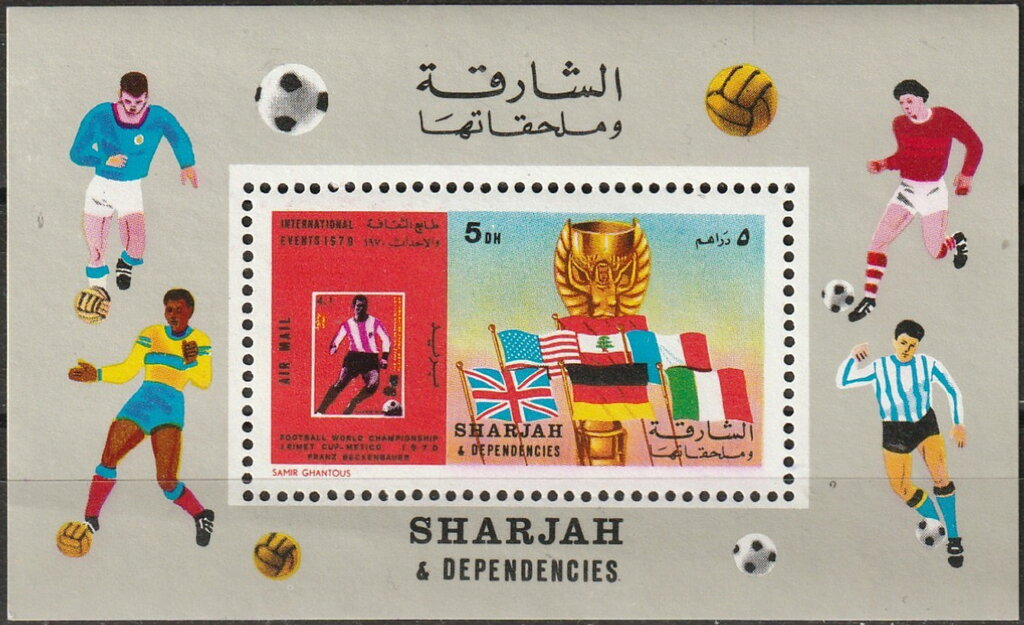
5 دراهم
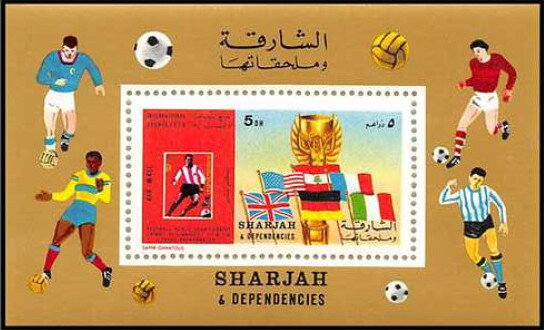
5 دراهم

- البطاقات غير المخرمة:

- 5 دراهم
- 5 دراهم
- 5 دراهم
- 4 ريالات

## إصدارات عصر الفضاء

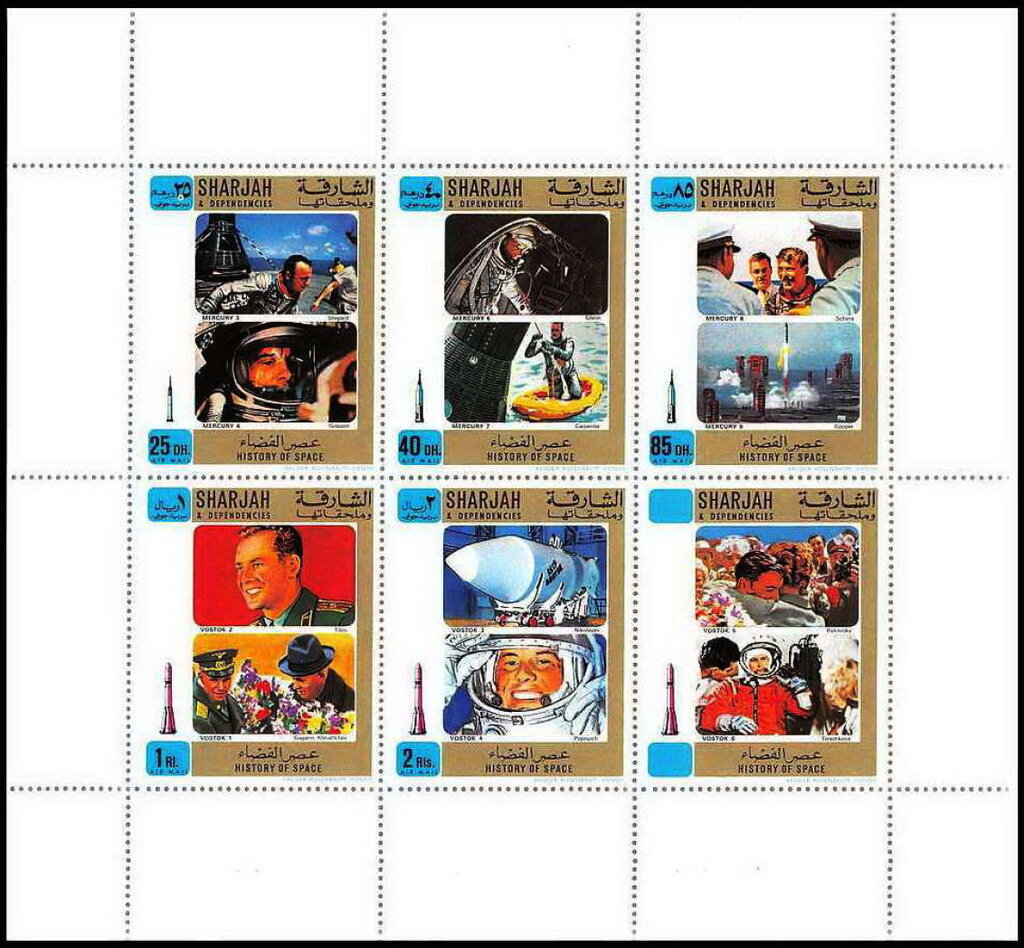
صحيفة الطوابع الخمسة المخصصة للبريد الجوي مع الملصقة، وهي طوابع متجاورة في ورقة طوابع صغيرة.

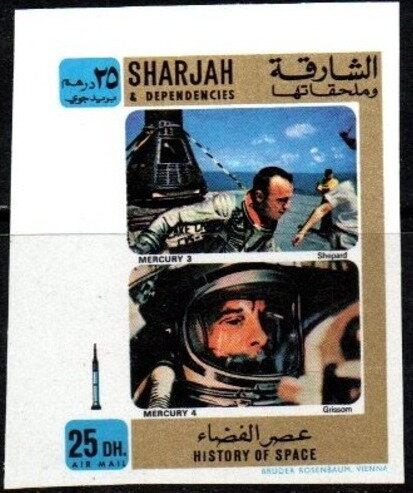
25 درهما
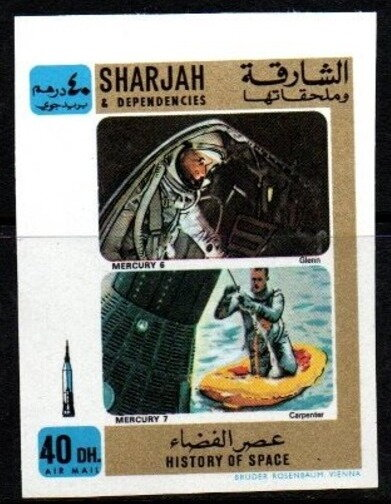
40 درهما
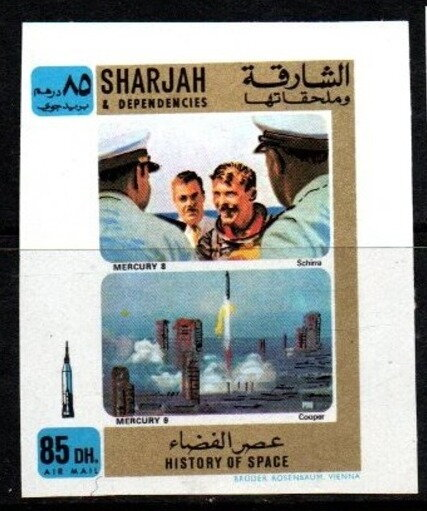
85 درهما
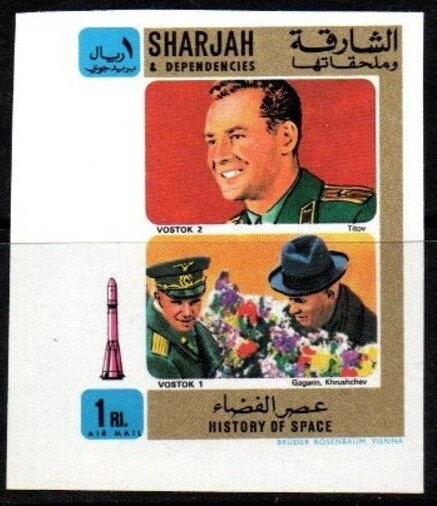
ريال واحد
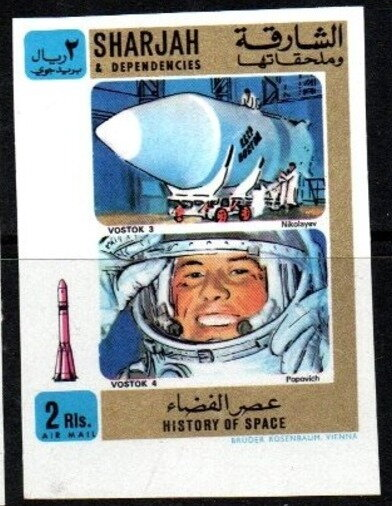
ريالان

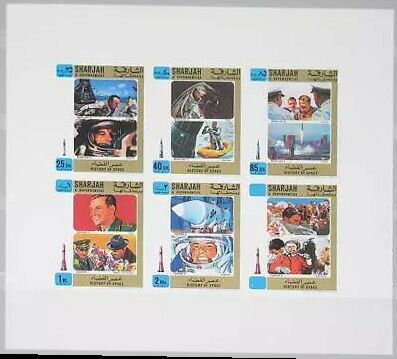
صحيفة غير مخرمة للطوابع الخمسة المخصصة للبريد الجوي مع الملصقة، وهي طوابع متجاورة في ورقة طوابع صغيرة.

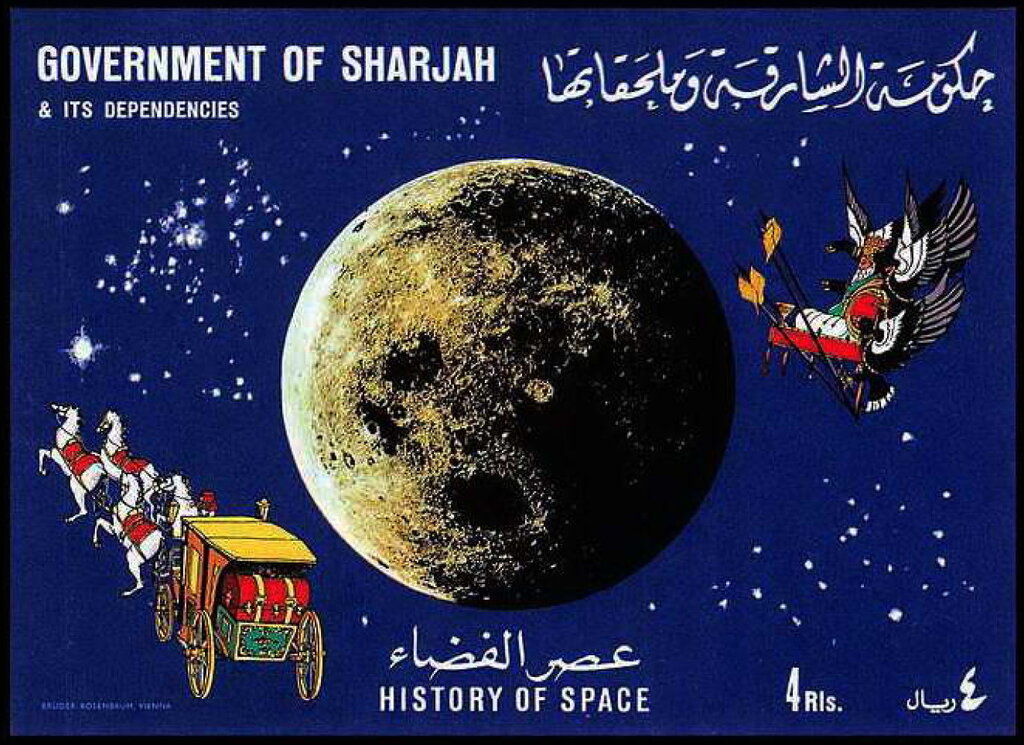
بطاقة تذكارية بقيمة 4 ريالات.

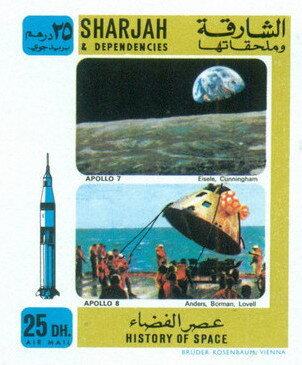
25 درهما
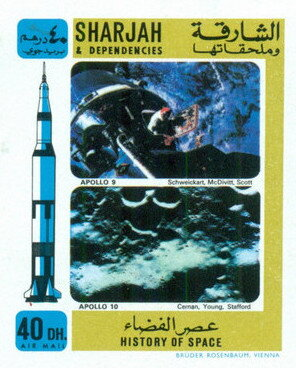
40 درهما
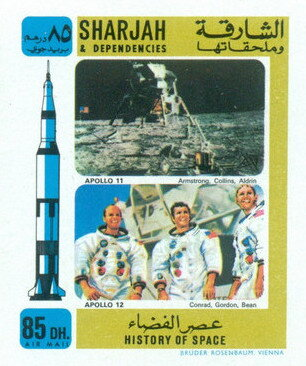
85 درهما
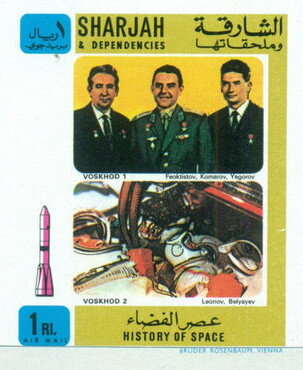
ريال واحد
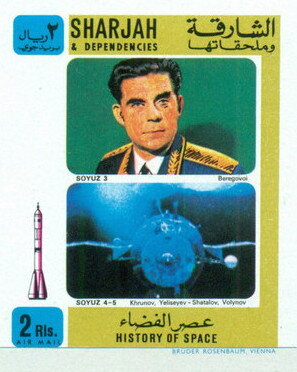
ريالان

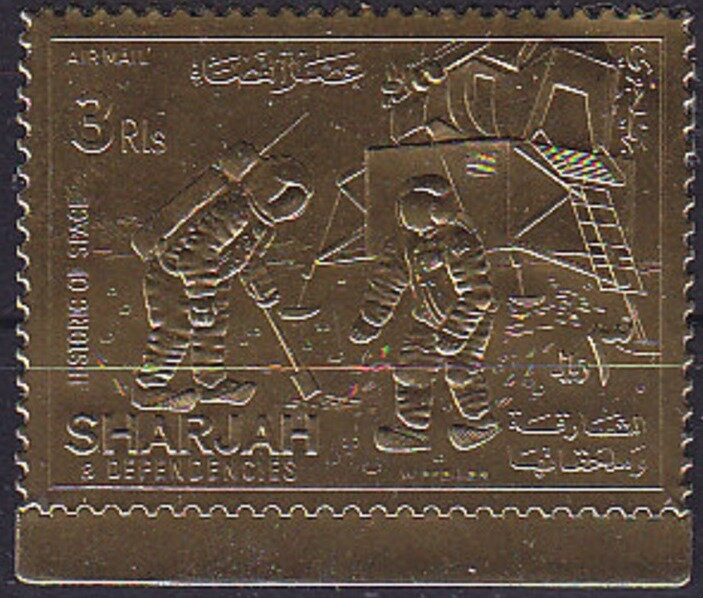
3 ريالات طابع مخرم
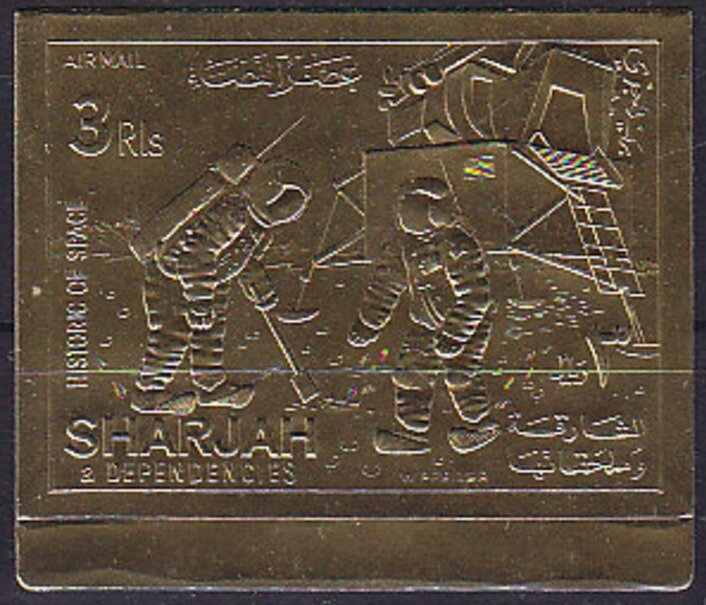
3 ريالات طابع غير مخرم
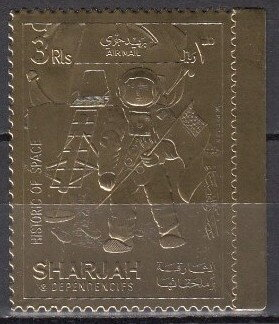
3 ريالات طابع صادر مع بطاقة
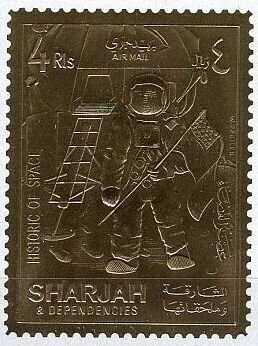
4 ريالات طابع صادر مع بطاقة

في 22 سبتمبر 1970، أصدرت مجموعات من الطوابع تحتفي بالبعثات الفضائية، ومن ضمنها هذه المجموعة:

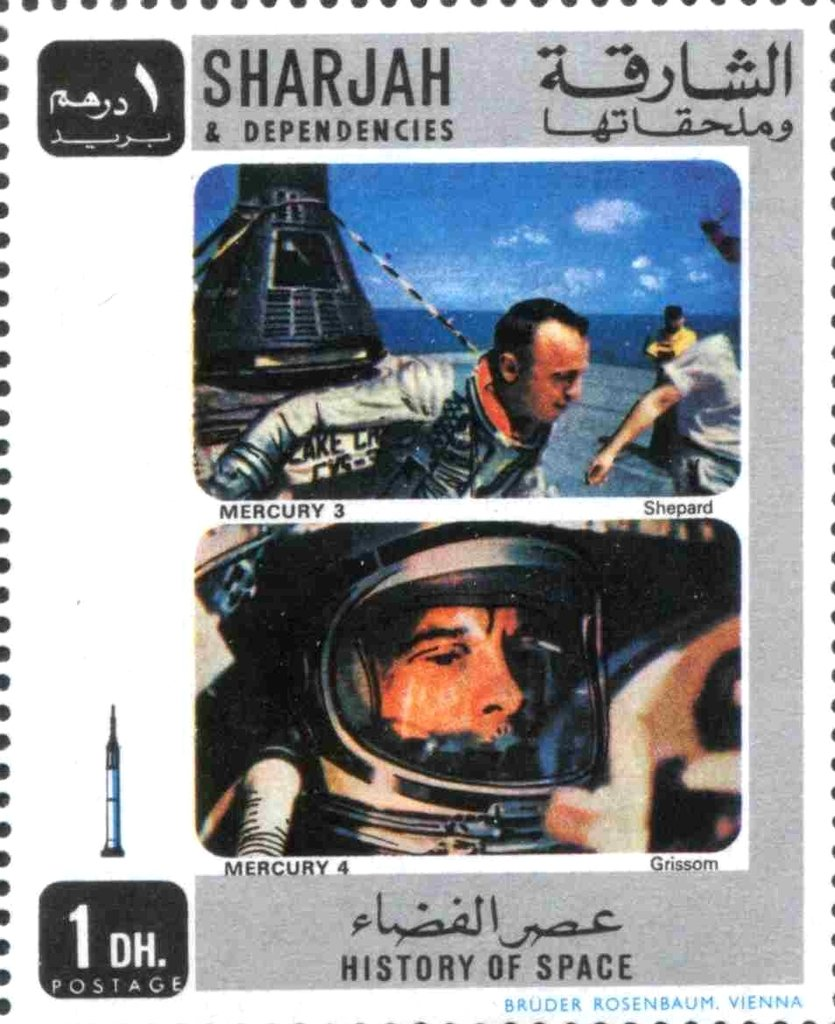
درهم واحد
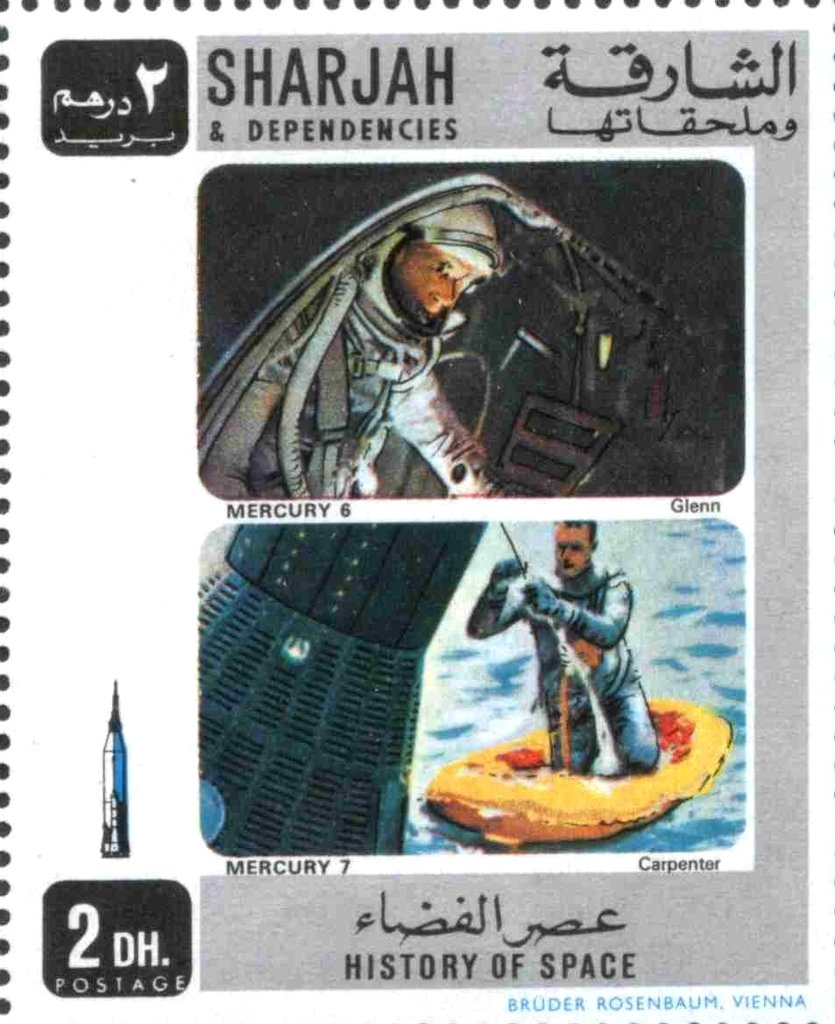
درهمان
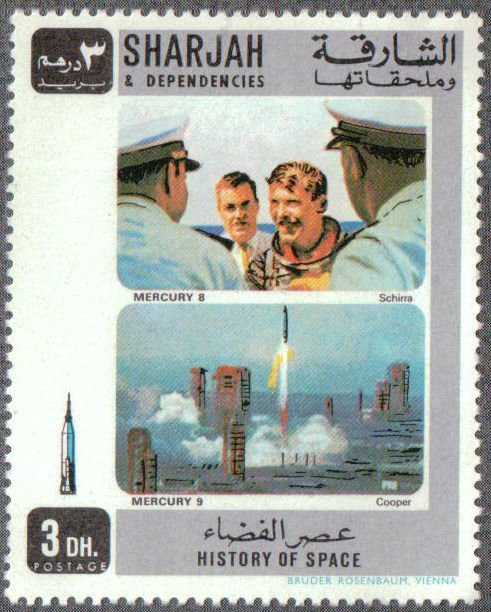
3 دراهم
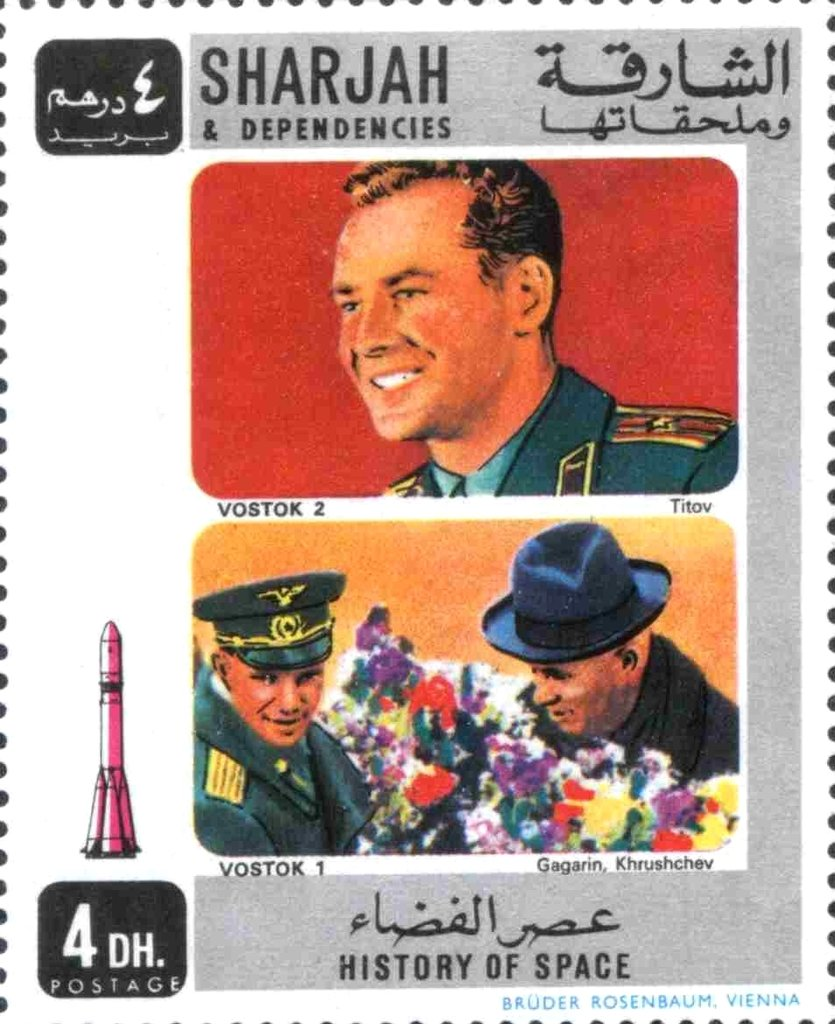
4 دراهم
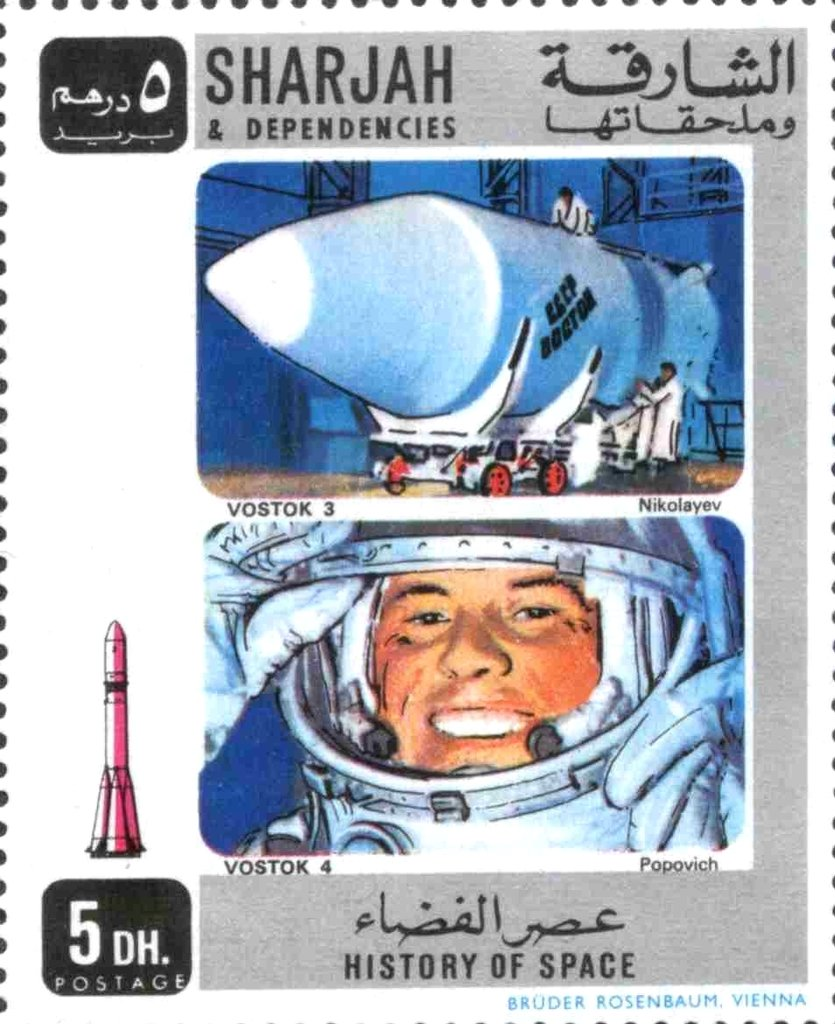
5 دراهم

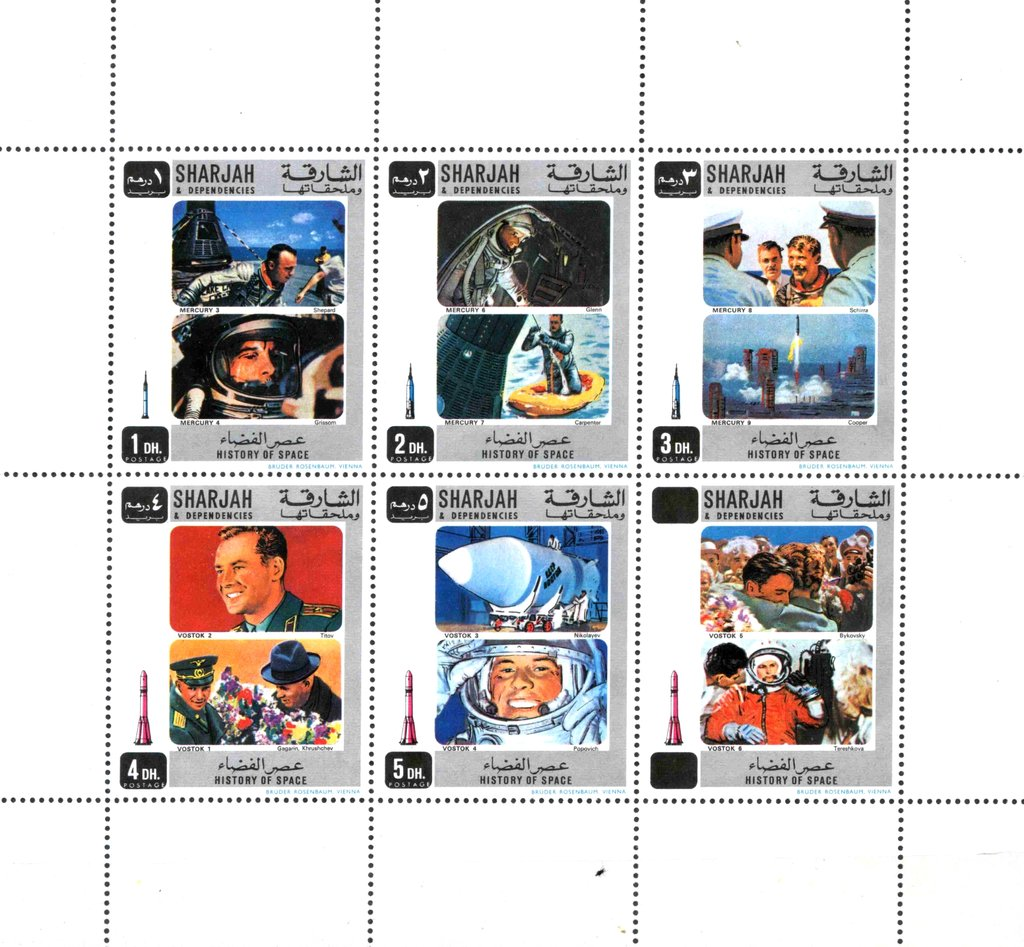
صحيفة الطوابع الخمسة مع الملصقة، وهي طوابع متجاورة في ورقة طوابع صغيرة.

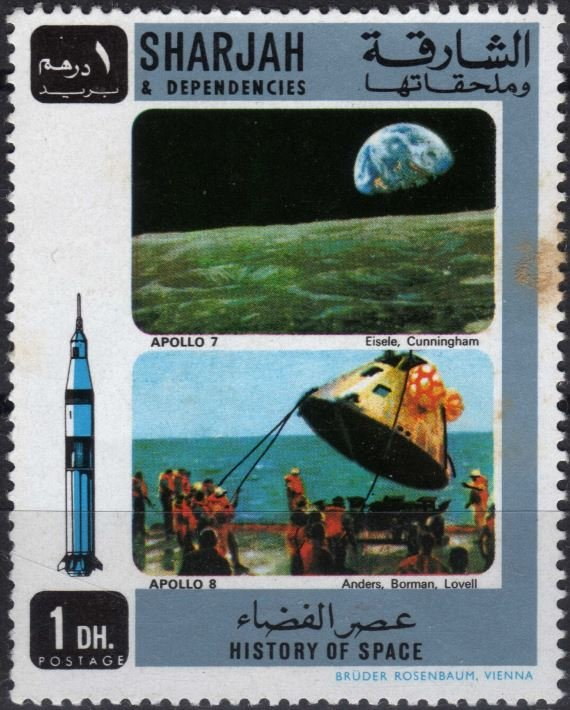
درهم واحد
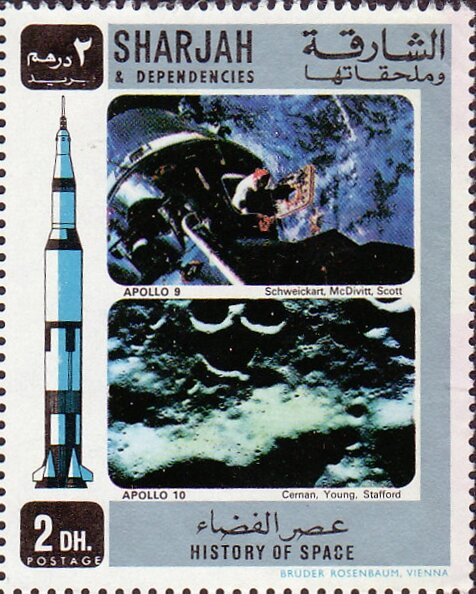
درهمان
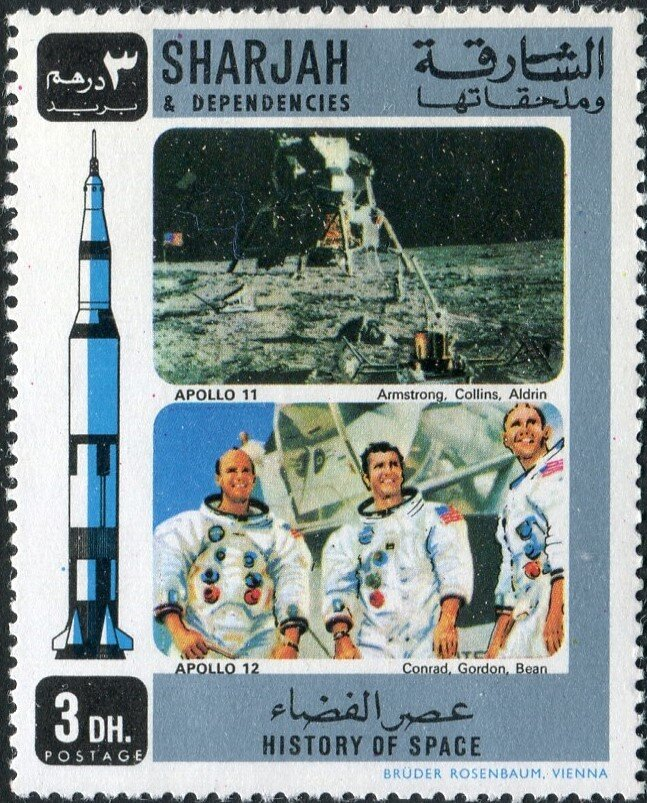
3 دراهم
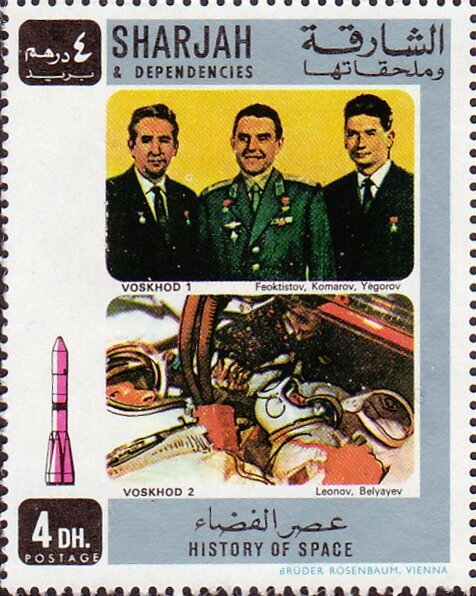
4 دراهم
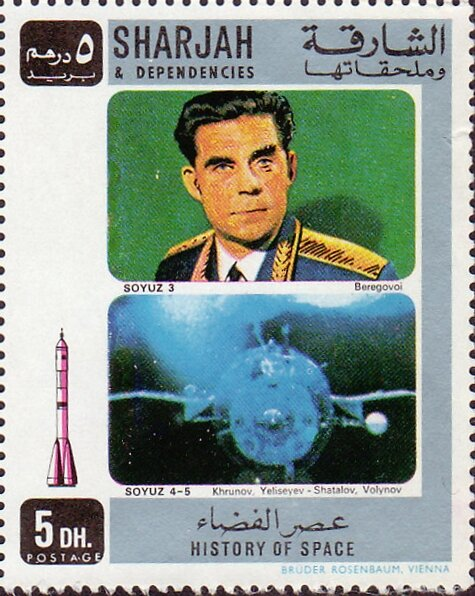
5 دراهم

وتذكر الفهارس وجود نسخة غير مخرمة من هذه الطوابع، بالإضافة إلى طوابع مماثلة لكن بقيم أعلى ومخصصة للبريد الجوي:

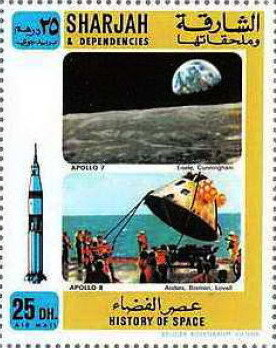
25 درهما
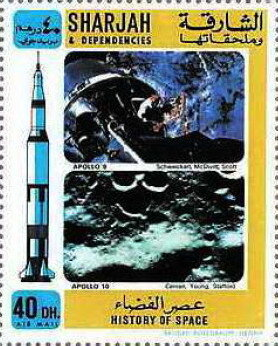
40 درهما
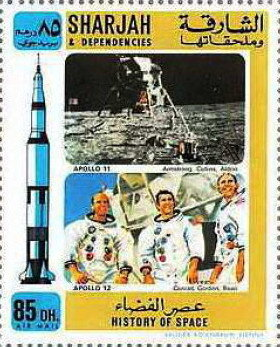
85 درهما
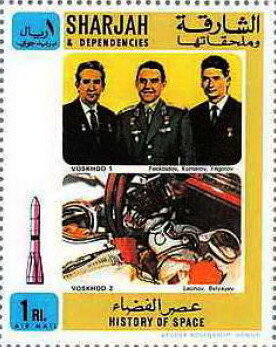
ريال واحد
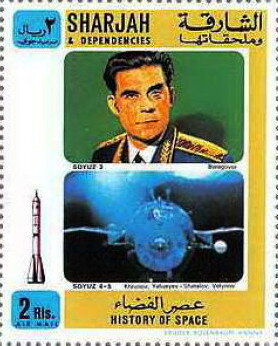
ريالان

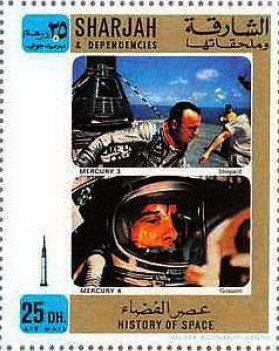
25 درهما
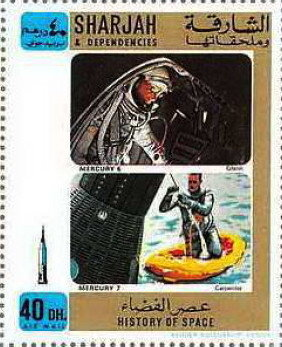
40 درهما
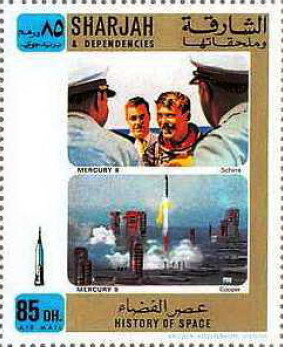
85 درهما
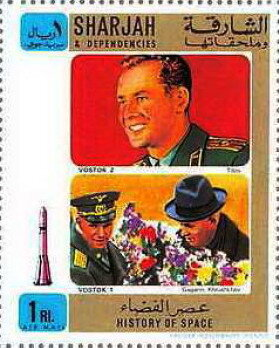
ريال واحد
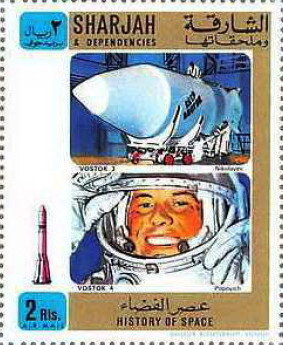
ريالان

وكذلك توفرت الطوابع غير المخرمة:

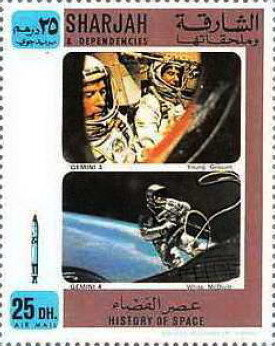
25 درهما
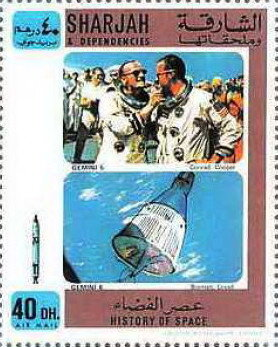
40 درهما
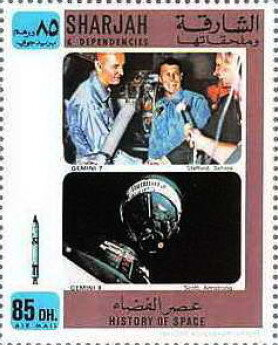
85 درهما
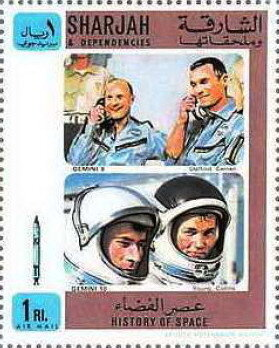
ريال واحد
ريالان
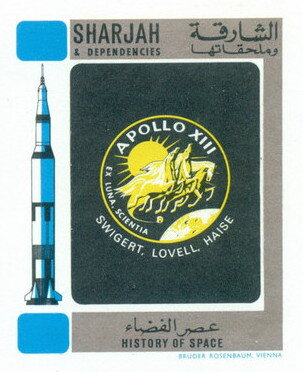
ملصقة بلا قيمة مالية ضمن ورقة الطوابع الصغيرة

وكذلك أصدرت بطاقة تذكارية:
وكذلك أصدرت هذه المجموعة:

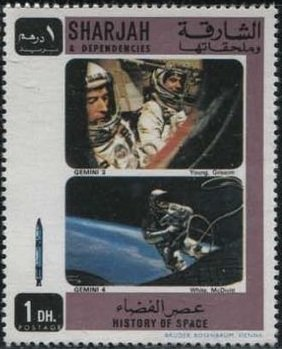
درهم واحد
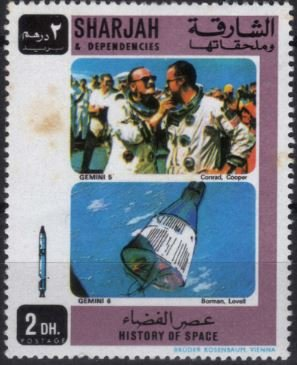
درهمان
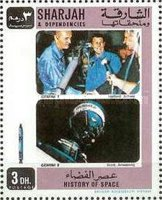
3 دراهم
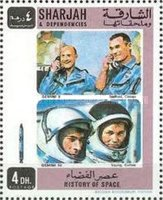
4 دراهم
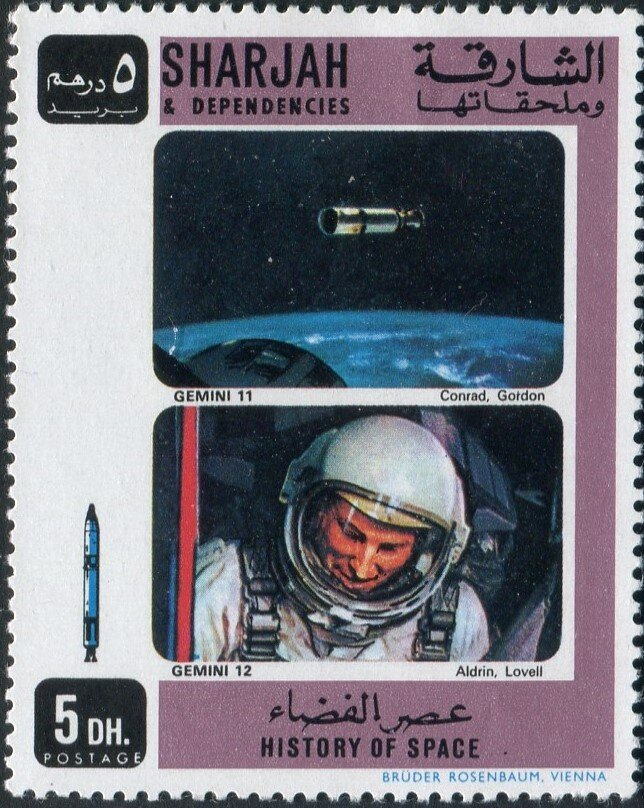
5 دراهم
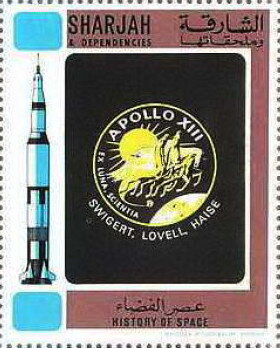
ملصقة بلا قيمة مالية ضمن ورقة الطوابع الصغيرة

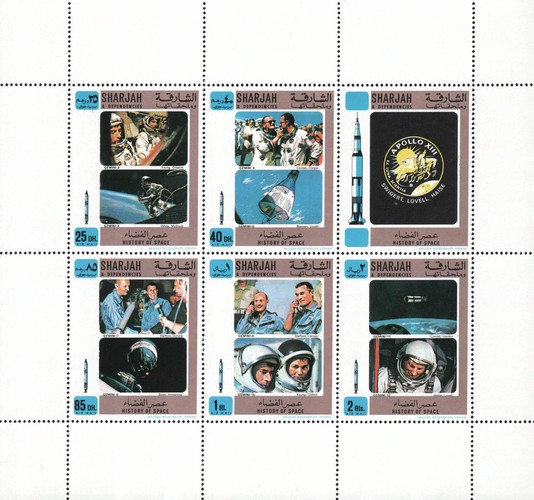
صحيفة الطوابع الخمسة مع الملصقة، وهي طوابع متجاورة في ورقة طوابع صغيرة.

وتذكر الفهارس وجود نسخة غير مخرمة من هذه الطوابع، بالإضافة إلى طوابع مماثلة لكن بقيم أعلى ومخصصة للبريد الجوي:

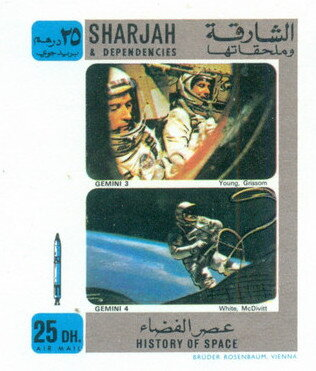
25 درهما
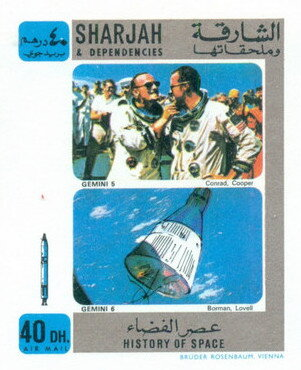
40 درهما
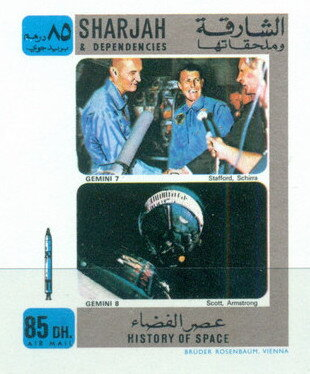
85 درهما
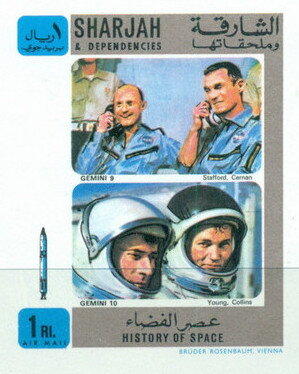
ريال واحد
ريالان
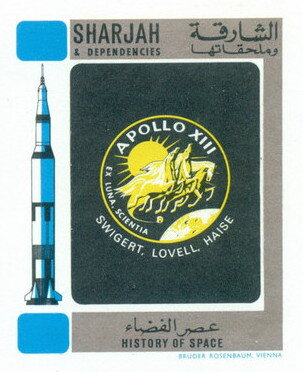
ملصقة بلا قيمة مالية ضمن ورقة الطوابع الصغيرة

وكذلك توفرت الطوابع غير المخرمة:
- 25 درهما
- 40 درهما
- 85 درهما
- ريال واحد
- ريالان
- ملصقة بلا قيمة مالية ضمن ورقة الطوابع الصغيرة

وكذلك أصدرت هذه المجموعة:
- درهم واحد
- درهمان
- 3 دراهم
- 4 دراهم
- 5 دراهم

وتذكر الفهارس وجود نسخة غير مخرمة من هذه الطوابع، بالإضافة إلى طوابع مماثلة لكن بقيم أعلى ومخصصة للبريد الجوي:
- 25 درهما
- 40 درهما
- 85 درهما
- ريال واحد
- ريالان

وكذلك النسخ غير المخرمة:
- 25 درهما
- 40 درهما
- 85 درهما
- ريال واحد
- ريالان

وكذلك أصدرت طوابع مذهبة:

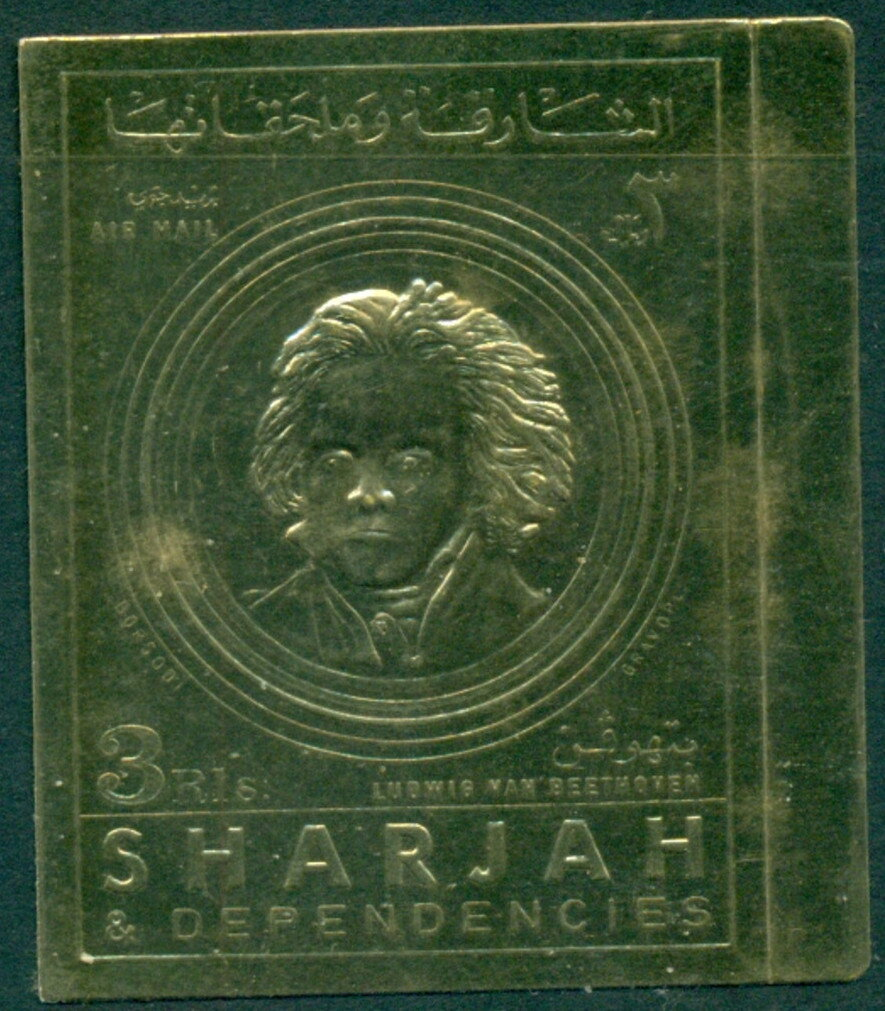
3 ريالات
طابع مخرم
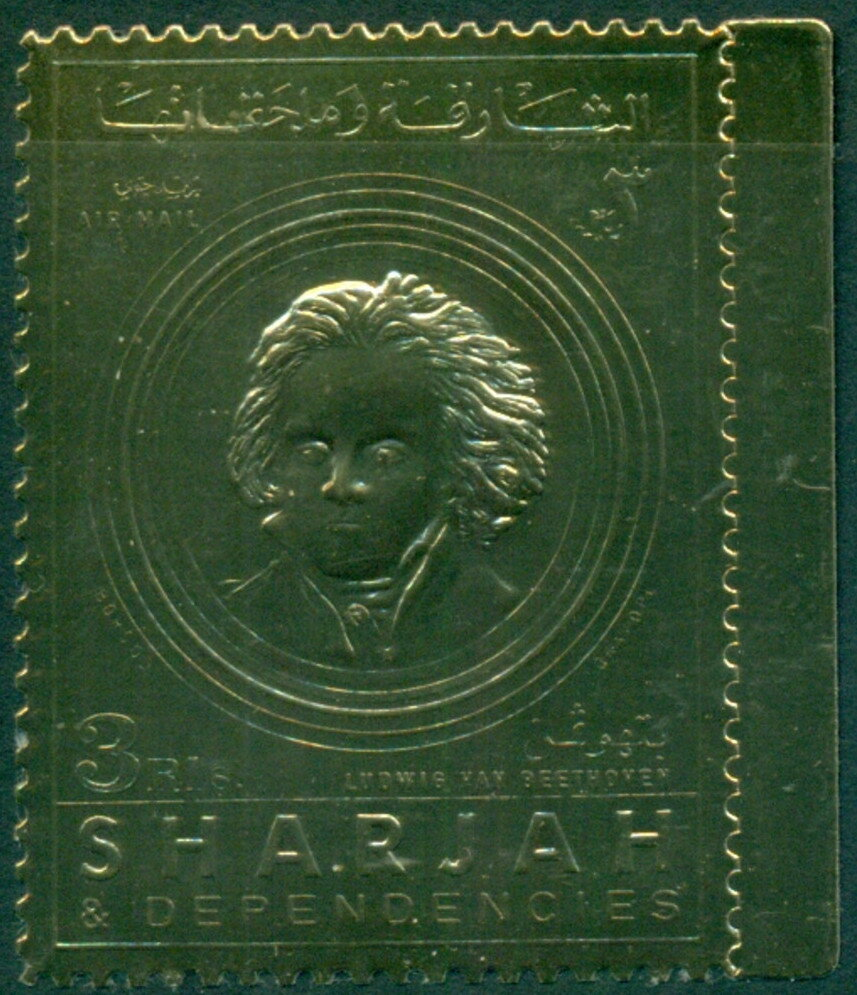
3 ريالات
طابع غير مخرم
- 3 ريالات
طابع صادر مع بطاقة
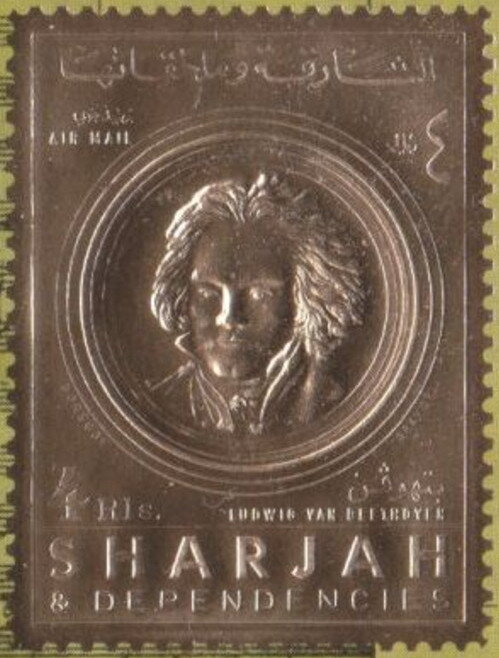
4 ريالات
طابع صادر مع بطاقة

## إصدارات الذكرى المائتين لميلاد بيتهوفن
في 30 نوفمبر 1970، أصدرت الطوابع التالية التي تحتفي بالذكرى المائتين لميلاد لودفيج فان بيتهوفن:

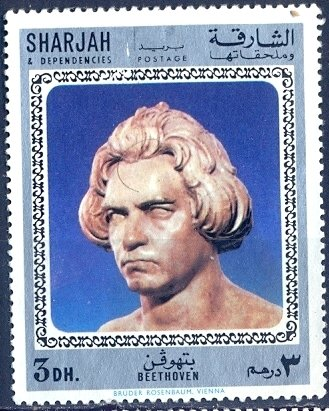
3 دراهم تمثال لرأس بيتهوفن
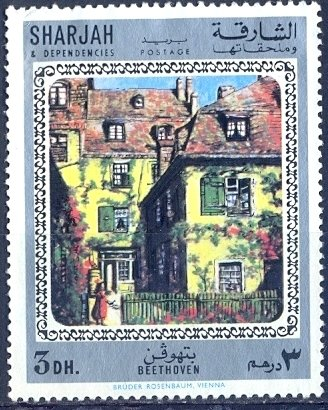
3 دراهم منزل بيتهوفن الذي ولد فيه
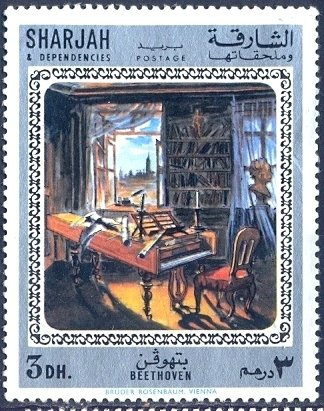
3 دراهم غرفة عمل بيتهوفن للرسام يوهان نيبوموك هوشله[الإنجليزية]
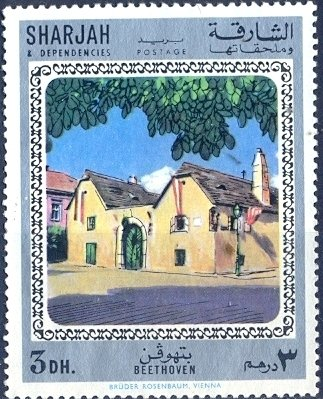
3 دراهم بيت بيتهوفن في هايليجنشتات (فيينا)[الإنجليزية]
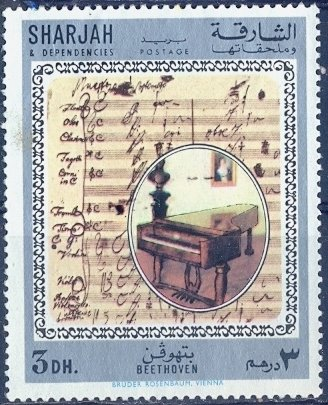
3 دراهم نوتة موسيقية وبيانو بيتهوفن

وهذه صور صحائف الطوابع:

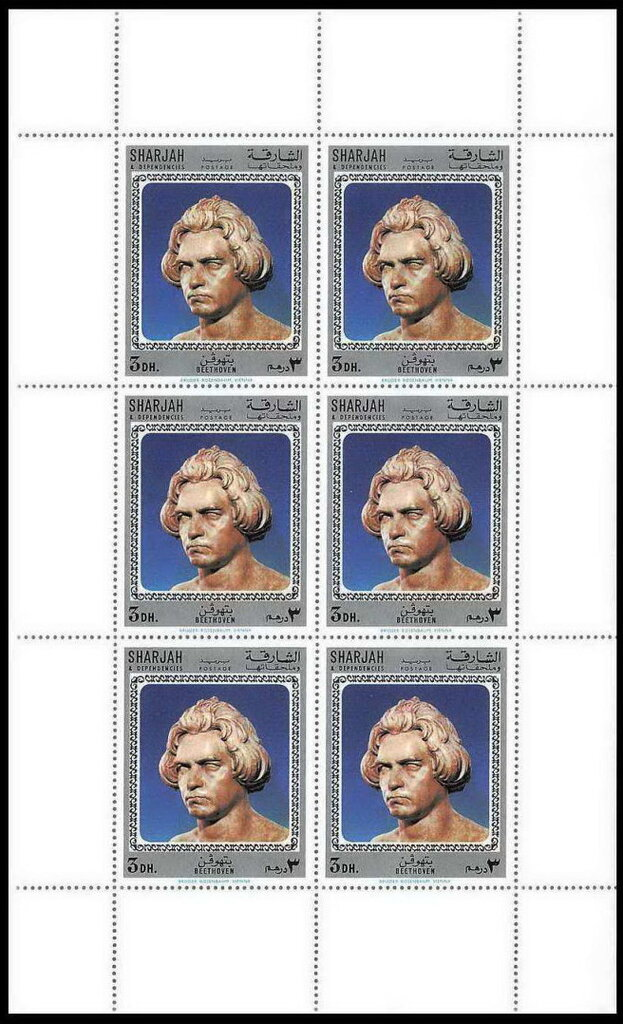
3 دراهم تمثال لرأس بيتهوفن
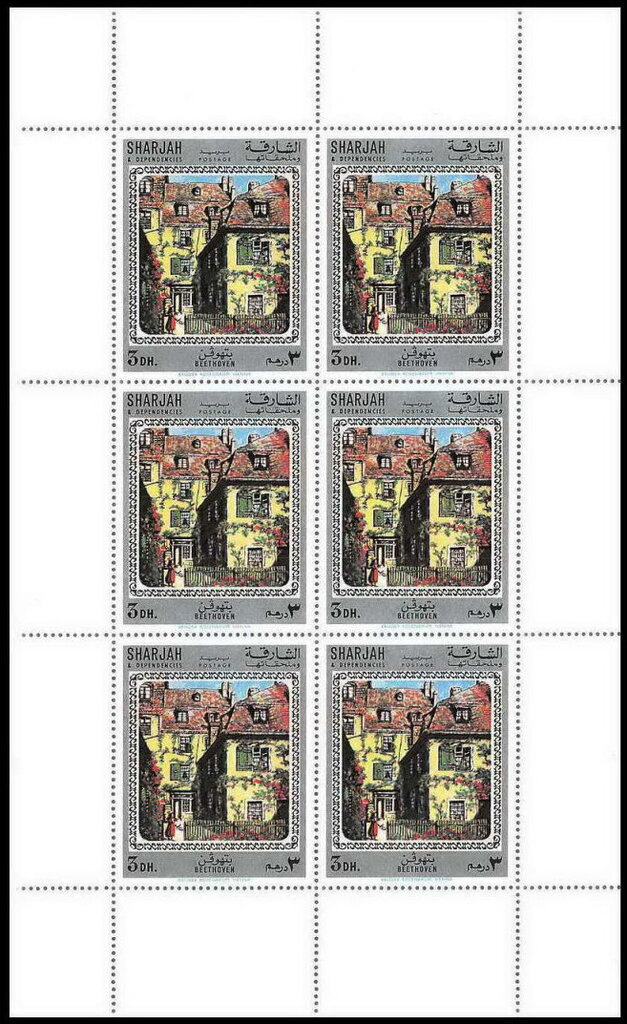
3 دراهم منزل بيتهوفن الذي ولد فيه
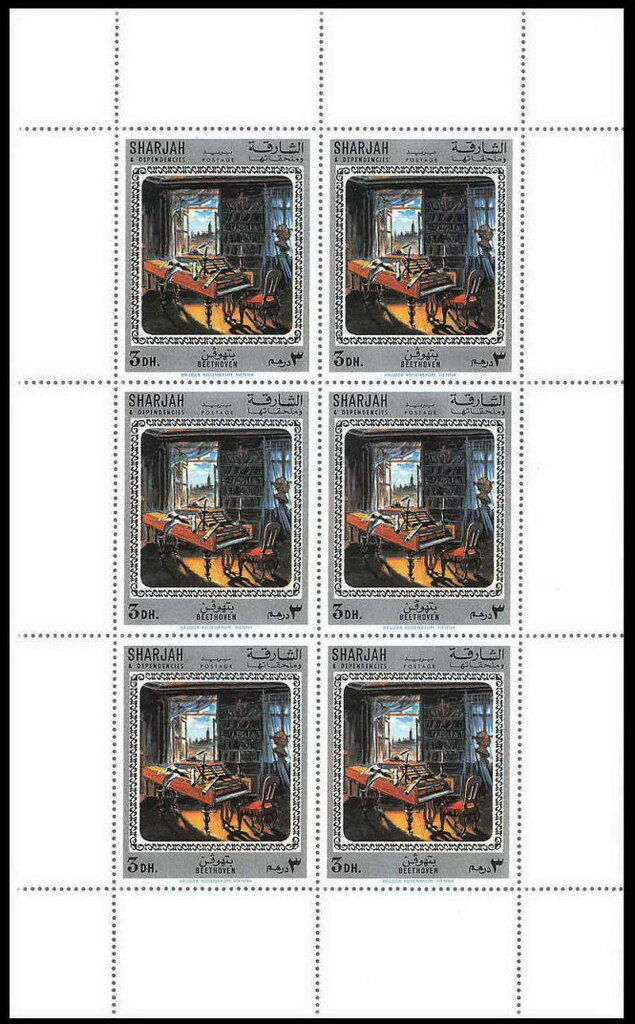
3 دراهم غرفة عمل بيتهوفن للرسام يوهان نيبوموك هوشله[الإنجليزية]
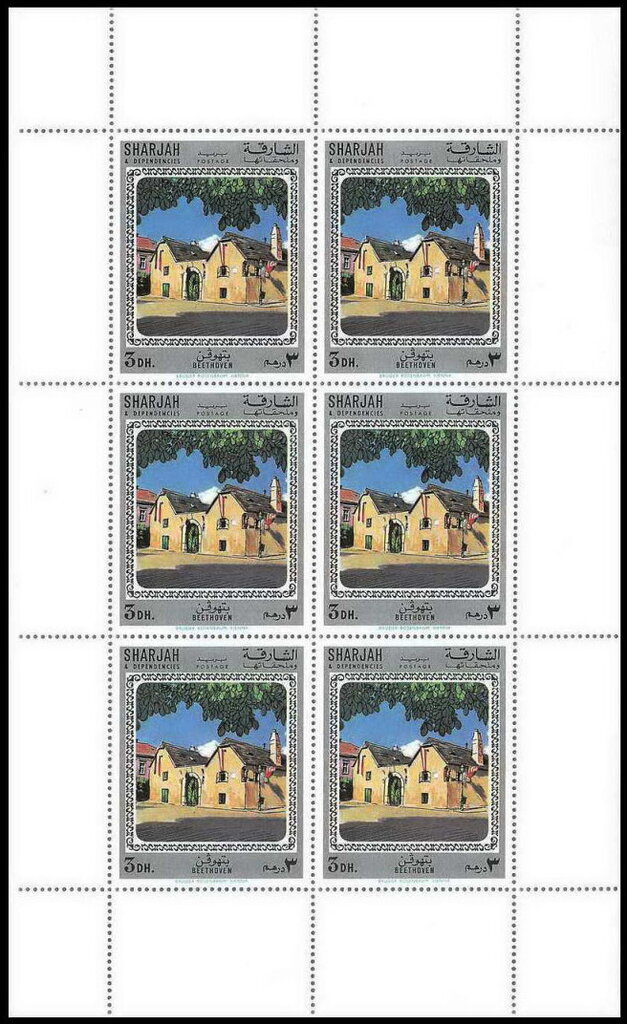
3 دراهم بيت بيتهوفن في هايليجنشتات (فيينا)[الإنجليزية]
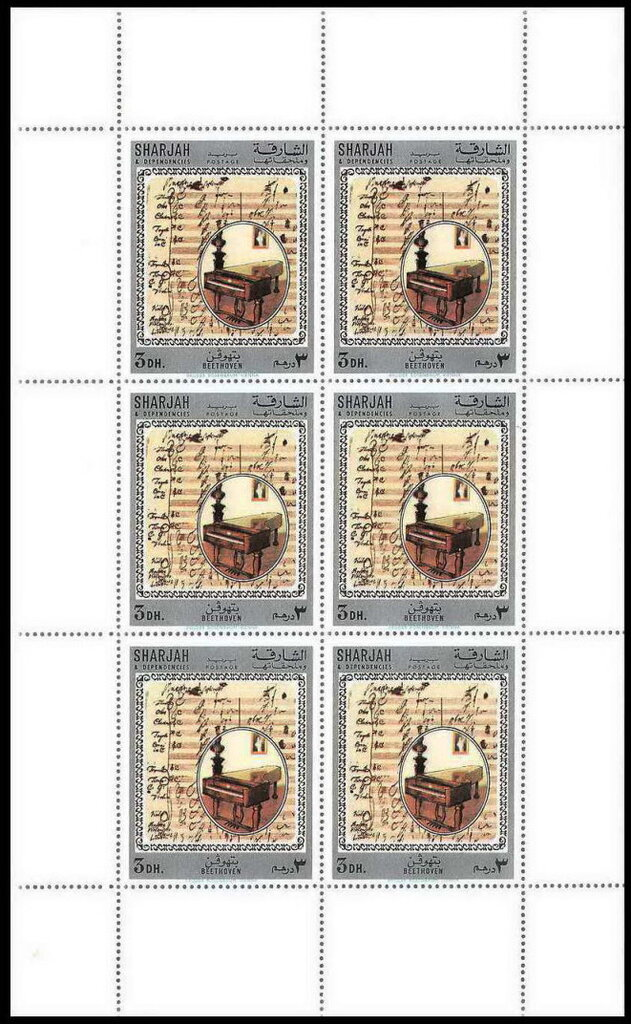
3 دراهم نوتة موسيقية وبيانو بيتهوفن

وتذكر فهارس الطوابع وجود إصدار غير مخرم لهذه الطوابع.
كما أصدرت طوابع تحمل نفس التصميم والصور مع اختلاف لون الإطار والقيمة، وهي مخصصة للبريد الجوي:

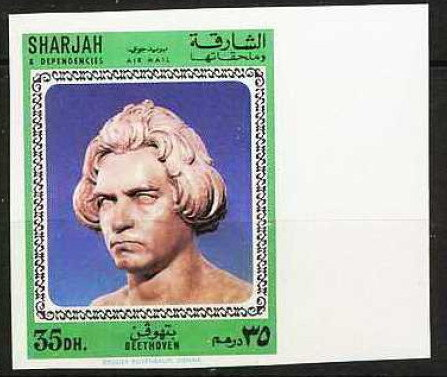
35 درهما تمثال لرأس بيتهوفن
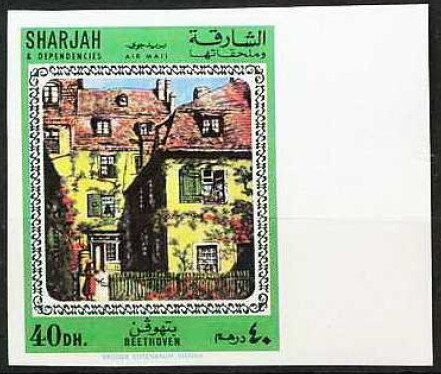
40 درهماbr/>منزل بيتهوفن الذي ولد فيه
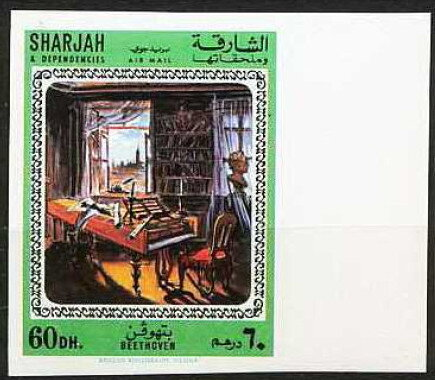
60 درهما غرفة عمل بيتهوفن للرسام يوهان نيبوموك هوشله[الإنجليزية]
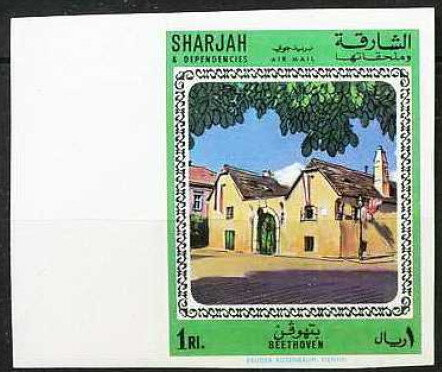
ريال واحد بيت بيتهوفن في هايليجنشتات (فيينا)[الإنجليزية]
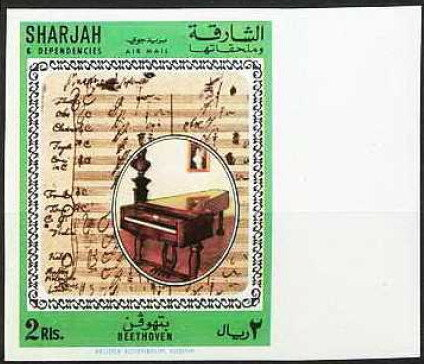
ريالان نوتة موسيقية وبيانو بيتهوفن

وهذه صور صحائف الطوابع المخصصة للبريد الجوي:

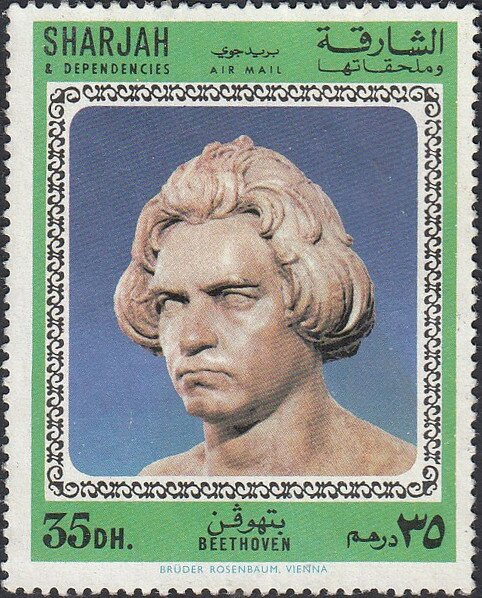
35 درهما تمثال لرأس بيتهوفن
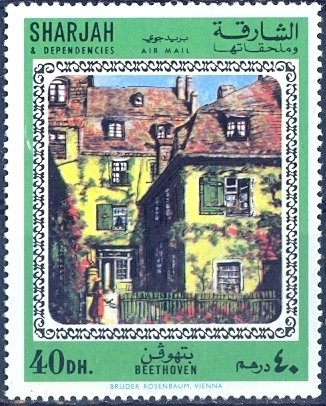
40 درهماbr/>منزل بيتهوفن الذي ولد فيه
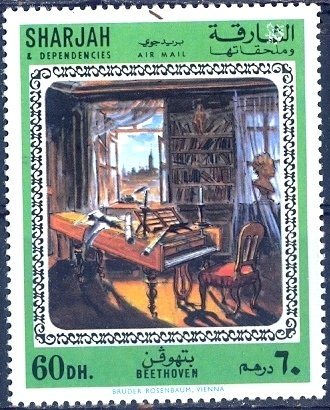
60 درهما غرفة عمل بيتهوفن للرسام يوهان نيبوموك هوشله[الإنجليزية]
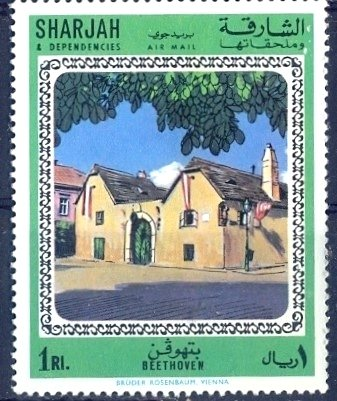
ريال واحد بيت بيتهوفن في هايليجنشتات (فيينا)[الإنجليزية]
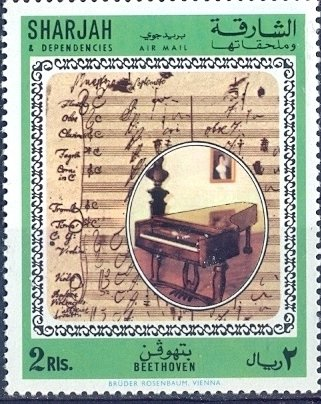
ريالان نوتة موسيقية وبيانو بيتهوفن

وكذلك توفر إصدار غير مخرم لطوابع البريد الجوي:

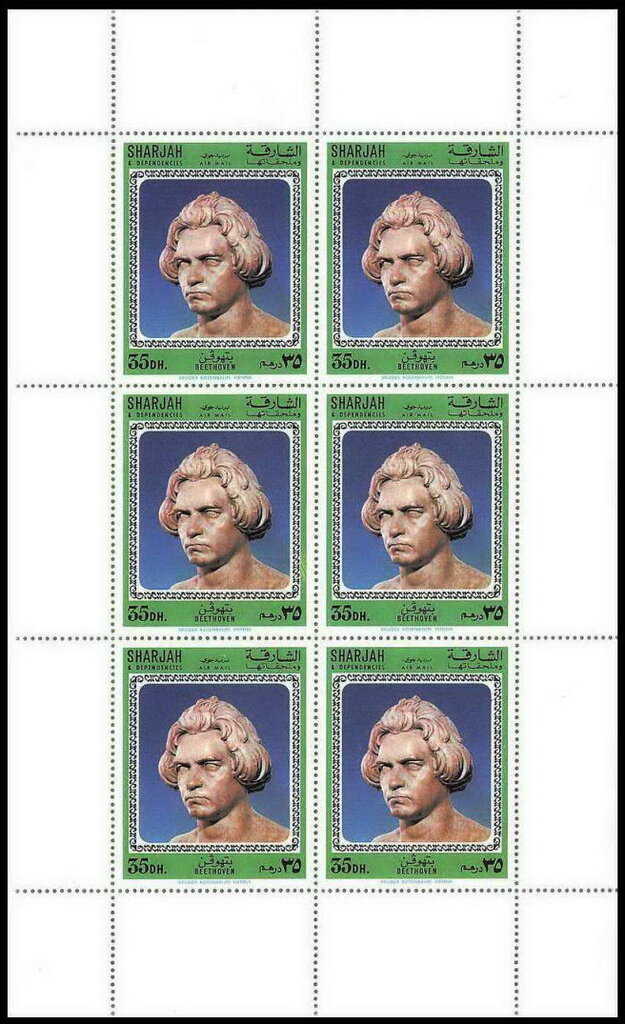
35 درهما تمثال لرأس بيتهوفن
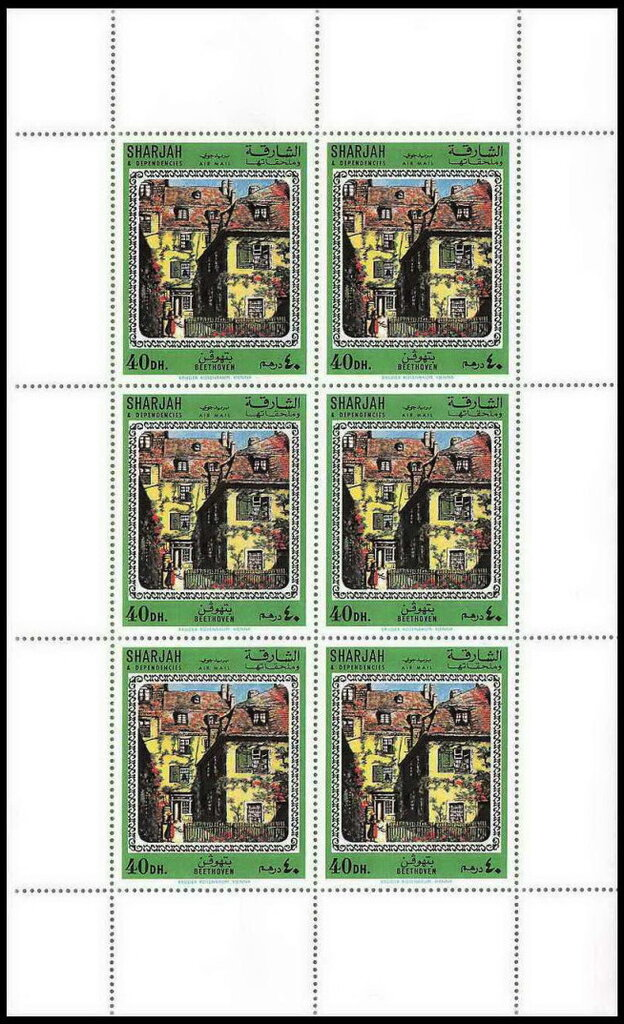
40 درهماbr/>منزل بيتهوفن الذي ولد فيه
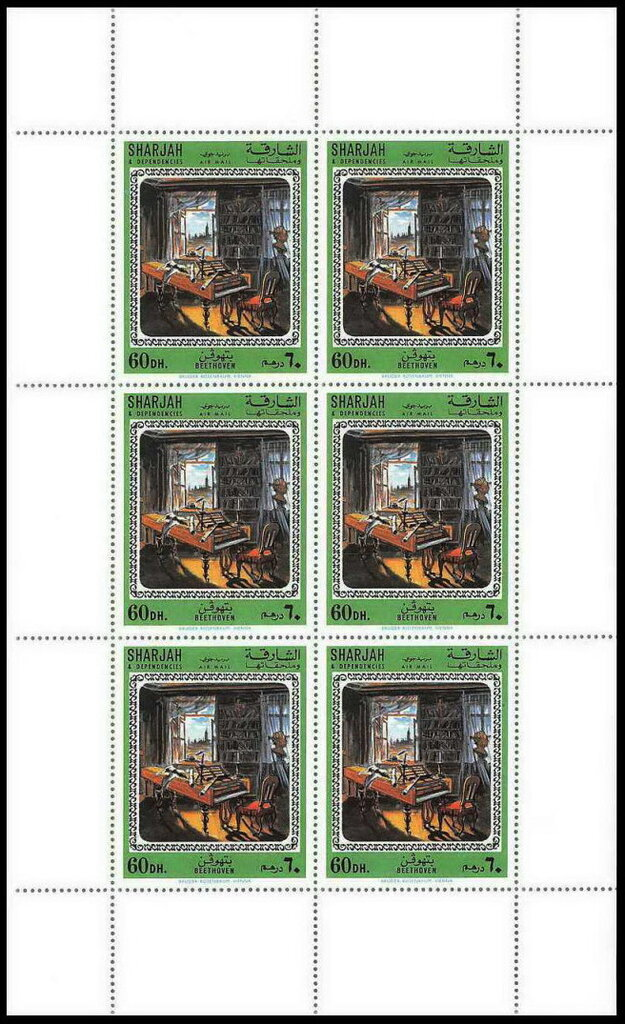
60 درهما غرفة عمل بيتهوفن للرسام يوهان نيبوموك هوشله[الإنجليزية]
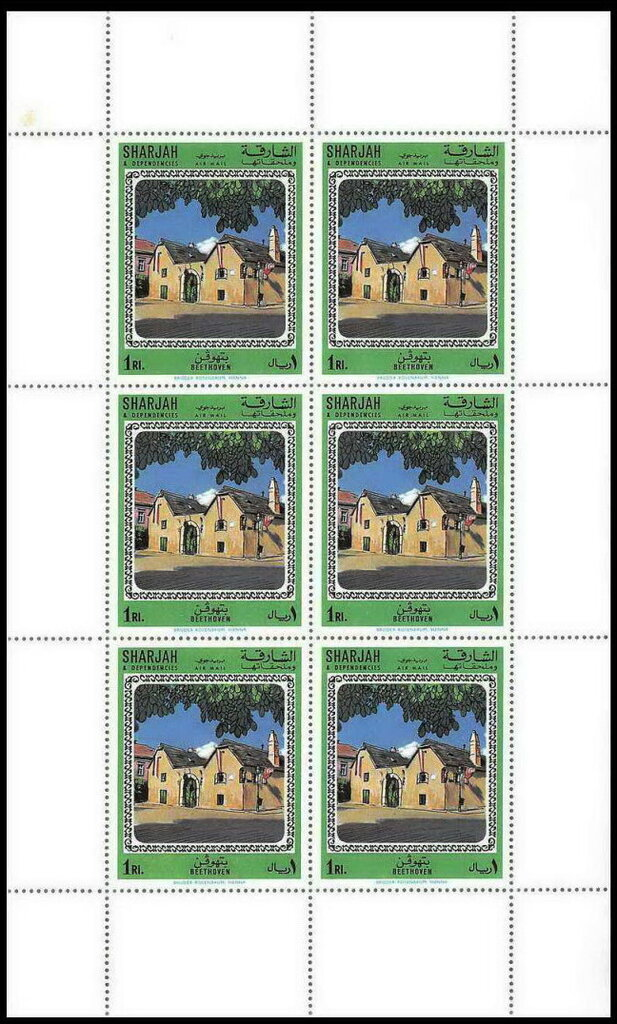
ريال واحد بيت بيتهوفن في هايليجنشتات (فيينا)[الإنجليزية]
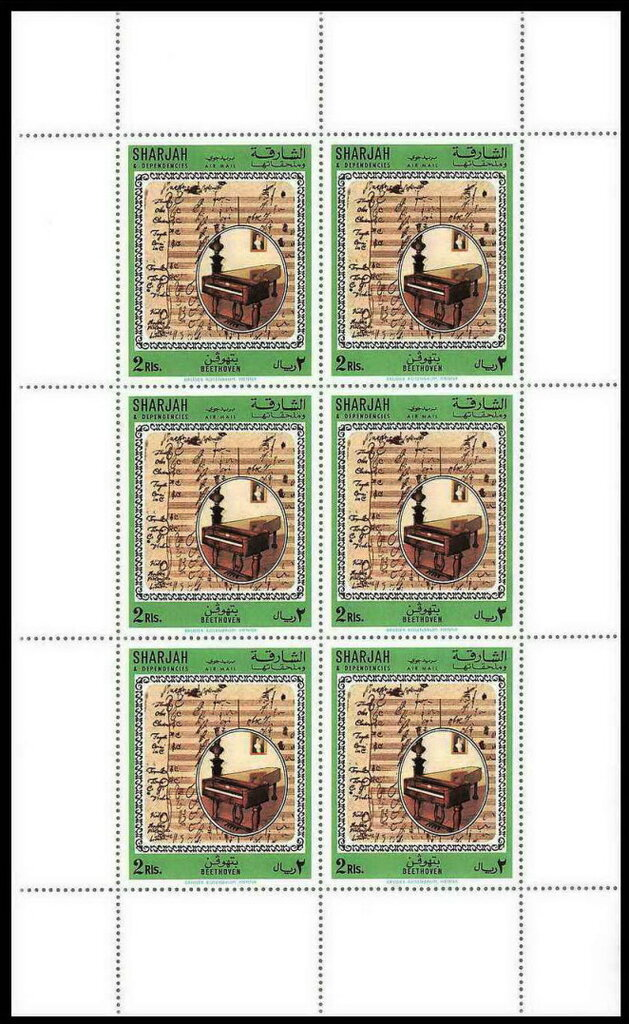
ريالان نوتة موسيقية وبيانو بيتهوفن

وهذه صور صحائف الطوابع المخصصة للبريد الجوي غير المخرمة:

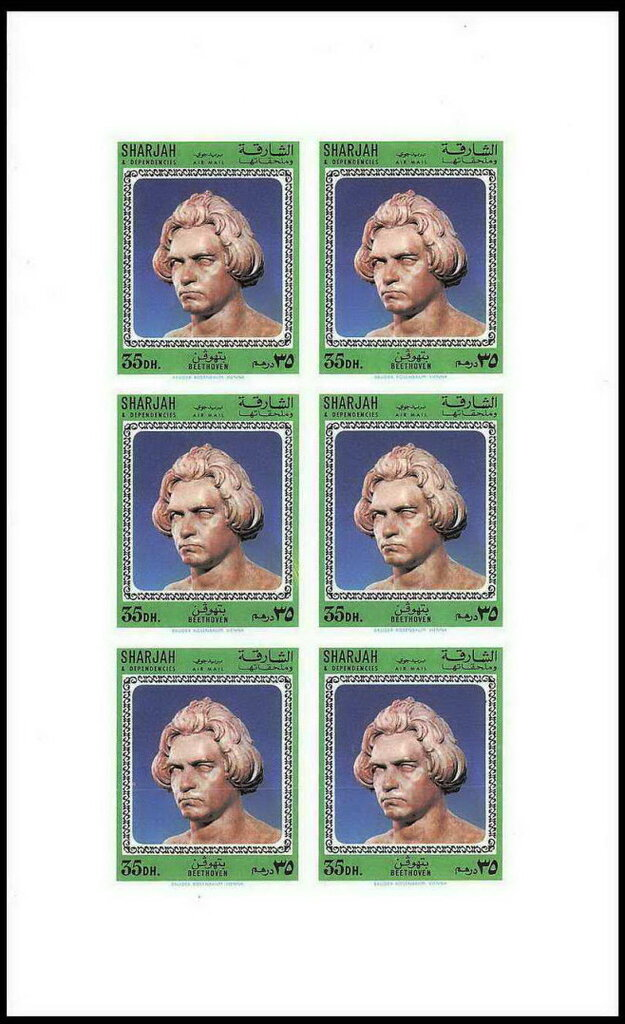
35 درهما تمثال لرأس بيتهوفن
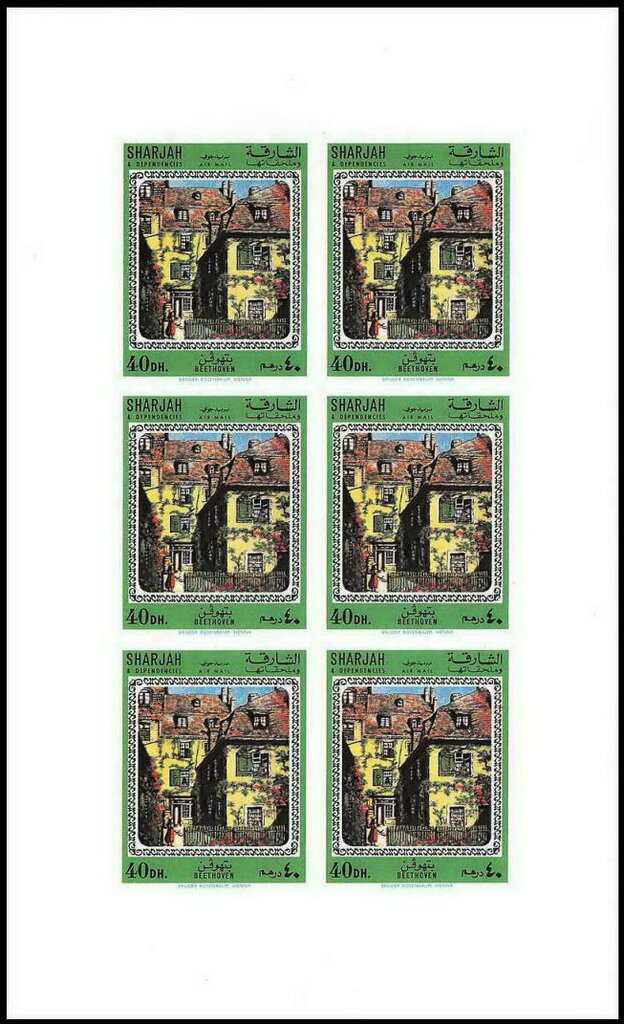
40 درهماbr/>منزل بيتهوفن الذي ولد فيه
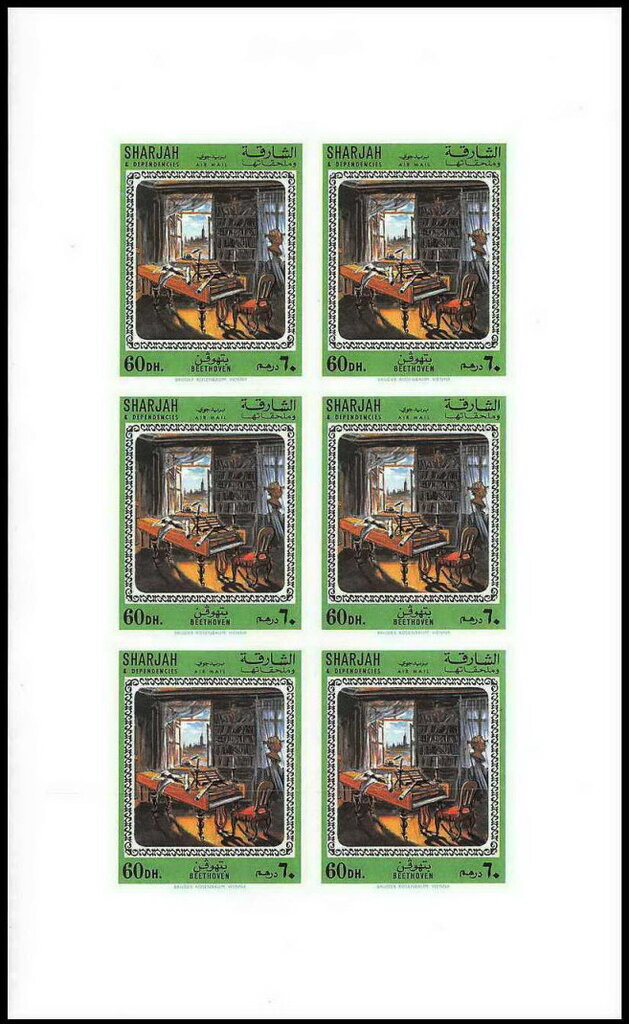
60 درهما غرفة عمل بيتهوفن للرسام يوهان نيبوموك هوشله[الإنجليزية]
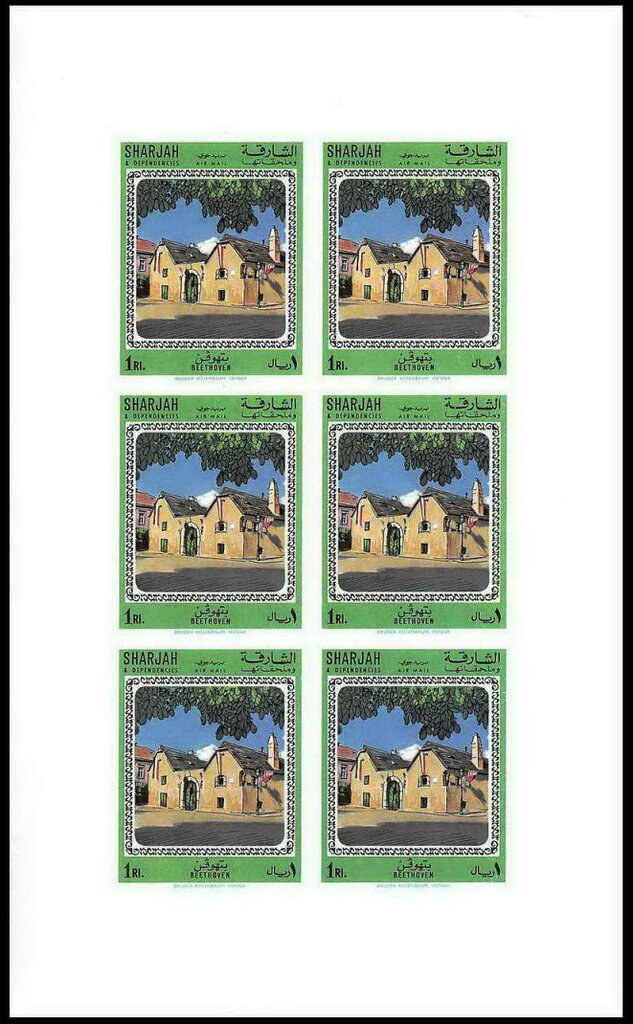
ريال واحد بيت بيتهوفن في هايليجنشتات (فيينا)[الإنجليزية]
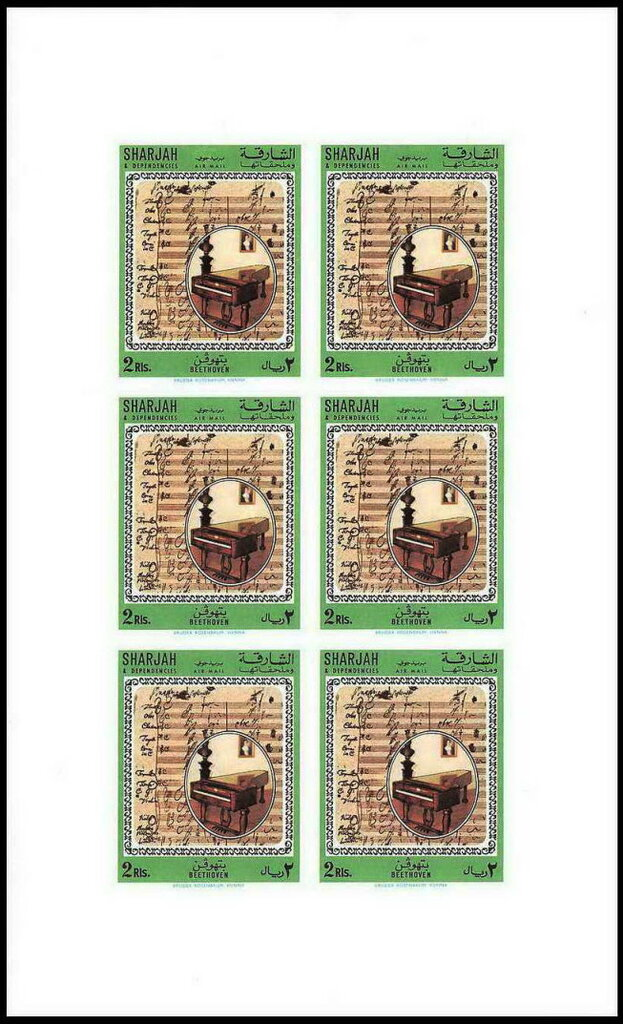
ريالان نوتة موسيقية وبيانو بيتهوفن

كما توفرت طوابع فضية وذهبية:
- الطوابع الذهبية:

- 3 ريالات
غير مخرم
- 3 ريالات
مخرم
- 4 ريالات
مخرم

- الطوابع الفضية:

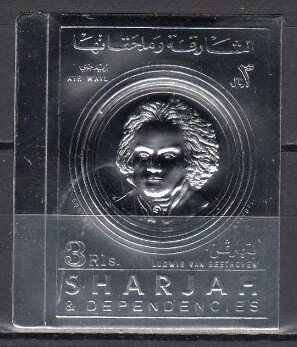
3 ريالات غير مخرم
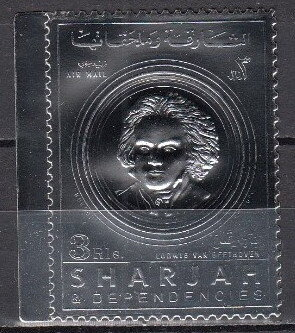
3 ريالات مخرم
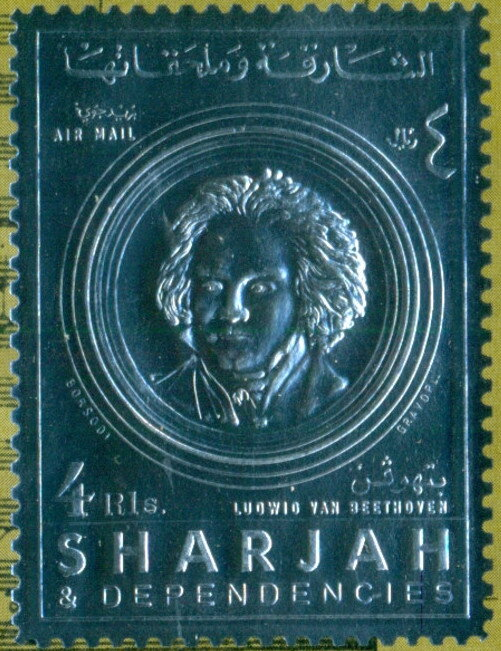
4 ريالات مخرم

كما أصدرت البطاقات التذكارية التالية:

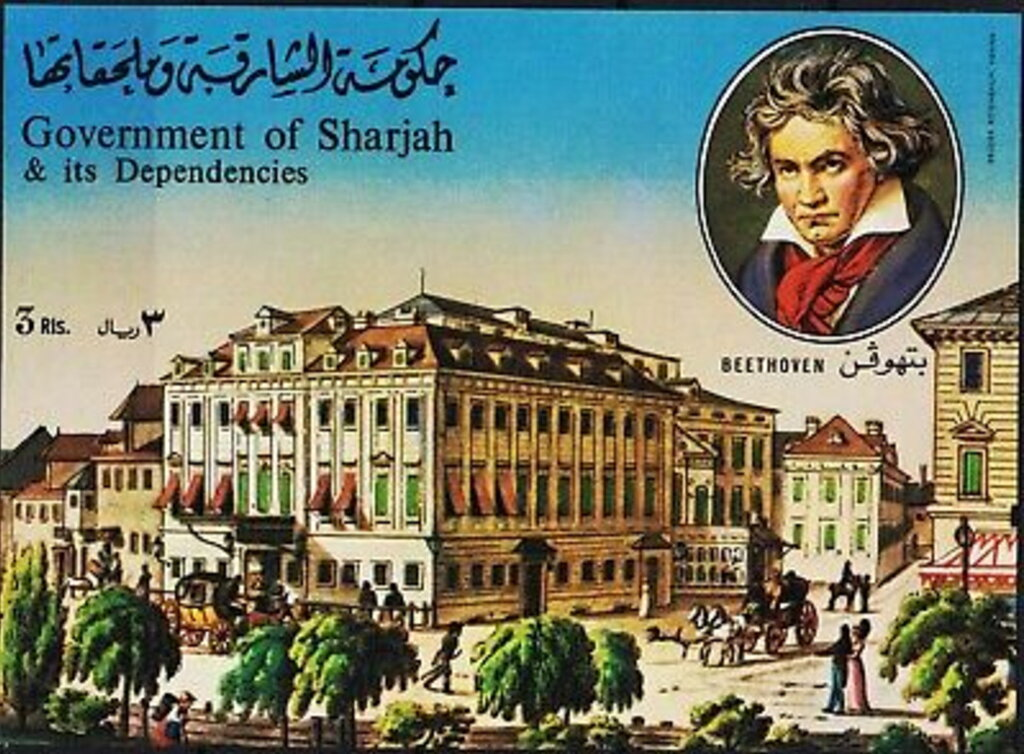
بطاقة تذكارية قيمتها 3 ريالات.

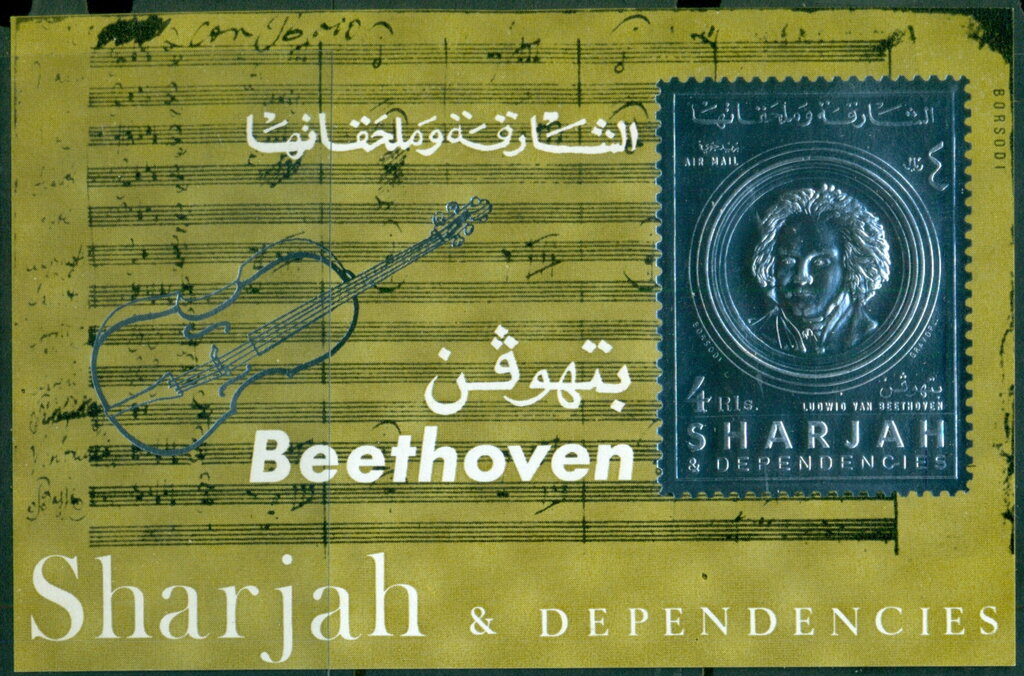
بطاقة تذكارية تحتوي على الطابع الفضي الذي قيمته 4 ريالات.

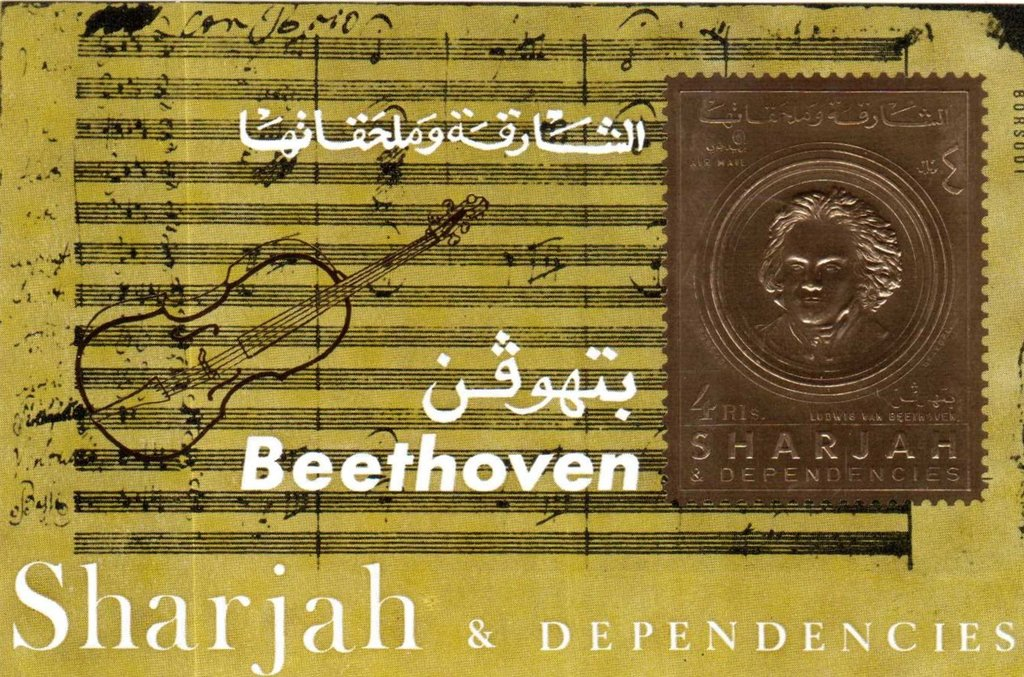
بطاقة تذكارية تحتوي على الطابع الذهبي الذي قيمته 4 ريالات.

## إصدارات فولفغانغ أماديوس موزارت
في 30 نوفمبر 1970، أصدرت الطوابع التالية التي تحتفي بفولفغانغ أماديوس موزارت:

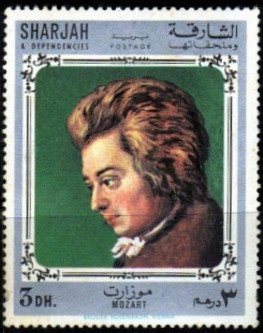
3 دراهم صورة موزارت التي رسمها نسيبه يوسف لانغه[الإنجليزية]
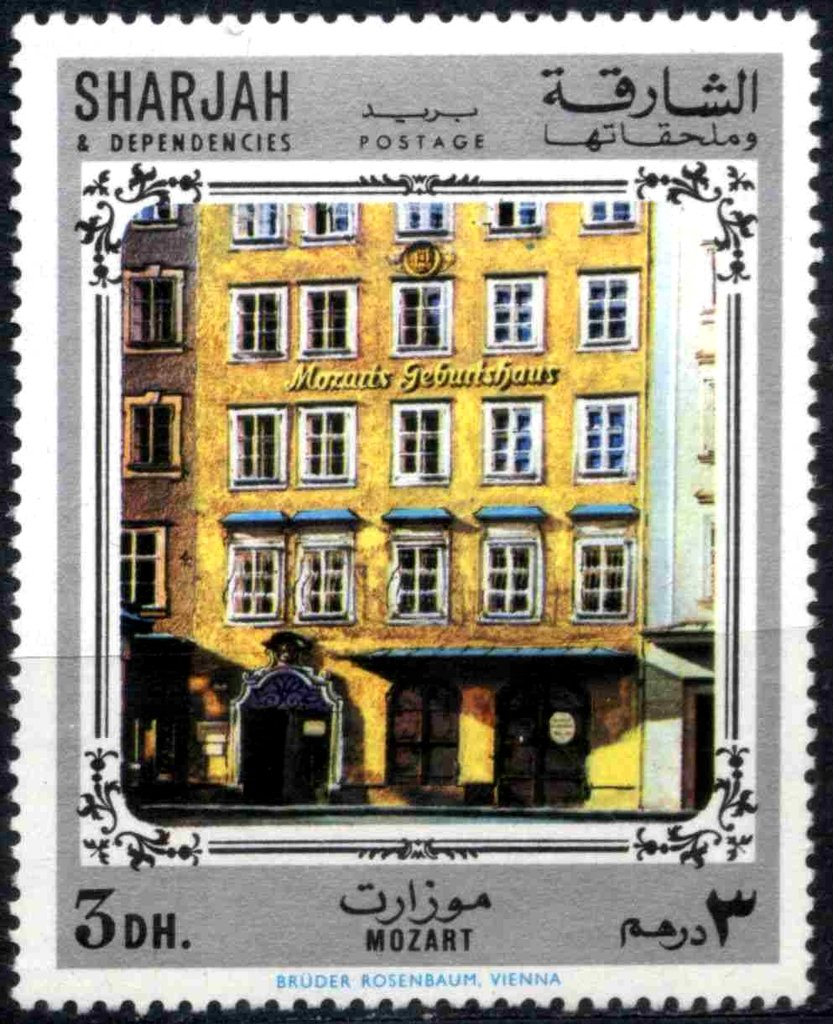
3 دراهم بيت ميلاد موزارت[الإنجليزية]
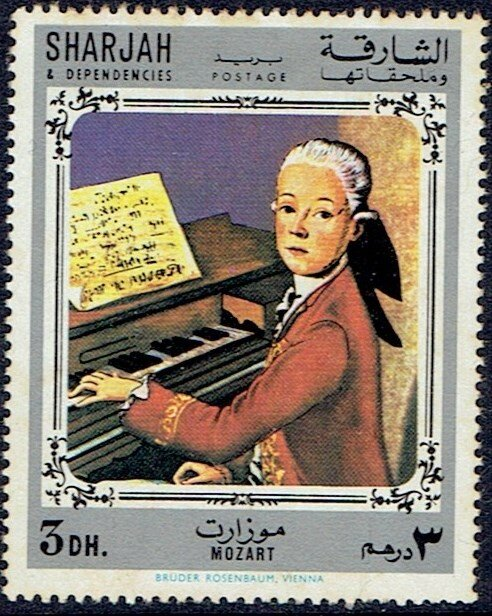
3 دراهم لوحة رسمها فرانز تادوس هيلبلينغ[الإنجليزية] كان يعتقد أنها لموزارت في شبابه، لكنها في الأصل لكارل يوسف فون فيرميان
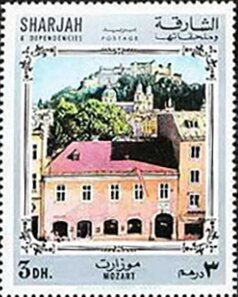
3 دراهم بيت موزارت[الإنجليزية] في زالتسبورغ
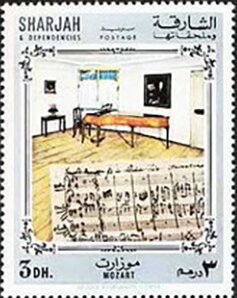
3 دراهم نوتة موسيقية وغرفة الموسيقى

وهذه صور صحائف الطوابع:

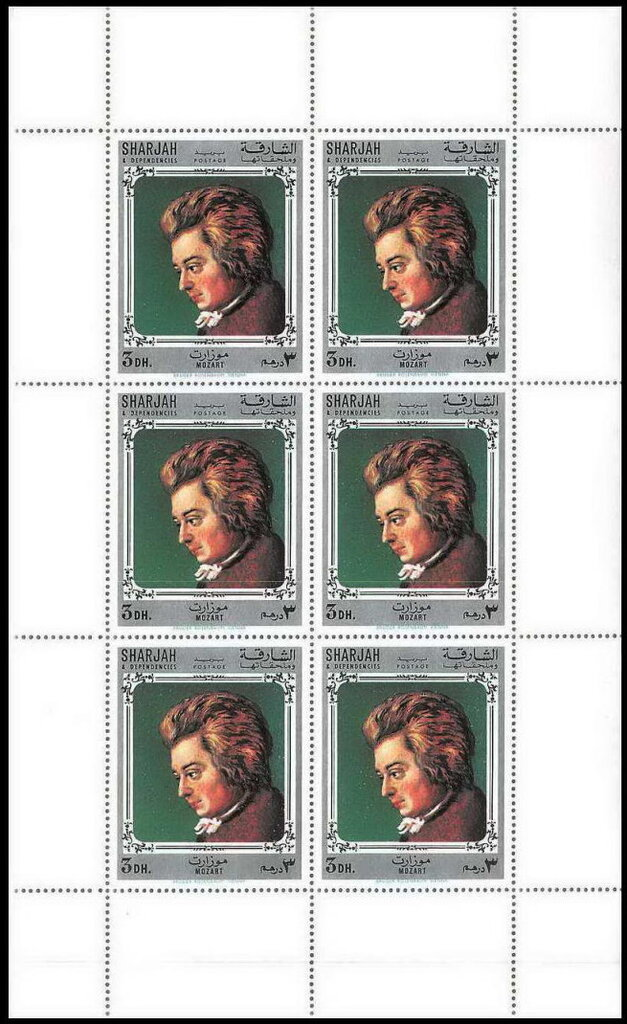
3 دراهم صورة موزارت التي رسمها نسيبه يوسف لانغه[الإنجليزية]
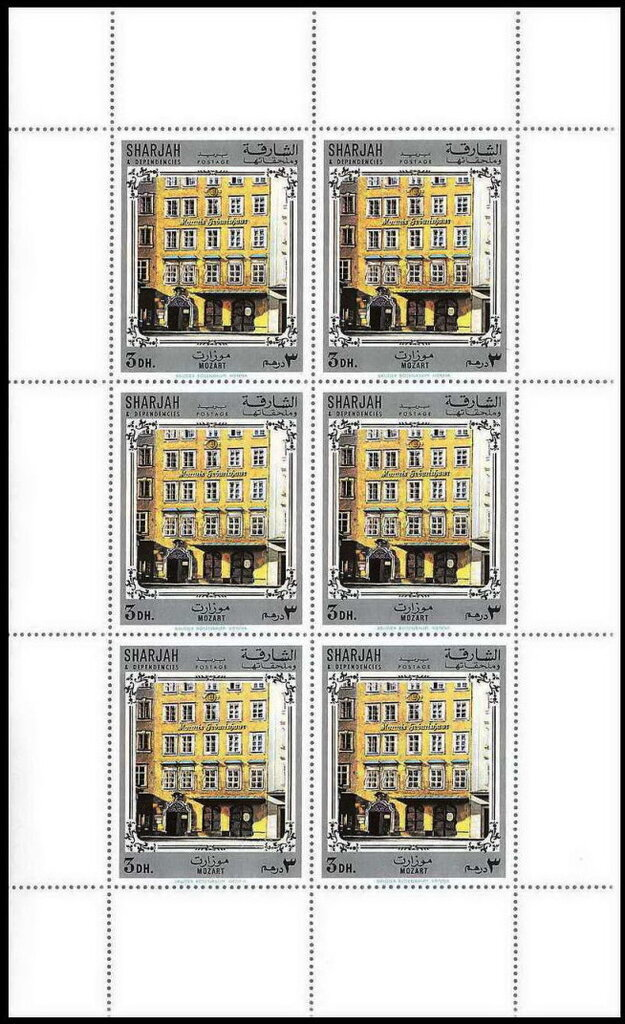
3 دراهم بيت ميلاد موزارت[الإنجليزية]
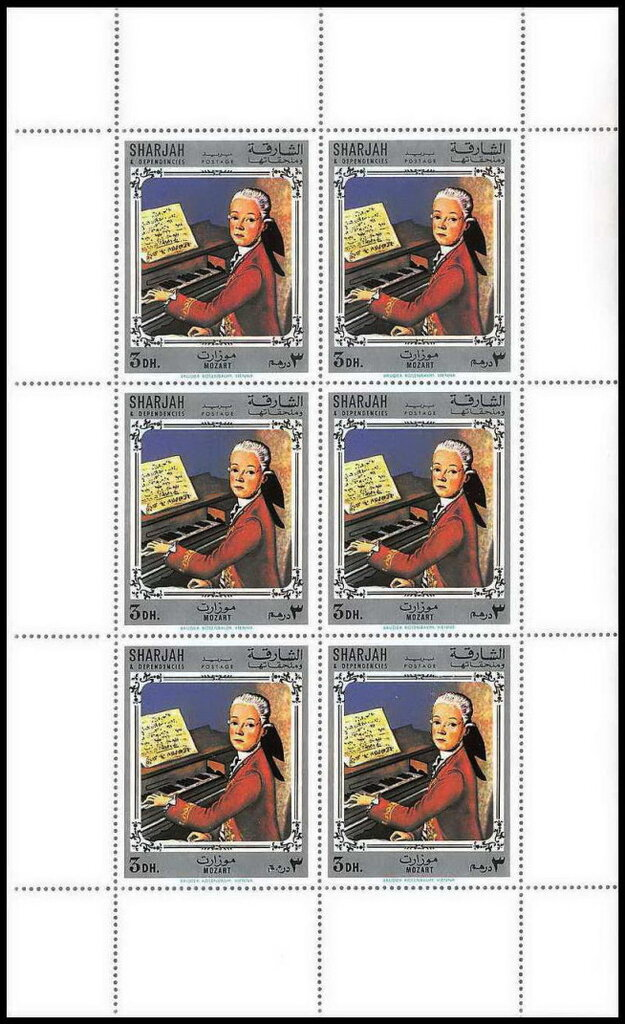
3 دراهم لوحة رسمها فرانز تادوس هيلبلينغ[الإنجليزية] كان يعتقد أنها لموزارت في شبابه، لكنها في الأصل لكارل يوسف فون فيرميان
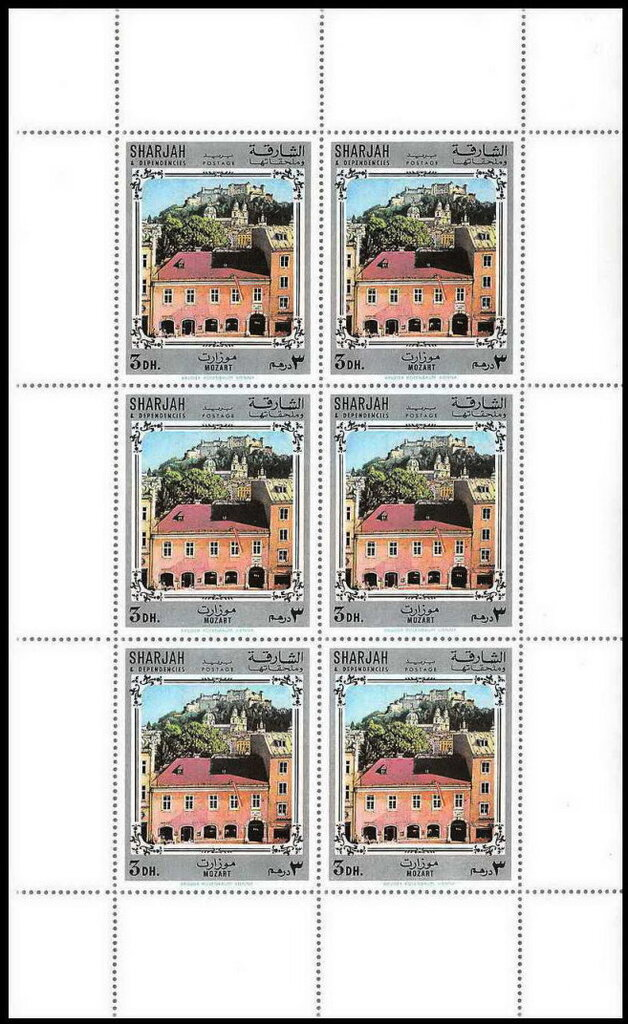
3 دراهم بيت موزارت[الإنجليزية] في زالتسبورغ
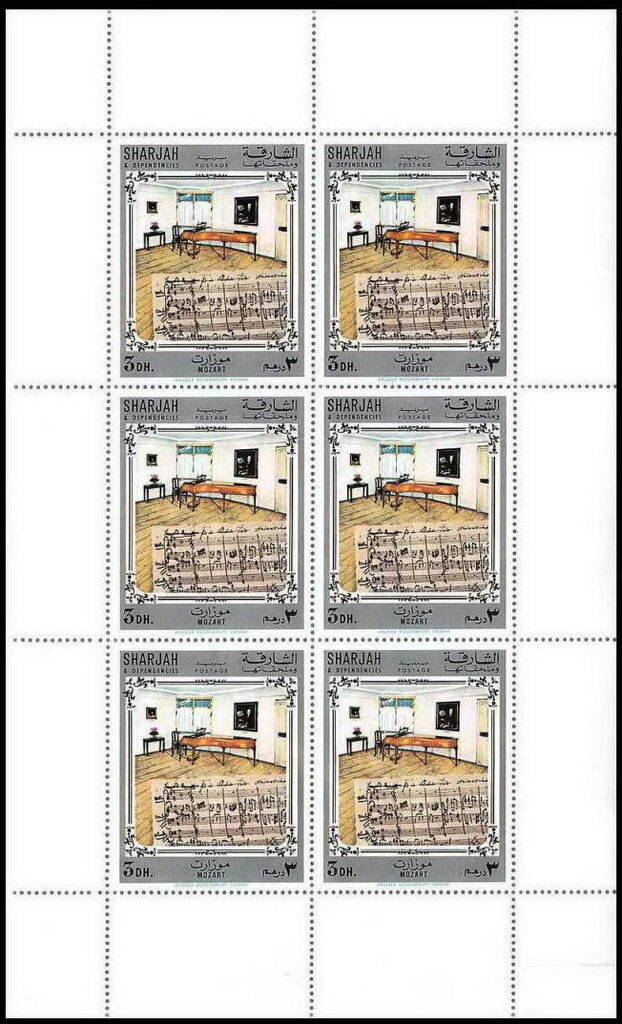
3 دراهم نوتة موسيقية وغرفة الموسيقى

وتذكر فهارس الطوابع وجود إصدار غير مخرم لهذه الطوابع.
كما أصدرت طوابع تحمل نفس التصميم والصور مع اختلاف لون الإطار والقيمة، وهي مخصصة للبريد الجوي:

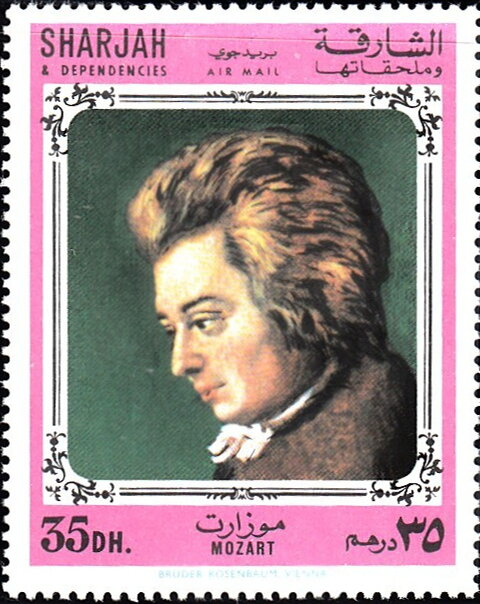
35 درهما صورة موزارت التي رسمها نسيبه يوسف لانغه[الإنجليزية]
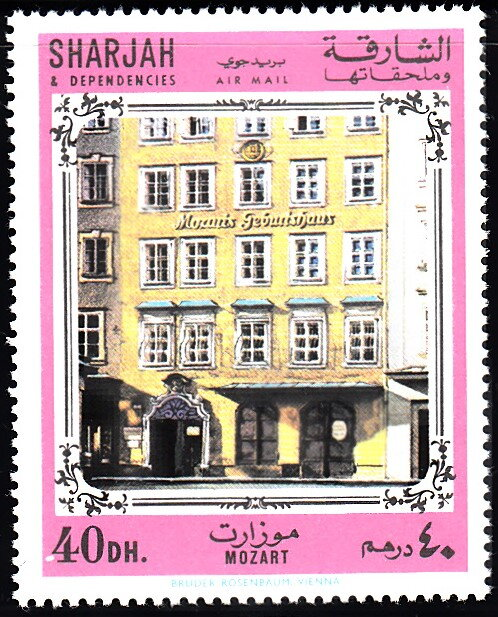
40 درهما بيت ميلاد موزارت[الإنجليزية]
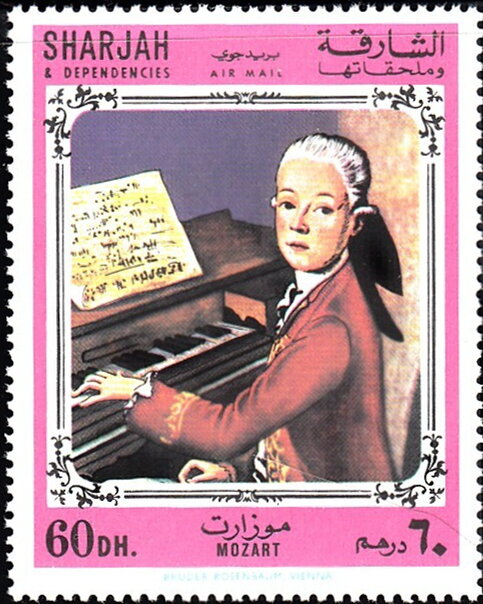
60 درهما لوحة رسمها فرانز تادوس هيلبلينغ[الإنجليزية] كان يعتقد أنها لموزارت في شبابه، لكنها في الأصل لكارل يوسف فون فيرميان
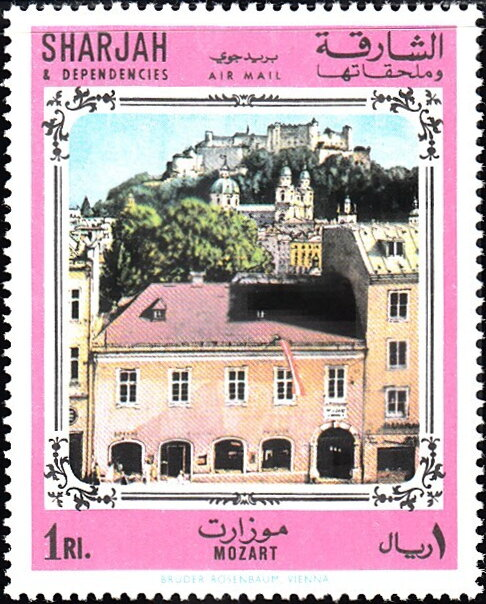
ريال واحد بيت موزارت[الإنجليزية] في زالتسبورغ
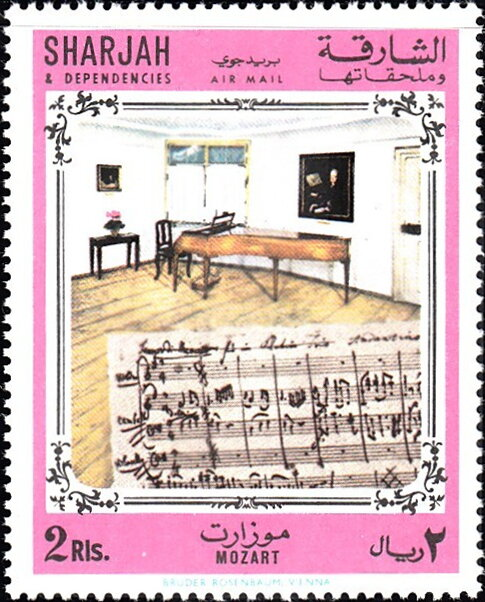
3 ريالان نوتة موسيقية وغرفة الموسيقى

وهذه صور صحائف الطوابع المخصصة للبريد الجوي:

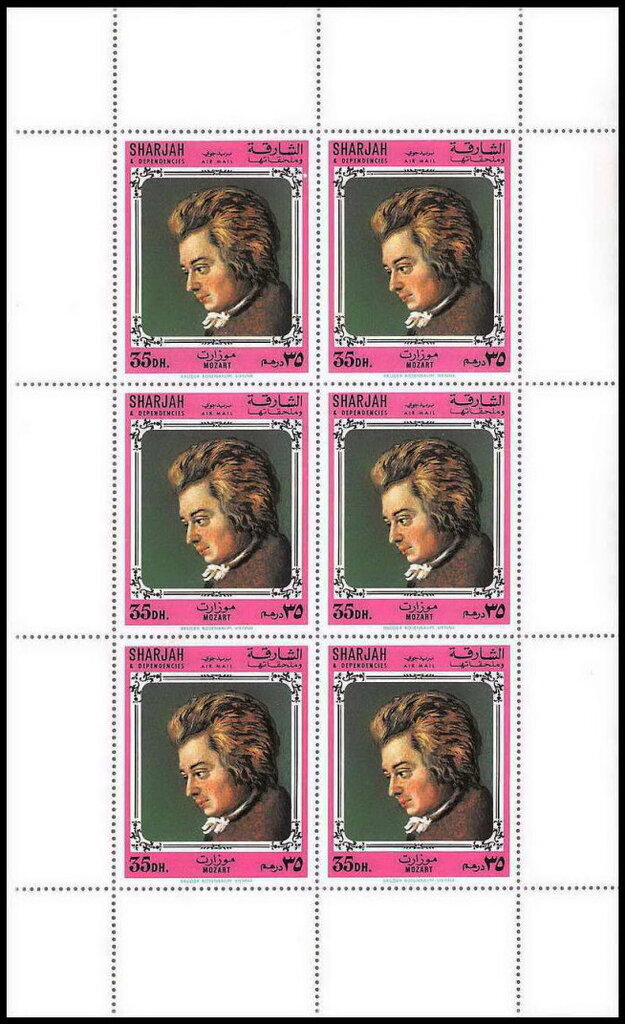
35 درهما صورة موزارت التي رسمها نسيبه يوسف لانغه[الإنجليزية]
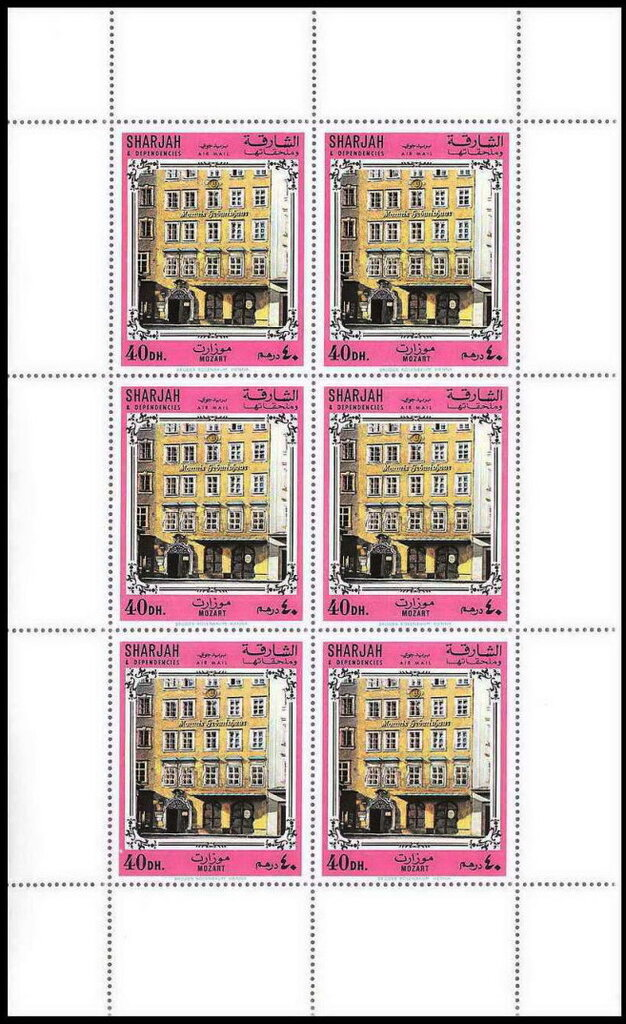
40 درهما بيت ميلاد موزارت[الإنجليزية]
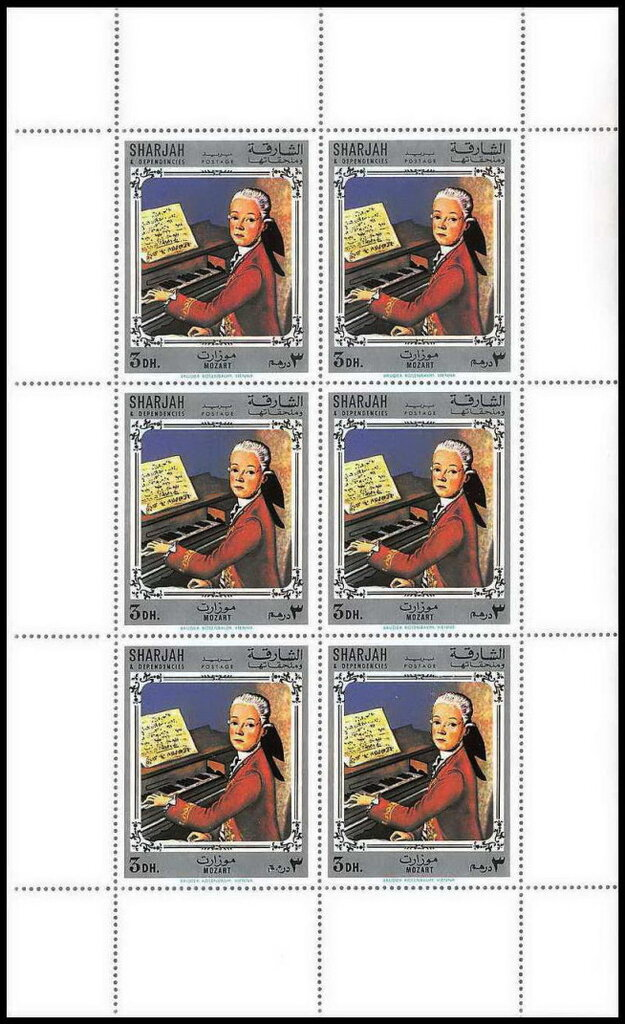
60 درهما لوحة رسمها فرانز تادوس هيلبلينغ[الإنجليزية] كان يعتقد أنها لموزارت في شبابه، لكنها في الأصل لكارل يوسف فون فيرميان
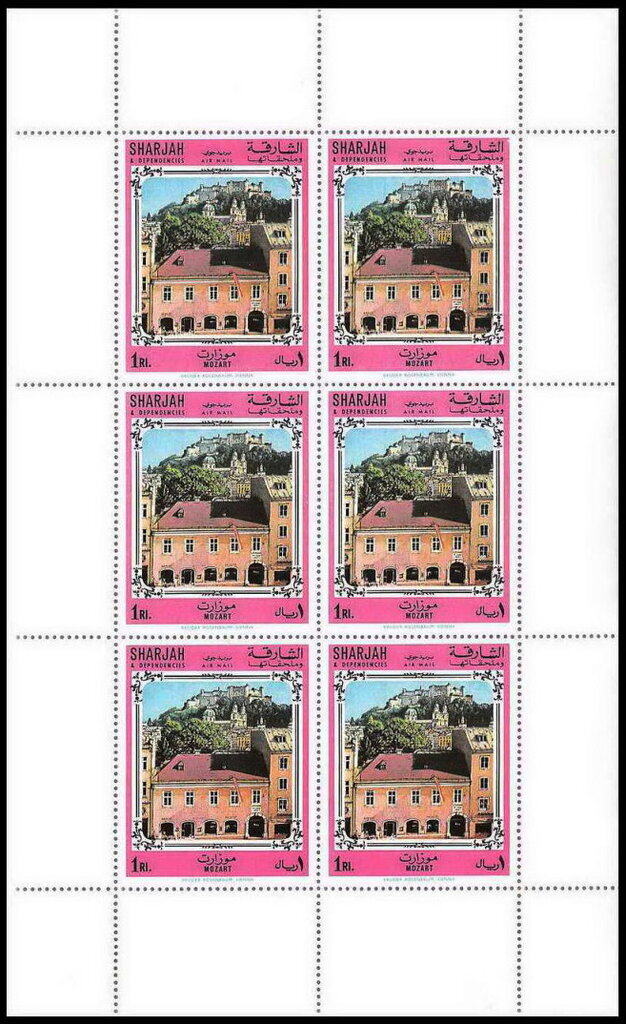
ريال واحد بيت موزارت[الإنجليزية] في زالتسبورغ
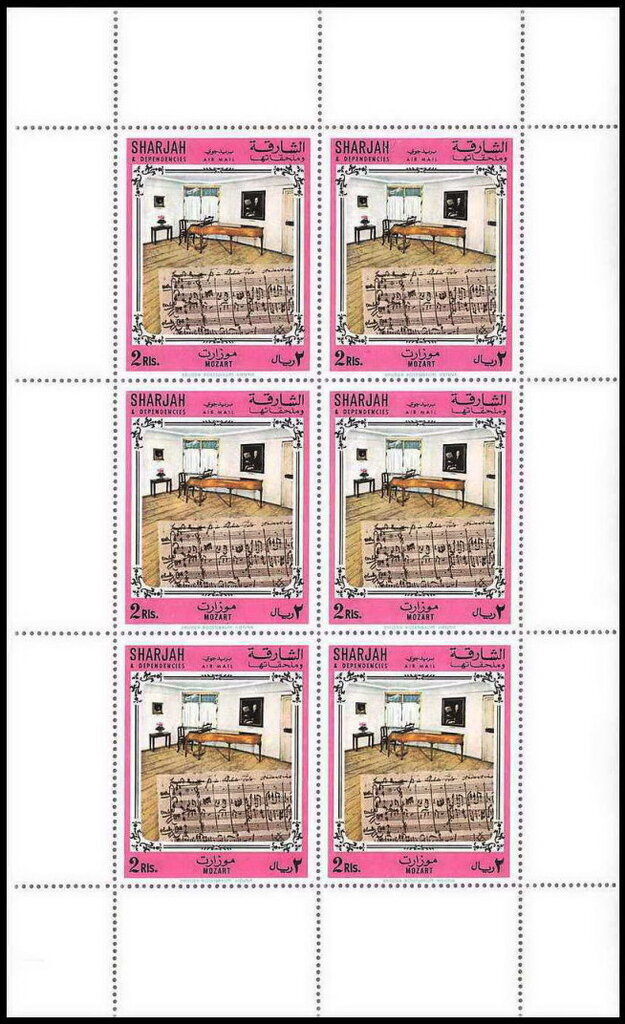
3 ريالان نوتة موسيقية وغرفة الموسيقى

وكذلك توفر إصدار غير مخرم لطوابع البريد الجوي:

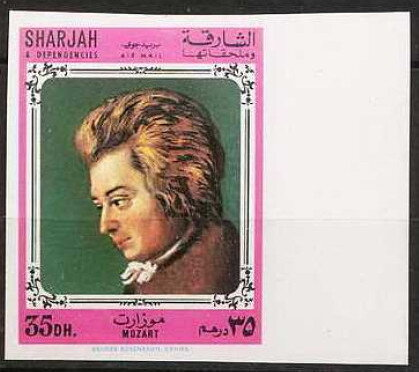
35 درهما صورة موزارت التي رسمها نسيبه يوسف لانغه[الإنجليزية]
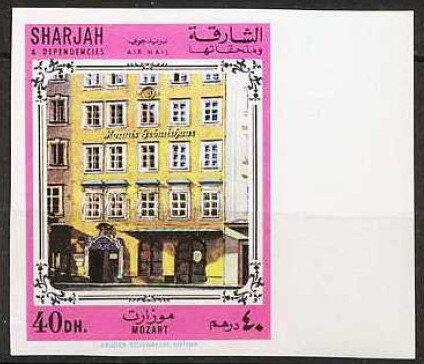
40 درهما بيت ميلاد موزارت[الإنجليزية]
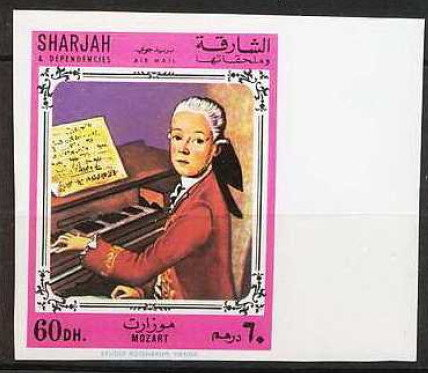
60 درهما لوحة رسمها فرانز تادوس هيلبلينغ[الإنجليزية] كان يعتقد أنها لموزارت في شبابه، لكنها في الأصل لكارل يوسف فون فيرميان
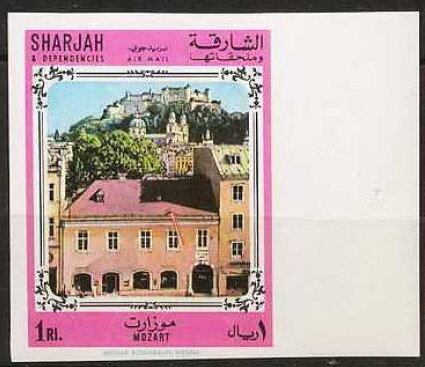
ريال واحد بيت موزارت[الإنجليزية] في زالتسبورغ
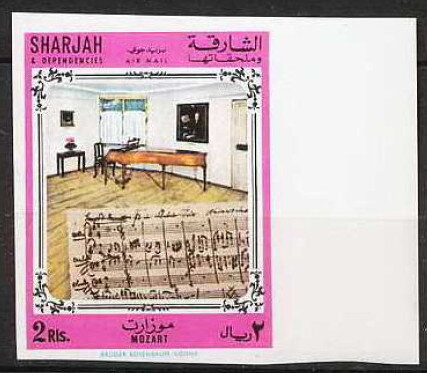
3 ريالان نوتة موسيقية وغرفة الموسيقى

وهذه صور صحائف الطوابع المخصصة للبريد الجوي غير المخرمة:

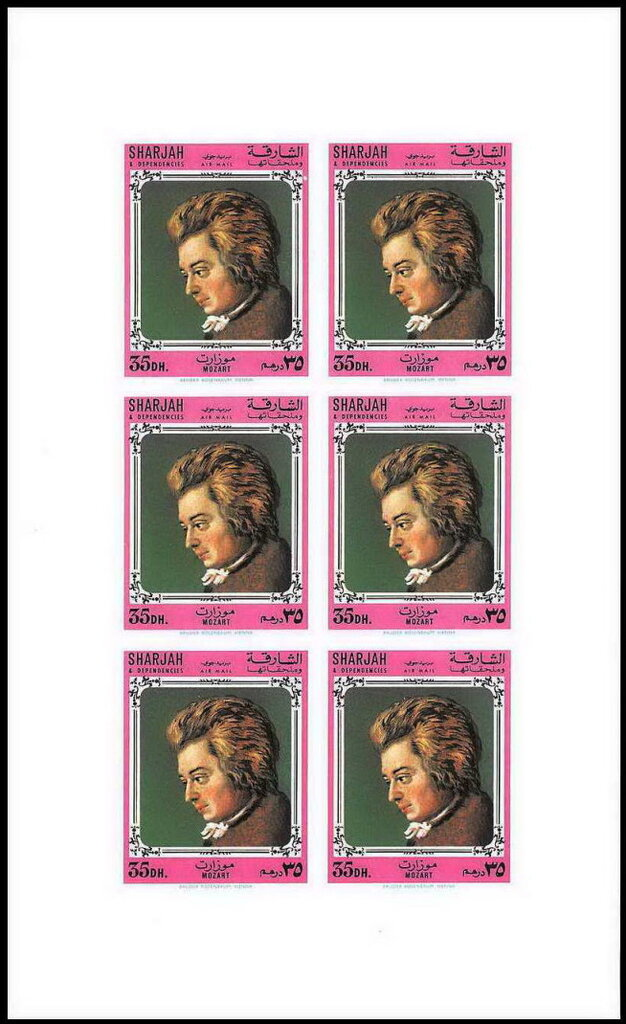
35 درهما صورة موزارت التي رسمها نسيبه يوسف لانغه[الإنجليزية]
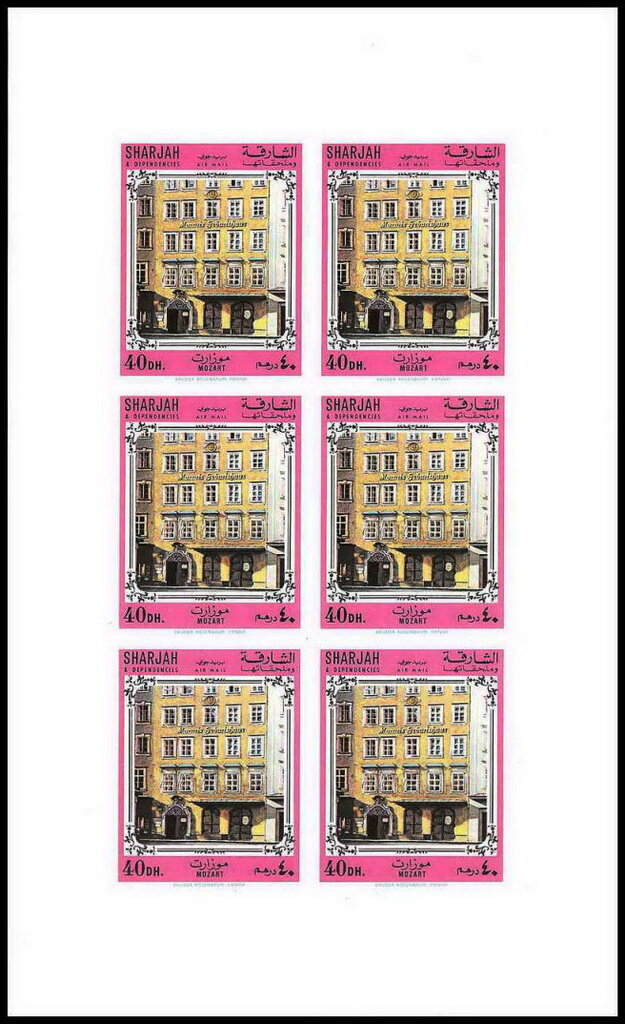
40 درهما بيت ميلاد موزارت[الإنجليزية]
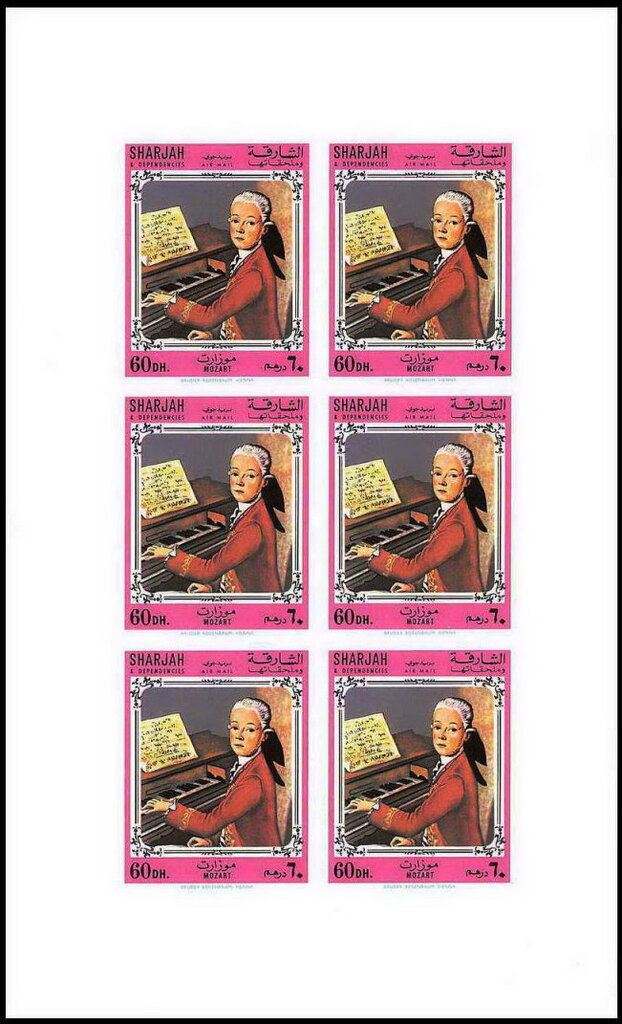
60 درهما لوحة رسمها فرانز تادوس هيلبلينغ[الإنجليزية] كان يعتقد أنها لموزارت في شبابه، لكنها في الأصل لكارل يوسف فون فيرميان
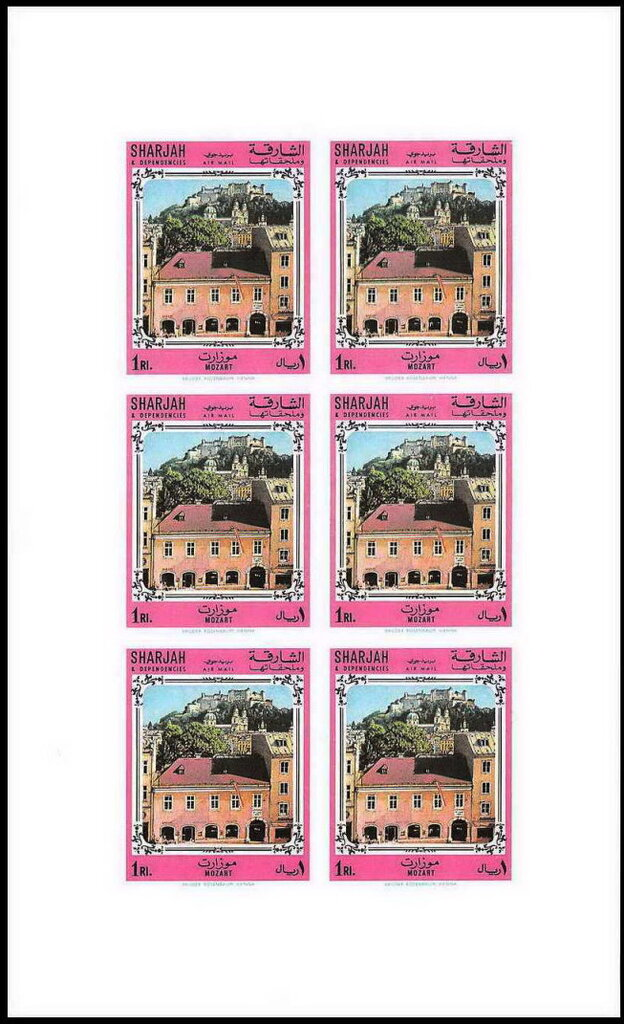
ريال واحد بيت موزارت[الإنجليزية] في زالتسبورغ
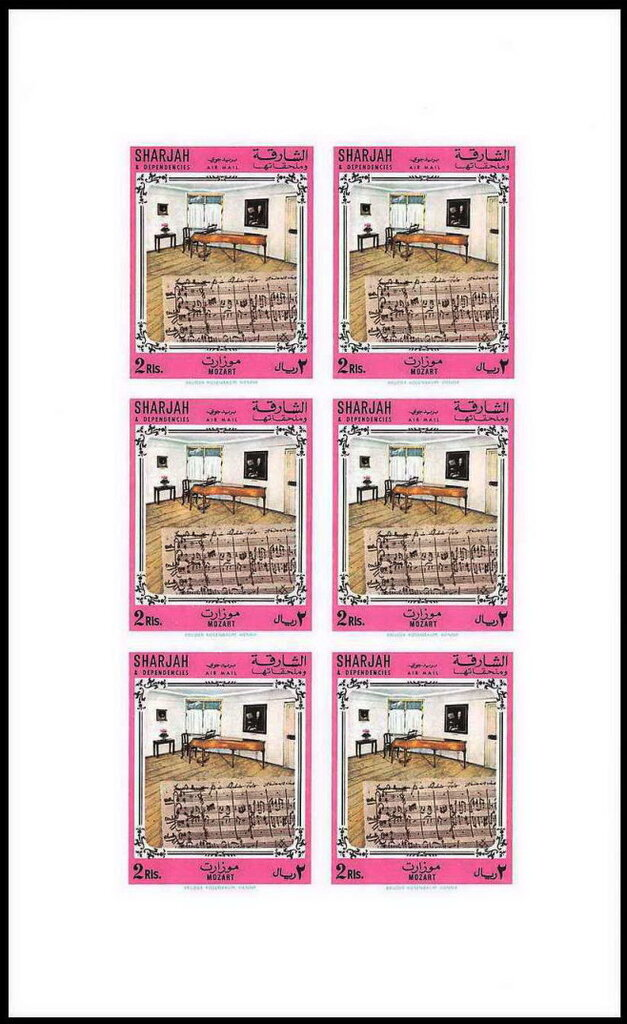
3 ريالان نوتة موسيقية وغرفة الموسيقى

كما أصدرت البطاقات التذكارية التالية:

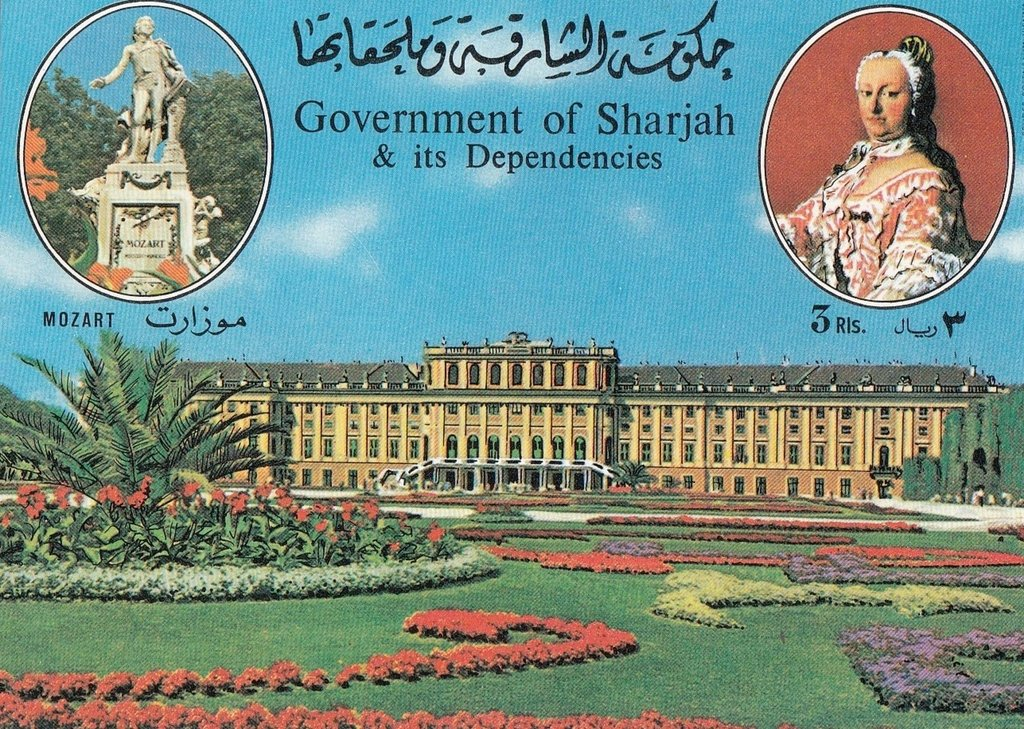
بطاقة تذكارية قيمتها 3 ريالات. تظهر في البطاقة صورة قصر شونبرون في فيينا.

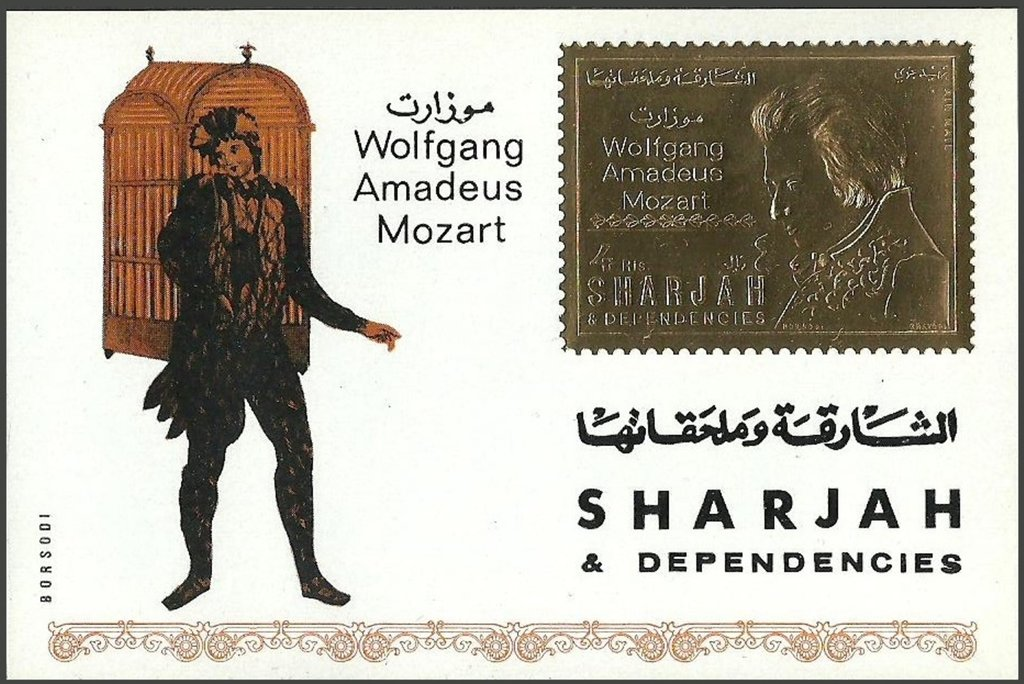
بطاقة تذكارية تحتوي على طابع ذهبي قيمته 4 ريالات. كما تظهر صورة "إيمانويل شيكانيدير" الذي أدى دور "باباغينو" في أوبرا الناي السحري لموزارت، وقد رسمها إغناز ألبرتي

## إصدارات شارل ديغول (المجموعة الثانية)

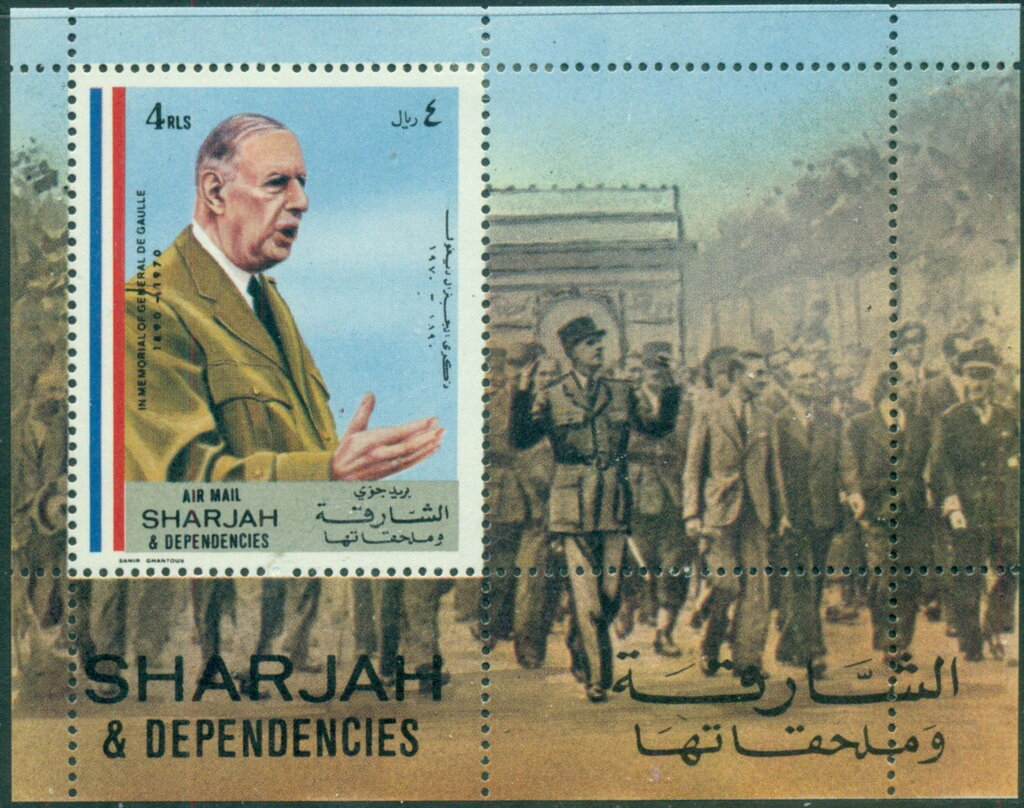
البطاقة المخرمة

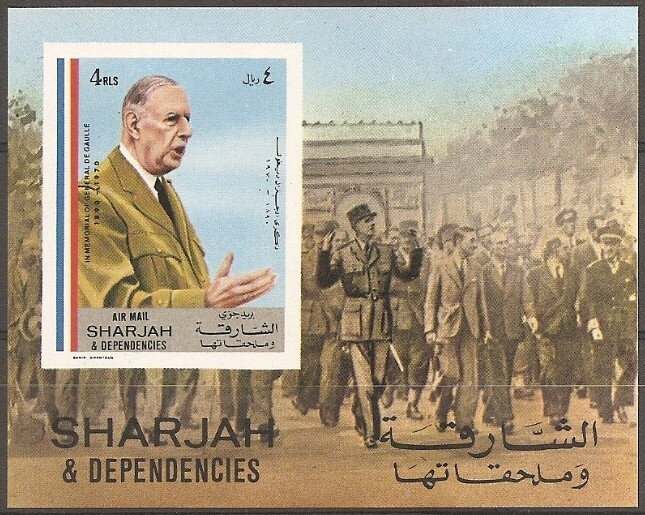
البطاقة غير المخرمة

في 20 ديسمبر 1970، أصدرت الطوابع التالية التي تحتفي برئيس فرنسا الراحل شارل ديغول:

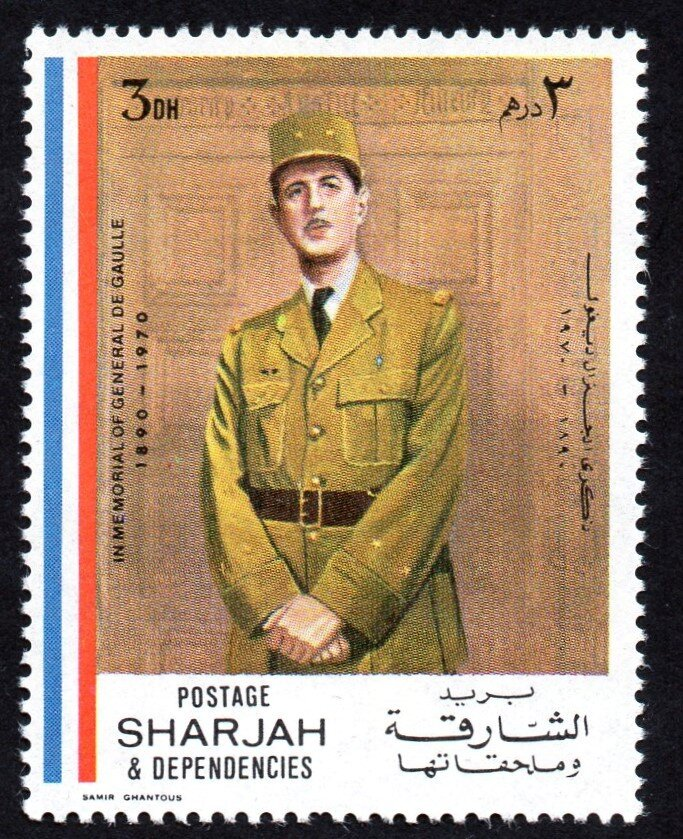
3 دراهم شارل ديغول
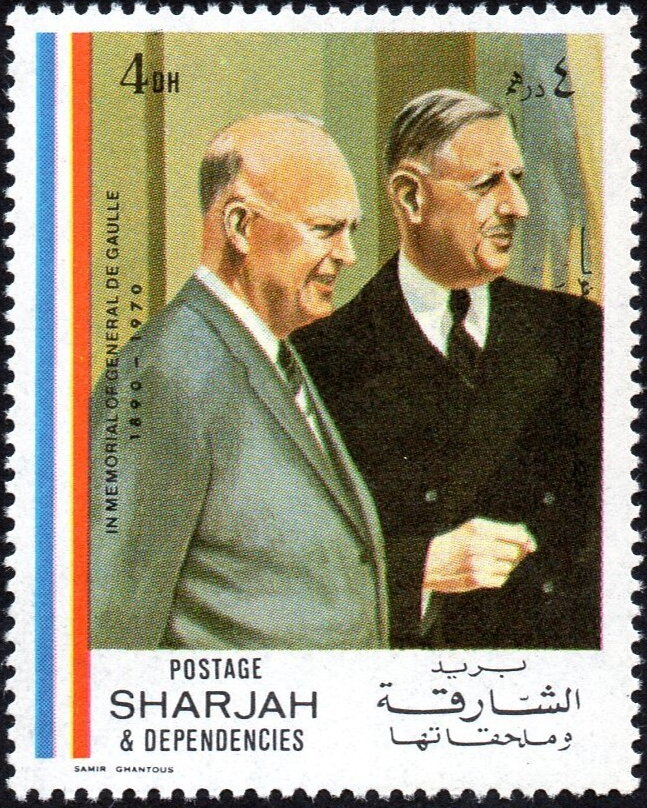
4 دراهم شارل ديغول مع دوايت أيزنهاور
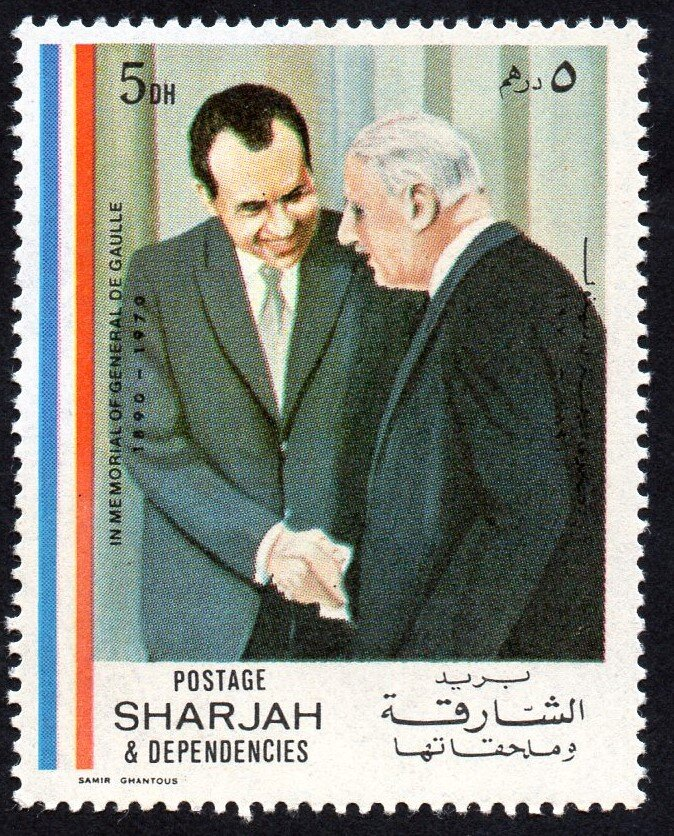
5 دراهم شارل ديغول مع ريتشارد نيكسون
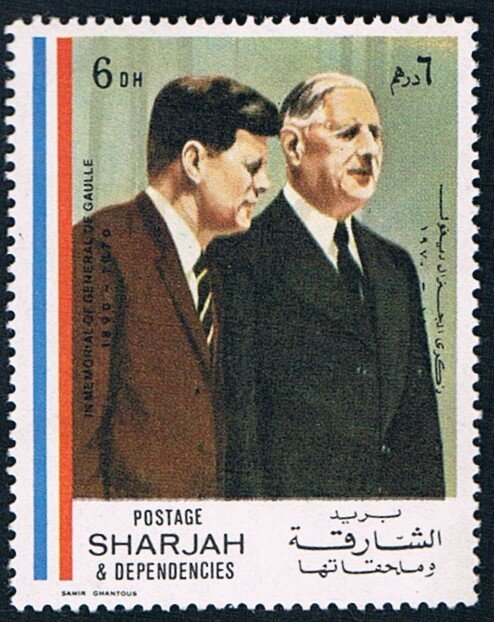
6 دراهم شارل ديغول مع جون كينيدي
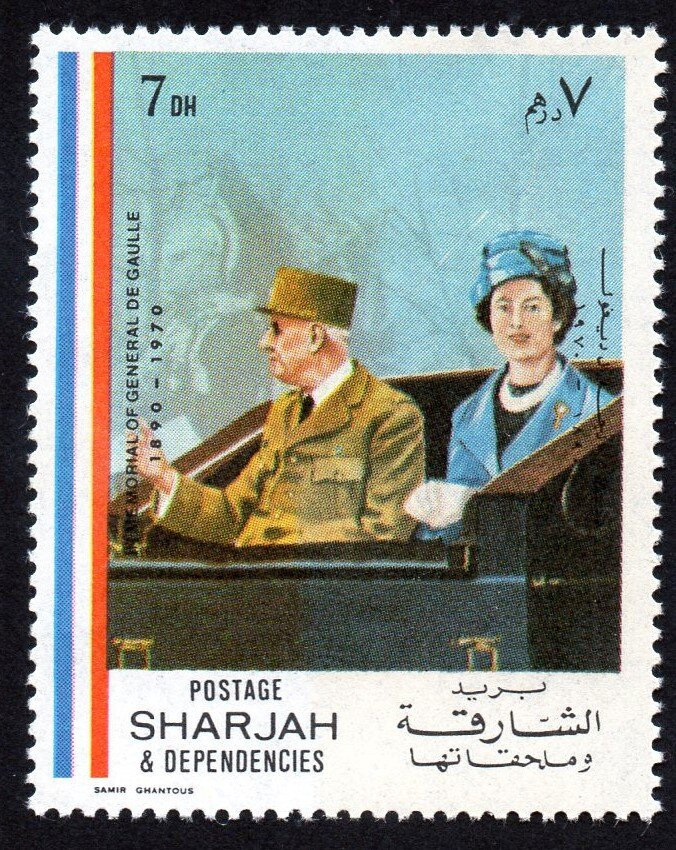
7 دراهم شارل ديغول مع الملكة إليزابيث الثانية

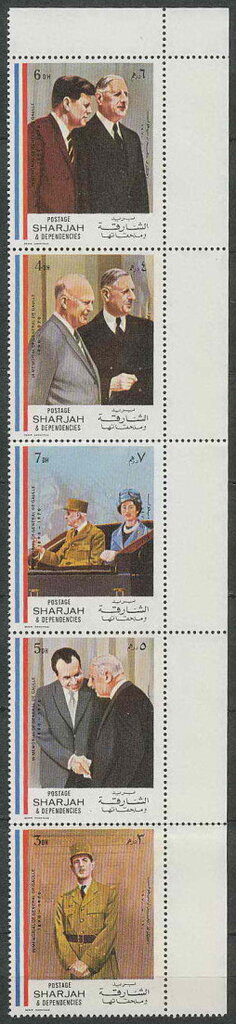
الطوابع المتجاورة الخمسة.

كما أصدرت طوابع تحمل نفس التصميم والصور مع اختلاف لون الإطار والقيمة، وهي مخصصة للبريد الجوي:

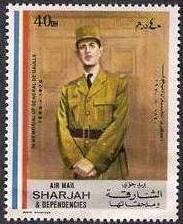
40 درهما شارل ديغول
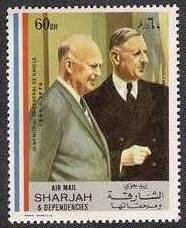
50 درهما شارل ديغول مع دوايت أيزنهاور
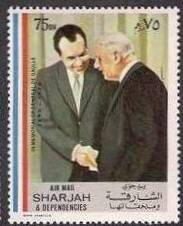
75 درهما شارل ديغول مع ريتشارد نيكسون
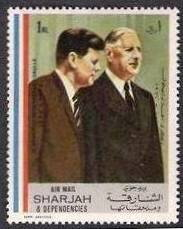
ريال واحد شارل ديغول مع جون كينيدي
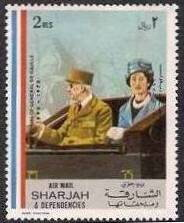
ريالان شارل ديغول مع الملكة إليزابيث الثانية

وتذكر فهارس الطوابع وجود إصدار غير مخرم لهذه الطوابع. كذلك أصدرت بطاقة تذكارية تضم طابعا بقيمة 4 ريالات، وتوفرت منها النسخة المخرمة وغير المخرمة، وتظهر صورة شارل ديغول وهو يلقي خطابا:

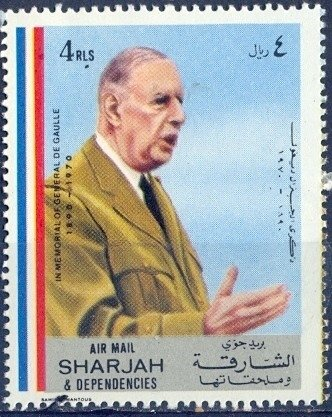
طابع مخرم
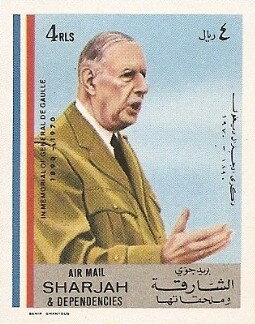
طابع غير مخرم

أما البطاقتان:

## إصدارات حياة المسيح
في 30 ديسمبر 1970، أصدرت الطوابع التالية التي تحمل صور لحوات تصور حياة المسيح:

### المجموعة الأولى

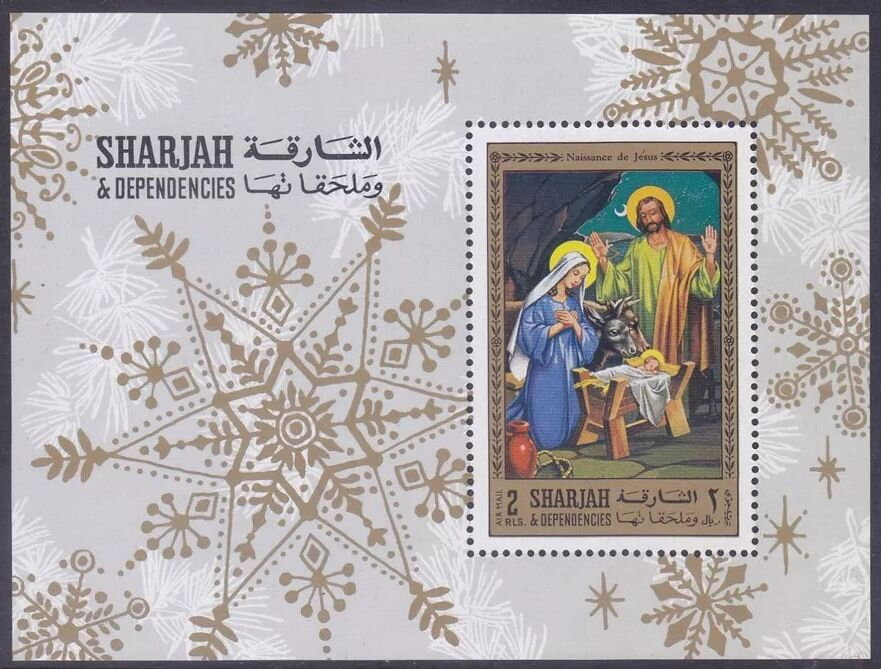
البطاقة المخرمة.

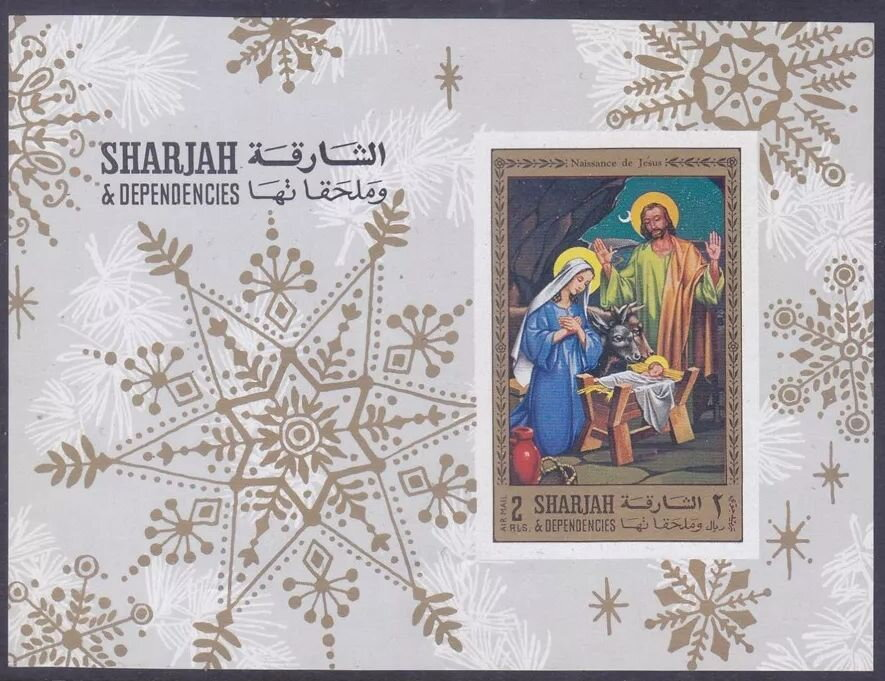
البطاقة غير المخرمة.

تضمنت المجموعة الأولى الطوابع التالية:

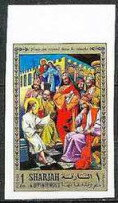
درهم واحد
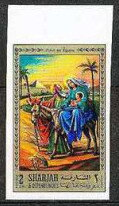
درهمان
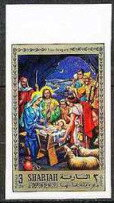
3 دراهم
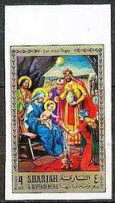
4 دراهم
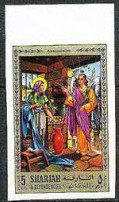
5 دراهم

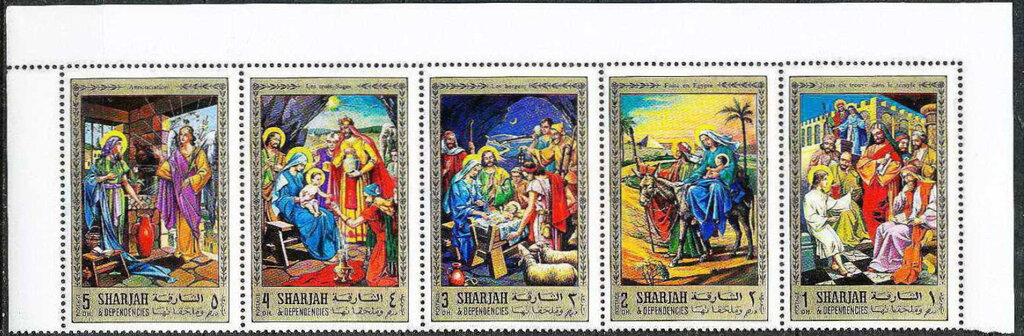
الطوابع الخمسة على هيئة طوابع متجاورة

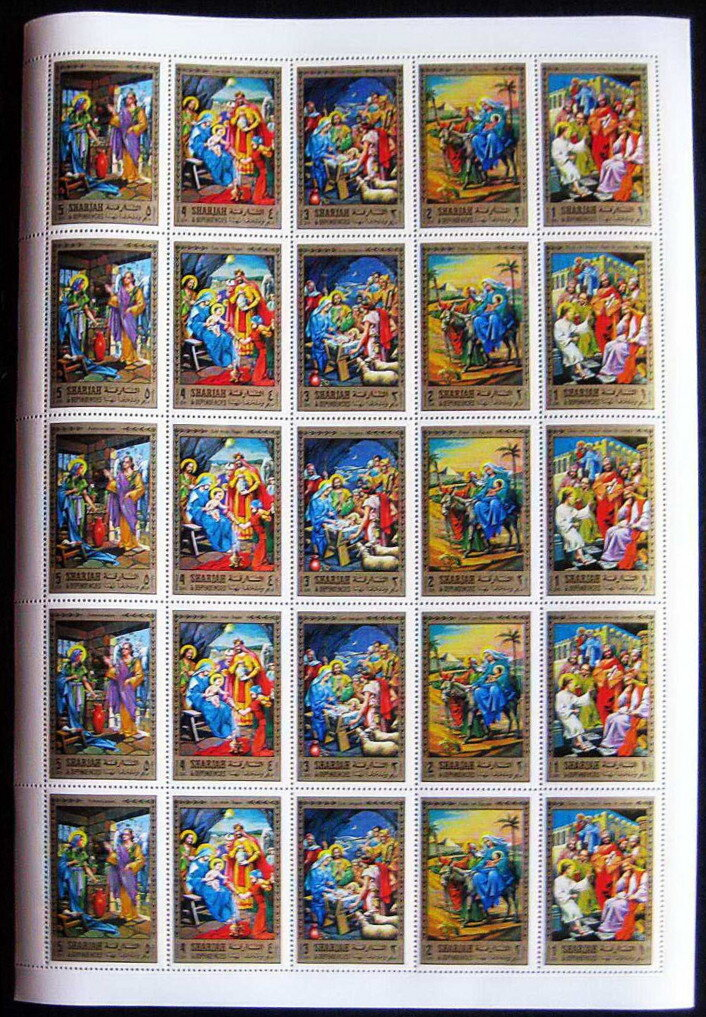
صحيفة الطوابع الكاملة

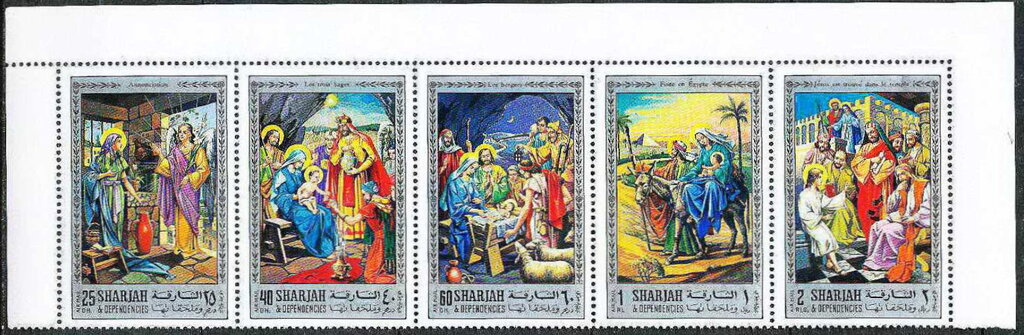
الطوابع الخمسة على هيئة طوابع متجاورة

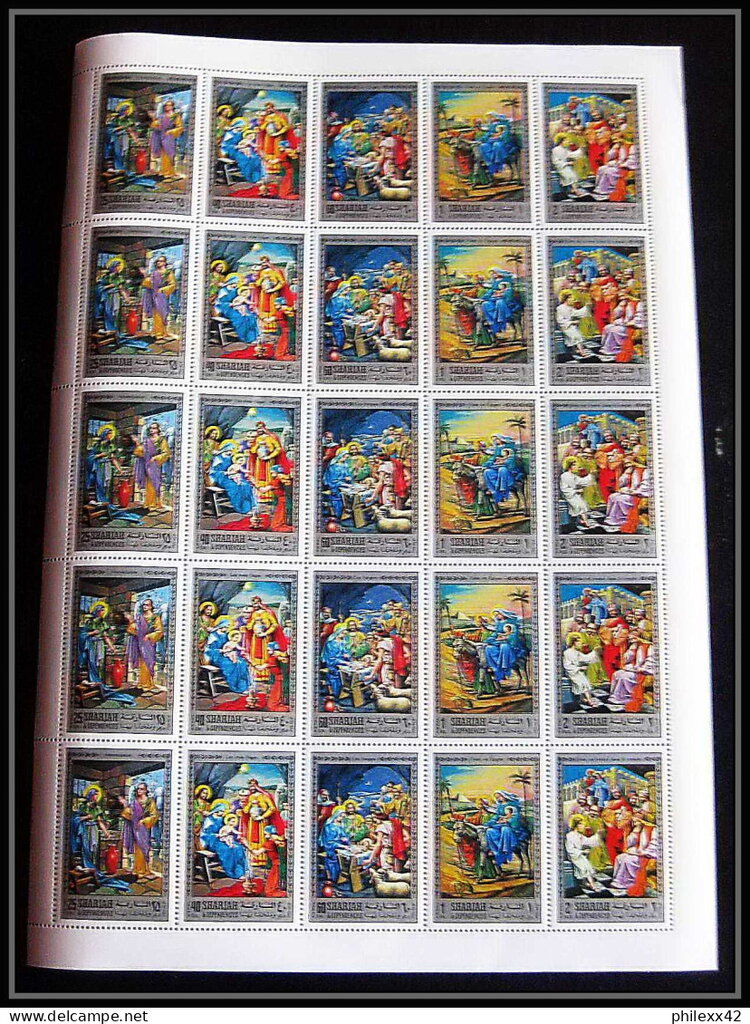
صحيفة طوابع البريد الجوي الكاملة

وكذلك توفر طوابع غير مخرمة من هذه الطوابع:

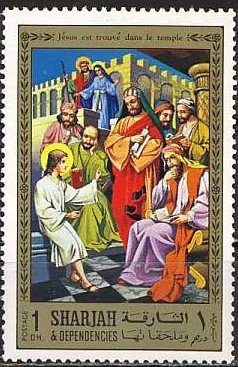
درهم واحد
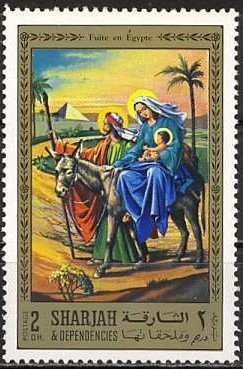
درهمان
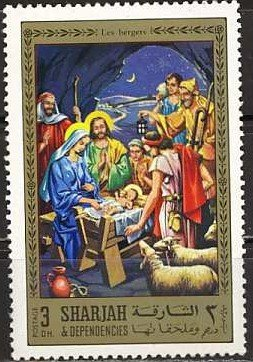
3 دراهم
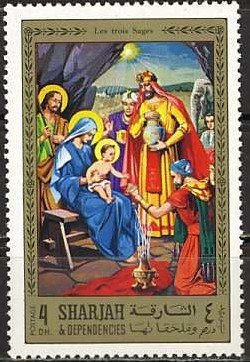
4 دراهم
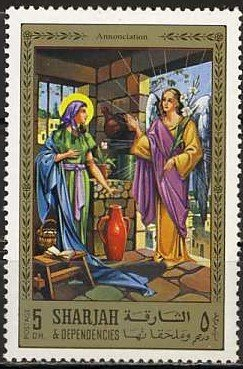
5 دراهم

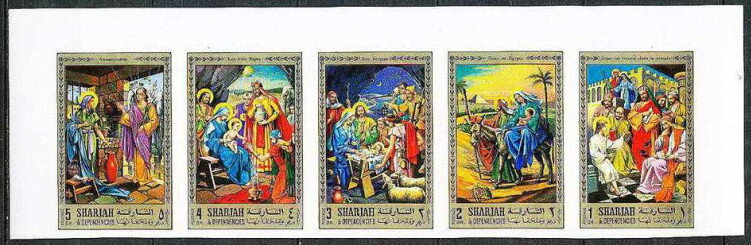
الطوابع الخمسة غير المخرمة على هيئة طوابع متجاورة

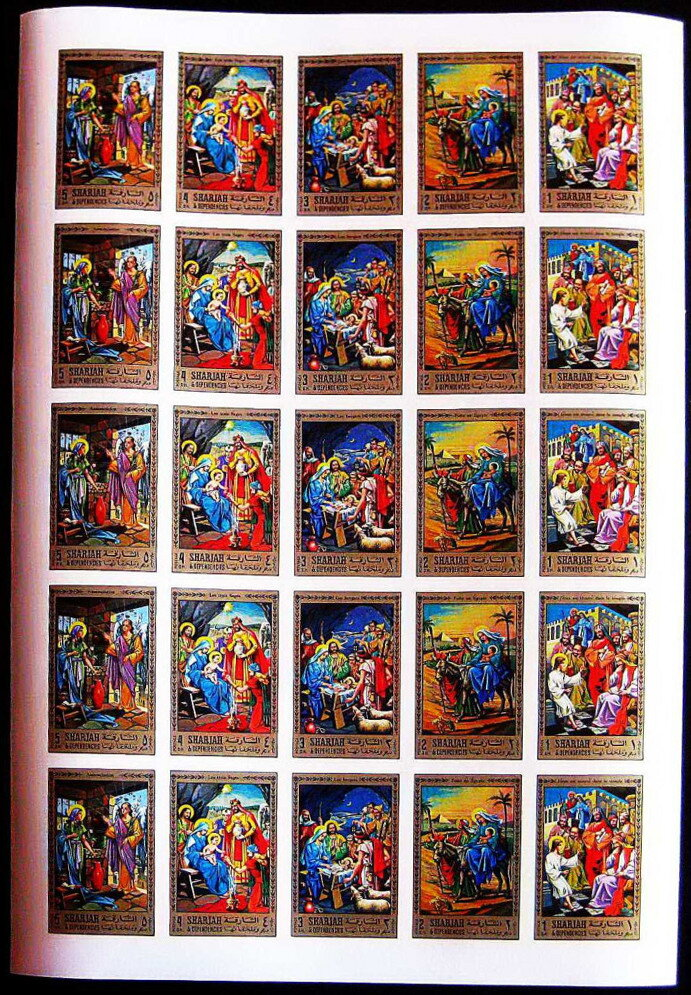
صحيفة الطوابع غير المخرمة الكاملة

وكذلك طوابع تحمل ذات الصور مع اختلاف في لون الإطار والقيمة وكذلك أنها مخصصة للبريد الجوي:

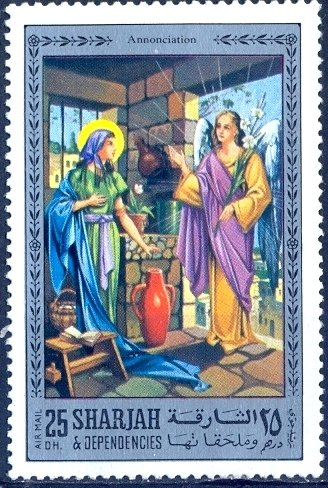
25 درهما
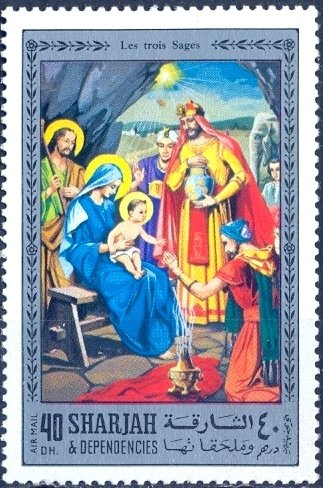
40 درهما
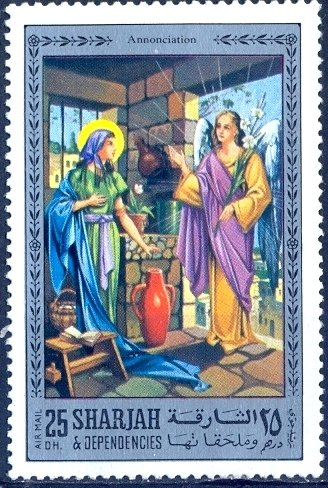
60 درهما
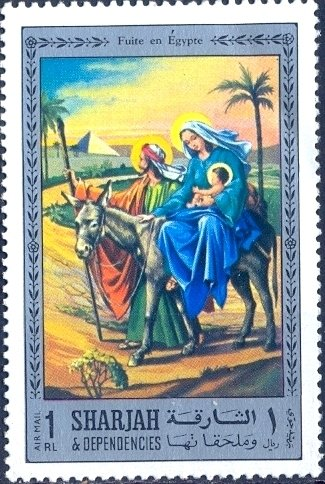
ريال واحد
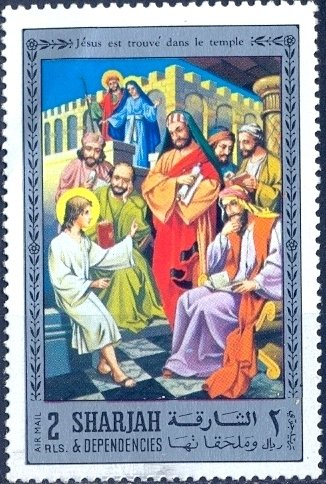
ريالان

وكذلك توفر طوابع غير مخرمة من هذه الطوابع:

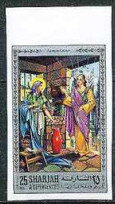
25 درهما
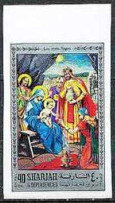
40 درهما
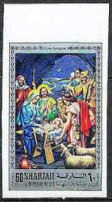
60 درهما
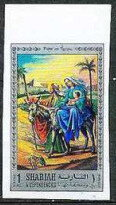
ريال واحد
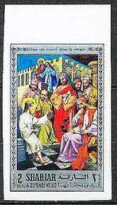
ريالان

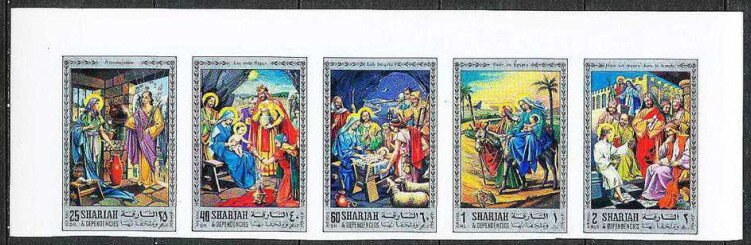
الطوابع الخمسة على هيئة طوابع متجاورة

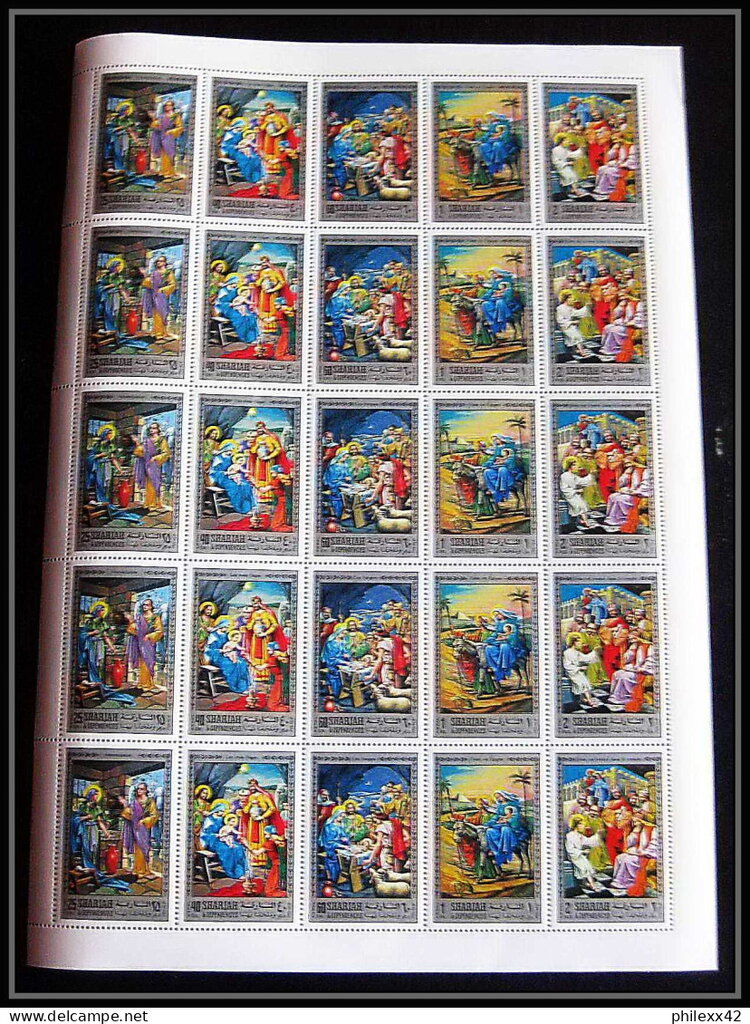
صحيفة طوابع البريد الجوي غير المخرمة الكاملة

كذلك أصدرت بطاقة تذكارية تضم طابعا بقيمة ريالين، وتوفرت منها النسخة المخرمة وغير المخرمة:

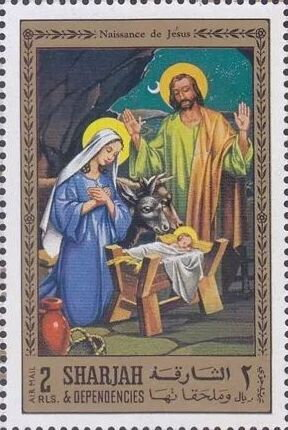
الطابع المخرم
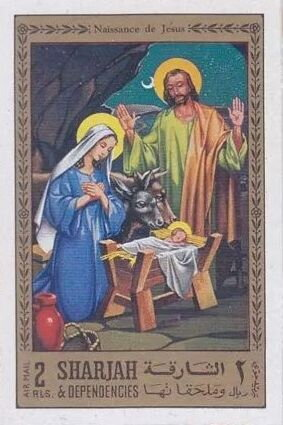
الطابع غير المخرم

### المجموعة الثانية
تضمنت المجموعة الثانية الطوابع التالية:

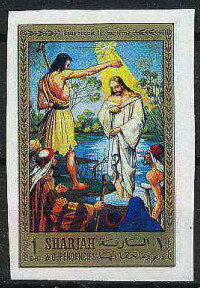
درهم واحد
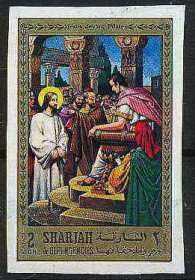
درهمان
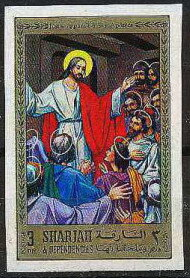
3 دراهم
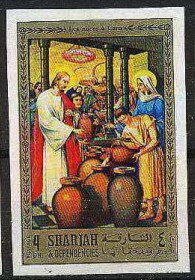
4 دراهم
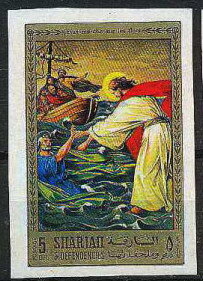
5 دراهم

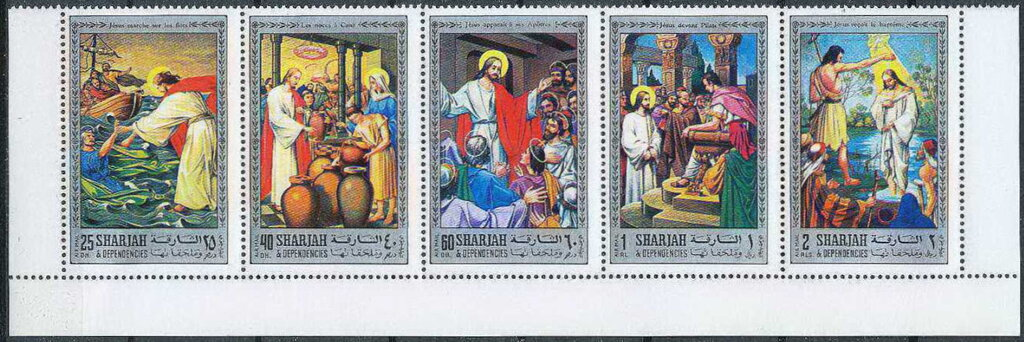
الطوابع الخمسة على هيئة طوابع متجاورة.

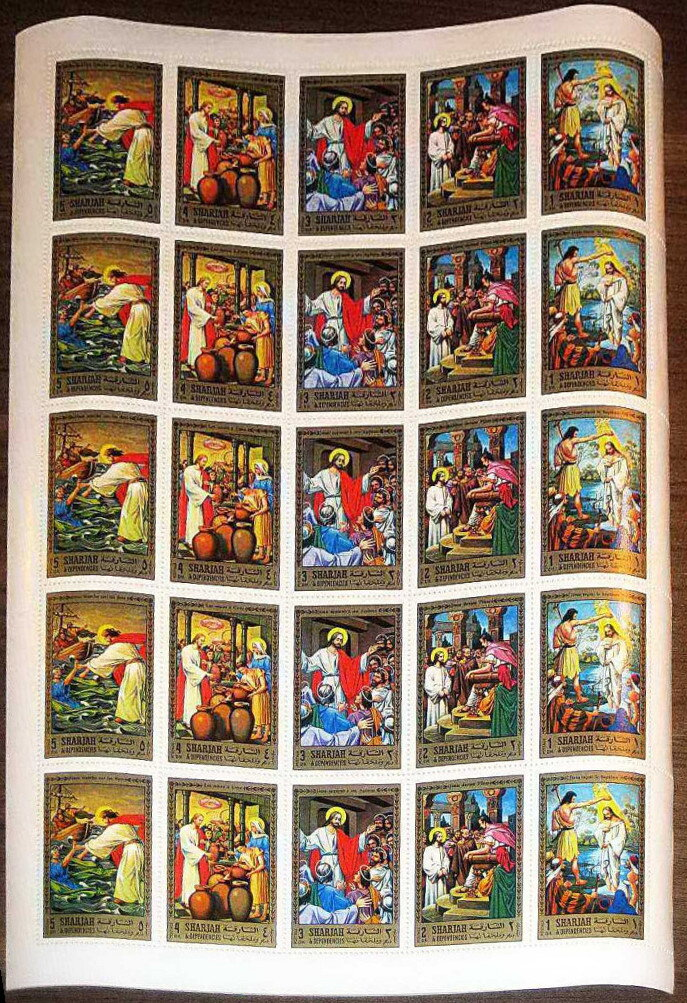
صحيفة الطوابع الكاملة

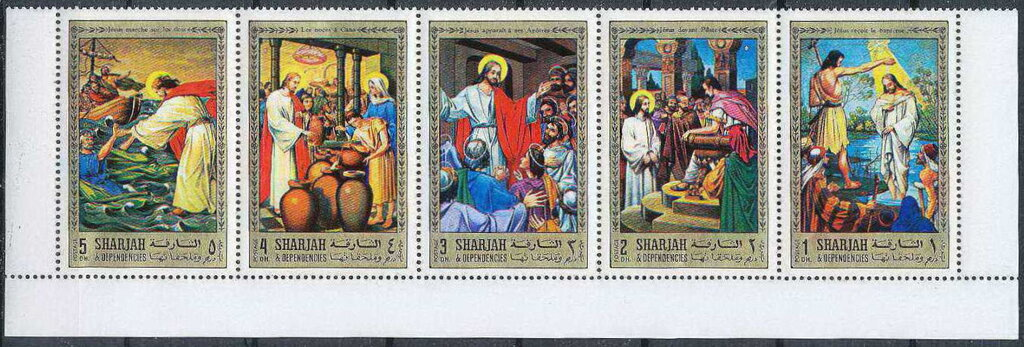
الطوابع الخمسة على هيئة طوابع متجاورة.

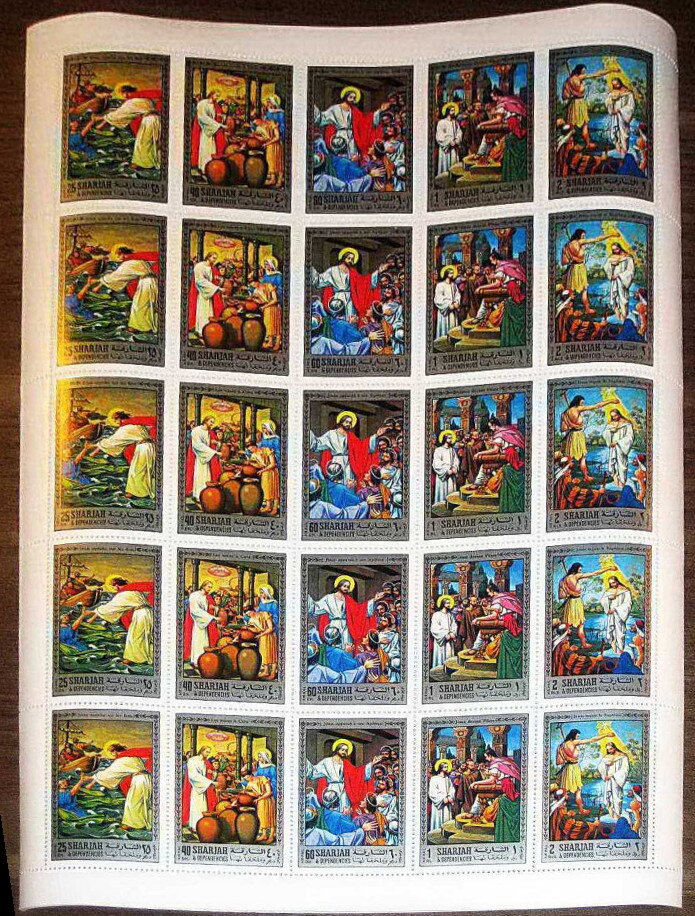
صحيفة طوابع البريد الجوي الكاملة.

وكذلك توفر طوابع غير مخرمة من هذه الطوابع:

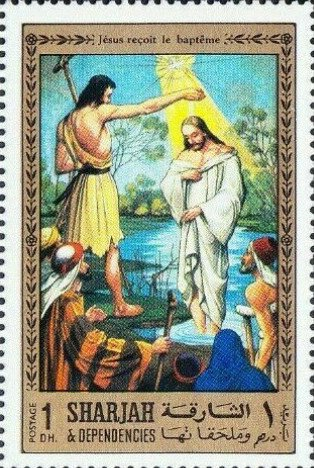
درهم واحد
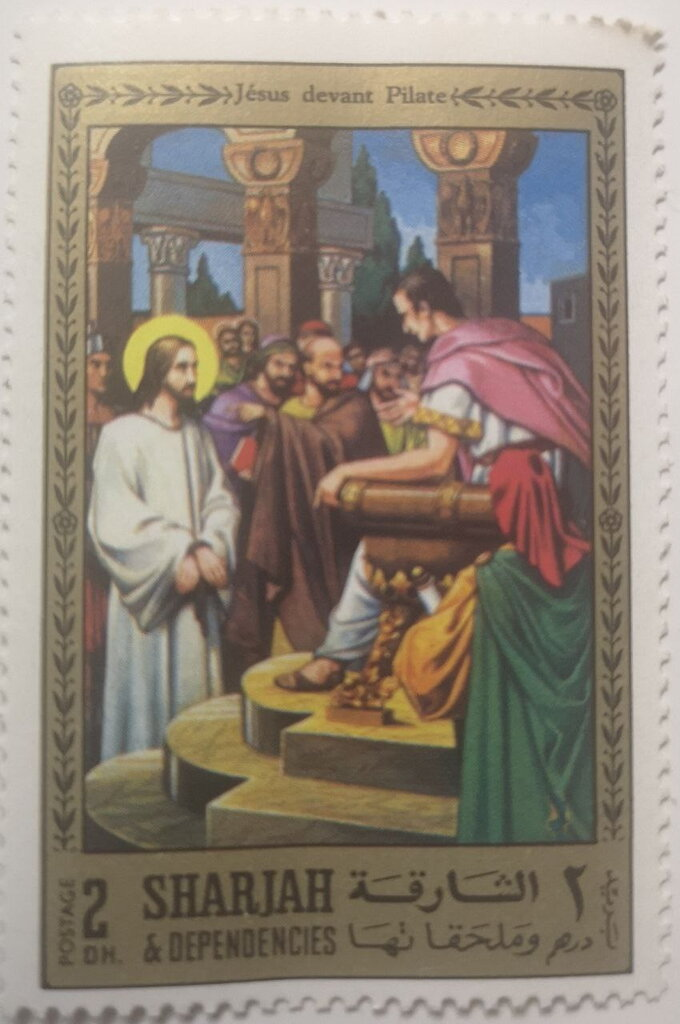
درهمان
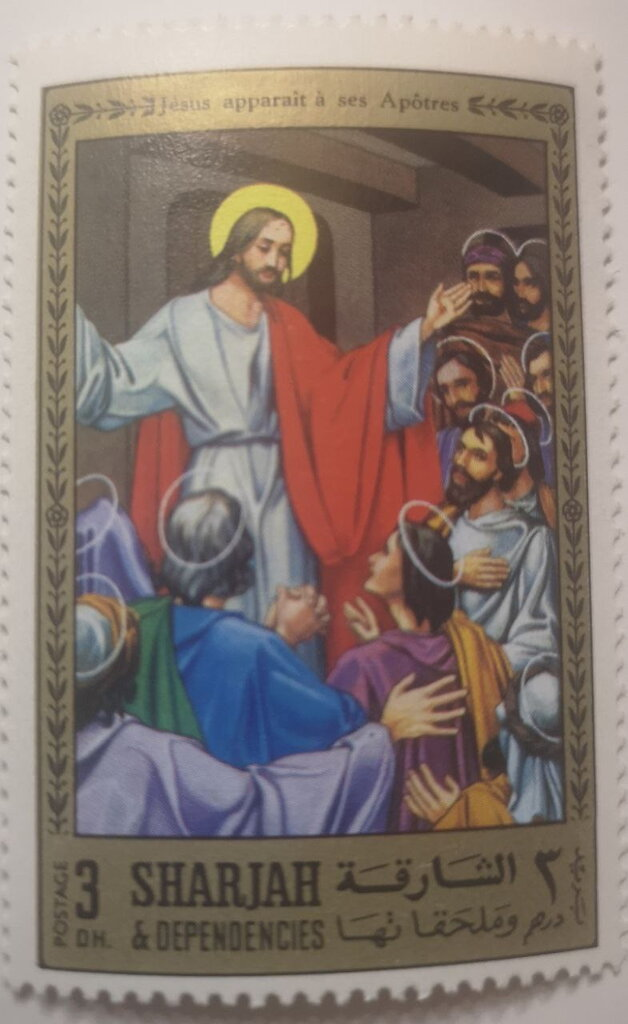
3 دراهم
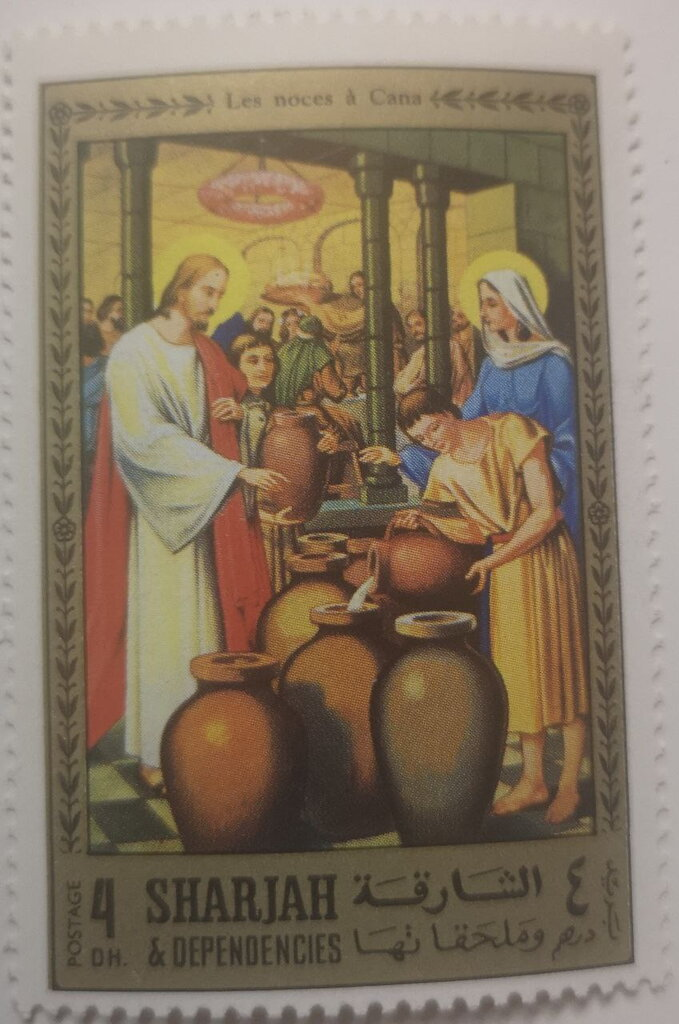
4 دراهم
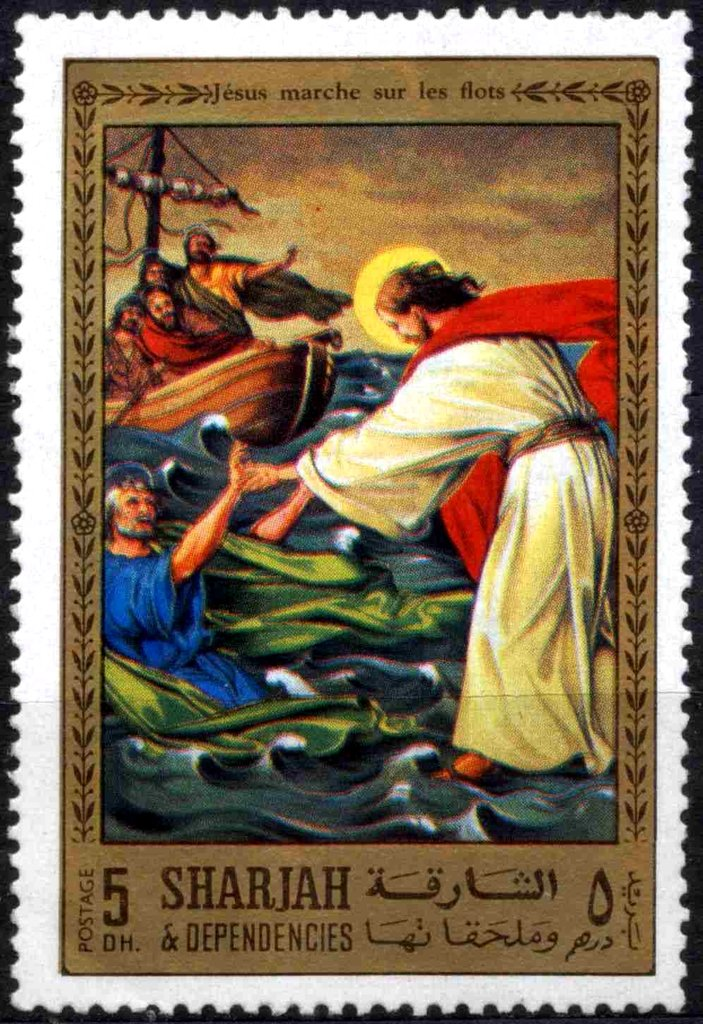
5 دراهم

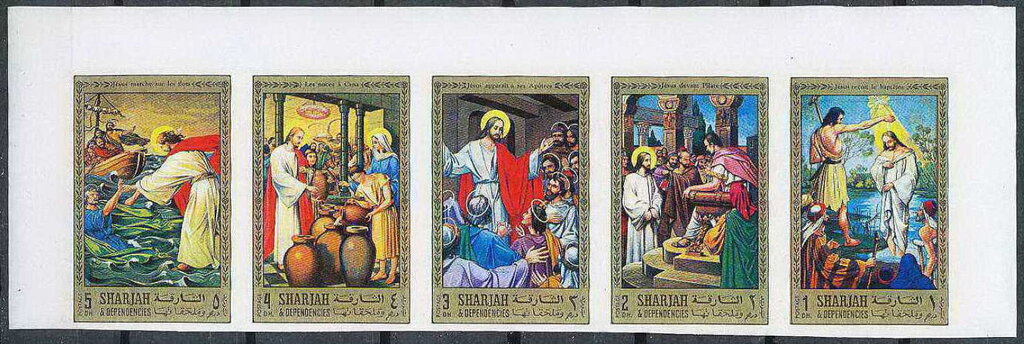
الطوابع الخمسة غير المخرمة على هيئة طوابع متجاورة

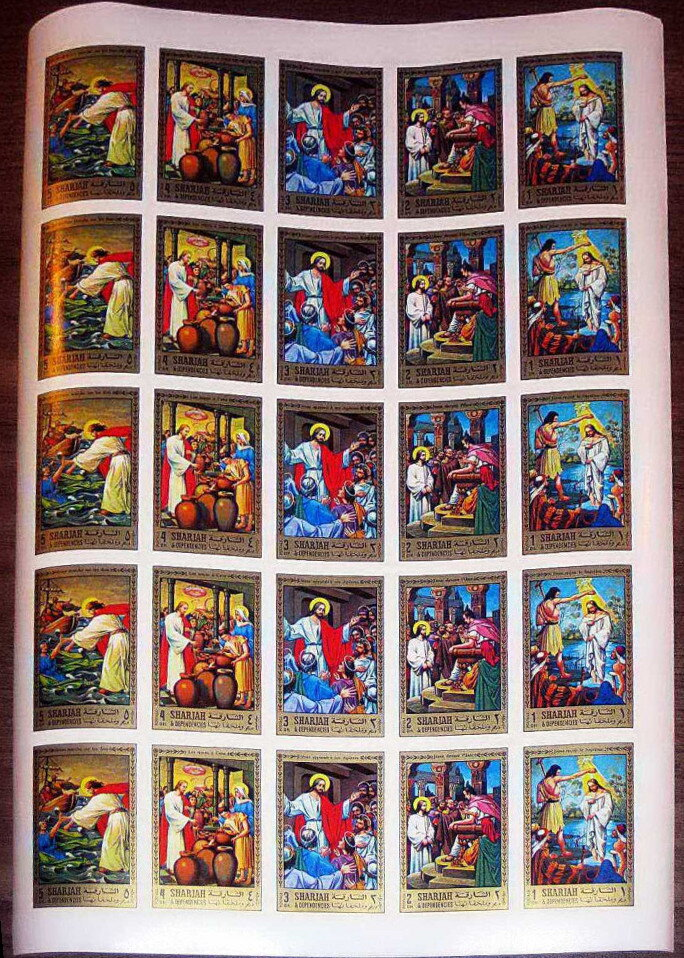
صحيفة الطوابع غير المخرمة الكاملة

وكذلك طوابع تحمل ذات الصور مع اختلاف في لون الإطار والقيمة وكذلك أنها مخصصة للبريد الجوي:

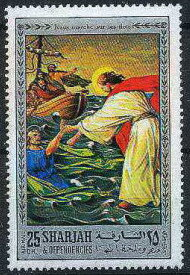
25 درهما
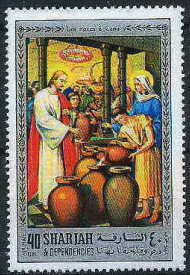
40 درهما
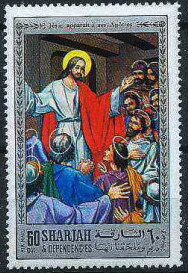
60 درهما
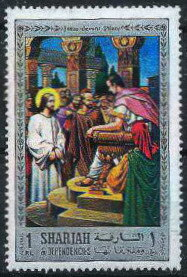
ريال واحد
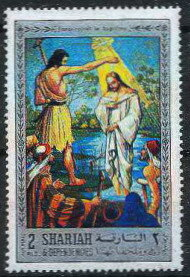
ريالان

وكذلك توفر طوابع غير مخرمة من هذه الطوابع:

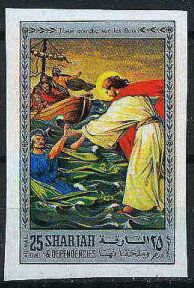
25 درهما
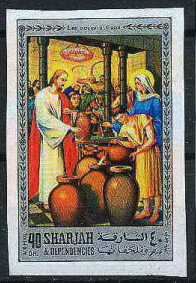
40 درهما
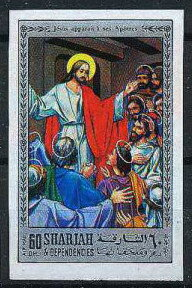
60 درهما
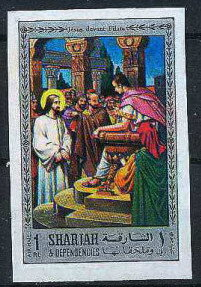
ريال واحد
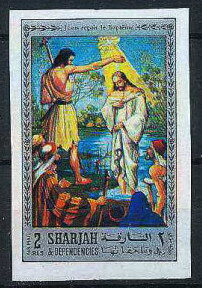
ريالان

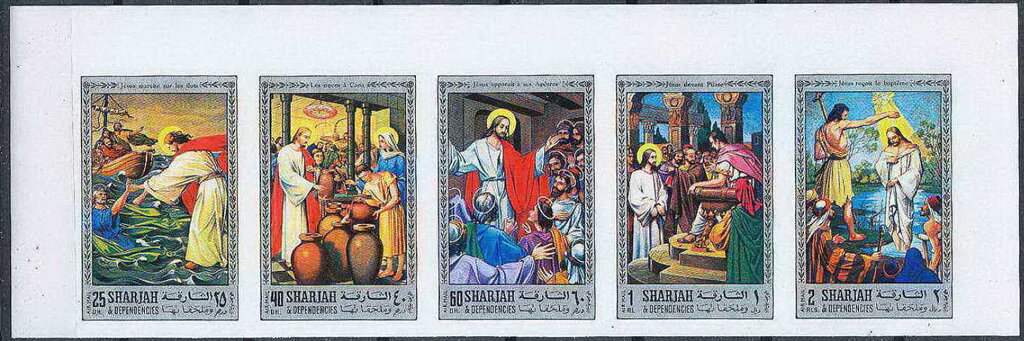
الطوابع الخمسة غير المخرمة على هيئة طوابع متجاورة.

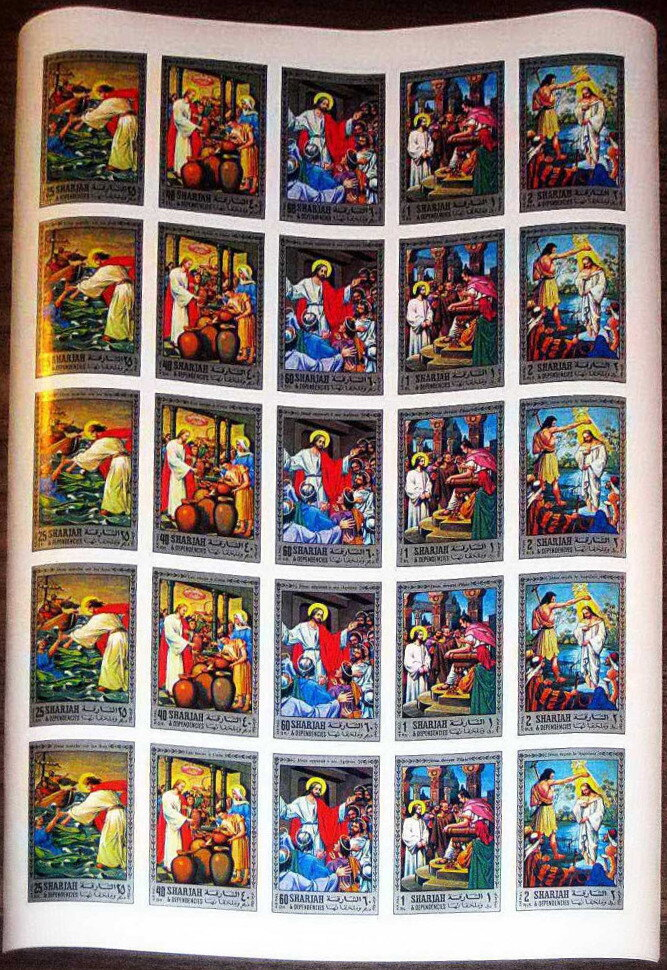
صحيفة طوابع البريد الجوي غير المخرمة الكاملة.

كذلك أصدرت بطاقة تذكارية تضم طابعا بقيمة ريالين، وتوفرت منها النسخة المخرمة وغير المخرمة:

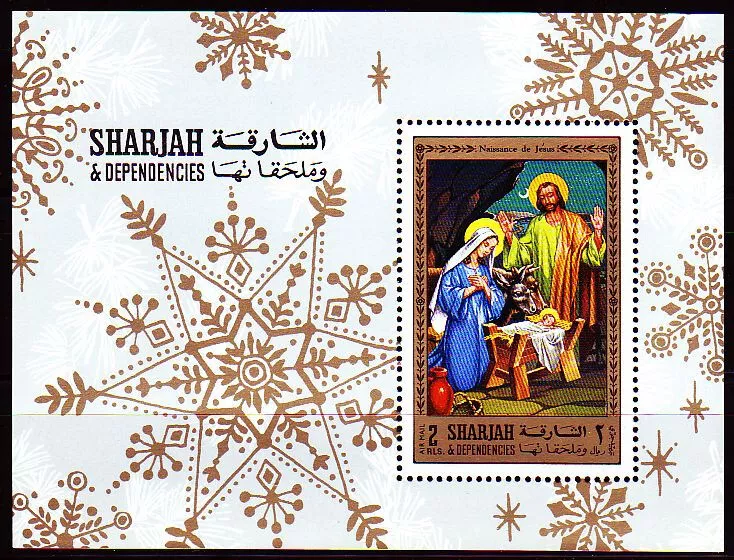
البطاقة المخرمة

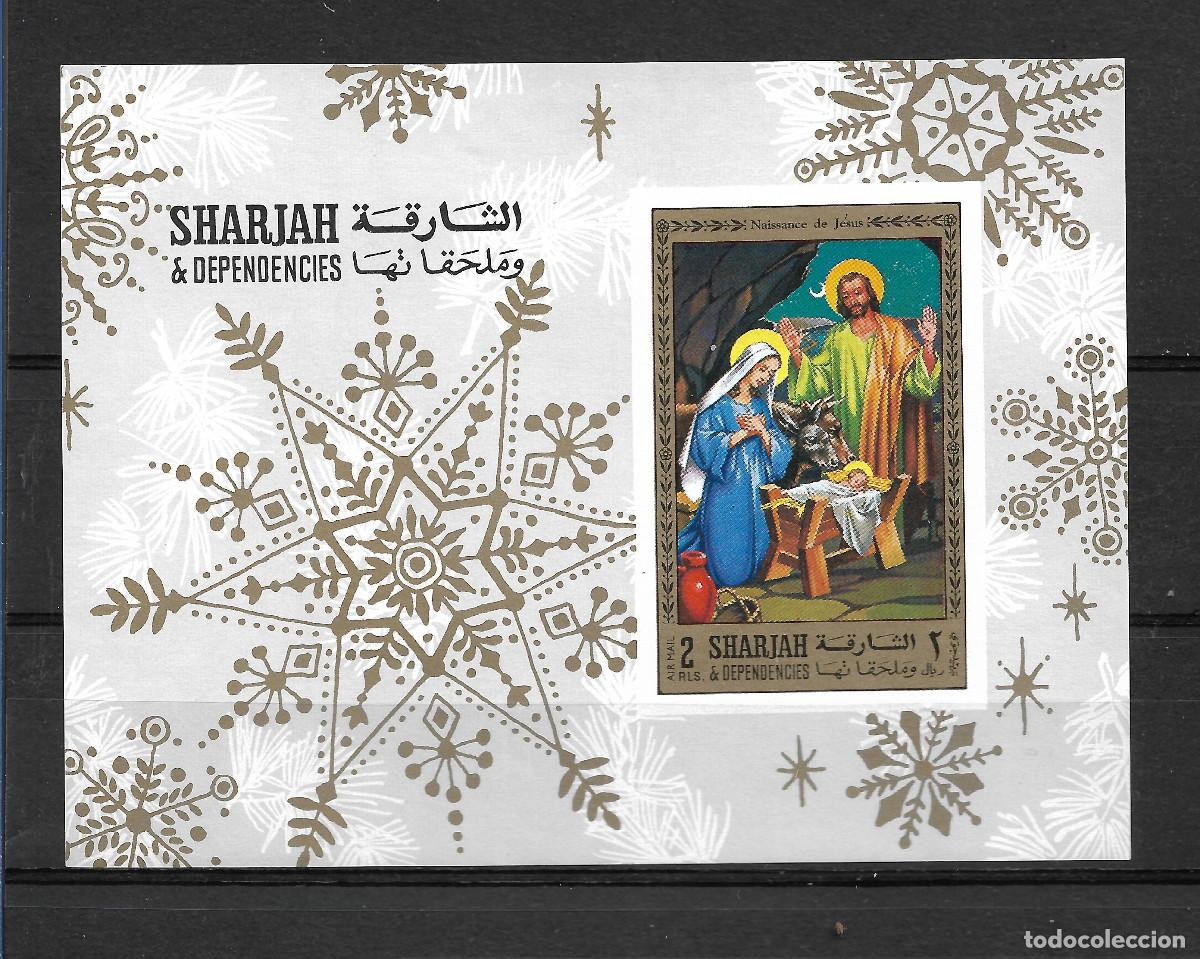
البطاقة غير المخرمة

### المجموعة الثالثة

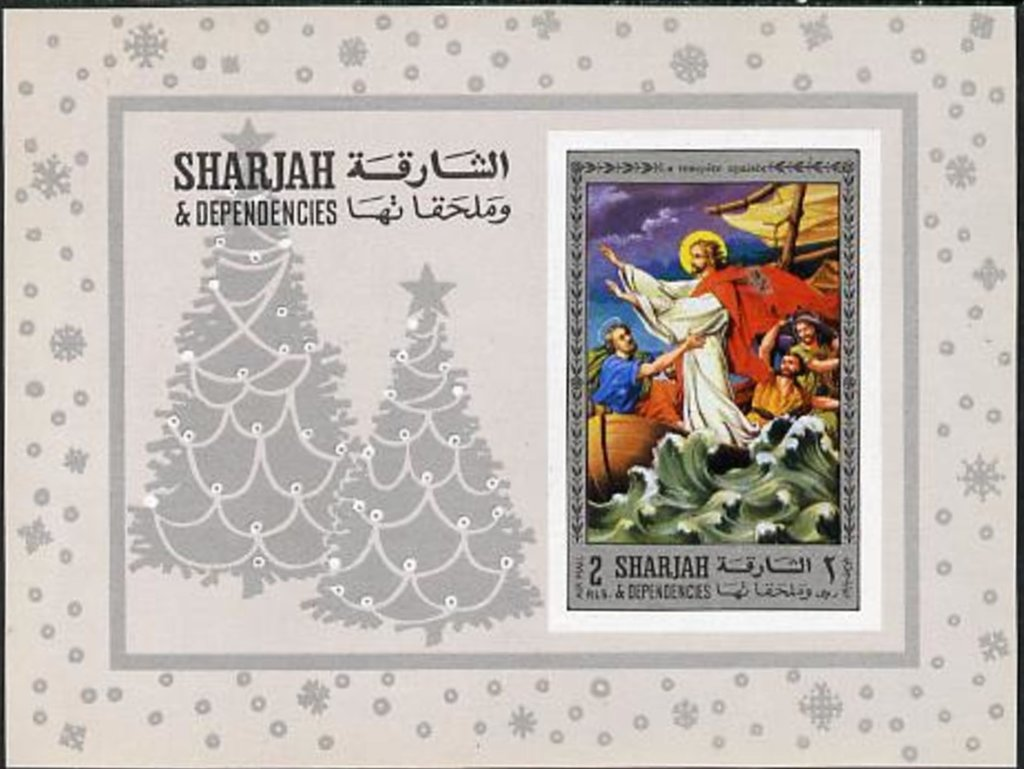
البطاقة المخرمة

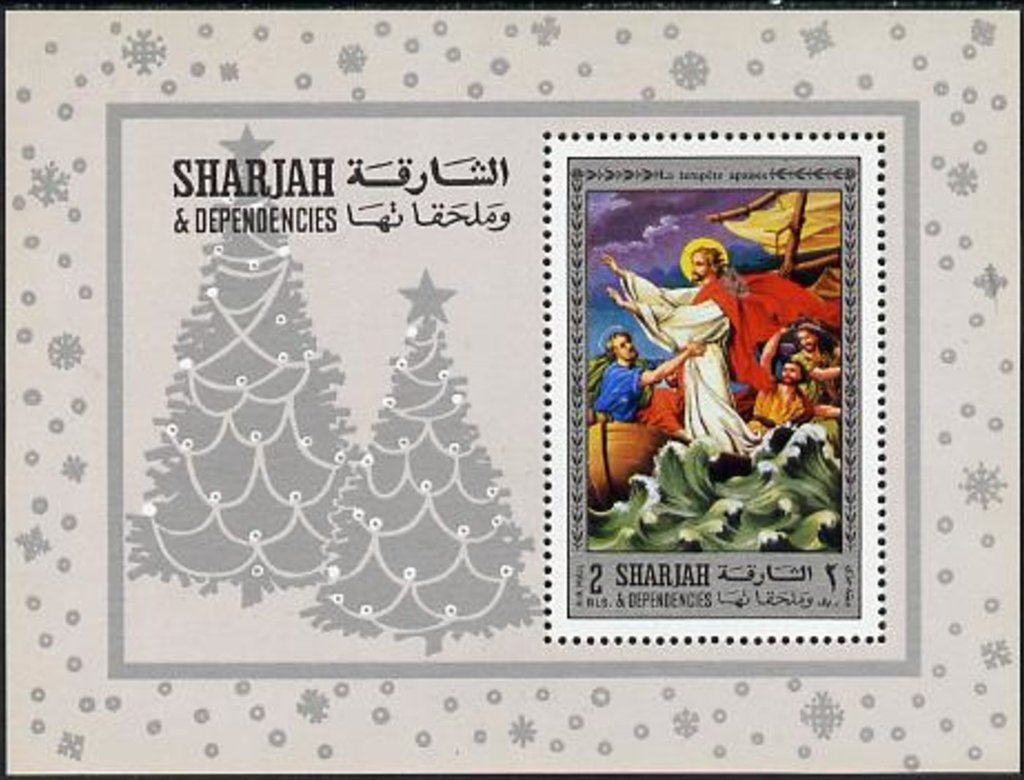
البطاقة غير المخرمة

تضمنت المجموعة الثالثة الطوابع التالية:

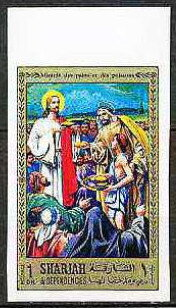
درهم واحد
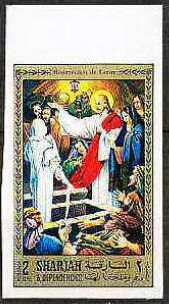
درهمان
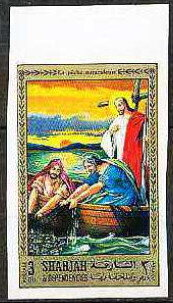
3 دراهم
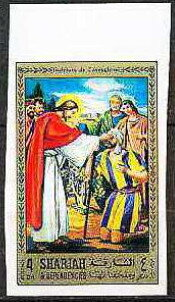
4 دراهم
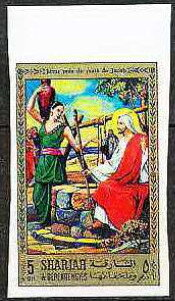
5 دراهم

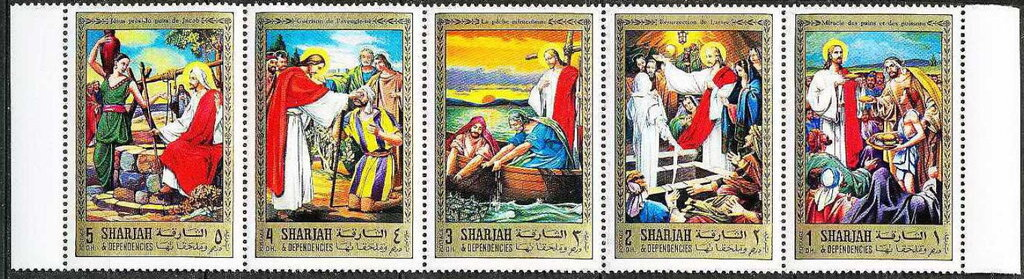
الطوابع الخمسة على هيئة طوابع متجاورة.

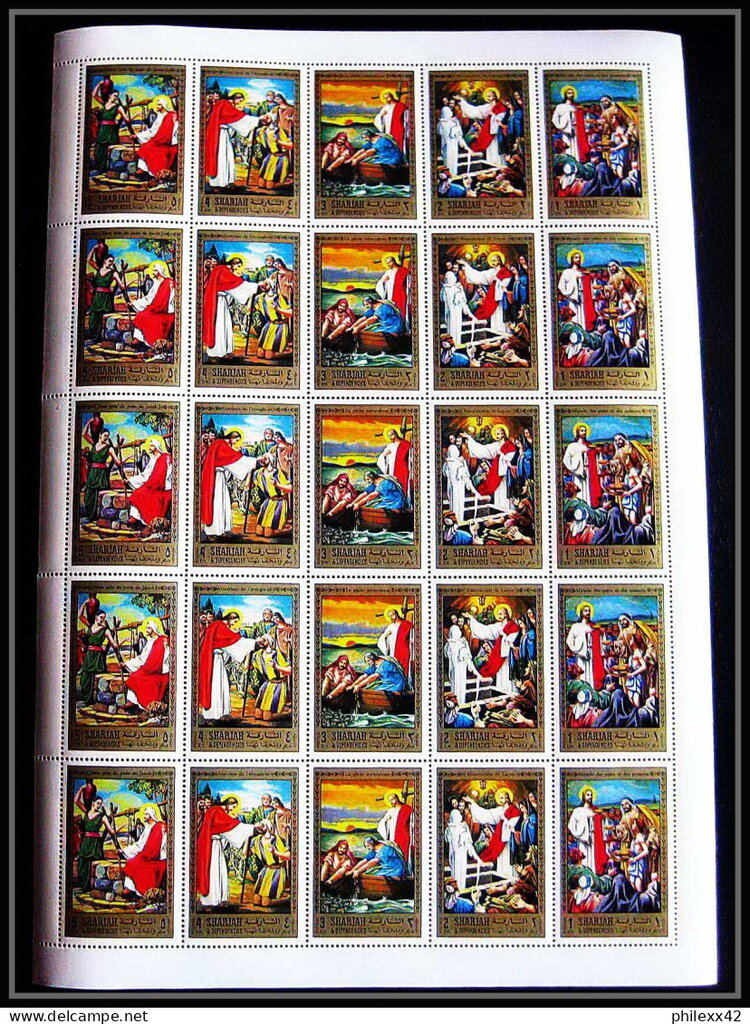
صحيفة الطوابع الكاملة.

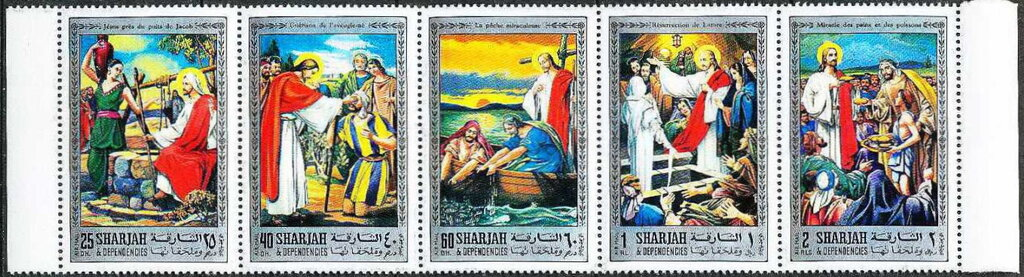
الطوابع الخمسة على هيئة طوابع متجاورة.

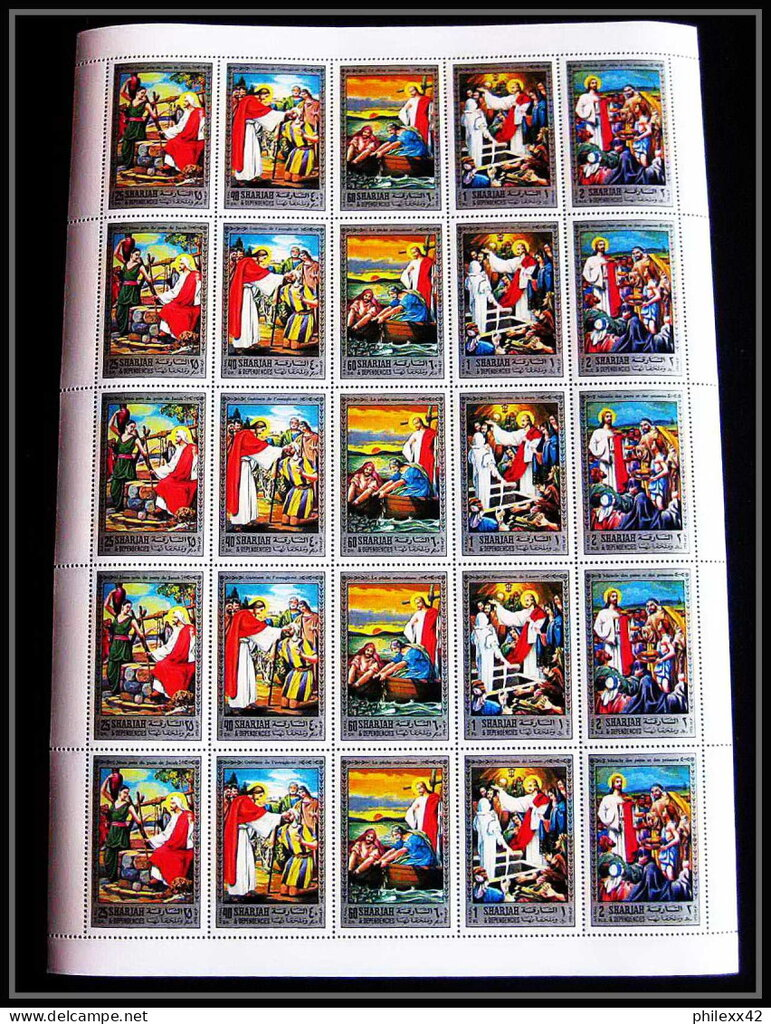
صحيفة طوابع البريد الجوي.

وكذلك توفر طوابع غير مخرمة من هذه الطوابع:

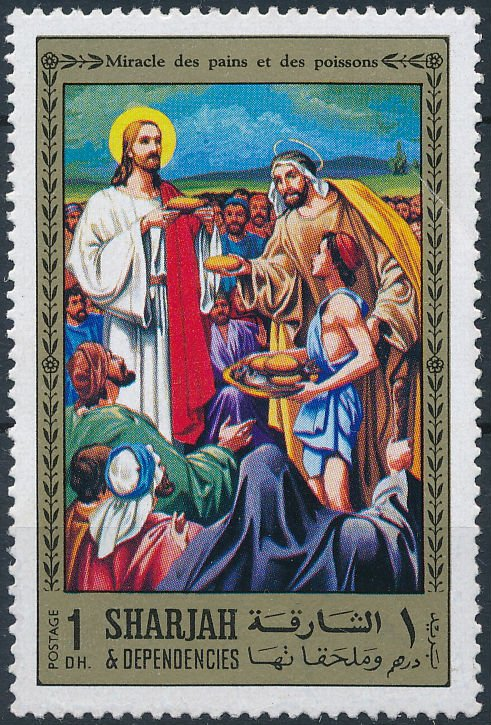
درهم واحد
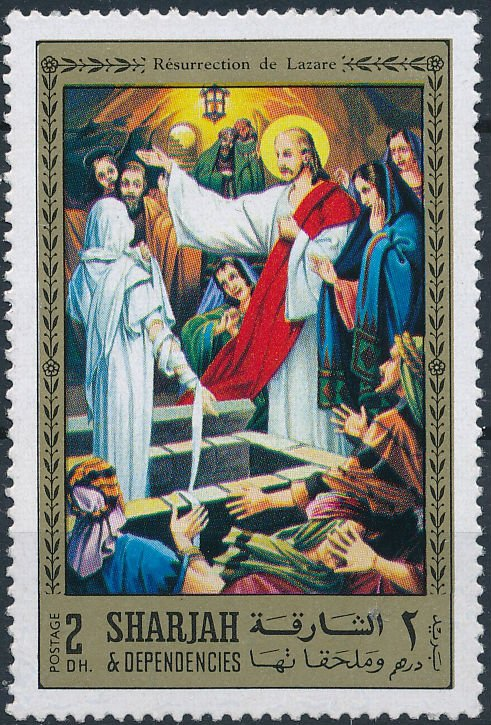
درهمان
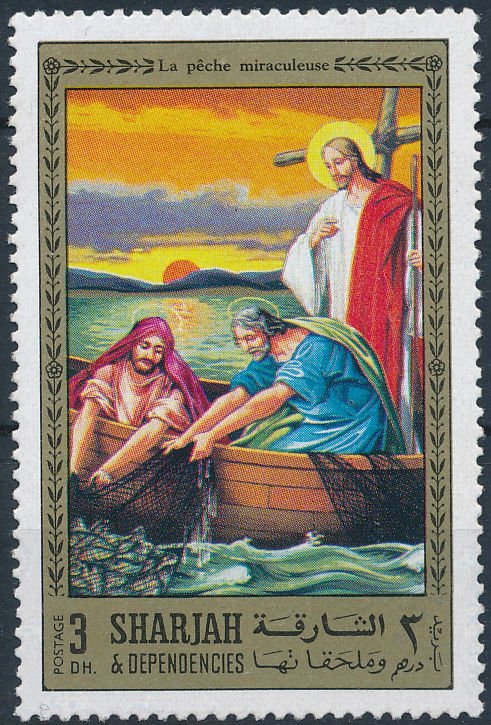
3 دراهم
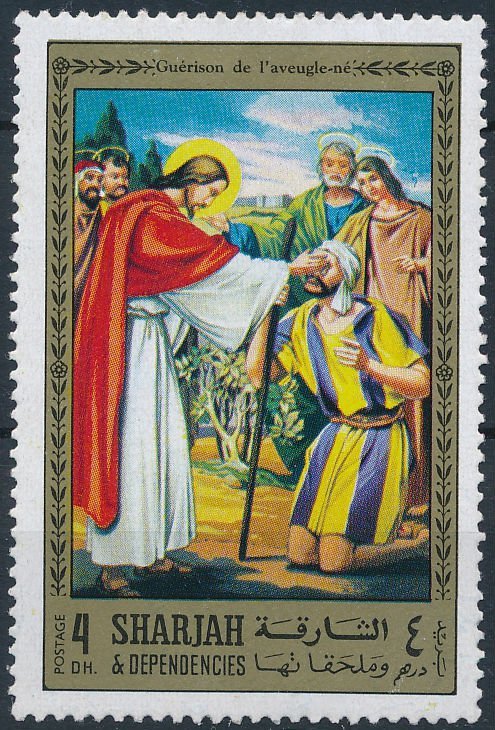
4 دراهم
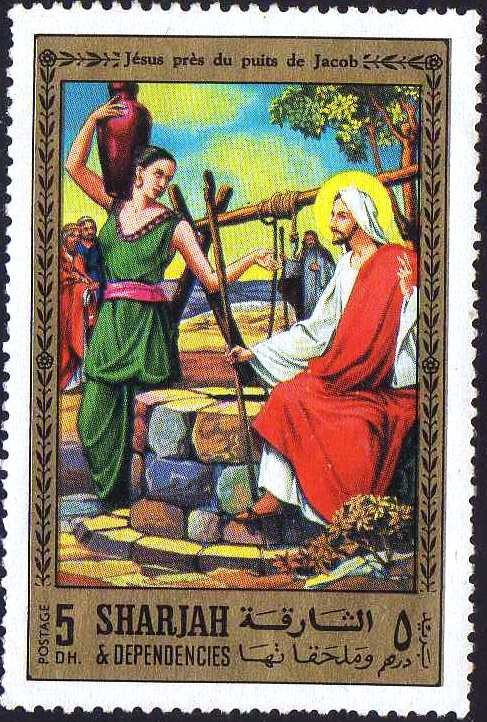
5 دراهم

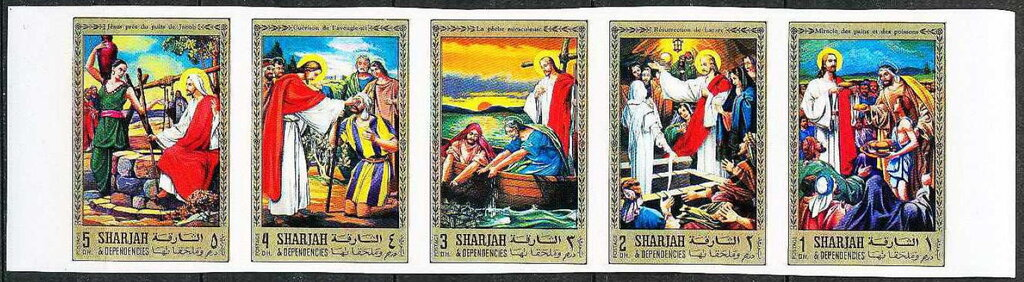
الطوابع الخمسة غير المخرمة على هيئة طوابع متجاورة.

وكذلك طوابع تحمل ذات الصور مع اختلاف في لون الإطار والقيمة وكذلك أنها مخصصة للبريد الجوي:

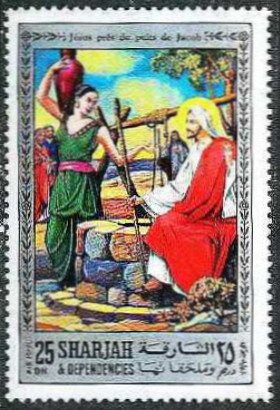
25 درهما
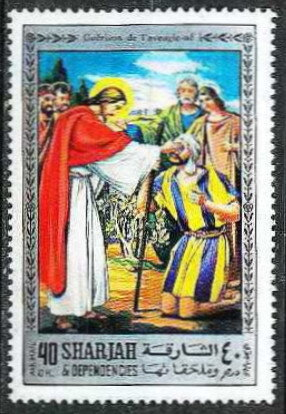
40 درهما
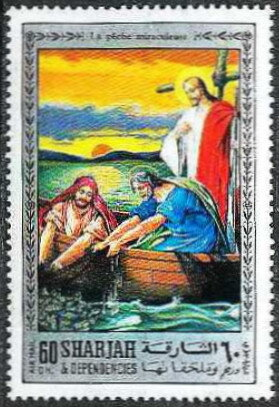
60 درهما
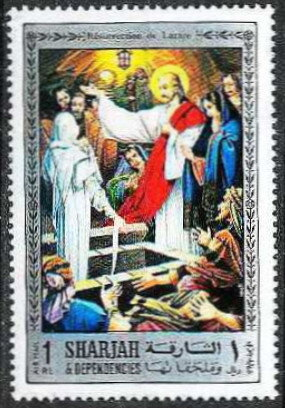
ريال واحد
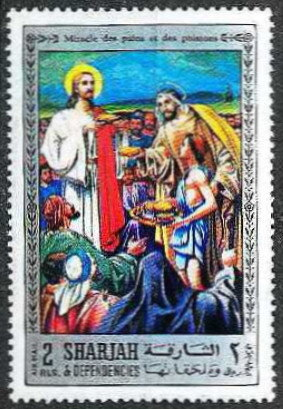
ريالان

وكذلك توفر طوابع غير مخرمة من هذه الطوابع:

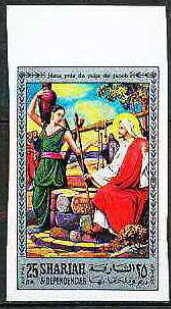
25 درهما
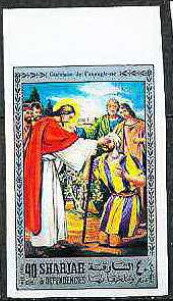
40 درهما
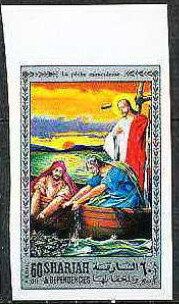
60 درهما
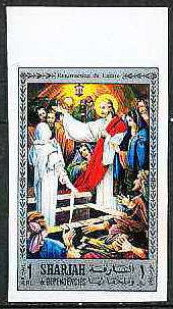
ريال واحد
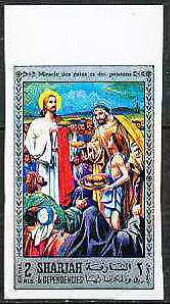
ريالان

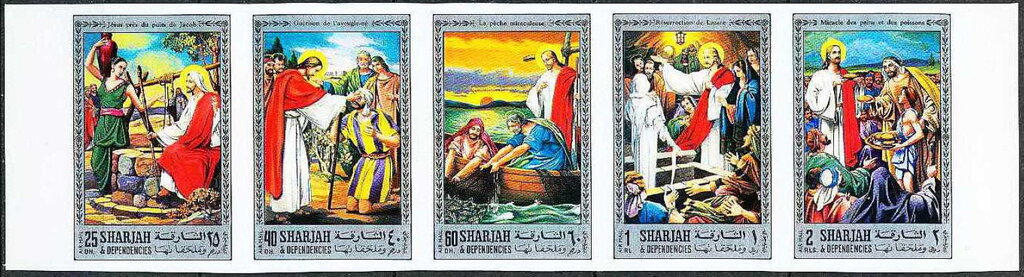
الطوابع الخمسة غير المخرمة على هيئة طوابع متجاورة.

كذلك أصدرت بطاقة تذكارية تضم طابعا بقيمة ريالين، وتوفرت منها النسخة المخرمة وغير المخرمة:

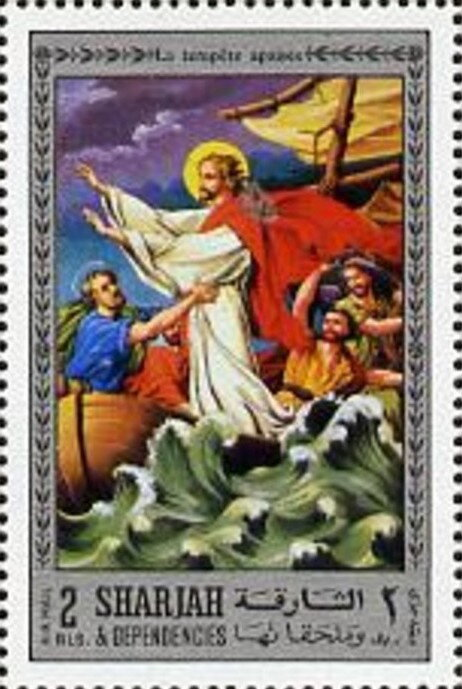
الطابع المخرم
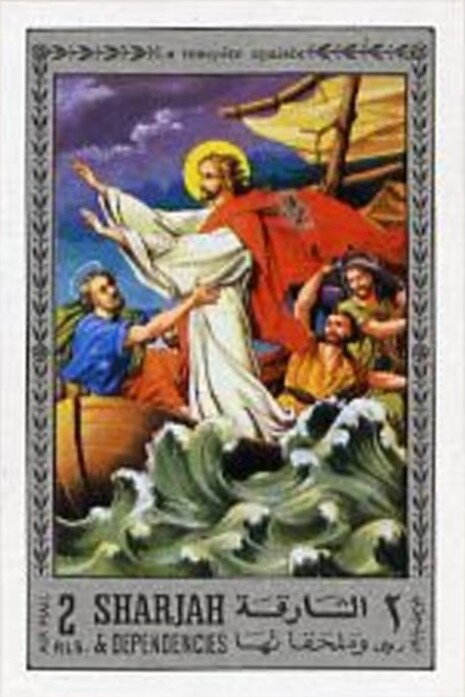
الطابع غير المخرم